# Campionat del món d'escacs de 2018
El Campionat del món d'escacs de 2018 va ser un matx entre el campió regnant Magnus Carlsen i l'aspirant al títol, Fabiano Caruana, per determinar el Campió del món d'escacs. Es dugué a terme sota els auspicis de la FIDE, la Federació Internacional d'Escacs, amb els drets d'organització per Agon, a Londres, a The College, Holborn, entre el 9 i el 28 de novembre de 2018.
La part del matx amb partides a ritme clàssic va acabar amb dotze taules consecutives, un rècord pels matxs del Campionat del Món (hi havia hagut ratxes de taules més llargues, però no al començament o al final d'un matx). Com que després de dotze partides el matx estava empatat 6–6, es va jugar un desempat a escacs ràpids per decidir el guanyador, que finalment va ser Carlsen, que va vèncer tres partides semiràpides de les quatre previstes, i va retenir la corona.

## Torneig de candidats
Caruana es va classificar com a aspirant al títol després de guanyar el Torneig de Candidats de 2018. Fou un torneig doble pel sistema de tots contra tots a doble ronda disputat a Berlín, Alemanya entre el 10 i el 28 de març de 2018.

### Jugadors classificats
Els jugadors classificats pel Torneig de Candidats foren els següents (l'edat, l'Elo, i la classificació mundial es refereixen al març de 2018, quan es va celebrar el torneig):
| Jugador             | Edat | Elo  | Posició | Via de classificació |
| ------------------- | ---- | ---- | ------- | --- |
| Serguei Kariakin    | 28   | 2763 | 13      | Perdedor del matx pel Campionat del món de 2016. |
| Levon Aronian       | 35   | 2794 | 5       | Els dos millors classificats de la Copa del Món d'escacs de 2017 que no es van classificar des del matx de 2016.                                                                                  |
| Ding Liren          | 25   | 2769 | 11      | Els dos millors classificats de la Copa del Món d'escacs de 2017 que no es van classificar des del matx de 2016.                                                                                  |
| Xakhriar Mamediàrov | 32   | 2809 | 2       | Els dos millors classificats del Grand Prix de la FIDE 2017 que no s'havien classificat a través de la Copa del Món.                                                                              |
| Aleksandr Grisxuk   | 34   | 2767 | 12      | Els dos millors classificats del Grand Prix de la FIDE 2017 que no s'havien classificat a través de la Copa del Món.                                                                              |
| Fabiano Caruana     | 25   | 2784 | 7       | Els dos jugadors amb l'Elo més alt (mitjana de les 12 llistes de 2017), que no s'haguessin classificat via una de les dues vies anteriors, i que haguessin jugat la Copa del Món o el Grand Prix. |
| Wesley So           | 24   | 2799 | 4       | Els dos jugadors amb l'Elo més alt (mitjana de les 12 llistes de 2017), que no s'haguessin classificat via una de les dues vies anteriors, i que haguessin jugat la Copa del Món o el Grand Prix. |
| Vladímir Kràmnik    | 42   | 2800 | 3       | Convidat per l'organització (Agon). Havia de ser un jugador d'Elo mínim 2725 en qualsevol llista d'elo de la FIDE de 2017.                                                                        |

### Resultats
| Pos | Equip                     | PJ | PG | PE | PP | GF | GC | DG | Pts | Classificació                  |     | CAR | MAM | KAR | DIN | KRA | GRI | SO  | ARO |
| --- | ------------------------- | -- | -- | -- | -- | -- | -- | -- | --- | ------------------------------ | --- | --- | --- | --- | --- | --- | --- | --- | --- |
| 1   | Fabiano Caruana (USA) (Q) | 14 | 5  | 8  | 1  | 0  | 0  | 0  | 9   | Classificat pel matx pel títol |     | —   | ½   | ½ 0 | ½   | ½ 1 | ½ 1 | 1 ½ | 1   |
| 2   | Xakhriar Mamediàrov (AZE) | 14 | 3  | 10 | 1  | 0  | 0  | 0  | 8   |                                |     | ½   | —   | ½ 1 | 0 ½ | 1 ½ | 1 ½ | ½   | ½   |
| 3   | Serguei Kariakin (RUS)    | 14 | 4  | 8  | 2  | 0  | 0  | 0  | 8   |                                | 1 ½ | 0 ½ | —   | ½   | 1 ½ | ½   | 1 ½ | 0 1 |     |
| 4   | Ding Liren (CHN)          | 14 | 1  | 13 | 0  | 0  | 0  | 0  | 7.5 |                                | ½   | ½ 1 | ½   | —   | ½   | ½   | ½   | ½   |     |
| 5   | Vladímir Kràmnik (RUS)    | 14 | 3  | 7  | 4  | 0  | 0  | 0  | 6.5 |                                | 0 ½ | ½ 0 | ½ 0 | ½   | —   | 1 0 | ½   | 1   |     |
| 6   | Aleksandr Grisxuk (RUS)   | 14 | 2  | 9  | 3  | 0  | 0  | 0  | 6.5 |                                | 0 ½ | ½ 0 | ½   | ½   | 1 0 | —   | 1 ½ | ½   |     |
| 7   | Wesley So (USA)           | 14 | 1  | 10 | 3  | 0  | 0  | 0  | 6   |                                | ½ 0 | ½   | ½ 0 | ½   | ½   | ½ 0 | —   | 1 ½ |     |
| 8   | Levon Aronian (ARM)       | 14 | 1  | 7  | 6  | 0  | 0  | 0  | 4.5 |                                | 0   | ½   | 0 1 | ½   | 0   | ½   | ½ 0 | —   |     |

Notes
- Els desempats són, en ordre: 1) resultats directes entre els empatats, 2) nombre de victòries, 3) Sonneborn–Berger (SB), 4) partides de desempat.
- Els números amb el fons blanc indiquen el resultat jugant amb les peces blanques (el resultat amb negres és sobre fons negre).

## Matx pel campionat del món

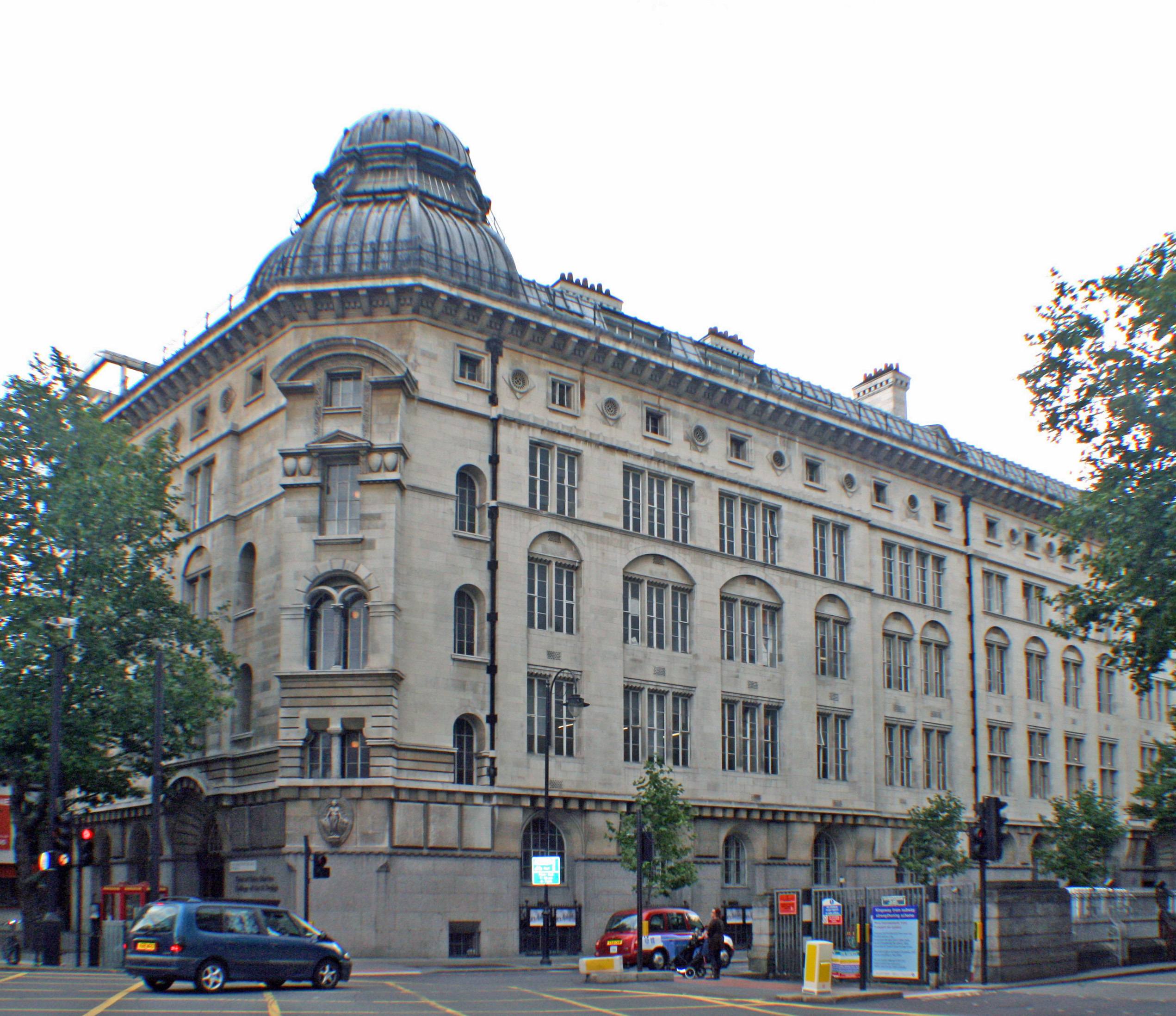
The College, a Holborn, Londres

El matx pel Campionat del Món entre Magnus Carlsen i Fabiano Caruana se celebrà entre el 9 i el 28 de novembre de 2018 a Londres, Regne Unit, a The College, Holborn.

### Regles del matx
El matx es disputa al millor de 12 partides. El control de temps és de 100 minuts per les primeres 40 jugades, 50 minuts per les següents 20, i 15 minuts per la resta de la partida, amb 30 segons d'increment per cada jugada des de la primera. Els jugadors no poden pactar taules abans del 30è moviment de les negres.
Si el matx romangués empatat després de 12 partides, es jugarien partides de desempat el darrer dia, en el següent ordre, si calgués:
- 4 semiràpides (25 minuts per cada jugador, amb increment de 10 segons per moviment). El jugador amb millor resultat després de les quatre partides és el guanyador; en cas contrari es passa a les partides ràpides.
- Cinc mini-matxs al millor de 2 partides ràpides (5 minuts més 3 segons d'increment per moviment). El jugador amb millor resultat després en qualsevol dels minimatxs és el guanyador. Si tots cinc matxs a dues partides s'empaten, es jugarà una partida "Armageddon".
- Una partida "Armageddon": Les blanques tenen 5 minuts i les negres 4. Tots dos jugadors tenen un increment de 3 segons a partir del moviment 61. El jugador que guanyi un sorteig tria color. En cas de taules, el jugador de negres és el guanyador.

### Borsa de premis
La borsa de premis és d'un milió d'Euros lliure d'impostos, a repartir 60% vs 40% entre el guanyador i el perdedor en cas que no hi hagi empat, o bé 55% vs 45% en cas de desempat.

### Resultats dels enfrontaments previs
Abans del Matx, Caruana i Carlsen havien disputat 33 partides un contra l'altre a ritme clàssic, de les quals Carlsen n'havia guanyat deu i Caruana cinc, amb 18 taules. La partida més recent, durant l'edició de 2018 de la Sinquefield Cup, va acabar en taules.
| Enfrontaments directes      | Enfrontaments directes                | Enfrontaments directes | Enfrontaments directes | Enfrontaments directes | Enfrontaments directes |
|                             |                                       | Victòries de Carlsen   | Taules                 | Victòries de Caruana   | Total                  |
| --------------------------- | ------------------------------------- | ---------------------- | ---------------------- | ---------------------- | ---------------------- |
| Clàssic                     | Carlsen (blanques) – Caruana (negres) | 5                      | 10                     | 2                      | 17                     |
| Clàssic                     | Caruana (blanques) – Carlsen (negres) | 5                      | 8                      | 3                      | 16                     |
| Clàssic                     | Total                                 | 10                     | 18                     | 5                      | 33                     |
| Blitz / ràpides / exhibició | Blitz / ràpides / exhibició           | 13                     | 4                      | 6                      | 23                     |
| Total                       | Total                                 | 23                     | 22                     | 11                     | 56                     |

### Calendari
Les dates amb partides estan ressaltades.
| Data                      | Esdeveniment         |
| ------------------------- | -------------------- |
| dijous, 8 de novembre     | Cerimònia d'obertura |
| divendres, 9 de novembre  | Partida 1            |
| dissabte, 10 de novembre  | Partida 2            |
| diumenge, 11 de novembre  | Descans              |
| dilluns, 12 de novembre   | Partida 3            |
| dimarts, 13 de novembre   | Partida 4            |
| dimecres, 14 de novembre  | Descans              |
| dijous, 15 de novembre    | Partida 5            |
| divendres, 16 de novembre | Partida 6            |
| dissabte, 17 de novembre  | Descans              |
| diumenge, 18 de novembre  | Partida 7            |

| Data                      | Esdeveniment                           |
| ------------------------- | -------------------------------------- |
| dilluns, 19 de novembre   | Partida 8                              |
| dimarts, 20 de novembre   | Descans                                |
| dimecres, 21 de novembre  | Partida 9                              |
| dijous, 22 de novembre    | Partida 10                             |
| divendres, 23 de novembre | Descans                                |
| dissabte, 24 de novembre  | Partida 11                             |
| diumenge, 25 de novembre  | Descans                                |
| dilluns, 26 de novembre   | Partida 12                             |
| dimarts, 27 de novembre   | Descans                                |
| dimecres, 28 de novembre  | Partides de desempat Premis i clausura |

Totes les partides es juguen a les 15:00 UTC a Londres.

### Resultats
|                       | Elo  | Partides clàssiques | Partides clàssiques | Partides clàssiques | Partides clàssiques | Partides clàssiques | Partides clàssiques | Partides clàssiques | Partides clàssiques | Partides clàssiques | Partides clàssiques | Partides clàssiques | Partides clàssiques | Partides semiràpides | Partides semiràpides | Partides semiràpides | Punts |
| 1                     | Elo  | 2                   | 3                   | 4                   | 5                   | 6                   | 7                   | 8                   | 9                   | 10                  | 11                  | 12                  | 13                  | 14                   | 15                   |                      | Punts |
| --------------------- | ---- | ------------------- | ------------------- | ------------------- | ------------------- | ------------------- | ------------------- | ------------------- | ------------------- | ------------------- | ------------------- | ------------------- | ------------------- | -------------------- | -------------------- | -------------------- | ----- |
| Magnus Carlsen (NOR)  | 2835 | ½                   | ½                   | ½                   | ½                   | ½                   | ½                   | ½                   | ½                   | ½                   | ½                   | ½                   | ½                   | 1                    | 1                    | 1                    | 6 (3) |
| Fabiano Caruana (USA) | 2832 | ½                   | ½                   | ½                   | ½                   | ½                   | ½                   | ½                   | ½                   | ½                   | ½                   | ½                   | ½                   | 0                    | 0                    | 0                    | 6 (0) |

### Partides

#### Partida 1: Caruana–Carlsen, ½–½
|   | a | b | c | d | e | f | g | h |   |
| 8 | c8 negres rei · g8 negres torre · a7 negres peó · c7 negres alfil · b6 negres peó · c6 negres peó · h6 negres peó · c5 negres peó · g5 negres dama · e4 blanques peó · f4 negres peó · b3 blanques peó · d3 blanques peó · f3 blanques dama · h3 blanques peó · a2 blanques peó · c2 blanques peó · e2 blanques rei · h2 blanques cavall · f1 blanques torre | c8 negres rei · g8 negres torre · a7 negres peó · c7 negres alfil · b6 negres peó · c6 negres peó · h6 negres peó · c5 negres peó · g5 negres dama · e4 blanques peó · f4 negres peó · b3 blanques peó · d3 blanques peó · f3 blanques dama · h3 blanques peó · a2 blanques peó · c2 blanques peó · e2 blanques rei · h2 blanques cavall · f1 blanques torre | c8 negres rei · g8 negres torre · a7 negres peó · c7 negres alfil · b6 negres peó · c6 negres peó · h6 negres peó · c5 negres peó · g5 negres dama · e4 blanques peó · f4 negres peó · b3 blanques peó · d3 blanques peó · f3 blanques dama · h3 blanques peó · a2 blanques peó · c2 blanques peó · e2 blanques rei · h2 blanques cavall · f1 blanques torre | c8 negres rei · g8 negres torre · a7 negres peó · c7 negres alfil · b6 negres peó · c6 negres peó · h6 negres peó · c5 negres peó · g5 negres dama · e4 blanques peó · f4 negres peó · b3 blanques peó · d3 blanques peó · f3 blanques dama · h3 blanques peó · a2 blanques peó · c2 blanques peó · e2 blanques rei · h2 blanques cavall · f1 blanques torre | c8 negres rei · g8 negres torre · a7 negres peó · c7 negres alfil · b6 negres peó · c6 negres peó · h6 negres peó · c5 negres peó · g5 negres dama · e4 blanques peó · f4 negres peó · b3 blanques peó · d3 blanques peó · f3 blanques dama · h3 blanques peó · a2 blanques peó · c2 blanques peó · e2 blanques rei · h2 blanques cavall · f1 blanques torre | c8 negres rei · g8 negres torre · a7 negres peó · c7 negres alfil · b6 negres peó · c6 negres peó · h6 negres peó · c5 negres peó · g5 negres dama · e4 blanques peó · f4 negres peó · b3 blanques peó · d3 blanques peó · f3 blanques dama · h3 blanques peó · a2 blanques peó · c2 blanques peó · e2 blanques rei · h2 blanques cavall · f1 blanques torre | c8 negres rei · g8 negres torre · a7 negres peó · c7 negres alfil · b6 negres peó · c6 negres peó · h6 negres peó · c5 negres peó · g5 negres dama · e4 blanques peó · f4 negres peó · b3 blanques peó · d3 blanques peó · f3 blanques dama · h3 blanques peó · a2 blanques peó · c2 blanques peó · e2 blanques rei · h2 blanques cavall · f1 blanques torre | c8 negres rei · g8 negres torre · a7 negres peó · c7 negres alfil · b6 negres peó · c6 negres peó · h6 negres peó · c5 negres peó · g5 negres dama · e4 blanques peó · f4 negres peó · b3 blanques peó · d3 blanques peó · f3 blanques dama · h3 blanques peó · a2 blanques peó · c2 blanques peó · e2 blanques rei · h2 blanques cavall · f1 blanques torre | 8 |
| 7 | c8 negres rei · g8 negres torre · a7 negres peó · c7 negres alfil · b6 negres peó · c6 negres peó · h6 negres peó · c5 negres peó · g5 negres dama · e4 blanques peó · f4 negres peó · b3 blanques peó · d3 blanques peó · f3 blanques dama · h3 blanques peó · a2 blanques peó · c2 blanques peó · e2 blanques rei · h2 blanques cavall · f1 blanques torre | c8 negres rei · g8 negres torre · a7 negres peó · c7 negres alfil · b6 negres peó · c6 negres peó · h6 negres peó · c5 negres peó · g5 negres dama · e4 blanques peó · f4 negres peó · b3 blanques peó · d3 blanques peó · f3 blanques dama · h3 blanques peó · a2 blanques peó · c2 blanques peó · e2 blanques rei · h2 blanques cavall · f1 blanques torre | c8 negres rei · g8 negres torre · a7 negres peó · c7 negres alfil · b6 negres peó · c6 negres peó · h6 negres peó · c5 negres peó · g5 negres dama · e4 blanques peó · f4 negres peó · b3 blanques peó · d3 blanques peó · f3 blanques dama · h3 blanques peó · a2 blanques peó · c2 blanques peó · e2 blanques rei · h2 blanques cavall · f1 blanques torre | c8 negres rei · g8 negres torre · a7 negres peó · c7 negres alfil · b6 negres peó · c6 negres peó · h6 negres peó · c5 negres peó · g5 negres dama · e4 blanques peó · f4 negres peó · b3 blanques peó · d3 blanques peó · f3 blanques dama · h3 blanques peó · a2 blanques peó · c2 blanques peó · e2 blanques rei · h2 blanques cavall · f1 blanques torre | c8 negres rei · g8 negres torre · a7 negres peó · c7 negres alfil · b6 negres peó · c6 negres peó · h6 negres peó · c5 negres peó · g5 negres dama · e4 blanques peó · f4 negres peó · b3 blanques peó · d3 blanques peó · f3 blanques dama · h3 blanques peó · a2 blanques peó · c2 blanques peó · e2 blanques rei · h2 blanques cavall · f1 blanques torre | c8 negres rei · g8 negres torre · a7 negres peó · c7 negres alfil · b6 negres peó · c6 negres peó · h6 negres peó · c5 negres peó · g5 negres dama · e4 blanques peó · f4 negres peó · b3 blanques peó · d3 blanques peó · f3 blanques dama · h3 blanques peó · a2 blanques peó · c2 blanques peó · e2 blanques rei · h2 blanques cavall · f1 blanques torre | c8 negres rei · g8 negres torre · a7 negres peó · c7 negres alfil · b6 negres peó · c6 negres peó · h6 negres peó · c5 negres peó · g5 negres dama · e4 blanques peó · f4 negres peó · b3 blanques peó · d3 blanques peó · f3 blanques dama · h3 blanques peó · a2 blanques peó · c2 blanques peó · e2 blanques rei · h2 blanques cavall · f1 blanques torre | c8 negres rei · g8 negres torre · a7 negres peó · c7 negres alfil · b6 negres peó · c6 negres peó · h6 negres peó · c5 negres peó · g5 negres dama · e4 blanques peó · f4 negres peó · b3 blanques peó · d3 blanques peó · f3 blanques dama · h3 blanques peó · a2 blanques peó · c2 blanques peó · e2 blanques rei · h2 blanques cavall · f1 blanques torre | 7 |
| 6 | c8 negres rei · g8 negres torre · a7 negres peó · c7 negres alfil · b6 negres peó · c6 negres peó · h6 negres peó · c5 negres peó · g5 negres dama · e4 blanques peó · f4 negres peó · b3 blanques peó · d3 blanques peó · f3 blanques dama · h3 blanques peó · a2 blanques peó · c2 blanques peó · e2 blanques rei · h2 blanques cavall · f1 blanques torre | c8 negres rei · g8 negres torre · a7 negres peó · c7 negres alfil · b6 negres peó · c6 negres peó · h6 negres peó · c5 negres peó · g5 negres dama · e4 blanques peó · f4 negres peó · b3 blanques peó · d3 blanques peó · f3 blanques dama · h3 blanques peó · a2 blanques peó · c2 blanques peó · e2 blanques rei · h2 blanques cavall · f1 blanques torre | c8 negres rei · g8 negres torre · a7 negres peó · c7 negres alfil · b6 negres peó · c6 negres peó · h6 negres peó · c5 negres peó · g5 negres dama · e4 blanques peó · f4 negres peó · b3 blanques peó · d3 blanques peó · f3 blanques dama · h3 blanques peó · a2 blanques peó · c2 blanques peó · e2 blanques rei · h2 blanques cavall · f1 blanques torre | c8 negres rei · g8 negres torre · a7 negres peó · c7 negres alfil · b6 negres peó · c6 negres peó · h6 negres peó · c5 negres peó · g5 negres dama · e4 blanques peó · f4 negres peó · b3 blanques peó · d3 blanques peó · f3 blanques dama · h3 blanques peó · a2 blanques peó · c2 blanques peó · e2 blanques rei · h2 blanques cavall · f1 blanques torre | c8 negres rei · g8 negres torre · a7 negres peó · c7 negres alfil · b6 negres peó · c6 negres peó · h6 negres peó · c5 negres peó · g5 negres dama · e4 blanques peó · f4 negres peó · b3 blanques peó · d3 blanques peó · f3 blanques dama · h3 blanques peó · a2 blanques peó · c2 blanques peó · e2 blanques rei · h2 blanques cavall · f1 blanques torre | c8 negres rei · g8 negres torre · a7 negres peó · c7 negres alfil · b6 negres peó · c6 negres peó · h6 negres peó · c5 negres peó · g5 negres dama · e4 blanques peó · f4 negres peó · b3 blanques peó · d3 blanques peó · f3 blanques dama · h3 blanques peó · a2 blanques peó · c2 blanques peó · e2 blanques rei · h2 blanques cavall · f1 blanques torre | c8 negres rei · g8 negres torre · a7 negres peó · c7 negres alfil · b6 negres peó · c6 negres peó · h6 negres peó · c5 negres peó · g5 negres dama · e4 blanques peó · f4 negres peó · b3 blanques peó · d3 blanques peó · f3 blanques dama · h3 blanques peó · a2 blanques peó · c2 blanques peó · e2 blanques rei · h2 blanques cavall · f1 blanques torre | c8 negres rei · g8 negres torre · a7 negres peó · c7 negres alfil · b6 negres peó · c6 negres peó · h6 negres peó · c5 negres peó · g5 negres dama · e4 blanques peó · f4 negres peó · b3 blanques peó · d3 blanques peó · f3 blanques dama · h3 blanques peó · a2 blanques peó · c2 blanques peó · e2 blanques rei · h2 blanques cavall · f1 blanques torre | 6 |
| 5 | c8 negres rei · g8 negres torre · a7 negres peó · c7 negres alfil · b6 negres peó · c6 negres peó · h6 negres peó · c5 negres peó · g5 negres dama · e4 blanques peó · f4 negres peó · b3 blanques peó · d3 blanques peó · f3 blanques dama · h3 blanques peó · a2 blanques peó · c2 blanques peó · e2 blanques rei · h2 blanques cavall · f1 blanques torre | c8 negres rei · g8 negres torre · a7 negres peó · c7 negres alfil · b6 negres peó · c6 negres peó · h6 negres peó · c5 negres peó · g5 negres dama · e4 blanques peó · f4 negres peó · b3 blanques peó · d3 blanques peó · f3 blanques dama · h3 blanques peó · a2 blanques peó · c2 blanques peó · e2 blanques rei · h2 blanques cavall · f1 blanques torre | c8 negres rei · g8 negres torre · a7 negres peó · c7 negres alfil · b6 negres peó · c6 negres peó · h6 negres peó · c5 negres peó · g5 negres dama · e4 blanques peó · f4 negres peó · b3 blanques peó · d3 blanques peó · f3 blanques dama · h3 blanques peó · a2 blanques peó · c2 blanques peó · e2 blanques rei · h2 blanques cavall · f1 blanques torre | c8 negres rei · g8 negres torre · a7 negres peó · c7 negres alfil · b6 negres peó · c6 negres peó · h6 negres peó · c5 negres peó · g5 negres dama · e4 blanques peó · f4 negres peó · b3 blanques peó · d3 blanques peó · f3 blanques dama · h3 blanques peó · a2 blanques peó · c2 blanques peó · e2 blanques rei · h2 blanques cavall · f1 blanques torre | c8 negres rei · g8 negres torre · a7 negres peó · c7 negres alfil · b6 negres peó · c6 negres peó · h6 negres peó · c5 negres peó · g5 negres dama · e4 blanques peó · f4 negres peó · b3 blanques peó · d3 blanques peó · f3 blanques dama · h3 blanques peó · a2 blanques peó · c2 blanques peó · e2 blanques rei · h2 blanques cavall · f1 blanques torre | c8 negres rei · g8 negres torre · a7 negres peó · c7 negres alfil · b6 negres peó · c6 negres peó · h6 negres peó · c5 negres peó · g5 negres dama · e4 blanques peó · f4 negres peó · b3 blanques peó · d3 blanques peó · f3 blanques dama · h3 blanques peó · a2 blanques peó · c2 blanques peó · e2 blanques rei · h2 blanques cavall · f1 blanques torre | c8 negres rei · g8 negres torre · a7 negres peó · c7 negres alfil · b6 negres peó · c6 negres peó · h6 negres peó · c5 negres peó · g5 negres dama · e4 blanques peó · f4 negres peó · b3 blanques peó · d3 blanques peó · f3 blanques dama · h3 blanques peó · a2 blanques peó · c2 blanques peó · e2 blanques rei · h2 blanques cavall · f1 blanques torre | c8 negres rei · g8 negres torre · a7 negres peó · c7 negres alfil · b6 negres peó · c6 negres peó · h6 negres peó · c5 negres peó · g5 negres dama · e4 blanques peó · f4 negres peó · b3 blanques peó · d3 blanques peó · f3 blanques dama · h3 blanques peó · a2 blanques peó · c2 blanques peó · e2 blanques rei · h2 blanques cavall · f1 blanques torre | 5 |
| 4 | c8 negres rei · g8 negres torre · a7 negres peó · c7 negres alfil · b6 negres peó · c6 negres peó · h6 negres peó · c5 negres peó · g5 negres dama · e4 blanques peó · f4 negres peó · b3 blanques peó · d3 blanques peó · f3 blanques dama · h3 blanques peó · a2 blanques peó · c2 blanques peó · e2 blanques rei · h2 blanques cavall · f1 blanques torre | c8 negres rei · g8 negres torre · a7 negres peó · c7 negres alfil · b6 negres peó · c6 negres peó · h6 negres peó · c5 negres peó · g5 negres dama · e4 blanques peó · f4 negres peó · b3 blanques peó · d3 blanques peó · f3 blanques dama · h3 blanques peó · a2 blanques peó · c2 blanques peó · e2 blanques rei · h2 blanques cavall · f1 blanques torre | c8 negres rei · g8 negres torre · a7 negres peó · c7 negres alfil · b6 negres peó · c6 negres peó · h6 negres peó · c5 negres peó · g5 negres dama · e4 blanques peó · f4 negres peó · b3 blanques peó · d3 blanques peó · f3 blanques dama · h3 blanques peó · a2 blanques peó · c2 blanques peó · e2 blanques rei · h2 blanques cavall · f1 blanques torre | c8 negres rei · g8 negres torre · a7 negres peó · c7 negres alfil · b6 negres peó · c6 negres peó · h6 negres peó · c5 negres peó · g5 negres dama · e4 blanques peó · f4 negres peó · b3 blanques peó · d3 blanques peó · f3 blanques dama · h3 blanques peó · a2 blanques peó · c2 blanques peó · e2 blanques rei · h2 blanques cavall · f1 blanques torre | c8 negres rei · g8 negres torre · a7 negres peó · c7 negres alfil · b6 negres peó · c6 negres peó · h6 negres peó · c5 negres peó · g5 negres dama · e4 blanques peó · f4 negres peó · b3 blanques peó · d3 blanques peó · f3 blanques dama · h3 blanques peó · a2 blanques peó · c2 blanques peó · e2 blanques rei · h2 blanques cavall · f1 blanques torre | c8 negres rei · g8 negres torre · a7 negres peó · c7 negres alfil · b6 negres peó · c6 negres peó · h6 negres peó · c5 negres peó · g5 negres dama · e4 blanques peó · f4 negres peó · b3 blanques peó · d3 blanques peó · f3 blanques dama · h3 blanques peó · a2 blanques peó · c2 blanques peó · e2 blanques rei · h2 blanques cavall · f1 blanques torre | c8 negres rei · g8 negres torre · a7 negres peó · c7 negres alfil · b6 negres peó · c6 negres peó · h6 negres peó · c5 negres peó · g5 negres dama · e4 blanques peó · f4 negres peó · b3 blanques peó · d3 blanques peó · f3 blanques dama · h3 blanques peó · a2 blanques peó · c2 blanques peó · e2 blanques rei · h2 blanques cavall · f1 blanques torre | c8 negres rei · g8 negres torre · a7 negres peó · c7 negres alfil · b6 negres peó · c6 negres peó · h6 negres peó · c5 negres peó · g5 negres dama · e4 blanques peó · f4 negres peó · b3 blanques peó · d3 blanques peó · f3 blanques dama · h3 blanques peó · a2 blanques peó · c2 blanques peó · e2 blanques rei · h2 blanques cavall · f1 blanques torre | 4 |
| 3 | c8 negres rei · g8 negres torre · a7 negres peó · c7 negres alfil · b6 negres peó · c6 negres peó · h6 negres peó · c5 negres peó · g5 negres dama · e4 blanques peó · f4 negres peó · b3 blanques peó · d3 blanques peó · f3 blanques dama · h3 blanques peó · a2 blanques peó · c2 blanques peó · e2 blanques rei · h2 blanques cavall · f1 blanques torre | c8 negres rei · g8 negres torre · a7 negres peó · c7 negres alfil · b6 negres peó · c6 negres peó · h6 negres peó · c5 negres peó · g5 negres dama · e4 blanques peó · f4 negres peó · b3 blanques peó · d3 blanques peó · f3 blanques dama · h3 blanques peó · a2 blanques peó · c2 blanques peó · e2 blanques rei · h2 blanques cavall · f1 blanques torre | c8 negres rei · g8 negres torre · a7 negres peó · c7 negres alfil · b6 negres peó · c6 negres peó · h6 negres peó · c5 negres peó · g5 negres dama · e4 blanques peó · f4 negres peó · b3 blanques peó · d3 blanques peó · f3 blanques dama · h3 blanques peó · a2 blanques peó · c2 blanques peó · e2 blanques rei · h2 blanques cavall · f1 blanques torre | c8 negres rei · g8 negres torre · a7 negres peó · c7 negres alfil · b6 negres peó · c6 negres peó · h6 negres peó · c5 negres peó · g5 negres dama · e4 blanques peó · f4 negres peó · b3 blanques peó · d3 blanques peó · f3 blanques dama · h3 blanques peó · a2 blanques peó · c2 blanques peó · e2 blanques rei · h2 blanques cavall · f1 blanques torre | c8 negres rei · g8 negres torre · a7 negres peó · c7 negres alfil · b6 negres peó · c6 negres peó · h6 negres peó · c5 negres peó · g5 negres dama · e4 blanques peó · f4 negres peó · b3 blanques peó · d3 blanques peó · f3 blanques dama · h3 blanques peó · a2 blanques peó · c2 blanques peó · e2 blanques rei · h2 blanques cavall · f1 blanques torre | c8 negres rei · g8 negres torre · a7 negres peó · c7 negres alfil · b6 negres peó · c6 negres peó · h6 negres peó · c5 negres peó · g5 negres dama · e4 blanques peó · f4 negres peó · b3 blanques peó · d3 blanques peó · f3 blanques dama · h3 blanques peó · a2 blanques peó · c2 blanques peó · e2 blanques rei · h2 blanques cavall · f1 blanques torre | c8 negres rei · g8 negres torre · a7 negres peó · c7 negres alfil · b6 negres peó · c6 negres peó · h6 negres peó · c5 negres peó · g5 negres dama · e4 blanques peó · f4 negres peó · b3 blanques peó · d3 blanques peó · f3 blanques dama · h3 blanques peó · a2 blanques peó · c2 blanques peó · e2 blanques rei · h2 blanques cavall · f1 blanques torre | c8 negres rei · g8 negres torre · a7 negres peó · c7 negres alfil · b6 negres peó · c6 negres peó · h6 negres peó · c5 negres peó · g5 negres dama · e4 blanques peó · f4 negres peó · b3 blanques peó · d3 blanques peó · f3 blanques dama · h3 blanques peó · a2 blanques peó · c2 blanques peó · e2 blanques rei · h2 blanques cavall · f1 blanques torre | 3 |
| 2 | c8 negres rei · g8 negres torre · a7 negres peó · c7 negres alfil · b6 negres peó · c6 negres peó · h6 negres peó · c5 negres peó · g5 negres dama · e4 blanques peó · f4 negres peó · b3 blanques peó · d3 blanques peó · f3 blanques dama · h3 blanques peó · a2 blanques peó · c2 blanques peó · e2 blanques rei · h2 blanques cavall · f1 blanques torre | c8 negres rei · g8 negres torre · a7 negres peó · c7 negres alfil · b6 negres peó · c6 negres peó · h6 negres peó · c5 negres peó · g5 negres dama · e4 blanques peó · f4 negres peó · b3 blanques peó · d3 blanques peó · f3 blanques dama · h3 blanques peó · a2 blanques peó · c2 blanques peó · e2 blanques rei · h2 blanques cavall · f1 blanques torre | c8 negres rei · g8 negres torre · a7 negres peó · c7 negres alfil · b6 negres peó · c6 negres peó · h6 negres peó · c5 negres peó · g5 negres dama · e4 blanques peó · f4 negres peó · b3 blanques peó · d3 blanques peó · f3 blanques dama · h3 blanques peó · a2 blanques peó · c2 blanques peó · e2 blanques rei · h2 blanques cavall · f1 blanques torre | c8 negres rei · g8 negres torre · a7 negres peó · c7 negres alfil · b6 negres peó · c6 negres peó · h6 negres peó · c5 negres peó · g5 negres dama · e4 blanques peó · f4 negres peó · b3 blanques peó · d3 blanques peó · f3 blanques dama · h3 blanques peó · a2 blanques peó · c2 blanques peó · e2 blanques rei · h2 blanques cavall · f1 blanques torre | c8 negres rei · g8 negres torre · a7 negres peó · c7 negres alfil · b6 negres peó · c6 negres peó · h6 negres peó · c5 negres peó · g5 negres dama · e4 blanques peó · f4 negres peó · b3 blanques peó · d3 blanques peó · f3 blanques dama · h3 blanques peó · a2 blanques peó · c2 blanques peó · e2 blanques rei · h2 blanques cavall · f1 blanques torre | c8 negres rei · g8 negres torre · a7 negres peó · c7 negres alfil · b6 negres peó · c6 negres peó · h6 negres peó · c5 negres peó · g5 negres dama · e4 blanques peó · f4 negres peó · b3 blanques peó · d3 blanques peó · f3 blanques dama · h3 blanques peó · a2 blanques peó · c2 blanques peó · e2 blanques rei · h2 blanques cavall · f1 blanques torre | c8 negres rei · g8 negres torre · a7 negres peó · c7 negres alfil · b6 negres peó · c6 negres peó · h6 negres peó · c5 negres peó · g5 negres dama · e4 blanques peó · f4 negres peó · b3 blanques peó · d3 blanques peó · f3 blanques dama · h3 blanques peó · a2 blanques peó · c2 blanques peó · e2 blanques rei · h2 blanques cavall · f1 blanques torre | c8 negres rei · g8 negres torre · a7 negres peó · c7 negres alfil · b6 negres peó · c6 negres peó · h6 negres peó · c5 negres peó · g5 negres dama · e4 blanques peó · f4 negres peó · b3 blanques peó · d3 blanques peó · f3 blanques dama · h3 blanques peó · a2 blanques peó · c2 blanques peó · e2 blanques rei · h2 blanques cavall · f1 blanques torre | 2 |
| 1 | c8 negres rei · g8 negres torre · a7 negres peó · c7 negres alfil · b6 negres peó · c6 negres peó · h6 negres peó · c5 negres peó · g5 negres dama · e4 blanques peó · f4 negres peó · b3 blanques peó · d3 blanques peó · f3 blanques dama · h3 blanques peó · a2 blanques peó · c2 blanques peó · e2 blanques rei · h2 blanques cavall · f1 blanques torre | c8 negres rei · g8 negres torre · a7 negres peó · c7 negres alfil · b6 negres peó · c6 negres peó · h6 negres peó · c5 negres peó · g5 negres dama · e4 blanques peó · f4 negres peó · b3 blanques peó · d3 blanques peó · f3 blanques dama · h3 blanques peó · a2 blanques peó · c2 blanques peó · e2 blanques rei · h2 blanques cavall · f1 blanques torre | c8 negres rei · g8 negres torre · a7 negres peó · c7 negres alfil · b6 negres peó · c6 negres peó · h6 negres peó · c5 negres peó · g5 negres dama · e4 blanques peó · f4 negres peó · b3 blanques peó · d3 blanques peó · f3 blanques dama · h3 blanques peó · a2 blanques peó · c2 blanques peó · e2 blanques rei · h2 blanques cavall · f1 blanques torre | c8 negres rei · g8 negres torre · a7 negres peó · c7 negres alfil · b6 negres peó · c6 negres peó · h6 negres peó · c5 negres peó · g5 negres dama · e4 blanques peó · f4 negres peó · b3 blanques peó · d3 blanques peó · f3 blanques dama · h3 blanques peó · a2 blanques peó · c2 blanques peó · e2 blanques rei · h2 blanques cavall · f1 blanques torre | c8 negres rei · g8 negres torre · a7 negres peó · c7 negres alfil · b6 negres peó · c6 negres peó · h6 negres peó · c5 negres peó · g5 negres dama · e4 blanques peó · f4 negres peó · b3 blanques peó · d3 blanques peó · f3 blanques dama · h3 blanques peó · a2 blanques peó · c2 blanques peó · e2 blanques rei · h2 blanques cavall · f1 blanques torre | c8 negres rei · g8 negres torre · a7 negres peó · c7 negres alfil · b6 negres peó · c6 negres peó · h6 negres peó · c5 negres peó · g5 negres dama · e4 blanques peó · f4 negres peó · b3 blanques peó · d3 blanques peó · f3 blanques dama · h3 blanques peó · a2 blanques peó · c2 blanques peó · e2 blanques rei · h2 blanques cavall · f1 blanques torre | c8 negres rei · g8 negres torre · a7 negres peó · c7 negres alfil · b6 negres peó · c6 negres peó · h6 negres peó · c5 negres peó · g5 negres dama · e4 blanques peó · f4 negres peó · b3 blanques peó · d3 blanques peó · f3 blanques dama · h3 blanques peó · a2 blanques peó · c2 blanques peó · e2 blanques rei · h2 blanques cavall · f1 blanques torre | c8 negres rei · g8 negres torre · a7 negres peó · c7 negres alfil · b6 negres peó · c6 negres peó · h6 negres peó · c5 negres peó · g5 negres dama · e4 blanques peó · f4 negres peó · b3 blanques peó · d3 blanques peó · f3 blanques dama · h3 blanques peó · a2 blanques peó · c2 blanques peó · e2 blanques rei · h2 blanques cavall · f1 blanques torre | 1 |
|   | a | b | c | d | e | f | g | h |   |

La primera partida acabà en taules després de 115 jugades, durant 7 hores. Fou la tercera partida més llarga en un Campionat del Món, després de la cinquena partida del campionat de 1978 (124 jugades), i de la setena partida del campionat de 2014 (122 jugades). Caruana va obrir amb 1.e4, i Carlsen va respondre amb una defensa siciliana, contra la qual Caruana va jugar la variant Rossolimo, amb la qual havia perdut contra Carlsen el 2015. Després de 15 moviments, estava clar que Carlsen havia guanyat el duel d'obertura, amb les blanques sense una manera clara de millorar la seva posició, mentre les negres tenien diversos plans. Caruana va començar a consumir molt de temps, sense aconseguir de neutralitzar Carlsen, i aquest va assolir una posició avantatjosa després de 30 moviments, mentre Caruana era en seriosos destrets de temps. Carlsen va tenir posició guanyadora diversos cops entre les jugades 34 i 40, però, malgrat que tenia un significatiu avantatge de temps, no va trobar la continuació guanyadora cap dels dos cops, i després de 40...Axc3? Caruana va poder assolir un final de taules. Carlsen va continuar jugant per la victòria, però Caruana va poder mantenir la posició, malgrat defensar un final de torres am peó de menys. Finalment els jugadors varen acordar taules després de set hores de joc.
1. e4 c5 2. Cf3 Cc6 3. Ab5 g6 4. Axc6 dxc6 5. d3 Ag7 6. h3 Cf6 7. Cc3 Cd7 8. Ae3 e5 9. 0-0 b6 10. Ch2 Cf8 11. f4 exf4 12. Txf4 Ae6 13. Tf2 h6 14. Dd2 g5 15. Taf1 Dd6 16. Cg4 0-0-0 17. Cf6 Cd7 18. Ch5 Ae5 19. g4 f6 20. b3 Af7 21. Cd1 Cf8 22. Cxf6 Ce6 23. Ch5 Axh5 24. gxh5 Cf4 25. Axf4 gxf4 26. Tg2 Thg8 27. De2 Txg2+ 28. Dxg2 De6 29. Cf2 Tg8 30. Cg4 De8 31. Df3 Dxh5 32. Rf2 Ac7 33. Re2 Dg5 34. Ch2 (diagrama) h5 35. Tf2 Dg1 36. Cf1 h4 37. Rd2 Rb7 38. c3 Ae5 39. Rc2 Dg7 40. Ch2 Axc3 41. Dxf4 Ad4 42. Df7+ Ra6 43. Dxg7 Txg7 44. Te2 Tg3 45. Cg4 Txh3 46. e5 Tf3 47. e6 Tf8 48. e7 Te8 49. Ch6 h3 50. Cf5 Af6 51. a3 b5 52. b4 cxb4 53. axb4 Axe7 54. Cxe7 h2 55. Txh2 Txe7 56. Th6 Rb6 57. Rc3 Td7 58. Tg6 Rc7 59. Th6 Td6 60. Th8 Tg6 61. Ta8 Rb7 62. Th8 Tg5 63. Th7+ Rb6 64. Th6 Tg1 65. Rc2 Tf1 66. Tg6 Th1 67. Tf6 Th8 68. Rc3 Ta8 69. d4 Td8 70. Th6 Td7 71. Tg6 Rc7 72. Tg5 Td6 73. Tg8 Th6 74. Ta8 Th3+ 75. Rc2 Ta3 76. Rb2 Ta4 77. Rc3 a6 78. Th8 Ta3+ 79. Rb2 Tg3 80. Rc2 Tg5 81. Th6 Td5 82. Rc3 Td6 83. Th8 Tg6 84. Rc2 Rb7 85. Rc3 Tg3+ 86. Rc2 Tg1 87. Th5 Tg2+ 88. Rc3 Tg3+ 89. Rc2 Tg4 90. Rc3 Rb6 91. Th6 Tg5 92. Tf6 Th5 93. Tg6 Th3+ 94. Rc2 Th5 95. Rc3 Td5 96. Th6 Rc7 97. Th7+ Td7 98. Th5 Td6 99. Th8 Tg6 100. Tf8 Tg3+ 101. Rc2 Ta3 102. Tf7+ Rd6 103. Ta7 Rd5 104. Rb2 Td3 105. Txa6 Txd4 106. Rb3 Te4 107. Rc3 Tc4+ 108. Rb3 Rd4 109. Tb6 Rd3 110. Ta6 Tc2 111. Tb6 Tc3+ 112. Rb2 Tc4 113. Rb3 Rd4 114. Ta6 Rd5 115. Ta8 ½–½

#### Partida 2: Carlsen–Caruana, ½–½
|   | a | b | c | d | e | f | g | h |   |
| 8 | a8 negres torre · c8 negres alfil · d8 negres torre · g8 negres rei · a7 negres peó · b7 negres peó · f7 negres peó · g7 negres peó · d6 negres alfil · e6 negres peó · h6 negres peó · a5 negres dama · d5 negres cavall · e5 blanques cavall · a4 blanques peó · f4 blanques alfil · c3 blanques peó · e3 blanques peó · c2 blanques dama · e2 blanques alfil · f2 blanques peó · g2 blanques peó · h2 blanques peó · d1 blanques torre · f1 blanques torre · g1 blanques rei | a8 negres torre · c8 negres alfil · d8 negres torre · g8 negres rei · a7 negres peó · b7 negres peó · f7 negres peó · g7 negres peó · d6 negres alfil · e6 negres peó · h6 negres peó · a5 negres dama · d5 negres cavall · e5 blanques cavall · a4 blanques peó · f4 blanques alfil · c3 blanques peó · e3 blanques peó · c2 blanques dama · e2 blanques alfil · f2 blanques peó · g2 blanques peó · h2 blanques peó · d1 blanques torre · f1 blanques torre · g1 blanques rei | a8 negres torre · c8 negres alfil · d8 negres torre · g8 negres rei · a7 negres peó · b7 negres peó · f7 negres peó · g7 negres peó · d6 negres alfil · e6 negres peó · h6 negres peó · a5 negres dama · d5 negres cavall · e5 blanques cavall · a4 blanques peó · f4 blanques alfil · c3 blanques peó · e3 blanques peó · c2 blanques dama · e2 blanques alfil · f2 blanques peó · g2 blanques peó · h2 blanques peó · d1 blanques torre · f1 blanques torre · g1 blanques rei | a8 negres torre · c8 negres alfil · d8 negres torre · g8 negres rei · a7 negres peó · b7 negres peó · f7 negres peó · g7 negres peó · d6 negres alfil · e6 negres peó · h6 negres peó · a5 negres dama · d5 negres cavall · e5 blanques cavall · a4 blanques peó · f4 blanques alfil · c3 blanques peó · e3 blanques peó · c2 blanques dama · e2 blanques alfil · f2 blanques peó · g2 blanques peó · h2 blanques peó · d1 blanques torre · f1 blanques torre · g1 blanques rei | a8 negres torre · c8 negres alfil · d8 negres torre · g8 negres rei · a7 negres peó · b7 negres peó · f7 negres peó · g7 negres peó · d6 negres alfil · e6 negres peó · h6 negres peó · a5 negres dama · d5 negres cavall · e5 blanques cavall · a4 blanques peó · f4 blanques alfil · c3 blanques peó · e3 blanques peó · c2 blanques dama · e2 blanques alfil · f2 blanques peó · g2 blanques peó · h2 blanques peó · d1 blanques torre · f1 blanques torre · g1 blanques rei | a8 negres torre · c8 negres alfil · d8 negres torre · g8 negres rei · a7 negres peó · b7 negres peó · f7 negres peó · g7 negres peó · d6 negres alfil · e6 negres peó · h6 negres peó · a5 negres dama · d5 negres cavall · e5 blanques cavall · a4 blanques peó · f4 blanques alfil · c3 blanques peó · e3 blanques peó · c2 blanques dama · e2 blanques alfil · f2 blanques peó · g2 blanques peó · h2 blanques peó · d1 blanques torre · f1 blanques torre · g1 blanques rei | a8 negres torre · c8 negres alfil · d8 negres torre · g8 negres rei · a7 negres peó · b7 negres peó · f7 negres peó · g7 negres peó · d6 negres alfil · e6 negres peó · h6 negres peó · a5 negres dama · d5 negres cavall · e5 blanques cavall · a4 blanques peó · f4 blanques alfil · c3 blanques peó · e3 blanques peó · c2 blanques dama · e2 blanques alfil · f2 blanques peó · g2 blanques peó · h2 blanques peó · d1 blanques torre · f1 blanques torre · g1 blanques rei | a8 negres torre · c8 negres alfil · d8 negres torre · g8 negres rei · a7 negres peó · b7 negres peó · f7 negres peó · g7 negres peó · d6 negres alfil · e6 negres peó · h6 negres peó · a5 negres dama · d5 negres cavall · e5 blanques cavall · a4 blanques peó · f4 blanques alfil · c3 blanques peó · e3 blanques peó · c2 blanques dama · e2 blanques alfil · f2 blanques peó · g2 blanques peó · h2 blanques peó · d1 blanques torre · f1 blanques torre · g1 blanques rei | 8 |
| 7 | a8 negres torre · c8 negres alfil · d8 negres torre · g8 negres rei · a7 negres peó · b7 negres peó · f7 negres peó · g7 negres peó · d6 negres alfil · e6 negres peó · h6 negres peó · a5 negres dama · d5 negres cavall · e5 blanques cavall · a4 blanques peó · f4 blanques alfil · c3 blanques peó · e3 blanques peó · c2 blanques dama · e2 blanques alfil · f2 blanques peó · g2 blanques peó · h2 blanques peó · d1 blanques torre · f1 blanques torre · g1 blanques rei | a8 negres torre · c8 negres alfil · d8 negres torre · g8 negres rei · a7 negres peó · b7 negres peó · f7 negres peó · g7 negres peó · d6 negres alfil · e6 negres peó · h6 negres peó · a5 negres dama · d5 negres cavall · e5 blanques cavall · a4 blanques peó · f4 blanques alfil · c3 blanques peó · e3 blanques peó · c2 blanques dama · e2 blanques alfil · f2 blanques peó · g2 blanques peó · h2 blanques peó · d1 blanques torre · f1 blanques torre · g1 blanques rei | a8 negres torre · c8 negres alfil · d8 negres torre · g8 negres rei · a7 negres peó · b7 negres peó · f7 negres peó · g7 negres peó · d6 negres alfil · e6 negres peó · h6 negres peó · a5 negres dama · d5 negres cavall · e5 blanques cavall · a4 blanques peó · f4 blanques alfil · c3 blanques peó · e3 blanques peó · c2 blanques dama · e2 blanques alfil · f2 blanques peó · g2 blanques peó · h2 blanques peó · d1 blanques torre · f1 blanques torre · g1 blanques rei | a8 negres torre · c8 negres alfil · d8 negres torre · g8 negres rei · a7 negres peó · b7 negres peó · f7 negres peó · g7 negres peó · d6 negres alfil · e6 negres peó · h6 negres peó · a5 negres dama · d5 negres cavall · e5 blanques cavall · a4 blanques peó · f4 blanques alfil · c3 blanques peó · e3 blanques peó · c2 blanques dama · e2 blanques alfil · f2 blanques peó · g2 blanques peó · h2 blanques peó · d1 blanques torre · f1 blanques torre · g1 blanques rei | a8 negres torre · c8 negres alfil · d8 negres torre · g8 negres rei · a7 negres peó · b7 negres peó · f7 negres peó · g7 negres peó · d6 negres alfil · e6 negres peó · h6 negres peó · a5 negres dama · d5 negres cavall · e5 blanques cavall · a4 blanques peó · f4 blanques alfil · c3 blanques peó · e3 blanques peó · c2 blanques dama · e2 blanques alfil · f2 blanques peó · g2 blanques peó · h2 blanques peó · d1 blanques torre · f1 blanques torre · g1 blanques rei | a8 negres torre · c8 negres alfil · d8 negres torre · g8 negres rei · a7 negres peó · b7 negres peó · f7 negres peó · g7 negres peó · d6 negres alfil · e6 negres peó · h6 negres peó · a5 negres dama · d5 negres cavall · e5 blanques cavall · a4 blanques peó · f4 blanques alfil · c3 blanques peó · e3 blanques peó · c2 blanques dama · e2 blanques alfil · f2 blanques peó · g2 blanques peó · h2 blanques peó · d1 blanques torre · f1 blanques torre · g1 blanques rei | a8 negres torre · c8 negres alfil · d8 negres torre · g8 negres rei · a7 negres peó · b7 negres peó · f7 negres peó · g7 negres peó · d6 negres alfil · e6 negres peó · h6 negres peó · a5 negres dama · d5 negres cavall · e5 blanques cavall · a4 blanques peó · f4 blanques alfil · c3 blanques peó · e3 blanques peó · c2 blanques dama · e2 blanques alfil · f2 blanques peó · g2 blanques peó · h2 blanques peó · d1 blanques torre · f1 blanques torre · g1 blanques rei | a8 negres torre · c8 negres alfil · d8 negres torre · g8 negres rei · a7 negres peó · b7 negres peó · f7 negres peó · g7 negres peó · d6 negres alfil · e6 negres peó · h6 negres peó · a5 negres dama · d5 negres cavall · e5 blanques cavall · a4 blanques peó · f4 blanques alfil · c3 blanques peó · e3 blanques peó · c2 blanques dama · e2 blanques alfil · f2 blanques peó · g2 blanques peó · h2 blanques peó · d1 blanques torre · f1 blanques torre · g1 blanques rei | 7 |
| 6 | a8 negres torre · c8 negres alfil · d8 negres torre · g8 negres rei · a7 negres peó · b7 negres peó · f7 negres peó · g7 negres peó · d6 negres alfil · e6 negres peó · h6 negres peó · a5 negres dama · d5 negres cavall · e5 blanques cavall · a4 blanques peó · f4 blanques alfil · c3 blanques peó · e3 blanques peó · c2 blanques dama · e2 blanques alfil · f2 blanques peó · g2 blanques peó · h2 blanques peó · d1 blanques torre · f1 blanques torre · g1 blanques rei | a8 negres torre · c8 negres alfil · d8 negres torre · g8 negres rei · a7 negres peó · b7 negres peó · f7 negres peó · g7 negres peó · d6 negres alfil · e6 negres peó · h6 negres peó · a5 negres dama · d5 negres cavall · e5 blanques cavall · a4 blanques peó · f4 blanques alfil · c3 blanques peó · e3 blanques peó · c2 blanques dama · e2 blanques alfil · f2 blanques peó · g2 blanques peó · h2 blanques peó · d1 blanques torre · f1 blanques torre · g1 blanques rei | a8 negres torre · c8 negres alfil · d8 negres torre · g8 negres rei · a7 negres peó · b7 negres peó · f7 negres peó · g7 negres peó · d6 negres alfil · e6 negres peó · h6 negres peó · a5 negres dama · d5 negres cavall · e5 blanques cavall · a4 blanques peó · f4 blanques alfil · c3 blanques peó · e3 blanques peó · c2 blanques dama · e2 blanques alfil · f2 blanques peó · g2 blanques peó · h2 blanques peó · d1 blanques torre · f1 blanques torre · g1 blanques rei | a8 negres torre · c8 negres alfil · d8 negres torre · g8 negres rei · a7 negres peó · b7 negres peó · f7 negres peó · g7 negres peó · d6 negres alfil · e6 negres peó · h6 negres peó · a5 negres dama · d5 negres cavall · e5 blanques cavall · a4 blanques peó · f4 blanques alfil · c3 blanques peó · e3 blanques peó · c2 blanques dama · e2 blanques alfil · f2 blanques peó · g2 blanques peó · h2 blanques peó · d1 blanques torre · f1 blanques torre · g1 blanques rei | a8 negres torre · c8 negres alfil · d8 negres torre · g8 negres rei · a7 negres peó · b7 negres peó · f7 negres peó · g7 negres peó · d6 negres alfil · e6 negres peó · h6 negres peó · a5 negres dama · d5 negres cavall · e5 blanques cavall · a4 blanques peó · f4 blanques alfil · c3 blanques peó · e3 blanques peó · c2 blanques dama · e2 blanques alfil · f2 blanques peó · g2 blanques peó · h2 blanques peó · d1 blanques torre · f1 blanques torre · g1 blanques rei | a8 negres torre · c8 negres alfil · d8 negres torre · g8 negres rei · a7 negres peó · b7 negres peó · f7 negres peó · g7 negres peó · d6 negres alfil · e6 negres peó · h6 negres peó · a5 negres dama · d5 negres cavall · e5 blanques cavall · a4 blanques peó · f4 blanques alfil · c3 blanques peó · e3 blanques peó · c2 blanques dama · e2 blanques alfil · f2 blanques peó · g2 blanques peó · h2 blanques peó · d1 blanques torre · f1 blanques torre · g1 blanques rei | a8 negres torre · c8 negres alfil · d8 negres torre · g8 negres rei · a7 negres peó · b7 negres peó · f7 negres peó · g7 negres peó · d6 negres alfil · e6 negres peó · h6 negres peó · a5 negres dama · d5 negres cavall · e5 blanques cavall · a4 blanques peó · f4 blanques alfil · c3 blanques peó · e3 blanques peó · c2 blanques dama · e2 blanques alfil · f2 blanques peó · g2 blanques peó · h2 blanques peó · d1 blanques torre · f1 blanques torre · g1 blanques rei | a8 negres torre · c8 negres alfil · d8 negres torre · g8 negres rei · a7 negres peó · b7 negres peó · f7 negres peó · g7 negres peó · d6 negres alfil · e6 negres peó · h6 negres peó · a5 negres dama · d5 negres cavall · e5 blanques cavall · a4 blanques peó · f4 blanques alfil · c3 blanques peó · e3 blanques peó · c2 blanques dama · e2 blanques alfil · f2 blanques peó · g2 blanques peó · h2 blanques peó · d1 blanques torre · f1 blanques torre · g1 blanques rei | 6 |
| 5 | a8 negres torre · c8 negres alfil · d8 negres torre · g8 negres rei · a7 negres peó · b7 negres peó · f7 negres peó · g7 negres peó · d6 negres alfil · e6 negres peó · h6 negres peó · a5 negres dama · d5 negres cavall · e5 blanques cavall · a4 blanques peó · f4 blanques alfil · c3 blanques peó · e3 blanques peó · c2 blanques dama · e2 blanques alfil · f2 blanques peó · g2 blanques peó · h2 blanques peó · d1 blanques torre · f1 blanques torre · g1 blanques rei | a8 negres torre · c8 negres alfil · d8 negres torre · g8 negres rei · a7 negres peó · b7 negres peó · f7 negres peó · g7 negres peó · d6 negres alfil · e6 negres peó · h6 negres peó · a5 negres dama · d5 negres cavall · e5 blanques cavall · a4 blanques peó · f4 blanques alfil · c3 blanques peó · e3 blanques peó · c2 blanques dama · e2 blanques alfil · f2 blanques peó · g2 blanques peó · h2 blanques peó · d1 blanques torre · f1 blanques torre · g1 blanques rei | a8 negres torre · c8 negres alfil · d8 negres torre · g8 negres rei · a7 negres peó · b7 negres peó · f7 negres peó · g7 negres peó · d6 negres alfil · e6 negres peó · h6 negres peó · a5 negres dama · d5 negres cavall · e5 blanques cavall · a4 blanques peó · f4 blanques alfil · c3 blanques peó · e3 blanques peó · c2 blanques dama · e2 blanques alfil · f2 blanques peó · g2 blanques peó · h2 blanques peó · d1 blanques torre · f1 blanques torre · g1 blanques rei | a8 negres torre · c8 negres alfil · d8 negres torre · g8 negres rei · a7 negres peó · b7 negres peó · f7 negres peó · g7 negres peó · d6 negres alfil · e6 negres peó · h6 negres peó · a5 negres dama · d5 negres cavall · e5 blanques cavall · a4 blanques peó · f4 blanques alfil · c3 blanques peó · e3 blanques peó · c2 blanques dama · e2 blanques alfil · f2 blanques peó · g2 blanques peó · h2 blanques peó · d1 blanques torre · f1 blanques torre · g1 blanques rei | a8 negres torre · c8 negres alfil · d8 negres torre · g8 negres rei · a7 negres peó · b7 negres peó · f7 negres peó · g7 negres peó · d6 negres alfil · e6 negres peó · h6 negres peó · a5 negres dama · d5 negres cavall · e5 blanques cavall · a4 blanques peó · f4 blanques alfil · c3 blanques peó · e3 blanques peó · c2 blanques dama · e2 blanques alfil · f2 blanques peó · g2 blanques peó · h2 blanques peó · d1 blanques torre · f1 blanques torre · g1 blanques rei | a8 negres torre · c8 negres alfil · d8 negres torre · g8 negres rei · a7 negres peó · b7 negres peó · f7 negres peó · g7 negres peó · d6 negres alfil · e6 negres peó · h6 negres peó · a5 negres dama · d5 negres cavall · e5 blanques cavall · a4 blanques peó · f4 blanques alfil · c3 blanques peó · e3 blanques peó · c2 blanques dama · e2 blanques alfil · f2 blanques peó · g2 blanques peó · h2 blanques peó · d1 blanques torre · f1 blanques torre · g1 blanques rei | a8 negres torre · c8 negres alfil · d8 negres torre · g8 negres rei · a7 negres peó · b7 negres peó · f7 negres peó · g7 negres peó · d6 negres alfil · e6 negres peó · h6 negres peó · a5 negres dama · d5 negres cavall · e5 blanques cavall · a4 blanques peó · f4 blanques alfil · c3 blanques peó · e3 blanques peó · c2 blanques dama · e2 blanques alfil · f2 blanques peó · g2 blanques peó · h2 blanques peó · d1 blanques torre · f1 blanques torre · g1 blanques rei | a8 negres torre · c8 negres alfil · d8 negres torre · g8 negres rei · a7 negres peó · b7 negres peó · f7 negres peó · g7 negres peó · d6 negres alfil · e6 negres peó · h6 negres peó · a5 negres dama · d5 negres cavall · e5 blanques cavall · a4 blanques peó · f4 blanques alfil · c3 blanques peó · e3 blanques peó · c2 blanques dama · e2 blanques alfil · f2 blanques peó · g2 blanques peó · h2 blanques peó · d1 blanques torre · f1 blanques torre · g1 blanques rei | 5 |
| 4 | a8 negres torre · c8 negres alfil · d8 negres torre · g8 negres rei · a7 negres peó · b7 negres peó · f7 negres peó · g7 negres peó · d6 negres alfil · e6 negres peó · h6 negres peó · a5 negres dama · d5 negres cavall · e5 blanques cavall · a4 blanques peó · f4 blanques alfil · c3 blanques peó · e3 blanques peó · c2 blanques dama · e2 blanques alfil · f2 blanques peó · g2 blanques peó · h2 blanques peó · d1 blanques torre · f1 blanques torre · g1 blanques rei | a8 negres torre · c8 negres alfil · d8 negres torre · g8 negres rei · a7 negres peó · b7 negres peó · f7 negres peó · g7 negres peó · d6 negres alfil · e6 negres peó · h6 negres peó · a5 negres dama · d5 negres cavall · e5 blanques cavall · a4 blanques peó · f4 blanques alfil · c3 blanques peó · e3 blanques peó · c2 blanques dama · e2 blanques alfil · f2 blanques peó · g2 blanques peó · h2 blanques peó · d1 blanques torre · f1 blanques torre · g1 blanques rei | a8 negres torre · c8 negres alfil · d8 negres torre · g8 negres rei · a7 negres peó · b7 negres peó · f7 negres peó · g7 negres peó · d6 negres alfil · e6 negres peó · h6 negres peó · a5 negres dama · d5 negres cavall · e5 blanques cavall · a4 blanques peó · f4 blanques alfil · c3 blanques peó · e3 blanques peó · c2 blanques dama · e2 blanques alfil · f2 blanques peó · g2 blanques peó · h2 blanques peó · d1 blanques torre · f1 blanques torre · g1 blanques rei | a8 negres torre · c8 negres alfil · d8 negres torre · g8 negres rei · a7 negres peó · b7 negres peó · f7 negres peó · g7 negres peó · d6 negres alfil · e6 negres peó · h6 negres peó · a5 negres dama · d5 negres cavall · e5 blanques cavall · a4 blanques peó · f4 blanques alfil · c3 blanques peó · e3 blanques peó · c2 blanques dama · e2 blanques alfil · f2 blanques peó · g2 blanques peó · h2 blanques peó · d1 blanques torre · f1 blanques torre · g1 blanques rei | a8 negres torre · c8 negres alfil · d8 negres torre · g8 negres rei · a7 negres peó · b7 negres peó · f7 negres peó · g7 negres peó · d6 negres alfil · e6 negres peó · h6 negres peó · a5 negres dama · d5 negres cavall · e5 blanques cavall · a4 blanques peó · f4 blanques alfil · c3 blanques peó · e3 blanques peó · c2 blanques dama · e2 blanques alfil · f2 blanques peó · g2 blanques peó · h2 blanques peó · d1 blanques torre · f1 blanques torre · g1 blanques rei | a8 negres torre · c8 negres alfil · d8 negres torre · g8 negres rei · a7 negres peó · b7 negres peó · f7 negres peó · g7 negres peó · d6 negres alfil · e6 negres peó · h6 negres peó · a5 negres dama · d5 negres cavall · e5 blanques cavall · a4 blanques peó · f4 blanques alfil · c3 blanques peó · e3 blanques peó · c2 blanques dama · e2 blanques alfil · f2 blanques peó · g2 blanques peó · h2 blanques peó · d1 blanques torre · f1 blanques torre · g1 blanques rei | a8 negres torre · c8 negres alfil · d8 negres torre · g8 negres rei · a7 negres peó · b7 negres peó · f7 negres peó · g7 negres peó · d6 negres alfil · e6 negres peó · h6 negres peó · a5 negres dama · d5 negres cavall · e5 blanques cavall · a4 blanques peó · f4 blanques alfil · c3 blanques peó · e3 blanques peó · c2 blanques dama · e2 blanques alfil · f2 blanques peó · g2 blanques peó · h2 blanques peó · d1 blanques torre · f1 blanques torre · g1 blanques rei | a8 negres torre · c8 negres alfil · d8 negres torre · g8 negres rei · a7 negres peó · b7 negres peó · f7 negres peó · g7 negres peó · d6 negres alfil · e6 negres peó · h6 negres peó · a5 negres dama · d5 negres cavall · e5 blanques cavall · a4 blanques peó · f4 blanques alfil · c3 blanques peó · e3 blanques peó · c2 blanques dama · e2 blanques alfil · f2 blanques peó · g2 blanques peó · h2 blanques peó · d1 blanques torre · f1 blanques torre · g1 blanques rei | 4 |
| 3 | a8 negres torre · c8 negres alfil · d8 negres torre · g8 negres rei · a7 negres peó · b7 negres peó · f7 negres peó · g7 negres peó · d6 negres alfil · e6 negres peó · h6 negres peó · a5 negres dama · d5 negres cavall · e5 blanques cavall · a4 blanques peó · f4 blanques alfil · c3 blanques peó · e3 blanques peó · c2 blanques dama · e2 blanques alfil · f2 blanques peó · g2 blanques peó · h2 blanques peó · d1 blanques torre · f1 blanques torre · g1 blanques rei | a8 negres torre · c8 negres alfil · d8 negres torre · g8 negres rei · a7 negres peó · b7 negres peó · f7 negres peó · g7 negres peó · d6 negres alfil · e6 negres peó · h6 negres peó · a5 negres dama · d5 negres cavall · e5 blanques cavall · a4 blanques peó · f4 blanques alfil · c3 blanques peó · e3 blanques peó · c2 blanques dama · e2 blanques alfil · f2 blanques peó · g2 blanques peó · h2 blanques peó · d1 blanques torre · f1 blanques torre · g1 blanques rei | a8 negres torre · c8 negres alfil · d8 negres torre · g8 negres rei · a7 negres peó · b7 negres peó · f7 negres peó · g7 negres peó · d6 negres alfil · e6 negres peó · h6 negres peó · a5 negres dama · d5 negres cavall · e5 blanques cavall · a4 blanques peó · f4 blanques alfil · c3 blanques peó · e3 blanques peó · c2 blanques dama · e2 blanques alfil · f2 blanques peó · g2 blanques peó · h2 blanques peó · d1 blanques torre · f1 blanques torre · g1 blanques rei | a8 negres torre · c8 negres alfil · d8 negres torre · g8 negres rei · a7 negres peó · b7 negres peó · f7 negres peó · g7 negres peó · d6 negres alfil · e6 negres peó · h6 negres peó · a5 negres dama · d5 negres cavall · e5 blanques cavall · a4 blanques peó · f4 blanques alfil · c3 blanques peó · e3 blanques peó · c2 blanques dama · e2 blanques alfil · f2 blanques peó · g2 blanques peó · h2 blanques peó · d1 blanques torre · f1 blanques torre · g1 blanques rei | a8 negres torre · c8 negres alfil · d8 negres torre · g8 negres rei · a7 negres peó · b7 negres peó · f7 negres peó · g7 negres peó · d6 negres alfil · e6 negres peó · h6 negres peó · a5 negres dama · d5 negres cavall · e5 blanques cavall · a4 blanques peó · f4 blanques alfil · c3 blanques peó · e3 blanques peó · c2 blanques dama · e2 blanques alfil · f2 blanques peó · g2 blanques peó · h2 blanques peó · d1 blanques torre · f1 blanques torre · g1 blanques rei | a8 negres torre · c8 negres alfil · d8 negres torre · g8 negres rei · a7 negres peó · b7 negres peó · f7 negres peó · g7 negres peó · d6 negres alfil · e6 negres peó · h6 negres peó · a5 negres dama · d5 negres cavall · e5 blanques cavall · a4 blanques peó · f4 blanques alfil · c3 blanques peó · e3 blanques peó · c2 blanques dama · e2 blanques alfil · f2 blanques peó · g2 blanques peó · h2 blanques peó · d1 blanques torre · f1 blanques torre · g1 blanques rei | a8 negres torre · c8 negres alfil · d8 negres torre · g8 negres rei · a7 negres peó · b7 negres peó · f7 negres peó · g7 negres peó · d6 negres alfil · e6 negres peó · h6 negres peó · a5 negres dama · d5 negres cavall · e5 blanques cavall · a4 blanques peó · f4 blanques alfil · c3 blanques peó · e3 blanques peó · c2 blanques dama · e2 blanques alfil · f2 blanques peó · g2 blanques peó · h2 blanques peó · d1 blanques torre · f1 blanques torre · g1 blanques rei | a8 negres torre · c8 negres alfil · d8 negres torre · g8 negres rei · a7 negres peó · b7 negres peó · f7 negres peó · g7 negres peó · d6 negres alfil · e6 negres peó · h6 negres peó · a5 negres dama · d5 negres cavall · e5 blanques cavall · a4 blanques peó · f4 blanques alfil · c3 blanques peó · e3 blanques peó · c2 blanques dama · e2 blanques alfil · f2 blanques peó · g2 blanques peó · h2 blanques peó · d1 blanques torre · f1 blanques torre · g1 blanques rei | 3 |
| 2 | a8 negres torre · c8 negres alfil · d8 negres torre · g8 negres rei · a7 negres peó · b7 negres peó · f7 negres peó · g7 negres peó · d6 negres alfil · e6 negres peó · h6 negres peó · a5 negres dama · d5 negres cavall · e5 blanques cavall · a4 blanques peó · f4 blanques alfil · c3 blanques peó · e3 blanques peó · c2 blanques dama · e2 blanques alfil · f2 blanques peó · g2 blanques peó · h2 blanques peó · d1 blanques torre · f1 blanques torre · g1 blanques rei | a8 negres torre · c8 negres alfil · d8 negres torre · g8 negres rei · a7 negres peó · b7 negres peó · f7 negres peó · g7 negres peó · d6 negres alfil · e6 negres peó · h6 negres peó · a5 negres dama · d5 negres cavall · e5 blanques cavall · a4 blanques peó · f4 blanques alfil · c3 blanques peó · e3 blanques peó · c2 blanques dama · e2 blanques alfil · f2 blanques peó · g2 blanques peó · h2 blanques peó · d1 blanques torre · f1 blanques torre · g1 blanques rei | a8 negres torre · c8 negres alfil · d8 negres torre · g8 negres rei · a7 negres peó · b7 negres peó · f7 negres peó · g7 negres peó · d6 negres alfil · e6 negres peó · h6 negres peó · a5 negres dama · d5 negres cavall · e5 blanques cavall · a4 blanques peó · f4 blanques alfil · c3 blanques peó · e3 blanques peó · c2 blanques dama · e2 blanques alfil · f2 blanques peó · g2 blanques peó · h2 blanques peó · d1 blanques torre · f1 blanques torre · g1 blanques rei | a8 negres torre · c8 negres alfil · d8 negres torre · g8 negres rei · a7 negres peó · b7 negres peó · f7 negres peó · g7 negres peó · d6 negres alfil · e6 negres peó · h6 negres peó · a5 negres dama · d5 negres cavall · e5 blanques cavall · a4 blanques peó · f4 blanques alfil · c3 blanques peó · e3 blanques peó · c2 blanques dama · e2 blanques alfil · f2 blanques peó · g2 blanques peó · h2 blanques peó · d1 blanques torre · f1 blanques torre · g1 blanques rei | a8 negres torre · c8 negres alfil · d8 negres torre · g8 negres rei · a7 negres peó · b7 negres peó · f7 negres peó · g7 negres peó · d6 negres alfil · e6 negres peó · h6 negres peó · a5 negres dama · d5 negres cavall · e5 blanques cavall · a4 blanques peó · f4 blanques alfil · c3 blanques peó · e3 blanques peó · c2 blanques dama · e2 blanques alfil · f2 blanques peó · g2 blanques peó · h2 blanques peó · d1 blanques torre · f1 blanques torre · g1 blanques rei | a8 negres torre · c8 negres alfil · d8 negres torre · g8 negres rei · a7 negres peó · b7 negres peó · f7 negres peó · g7 negres peó · d6 negres alfil · e6 negres peó · h6 negres peó · a5 negres dama · d5 negres cavall · e5 blanques cavall · a4 blanques peó · f4 blanques alfil · c3 blanques peó · e3 blanques peó · c2 blanques dama · e2 blanques alfil · f2 blanques peó · g2 blanques peó · h2 blanques peó · d1 blanques torre · f1 blanques torre · g1 blanques rei | a8 negres torre · c8 negres alfil · d8 negres torre · g8 negres rei · a7 negres peó · b7 negres peó · f7 negres peó · g7 negres peó · d6 negres alfil · e6 negres peó · h6 negres peó · a5 negres dama · d5 negres cavall · e5 blanques cavall · a4 blanques peó · f4 blanques alfil · c3 blanques peó · e3 blanques peó · c2 blanques dama · e2 blanques alfil · f2 blanques peó · g2 blanques peó · h2 blanques peó · d1 blanques torre · f1 blanques torre · g1 blanques rei | a8 negres torre · c8 negres alfil · d8 negres torre · g8 negres rei · a7 negres peó · b7 negres peó · f7 negres peó · g7 negres peó · d6 negres alfil · e6 negres peó · h6 negres peó · a5 negres dama · d5 negres cavall · e5 blanques cavall · a4 blanques peó · f4 blanques alfil · c3 blanques peó · e3 blanques peó · c2 blanques dama · e2 blanques alfil · f2 blanques peó · g2 blanques peó · h2 blanques peó · d1 blanques torre · f1 blanques torre · g1 blanques rei | 2 |
| 1 | a8 negres torre · c8 negres alfil · d8 negres torre · g8 negres rei · a7 negres peó · b7 negres peó · f7 negres peó · g7 negres peó · d6 negres alfil · e6 negres peó · h6 negres peó · a5 negres dama · d5 negres cavall · e5 blanques cavall · a4 blanques peó · f4 blanques alfil · c3 blanques peó · e3 blanques peó · c2 blanques dama · e2 blanques alfil · f2 blanques peó · g2 blanques peó · h2 blanques peó · d1 blanques torre · f1 blanques torre · g1 blanques rei | a8 negres torre · c8 negres alfil · d8 negres torre · g8 negres rei · a7 negres peó · b7 negres peó · f7 negres peó · g7 negres peó · d6 negres alfil · e6 negres peó · h6 negres peó · a5 negres dama · d5 negres cavall · e5 blanques cavall · a4 blanques peó · f4 blanques alfil · c3 blanques peó · e3 blanques peó · c2 blanques dama · e2 blanques alfil · f2 blanques peó · g2 blanques peó · h2 blanques peó · d1 blanques torre · f1 blanques torre · g1 blanques rei | a8 negres torre · c8 negres alfil · d8 negres torre · g8 negres rei · a7 negres peó · b7 negres peó · f7 negres peó · g7 negres peó · d6 negres alfil · e6 negres peó · h6 negres peó · a5 negres dama · d5 negres cavall · e5 blanques cavall · a4 blanques peó · f4 blanques alfil · c3 blanques peó · e3 blanques peó · c2 blanques dama · e2 blanques alfil · f2 blanques peó · g2 blanques peó · h2 blanques peó · d1 blanques torre · f1 blanques torre · g1 blanques rei | a8 negres torre · c8 negres alfil · d8 negres torre · g8 negres rei · a7 negres peó · b7 negres peó · f7 negres peó · g7 negres peó · d6 negres alfil · e6 negres peó · h6 negres peó · a5 negres dama · d5 negres cavall · e5 blanques cavall · a4 blanques peó · f4 blanques alfil · c3 blanques peó · e3 blanques peó · c2 blanques dama · e2 blanques alfil · f2 blanques peó · g2 blanques peó · h2 blanques peó · d1 blanques torre · f1 blanques torre · g1 blanques rei | a8 negres torre · c8 negres alfil · d8 negres torre · g8 negres rei · a7 negres peó · b7 negres peó · f7 negres peó · g7 negres peó · d6 negres alfil · e6 negres peó · h6 negres peó · a5 negres dama · d5 negres cavall · e5 blanques cavall · a4 blanques peó · f4 blanques alfil · c3 blanques peó · e3 blanques peó · c2 blanques dama · e2 blanques alfil · f2 blanques peó · g2 blanques peó · h2 blanques peó · d1 blanques torre · f1 blanques torre · g1 blanques rei | a8 negres torre · c8 negres alfil · d8 negres torre · g8 negres rei · a7 negres peó · b7 negres peó · f7 negres peó · g7 negres peó · d6 negres alfil · e6 negres peó · h6 negres peó · a5 negres dama · d5 negres cavall · e5 blanques cavall · a4 blanques peó · f4 blanques alfil · c3 blanques peó · e3 blanques peó · c2 blanques dama · e2 blanques alfil · f2 blanques peó · g2 blanques peó · h2 blanques peó · d1 blanques torre · f1 blanques torre · g1 blanques rei | a8 negres torre · c8 negres alfil · d8 negres torre · g8 negres rei · a7 negres peó · b7 negres peó · f7 negres peó · g7 negres peó · d6 negres alfil · e6 negres peó · h6 negres peó · a5 negres dama · d5 negres cavall · e5 blanques cavall · a4 blanques peó · f4 blanques alfil · c3 blanques peó · e3 blanques peó · c2 blanques dama · e2 blanques alfil · f2 blanques peó · g2 blanques peó · h2 blanques peó · d1 blanques torre · f1 blanques torre · g1 blanques rei | a8 negres torre · c8 negres alfil · d8 negres torre · g8 negres rei · a7 negres peó · b7 negres peó · f7 negres peó · g7 negres peó · d6 negres alfil · e6 negres peó · h6 negres peó · a5 negres dama · d5 negres cavall · e5 blanques cavall · a4 blanques peó · f4 blanques alfil · c3 blanques peó · e3 blanques peó · c2 blanques dama · e2 blanques alfil · f2 blanques peó · g2 blanques peó · h2 blanques peó · d1 blanques torre · f1 blanques torre · g1 blanques rei | 1 |
|   | a | b | c | d | e | f | g | h |   |

La segona partida va començar amb un gambet de dama declinat, amb Caruana triant la poc jugada 10...Td8. Agafat per sorpresa, Carlsen va evitar la línia més crítica, i aviat es va veure molt per sota en el temps de rellotge, justament al revés del que havia passat a la primera partida. Caruana tenia el control de la partida clarament, però Carlsen va poder lluitar per les taules tot passant a un final de torres amb peó de menys. La partida es va declarar taules de mutu acord en 49 jugades, menys de la meitat que les de l partida precedent.
1.d4 Cf6 2. Cf3 d5 3. c4 e6 4. Cc3 Ae7 5. Af4 0-0 6. e3 c5 7. dxc5 Axc5 8. Dc2 Cc6 9. a3 Da5 10. Td1 Td8 11. Ae2 Ce4 12. 0-0 Cxc3 13. bxc3 h6 14. a4 Ce7 15. Ce5 Ad6 16. cxd5 Cxd5 (diagrama) 17. Af3 Cxf4 18. exf4 Axe5 19. Txd8+ Dxd8 20. fxe5 Dc7 21. Tb1 Tb8 22. Dd3 Ad7 23. a5 Ac6 24. Dd6 Dxd6 25. exd6 Axf3 26. gxf3 Rf8 27. c4 Re8 28. a6 b6 29. c5 Rd7 30. cxb6 axb6 31. a7 Ta8 32. Txb6 Txa7 33. Rg2 e5 34. Tb4 f5 35. Tb6 Re6 36. d7+ Rxd7 37. Tb5 Re6 38. Tb6+ Rf7 39. Tb5 Rf6 40. Tb6+ Rg5 41. Tb5 Rf4 42. Tb4+ e4 43. fxe4 fxe4 44. h3 Ta5 45. Tb7 Tg5+ 46. Rf1 Tg6 47. Tb4 Tg5 48. Tb7 Tg6 49. Tb4 ½–½

#### Partida 3: Caruana–Carlsen, ½–½
|   | a | b | c | d | e | f | g | h |   |
| 8 | f8 negres torre · g8 negres rei · b7 negres peó · c7 negres dama · f7 negres peó · g7 negres alfil · h7 negres peó · c6 negres peó · f6 negres cavall · g6 negres peó · a5 negres torre · e5 negres peó · e4 blanques peó · d3 blanques peó · f3 blanques cavall · h3 blanques peó · c2 blanques peó · f2 blanques peó · g2 blanques peó · a1 blanques torre · c1 blanques alfil · d1 blanques dama · e1 blanques torre · g1 blanques rei | f8 negres torre · g8 negres rei · b7 negres peó · c7 negres dama · f7 negres peó · g7 negres alfil · h7 negres peó · c6 negres peó · f6 negres cavall · g6 negres peó · a5 negres torre · e5 negres peó · e4 blanques peó · d3 blanques peó · f3 blanques cavall · h3 blanques peó · c2 blanques peó · f2 blanques peó · g2 blanques peó · a1 blanques torre · c1 blanques alfil · d1 blanques dama · e1 blanques torre · g1 blanques rei | f8 negres torre · g8 negres rei · b7 negres peó · c7 negres dama · f7 negres peó · g7 negres alfil · h7 negres peó · c6 negres peó · f6 negres cavall · g6 negres peó · a5 negres torre · e5 negres peó · e4 blanques peó · d3 blanques peó · f3 blanques cavall · h3 blanques peó · c2 blanques peó · f2 blanques peó · g2 blanques peó · a1 blanques torre · c1 blanques alfil · d1 blanques dama · e1 blanques torre · g1 blanques rei | f8 negres torre · g8 negres rei · b7 negres peó · c7 negres dama · f7 negres peó · g7 negres alfil · h7 negres peó · c6 negres peó · f6 negres cavall · g6 negres peó · a5 negres torre · e5 negres peó · e4 blanques peó · d3 blanques peó · f3 blanques cavall · h3 blanques peó · c2 blanques peó · f2 blanques peó · g2 blanques peó · a1 blanques torre · c1 blanques alfil · d1 blanques dama · e1 blanques torre · g1 blanques rei | f8 negres torre · g8 negres rei · b7 negres peó · c7 negres dama · f7 negres peó · g7 negres alfil · h7 negres peó · c6 negres peó · f6 negres cavall · g6 negres peó · a5 negres torre · e5 negres peó · e4 blanques peó · d3 blanques peó · f3 blanques cavall · h3 blanques peó · c2 blanques peó · f2 blanques peó · g2 blanques peó · a1 blanques torre · c1 blanques alfil · d1 blanques dama · e1 blanques torre · g1 blanques rei | f8 negres torre · g8 negres rei · b7 negres peó · c7 negres dama · f7 negres peó · g7 negres alfil · h7 negres peó · c6 negres peó · f6 negres cavall · g6 negres peó · a5 negres torre · e5 negres peó · e4 blanques peó · d3 blanques peó · f3 blanques cavall · h3 blanques peó · c2 blanques peó · f2 blanques peó · g2 blanques peó · a1 blanques torre · c1 blanques alfil · d1 blanques dama · e1 blanques torre · g1 blanques rei | f8 negres torre · g8 negres rei · b7 negres peó · c7 negres dama · f7 negres peó · g7 negres alfil · h7 negres peó · c6 negres peó · f6 negres cavall · g6 negres peó · a5 negres torre · e5 negres peó · e4 blanques peó · d3 blanques peó · f3 blanques cavall · h3 blanques peó · c2 blanques peó · f2 blanques peó · g2 blanques peó · a1 blanques torre · c1 blanques alfil · d1 blanques dama · e1 blanques torre · g1 blanques rei | f8 negres torre · g8 negres rei · b7 negres peó · c7 negres dama · f7 negres peó · g7 negres alfil · h7 negres peó · c6 negres peó · f6 negres cavall · g6 negres peó · a5 negres torre · e5 negres peó · e4 blanques peó · d3 blanques peó · f3 blanques cavall · h3 blanques peó · c2 blanques peó · f2 blanques peó · g2 blanques peó · a1 blanques torre · c1 blanques alfil · d1 blanques dama · e1 blanques torre · g1 blanques rei | 8 |
| 7 | f8 negres torre · g8 negres rei · b7 negres peó · c7 negres dama · f7 negres peó · g7 negres alfil · h7 negres peó · c6 negres peó · f6 negres cavall · g6 negres peó · a5 negres torre · e5 negres peó · e4 blanques peó · d3 blanques peó · f3 blanques cavall · h3 blanques peó · c2 blanques peó · f2 blanques peó · g2 blanques peó · a1 blanques torre · c1 blanques alfil · d1 blanques dama · e1 blanques torre · g1 blanques rei | f8 negres torre · g8 negres rei · b7 negres peó · c7 negres dama · f7 negres peó · g7 negres alfil · h7 negres peó · c6 negres peó · f6 negres cavall · g6 negres peó · a5 negres torre · e5 negres peó · e4 blanques peó · d3 blanques peó · f3 blanques cavall · h3 blanques peó · c2 blanques peó · f2 blanques peó · g2 blanques peó · a1 blanques torre · c1 blanques alfil · d1 blanques dama · e1 blanques torre · g1 blanques rei | f8 negres torre · g8 negres rei · b7 negres peó · c7 negres dama · f7 negres peó · g7 negres alfil · h7 negres peó · c6 negres peó · f6 negres cavall · g6 negres peó · a5 negres torre · e5 negres peó · e4 blanques peó · d3 blanques peó · f3 blanques cavall · h3 blanques peó · c2 blanques peó · f2 blanques peó · g2 blanques peó · a1 blanques torre · c1 blanques alfil · d1 blanques dama · e1 blanques torre · g1 blanques rei | f8 negres torre · g8 negres rei · b7 negres peó · c7 negres dama · f7 negres peó · g7 negres alfil · h7 negres peó · c6 negres peó · f6 negres cavall · g6 negres peó · a5 negres torre · e5 negres peó · e4 blanques peó · d3 blanques peó · f3 blanques cavall · h3 blanques peó · c2 blanques peó · f2 blanques peó · g2 blanques peó · a1 blanques torre · c1 blanques alfil · d1 blanques dama · e1 blanques torre · g1 blanques rei | f8 negres torre · g8 negres rei · b7 negres peó · c7 negres dama · f7 negres peó · g7 negres alfil · h7 negres peó · c6 negres peó · f6 negres cavall · g6 negres peó · a5 negres torre · e5 negres peó · e4 blanques peó · d3 blanques peó · f3 blanques cavall · h3 blanques peó · c2 blanques peó · f2 blanques peó · g2 blanques peó · a1 blanques torre · c1 blanques alfil · d1 blanques dama · e1 blanques torre · g1 blanques rei | f8 negres torre · g8 negres rei · b7 negres peó · c7 negres dama · f7 negres peó · g7 negres alfil · h7 negres peó · c6 negres peó · f6 negres cavall · g6 negres peó · a5 negres torre · e5 negres peó · e4 blanques peó · d3 blanques peó · f3 blanques cavall · h3 blanques peó · c2 blanques peó · f2 blanques peó · g2 blanques peó · a1 blanques torre · c1 blanques alfil · d1 blanques dama · e1 blanques torre · g1 blanques rei | f8 negres torre · g8 negres rei · b7 negres peó · c7 negres dama · f7 negres peó · g7 negres alfil · h7 negres peó · c6 negres peó · f6 negres cavall · g6 negres peó · a5 negres torre · e5 negres peó · e4 blanques peó · d3 blanques peó · f3 blanques cavall · h3 blanques peó · c2 blanques peó · f2 blanques peó · g2 blanques peó · a1 blanques torre · c1 blanques alfil · d1 blanques dama · e1 blanques torre · g1 blanques rei | f8 negres torre · g8 negres rei · b7 negres peó · c7 negres dama · f7 negres peó · g7 negres alfil · h7 negres peó · c6 negres peó · f6 negres cavall · g6 negres peó · a5 negres torre · e5 negres peó · e4 blanques peó · d3 blanques peó · f3 blanques cavall · h3 blanques peó · c2 blanques peó · f2 blanques peó · g2 blanques peó · a1 blanques torre · c1 blanques alfil · d1 blanques dama · e1 blanques torre · g1 blanques rei | 7 |
| 6 | f8 negres torre · g8 negres rei · b7 negres peó · c7 negres dama · f7 negres peó · g7 negres alfil · h7 negres peó · c6 negres peó · f6 negres cavall · g6 negres peó · a5 negres torre · e5 negres peó · e4 blanques peó · d3 blanques peó · f3 blanques cavall · h3 blanques peó · c2 blanques peó · f2 blanques peó · g2 blanques peó · a1 blanques torre · c1 blanques alfil · d1 blanques dama · e1 blanques torre · g1 blanques rei | f8 negres torre · g8 negres rei · b7 negres peó · c7 negres dama · f7 negres peó · g7 negres alfil · h7 negres peó · c6 negres peó · f6 negres cavall · g6 negres peó · a5 negres torre · e5 negres peó · e4 blanques peó · d3 blanques peó · f3 blanques cavall · h3 blanques peó · c2 blanques peó · f2 blanques peó · g2 blanques peó · a1 blanques torre · c1 blanques alfil · d1 blanques dama · e1 blanques torre · g1 blanques rei | f8 negres torre · g8 negres rei · b7 negres peó · c7 negres dama · f7 negres peó · g7 negres alfil · h7 negres peó · c6 negres peó · f6 negres cavall · g6 negres peó · a5 negres torre · e5 negres peó · e4 blanques peó · d3 blanques peó · f3 blanques cavall · h3 blanques peó · c2 blanques peó · f2 blanques peó · g2 blanques peó · a1 blanques torre · c1 blanques alfil · d1 blanques dama · e1 blanques torre · g1 blanques rei | f8 negres torre · g8 negres rei · b7 negres peó · c7 negres dama · f7 negres peó · g7 negres alfil · h7 negres peó · c6 negres peó · f6 negres cavall · g6 negres peó · a5 negres torre · e5 negres peó · e4 blanques peó · d3 blanques peó · f3 blanques cavall · h3 blanques peó · c2 blanques peó · f2 blanques peó · g2 blanques peó · a1 blanques torre · c1 blanques alfil · d1 blanques dama · e1 blanques torre · g1 blanques rei | f8 negres torre · g8 negres rei · b7 negres peó · c7 negres dama · f7 negres peó · g7 negres alfil · h7 negres peó · c6 negres peó · f6 negres cavall · g6 negres peó · a5 negres torre · e5 negres peó · e4 blanques peó · d3 blanques peó · f3 blanques cavall · h3 blanques peó · c2 blanques peó · f2 blanques peó · g2 blanques peó · a1 blanques torre · c1 blanques alfil · d1 blanques dama · e1 blanques torre · g1 blanques rei | f8 negres torre · g8 negres rei · b7 negres peó · c7 negres dama · f7 negres peó · g7 negres alfil · h7 negres peó · c6 negres peó · f6 negres cavall · g6 negres peó · a5 negres torre · e5 negres peó · e4 blanques peó · d3 blanques peó · f3 blanques cavall · h3 blanques peó · c2 blanques peó · f2 blanques peó · g2 blanques peó · a1 blanques torre · c1 blanques alfil · d1 blanques dama · e1 blanques torre · g1 blanques rei | f8 negres torre · g8 negres rei · b7 negres peó · c7 negres dama · f7 negres peó · g7 negres alfil · h7 negres peó · c6 negres peó · f6 negres cavall · g6 negres peó · a5 negres torre · e5 negres peó · e4 blanques peó · d3 blanques peó · f3 blanques cavall · h3 blanques peó · c2 blanques peó · f2 blanques peó · g2 blanques peó · a1 blanques torre · c1 blanques alfil · d1 blanques dama · e1 blanques torre · g1 blanques rei | f8 negres torre · g8 negres rei · b7 negres peó · c7 negres dama · f7 negres peó · g7 negres alfil · h7 negres peó · c6 negres peó · f6 negres cavall · g6 negres peó · a5 negres torre · e5 negres peó · e4 blanques peó · d3 blanques peó · f3 blanques cavall · h3 blanques peó · c2 blanques peó · f2 blanques peó · g2 blanques peó · a1 blanques torre · c1 blanques alfil · d1 blanques dama · e1 blanques torre · g1 blanques rei | 6 |
| 5 | f8 negres torre · g8 negres rei · b7 negres peó · c7 negres dama · f7 negres peó · g7 negres alfil · h7 negres peó · c6 negres peó · f6 negres cavall · g6 negres peó · a5 negres torre · e5 negres peó · e4 blanques peó · d3 blanques peó · f3 blanques cavall · h3 blanques peó · c2 blanques peó · f2 blanques peó · g2 blanques peó · a1 blanques torre · c1 blanques alfil · d1 blanques dama · e1 blanques torre · g1 blanques rei | f8 negres torre · g8 negres rei · b7 negres peó · c7 negres dama · f7 negres peó · g7 negres alfil · h7 negres peó · c6 negres peó · f6 negres cavall · g6 negres peó · a5 negres torre · e5 negres peó · e4 blanques peó · d3 blanques peó · f3 blanques cavall · h3 blanques peó · c2 blanques peó · f2 blanques peó · g2 blanques peó · a1 blanques torre · c1 blanques alfil · d1 blanques dama · e1 blanques torre · g1 blanques rei | f8 negres torre · g8 negres rei · b7 negres peó · c7 negres dama · f7 negres peó · g7 negres alfil · h7 negres peó · c6 negres peó · f6 negres cavall · g6 negres peó · a5 negres torre · e5 negres peó · e4 blanques peó · d3 blanques peó · f3 blanques cavall · h3 blanques peó · c2 blanques peó · f2 blanques peó · g2 blanques peó · a1 blanques torre · c1 blanques alfil · d1 blanques dama · e1 blanques torre · g1 blanques rei | f8 negres torre · g8 negres rei · b7 negres peó · c7 negres dama · f7 negres peó · g7 negres alfil · h7 negres peó · c6 negres peó · f6 negres cavall · g6 negres peó · a5 negres torre · e5 negres peó · e4 blanques peó · d3 blanques peó · f3 blanques cavall · h3 blanques peó · c2 blanques peó · f2 blanques peó · g2 blanques peó · a1 blanques torre · c1 blanques alfil · d1 blanques dama · e1 blanques torre · g1 blanques rei | f8 negres torre · g8 negres rei · b7 negres peó · c7 negres dama · f7 negres peó · g7 negres alfil · h7 negres peó · c6 negres peó · f6 negres cavall · g6 negres peó · a5 negres torre · e5 negres peó · e4 blanques peó · d3 blanques peó · f3 blanques cavall · h3 blanques peó · c2 blanques peó · f2 blanques peó · g2 blanques peó · a1 blanques torre · c1 blanques alfil · d1 blanques dama · e1 blanques torre · g1 blanques rei | f8 negres torre · g8 negres rei · b7 negres peó · c7 negres dama · f7 negres peó · g7 negres alfil · h7 negres peó · c6 negres peó · f6 negres cavall · g6 negres peó · a5 negres torre · e5 negres peó · e4 blanques peó · d3 blanques peó · f3 blanques cavall · h3 blanques peó · c2 blanques peó · f2 blanques peó · g2 blanques peó · a1 blanques torre · c1 blanques alfil · d1 blanques dama · e1 blanques torre · g1 blanques rei | f8 negres torre · g8 negres rei · b7 negres peó · c7 negres dama · f7 negres peó · g7 negres alfil · h7 negres peó · c6 negres peó · f6 negres cavall · g6 negres peó · a5 negres torre · e5 negres peó · e4 blanques peó · d3 blanques peó · f3 blanques cavall · h3 blanques peó · c2 blanques peó · f2 blanques peó · g2 blanques peó · a1 blanques torre · c1 blanques alfil · d1 blanques dama · e1 blanques torre · g1 blanques rei | f8 negres torre · g8 negres rei · b7 negres peó · c7 negres dama · f7 negres peó · g7 negres alfil · h7 negres peó · c6 negres peó · f6 negres cavall · g6 negres peó · a5 negres torre · e5 negres peó · e4 blanques peó · d3 blanques peó · f3 blanques cavall · h3 blanques peó · c2 blanques peó · f2 blanques peó · g2 blanques peó · a1 blanques torre · c1 blanques alfil · d1 blanques dama · e1 blanques torre · g1 blanques rei | 5 |
| 4 | f8 negres torre · g8 negres rei · b7 negres peó · c7 negres dama · f7 negres peó · g7 negres alfil · h7 negres peó · c6 negres peó · f6 negres cavall · g6 negres peó · a5 negres torre · e5 negres peó · e4 blanques peó · d3 blanques peó · f3 blanques cavall · h3 blanques peó · c2 blanques peó · f2 blanques peó · g2 blanques peó · a1 blanques torre · c1 blanques alfil · d1 blanques dama · e1 blanques torre · g1 blanques rei | f8 negres torre · g8 negres rei · b7 negres peó · c7 negres dama · f7 negres peó · g7 negres alfil · h7 negres peó · c6 negres peó · f6 negres cavall · g6 negres peó · a5 negres torre · e5 negres peó · e4 blanques peó · d3 blanques peó · f3 blanques cavall · h3 blanques peó · c2 blanques peó · f2 blanques peó · g2 blanques peó · a1 blanques torre · c1 blanques alfil · d1 blanques dama · e1 blanques torre · g1 blanques rei | f8 negres torre · g8 negres rei · b7 negres peó · c7 negres dama · f7 negres peó · g7 negres alfil · h7 negres peó · c6 negres peó · f6 negres cavall · g6 negres peó · a5 negres torre · e5 negres peó · e4 blanques peó · d3 blanques peó · f3 blanques cavall · h3 blanques peó · c2 blanques peó · f2 blanques peó · g2 blanques peó · a1 blanques torre · c1 blanques alfil · d1 blanques dama · e1 blanques torre · g1 blanques rei | f8 negres torre · g8 negres rei · b7 negres peó · c7 negres dama · f7 negres peó · g7 negres alfil · h7 negres peó · c6 negres peó · f6 negres cavall · g6 negres peó · a5 negres torre · e5 negres peó · e4 blanques peó · d3 blanques peó · f3 blanques cavall · h3 blanques peó · c2 blanques peó · f2 blanques peó · g2 blanques peó · a1 blanques torre · c1 blanques alfil · d1 blanques dama · e1 blanques torre · g1 blanques rei | f8 negres torre · g8 negres rei · b7 negres peó · c7 negres dama · f7 negres peó · g7 negres alfil · h7 negres peó · c6 negres peó · f6 negres cavall · g6 negres peó · a5 negres torre · e5 negres peó · e4 blanques peó · d3 blanques peó · f3 blanques cavall · h3 blanques peó · c2 blanques peó · f2 blanques peó · g2 blanques peó · a1 blanques torre · c1 blanques alfil · d1 blanques dama · e1 blanques torre · g1 blanques rei | f8 negres torre · g8 negres rei · b7 negres peó · c7 negres dama · f7 negres peó · g7 negres alfil · h7 negres peó · c6 negres peó · f6 negres cavall · g6 negres peó · a5 negres torre · e5 negres peó · e4 blanques peó · d3 blanques peó · f3 blanques cavall · h3 blanques peó · c2 blanques peó · f2 blanques peó · g2 blanques peó · a1 blanques torre · c1 blanques alfil · d1 blanques dama · e1 blanques torre · g1 blanques rei | f8 negres torre · g8 negres rei · b7 negres peó · c7 negres dama · f7 negres peó · g7 negres alfil · h7 negres peó · c6 negres peó · f6 negres cavall · g6 negres peó · a5 negres torre · e5 negres peó · e4 blanques peó · d3 blanques peó · f3 blanques cavall · h3 blanques peó · c2 blanques peó · f2 blanques peó · g2 blanques peó · a1 blanques torre · c1 blanques alfil · d1 blanques dama · e1 blanques torre · g1 blanques rei | f8 negres torre · g8 negres rei · b7 negres peó · c7 negres dama · f7 negres peó · g7 negres alfil · h7 negres peó · c6 negres peó · f6 negres cavall · g6 negres peó · a5 negres torre · e5 negres peó · e4 blanques peó · d3 blanques peó · f3 blanques cavall · h3 blanques peó · c2 blanques peó · f2 blanques peó · g2 blanques peó · a1 blanques torre · c1 blanques alfil · d1 blanques dama · e1 blanques torre · g1 blanques rei | 4 |
| 3 | f8 negres torre · g8 negres rei · b7 negres peó · c7 negres dama · f7 negres peó · g7 negres alfil · h7 negres peó · c6 negres peó · f6 negres cavall · g6 negres peó · a5 negres torre · e5 negres peó · e4 blanques peó · d3 blanques peó · f3 blanques cavall · h3 blanques peó · c2 blanques peó · f2 blanques peó · g2 blanques peó · a1 blanques torre · c1 blanques alfil · d1 blanques dama · e1 blanques torre · g1 blanques rei | f8 negres torre · g8 negres rei · b7 negres peó · c7 negres dama · f7 negres peó · g7 negres alfil · h7 negres peó · c6 negres peó · f6 negres cavall · g6 negres peó · a5 negres torre · e5 negres peó · e4 blanques peó · d3 blanques peó · f3 blanques cavall · h3 blanques peó · c2 blanques peó · f2 blanques peó · g2 blanques peó · a1 blanques torre · c1 blanques alfil · d1 blanques dama · e1 blanques torre · g1 blanques rei | f8 negres torre · g8 negres rei · b7 negres peó · c7 negres dama · f7 negres peó · g7 negres alfil · h7 negres peó · c6 negres peó · f6 negres cavall · g6 negres peó · a5 negres torre · e5 negres peó · e4 blanques peó · d3 blanques peó · f3 blanques cavall · h3 blanques peó · c2 blanques peó · f2 blanques peó · g2 blanques peó · a1 blanques torre · c1 blanques alfil · d1 blanques dama · e1 blanques torre · g1 blanques rei | f8 negres torre · g8 negres rei · b7 negres peó · c7 negres dama · f7 negres peó · g7 negres alfil · h7 negres peó · c6 negres peó · f6 negres cavall · g6 negres peó · a5 negres torre · e5 negres peó · e4 blanques peó · d3 blanques peó · f3 blanques cavall · h3 blanques peó · c2 blanques peó · f2 blanques peó · g2 blanques peó · a1 blanques torre · c1 blanques alfil · d1 blanques dama · e1 blanques torre · g1 blanques rei | f8 negres torre · g8 negres rei · b7 negres peó · c7 negres dama · f7 negres peó · g7 negres alfil · h7 negres peó · c6 negres peó · f6 negres cavall · g6 negres peó · a5 negres torre · e5 negres peó · e4 blanques peó · d3 blanques peó · f3 blanques cavall · h3 blanques peó · c2 blanques peó · f2 blanques peó · g2 blanques peó · a1 blanques torre · c1 blanques alfil · d1 blanques dama · e1 blanques torre · g1 blanques rei | f8 negres torre · g8 negres rei · b7 negres peó · c7 negres dama · f7 negres peó · g7 negres alfil · h7 negres peó · c6 negres peó · f6 negres cavall · g6 negres peó · a5 negres torre · e5 negres peó · e4 blanques peó · d3 blanques peó · f3 blanques cavall · h3 blanques peó · c2 blanques peó · f2 blanques peó · g2 blanques peó · a1 blanques torre · c1 blanques alfil · d1 blanques dama · e1 blanques torre · g1 blanques rei | f8 negres torre · g8 negres rei · b7 negres peó · c7 negres dama · f7 negres peó · g7 negres alfil · h7 negres peó · c6 negres peó · f6 negres cavall · g6 negres peó · a5 negres torre · e5 negres peó · e4 blanques peó · d3 blanques peó · f3 blanques cavall · h3 blanques peó · c2 blanques peó · f2 blanques peó · g2 blanques peó · a1 blanques torre · c1 blanques alfil · d1 blanques dama · e1 blanques torre · g1 blanques rei | f8 negres torre · g8 negres rei · b7 negres peó · c7 negres dama · f7 negres peó · g7 negres alfil · h7 negres peó · c6 negres peó · f6 negres cavall · g6 negres peó · a5 negres torre · e5 negres peó · e4 blanques peó · d3 blanques peó · f3 blanques cavall · h3 blanques peó · c2 blanques peó · f2 blanques peó · g2 blanques peó · a1 blanques torre · c1 blanques alfil · d1 blanques dama · e1 blanques torre · g1 blanques rei | 3 |
| 2 | f8 negres torre · g8 negres rei · b7 negres peó · c7 negres dama · f7 negres peó · g7 negres alfil · h7 negres peó · c6 negres peó · f6 negres cavall · g6 negres peó · a5 negres torre · e5 negres peó · e4 blanques peó · d3 blanques peó · f3 blanques cavall · h3 blanques peó · c2 blanques peó · f2 blanques peó · g2 blanques peó · a1 blanques torre · c1 blanques alfil · d1 blanques dama · e1 blanques torre · g1 blanques rei | f8 negres torre · g8 negres rei · b7 negres peó · c7 negres dama · f7 negres peó · g7 negres alfil · h7 negres peó · c6 negres peó · f6 negres cavall · g6 negres peó · a5 negres torre · e5 negres peó · e4 blanques peó · d3 blanques peó · f3 blanques cavall · h3 blanques peó · c2 blanques peó · f2 blanques peó · g2 blanques peó · a1 blanques torre · c1 blanques alfil · d1 blanques dama · e1 blanques torre · g1 blanques rei | f8 negres torre · g8 negres rei · b7 negres peó · c7 negres dama · f7 negres peó · g7 negres alfil · h7 negres peó · c6 negres peó · f6 negres cavall · g6 negres peó · a5 negres torre · e5 negres peó · e4 blanques peó · d3 blanques peó · f3 blanques cavall · h3 blanques peó · c2 blanques peó · f2 blanques peó · g2 blanques peó · a1 blanques torre · c1 blanques alfil · d1 blanques dama · e1 blanques torre · g1 blanques rei | f8 negres torre · g8 negres rei · b7 negres peó · c7 negres dama · f7 negres peó · g7 negres alfil · h7 negres peó · c6 negres peó · f6 negres cavall · g6 negres peó · a5 negres torre · e5 negres peó · e4 blanques peó · d3 blanques peó · f3 blanques cavall · h3 blanques peó · c2 blanques peó · f2 blanques peó · g2 blanques peó · a1 blanques torre · c1 blanques alfil · d1 blanques dama · e1 blanques torre · g1 blanques rei | f8 negres torre · g8 negres rei · b7 negres peó · c7 negres dama · f7 negres peó · g7 negres alfil · h7 negres peó · c6 negres peó · f6 negres cavall · g6 negres peó · a5 negres torre · e5 negres peó · e4 blanques peó · d3 blanques peó · f3 blanques cavall · h3 blanques peó · c2 blanques peó · f2 blanques peó · g2 blanques peó · a1 blanques torre · c1 blanques alfil · d1 blanques dama · e1 blanques torre · g1 blanques rei | f8 negres torre · g8 negres rei · b7 negres peó · c7 negres dama · f7 negres peó · g7 negres alfil · h7 negres peó · c6 negres peó · f6 negres cavall · g6 negres peó · a5 negres torre · e5 negres peó · e4 blanques peó · d3 blanques peó · f3 blanques cavall · h3 blanques peó · c2 blanques peó · f2 blanques peó · g2 blanques peó · a1 blanques torre · c1 blanques alfil · d1 blanques dama · e1 blanques torre · g1 blanques rei | f8 negres torre · g8 negres rei · b7 negres peó · c7 negres dama · f7 negres peó · g7 negres alfil · h7 negres peó · c6 negres peó · f6 negres cavall · g6 negres peó · a5 negres torre · e5 negres peó · e4 blanques peó · d3 blanques peó · f3 blanques cavall · h3 blanques peó · c2 blanques peó · f2 blanques peó · g2 blanques peó · a1 blanques torre · c1 blanques alfil · d1 blanques dama · e1 blanques torre · g1 blanques rei | f8 negres torre · g8 negres rei · b7 negres peó · c7 negres dama · f7 negres peó · g7 negres alfil · h7 negres peó · c6 negres peó · f6 negres cavall · g6 negres peó · a5 negres torre · e5 negres peó · e4 blanques peó · d3 blanques peó · f3 blanques cavall · h3 blanques peó · c2 blanques peó · f2 blanques peó · g2 blanques peó · a1 blanques torre · c1 blanques alfil · d1 blanques dama · e1 blanques torre · g1 blanques rei | 2 |
| 1 | f8 negres torre · g8 negres rei · b7 negres peó · c7 negres dama · f7 negres peó · g7 negres alfil · h7 negres peó · c6 negres peó · f6 negres cavall · g6 negres peó · a5 negres torre · e5 negres peó · e4 blanques peó · d3 blanques peó · f3 blanques cavall · h3 blanques peó · c2 blanques peó · f2 blanques peó · g2 blanques peó · a1 blanques torre · c1 blanques alfil · d1 blanques dama · e1 blanques torre · g1 blanques rei | f8 negres torre · g8 negres rei · b7 negres peó · c7 negres dama · f7 negres peó · g7 negres alfil · h7 negres peó · c6 negres peó · f6 negres cavall · g6 negres peó · a5 negres torre · e5 negres peó · e4 blanques peó · d3 blanques peó · f3 blanques cavall · h3 blanques peó · c2 blanques peó · f2 blanques peó · g2 blanques peó · a1 blanques torre · c1 blanques alfil · d1 blanques dama · e1 blanques torre · g1 blanques rei | f8 negres torre · g8 negres rei · b7 negres peó · c7 negres dama · f7 negres peó · g7 negres alfil · h7 negres peó · c6 negres peó · f6 negres cavall · g6 negres peó · a5 negres torre · e5 negres peó · e4 blanques peó · d3 blanques peó · f3 blanques cavall · h3 blanques peó · c2 blanques peó · f2 blanques peó · g2 blanques peó · a1 blanques torre · c1 blanques alfil · d1 blanques dama · e1 blanques torre · g1 blanques rei | f8 negres torre · g8 negres rei · b7 negres peó · c7 negres dama · f7 negres peó · g7 negres alfil · h7 negres peó · c6 negres peó · f6 negres cavall · g6 negres peó · a5 negres torre · e5 negres peó · e4 blanques peó · d3 blanques peó · f3 blanques cavall · h3 blanques peó · c2 blanques peó · f2 blanques peó · g2 blanques peó · a1 blanques torre · c1 blanques alfil · d1 blanques dama · e1 blanques torre · g1 blanques rei | f8 negres torre · g8 negres rei · b7 negres peó · c7 negres dama · f7 negres peó · g7 negres alfil · h7 negres peó · c6 negres peó · f6 negres cavall · g6 negres peó · a5 negres torre · e5 negres peó · e4 blanques peó · d3 blanques peó · f3 blanques cavall · h3 blanques peó · c2 blanques peó · f2 blanques peó · g2 blanques peó · a1 blanques torre · c1 blanques alfil · d1 blanques dama · e1 blanques torre · g1 blanques rei | f8 negres torre · g8 negres rei · b7 negres peó · c7 negres dama · f7 negres peó · g7 negres alfil · h7 negres peó · c6 negres peó · f6 negres cavall · g6 negres peó · a5 negres torre · e5 negres peó · e4 blanques peó · d3 blanques peó · f3 blanques cavall · h3 blanques peó · c2 blanques peó · f2 blanques peó · g2 blanques peó · a1 blanques torre · c1 blanques alfil · d1 blanques dama · e1 blanques torre · g1 blanques rei | f8 negres torre · g8 negres rei · b7 negres peó · c7 negres dama · f7 negres peó · g7 negres alfil · h7 negres peó · c6 negres peó · f6 negres cavall · g6 negres peó · a5 negres torre · e5 negres peó · e4 blanques peó · d3 blanques peó · f3 blanques cavall · h3 blanques peó · c2 blanques peó · f2 blanques peó · g2 blanques peó · a1 blanques torre · c1 blanques alfil · d1 blanques dama · e1 blanques torre · g1 blanques rei | f8 negres torre · g8 negres rei · b7 negres peó · c7 negres dama · f7 negres peó · g7 negres alfil · h7 negres peó · c6 negres peó · f6 negres cavall · g6 negres peó · a5 negres torre · e5 negres peó · e4 blanques peó · d3 blanques peó · f3 blanques cavall · h3 blanques peó · c2 blanques peó · f2 blanques peó · g2 blanques peó · a1 blanques torre · c1 blanques alfil · d1 blanques dama · e1 blanques torre · g1 blanques rei | 1 |
|   | a | b | c | d | e | f | g | h |   |

La tercera partida va acabar en taules després de 49 moviments; com la primera partida, va començar amb la variant Rossolimo de la defensa siciliana. Caruana va ser el primer en desmarcar-se amb 6. 0-0 i Carlsen optà per una resposta poc freqüent. Les blanques mantingueren la pressió, però no fou seriosa. Al moviment 15 Caruana va tenir una «llacuna» i jugà Td2, obviant l'avantatge que suposa per les blanques l'intercanvi de torres. Això va aigualir tota la pressió de les blanques i, uns quants moviments després, es va fer evident que cap dels dos bàndols tenia un pla concret. Conseqüentment, Caruana va intercanviar peces i s'encaminà cap a un final lleugerament desfavorable, en què les blanques tenien un cavall i les negres un alfil i un cert avantatge posicional. Carlsen ho intentà, però Caruana mai no es va veure en perill real de perdre la partida.
1. e4 c5 2. Cf3 Cc6 3. Ab5 g6 4. Axc6 dxc6 5. d3 Ag7 6. 0-0 Dc7 7. Te1 e5 8. a3 Cf6 9. b4 0-0 10. Cbd2 Ag4 11. h3 Axf3 12. Cxf3 cxb4 13. axb4 a5 14. bxa5 Txa5 (diagrama) 15. Ad2 Taa8 16. Db1 Cd7 17. Db4 Tfe8 18. Ac3 b5 19. Txa8 Txa8 20. Ta1 Txa1+ 21. Axa1 Da7 22. Ac3 Da2 23. Db2 Dxb2 24. Axb2 f6 25. Rf1 Rf7 26. Re2 Cc5 27. Ac3 Ce6 28. g3 Af8 29. Cd2 Cg5 30. h4 Ce6 31. Cb3 h5 32. Ad2 Ad6 33. c3 c5 34. Ae3 Re7 35. Rd1 Rd7 36. Rc2 f5 37. Rd1 fxe4 38. dxe4 c4 39. Cd2 Cc5 40. Axc5 Axc5 41. Re2 Rc6 42. Cf1 b4 43. cxb4 Axb4 44. Ce3 Rc5 45. f4 exf4 46. gxf4 Aa5 47. f5 gxf5 48. Cxc4 Rxc4 49. exf5 ½-½

#### Partida 4: Carlsen–Caruana, ½–½
|   | a | b | c | d | e | f | g | h |   |
| 8 | a8 negres torre · c8 negres alfil · d8 negres dama · e8 negres torre · g8 negres rei · b7 negres peó · f7 negres peó · g7 negres peó · h7 negres peó · a6 negres peó · c6 negres peó · d6 negres alfil · e5 negres peó · a4 blanques peó · b4 blanques peó · c3 blanques alfil · d3 blanques peó · f3 blanques alfil · g3 blanques peó · e2 blanques peó · f2 blanques peó · h2 blanques peó · b1 blanques torre · d1 blanques dama · f1 blanques torre · g1 blanques rei | a8 negres torre · c8 negres alfil · d8 negres dama · e8 negres torre · g8 negres rei · b7 negres peó · f7 negres peó · g7 negres peó · h7 negres peó · a6 negres peó · c6 negres peó · d6 negres alfil · e5 negres peó · a4 blanques peó · b4 blanques peó · c3 blanques alfil · d3 blanques peó · f3 blanques alfil · g3 blanques peó · e2 blanques peó · f2 blanques peó · h2 blanques peó · b1 blanques torre · d1 blanques dama · f1 blanques torre · g1 blanques rei | a8 negres torre · c8 negres alfil · d8 negres dama · e8 negres torre · g8 negres rei · b7 negres peó · f7 negres peó · g7 negres peó · h7 negres peó · a6 negres peó · c6 negres peó · d6 negres alfil · e5 negres peó · a4 blanques peó · b4 blanques peó · c3 blanques alfil · d3 blanques peó · f3 blanques alfil · g3 blanques peó · e2 blanques peó · f2 blanques peó · h2 blanques peó · b1 blanques torre · d1 blanques dama · f1 blanques torre · g1 blanques rei | a8 negres torre · c8 negres alfil · d8 negres dama · e8 negres torre · g8 negres rei · b7 negres peó · f7 negres peó · g7 negres peó · h7 negres peó · a6 negres peó · c6 negres peó · d6 negres alfil · e5 negres peó · a4 blanques peó · b4 blanques peó · c3 blanques alfil · d3 blanques peó · f3 blanques alfil · g3 blanques peó · e2 blanques peó · f2 blanques peó · h2 blanques peó · b1 blanques torre · d1 blanques dama · f1 blanques torre · g1 blanques rei | a8 negres torre · c8 negres alfil · d8 negres dama · e8 negres torre · g8 negres rei · b7 negres peó · f7 negres peó · g7 negres peó · h7 negres peó · a6 negres peó · c6 negres peó · d6 negres alfil · e5 negres peó · a4 blanques peó · b4 blanques peó · c3 blanques alfil · d3 blanques peó · f3 blanques alfil · g3 blanques peó · e2 blanques peó · f2 blanques peó · h2 blanques peó · b1 blanques torre · d1 blanques dama · f1 blanques torre · g1 blanques rei | a8 negres torre · c8 negres alfil · d8 negres dama · e8 negres torre · g8 negres rei · b7 negres peó · f7 negres peó · g7 negres peó · h7 negres peó · a6 negres peó · c6 negres peó · d6 negres alfil · e5 negres peó · a4 blanques peó · b4 blanques peó · c3 blanques alfil · d3 blanques peó · f3 blanques alfil · g3 blanques peó · e2 blanques peó · f2 blanques peó · h2 blanques peó · b1 blanques torre · d1 blanques dama · f1 blanques torre · g1 blanques rei | a8 negres torre · c8 negres alfil · d8 negres dama · e8 negres torre · g8 negres rei · b7 negres peó · f7 negres peó · g7 negres peó · h7 negres peó · a6 negres peó · c6 negres peó · d6 negres alfil · e5 negres peó · a4 blanques peó · b4 blanques peó · c3 blanques alfil · d3 blanques peó · f3 blanques alfil · g3 blanques peó · e2 blanques peó · f2 blanques peó · h2 blanques peó · b1 blanques torre · d1 blanques dama · f1 blanques torre · g1 blanques rei | a8 negres torre · c8 negres alfil · d8 negres dama · e8 negres torre · g8 negres rei · b7 negres peó · f7 negres peó · g7 negres peó · h7 negres peó · a6 negres peó · c6 negres peó · d6 negres alfil · e5 negres peó · a4 blanques peó · b4 blanques peó · c3 blanques alfil · d3 blanques peó · f3 blanques alfil · g3 blanques peó · e2 blanques peó · f2 blanques peó · h2 blanques peó · b1 blanques torre · d1 blanques dama · f1 blanques torre · g1 blanques rei | 8 |
| 7 | a8 negres torre · c8 negres alfil · d8 negres dama · e8 negres torre · g8 negres rei · b7 negres peó · f7 negres peó · g7 negres peó · h7 negres peó · a6 negres peó · c6 negres peó · d6 negres alfil · e5 negres peó · a4 blanques peó · b4 blanques peó · c3 blanques alfil · d3 blanques peó · f3 blanques alfil · g3 blanques peó · e2 blanques peó · f2 blanques peó · h2 blanques peó · b1 blanques torre · d1 blanques dama · f1 blanques torre · g1 blanques rei | a8 negres torre · c8 negres alfil · d8 negres dama · e8 negres torre · g8 negres rei · b7 negres peó · f7 negres peó · g7 negres peó · h7 negres peó · a6 negres peó · c6 negres peó · d6 negres alfil · e5 negres peó · a4 blanques peó · b4 blanques peó · c3 blanques alfil · d3 blanques peó · f3 blanques alfil · g3 blanques peó · e2 blanques peó · f2 blanques peó · h2 blanques peó · b1 blanques torre · d1 blanques dama · f1 blanques torre · g1 blanques rei | a8 negres torre · c8 negres alfil · d8 negres dama · e8 negres torre · g8 negres rei · b7 negres peó · f7 negres peó · g7 negres peó · h7 negres peó · a6 negres peó · c6 negres peó · d6 negres alfil · e5 negres peó · a4 blanques peó · b4 blanques peó · c3 blanques alfil · d3 blanques peó · f3 blanques alfil · g3 blanques peó · e2 blanques peó · f2 blanques peó · h2 blanques peó · b1 blanques torre · d1 blanques dama · f1 blanques torre · g1 blanques rei | a8 negres torre · c8 negres alfil · d8 negres dama · e8 negres torre · g8 negres rei · b7 negres peó · f7 negres peó · g7 negres peó · h7 negres peó · a6 negres peó · c6 negres peó · d6 negres alfil · e5 negres peó · a4 blanques peó · b4 blanques peó · c3 blanques alfil · d3 blanques peó · f3 blanques alfil · g3 blanques peó · e2 blanques peó · f2 blanques peó · h2 blanques peó · b1 blanques torre · d1 blanques dama · f1 blanques torre · g1 blanques rei | a8 negres torre · c8 negres alfil · d8 negres dama · e8 negres torre · g8 negres rei · b7 negres peó · f7 negres peó · g7 negres peó · h7 negres peó · a6 negres peó · c6 negres peó · d6 negres alfil · e5 negres peó · a4 blanques peó · b4 blanques peó · c3 blanques alfil · d3 blanques peó · f3 blanques alfil · g3 blanques peó · e2 blanques peó · f2 blanques peó · h2 blanques peó · b1 blanques torre · d1 blanques dama · f1 blanques torre · g1 blanques rei | a8 negres torre · c8 negres alfil · d8 negres dama · e8 negres torre · g8 negres rei · b7 negres peó · f7 negres peó · g7 negres peó · h7 negres peó · a6 negres peó · c6 negres peó · d6 negres alfil · e5 negres peó · a4 blanques peó · b4 blanques peó · c3 blanques alfil · d3 blanques peó · f3 blanques alfil · g3 blanques peó · e2 blanques peó · f2 blanques peó · h2 blanques peó · b1 blanques torre · d1 blanques dama · f1 blanques torre · g1 blanques rei | a8 negres torre · c8 negres alfil · d8 negres dama · e8 negres torre · g8 negres rei · b7 negres peó · f7 negres peó · g7 negres peó · h7 negres peó · a6 negres peó · c6 negres peó · d6 negres alfil · e5 negres peó · a4 blanques peó · b4 blanques peó · c3 blanques alfil · d3 blanques peó · f3 blanques alfil · g3 blanques peó · e2 blanques peó · f2 blanques peó · h2 blanques peó · b1 blanques torre · d1 blanques dama · f1 blanques torre · g1 blanques rei | a8 negres torre · c8 negres alfil · d8 negres dama · e8 negres torre · g8 negres rei · b7 negres peó · f7 negres peó · g7 negres peó · h7 negres peó · a6 negres peó · c6 negres peó · d6 negres alfil · e5 negres peó · a4 blanques peó · b4 blanques peó · c3 blanques alfil · d3 blanques peó · f3 blanques alfil · g3 blanques peó · e2 blanques peó · f2 blanques peó · h2 blanques peó · b1 blanques torre · d1 blanques dama · f1 blanques torre · g1 blanques rei | 7 |
| 6 | a8 negres torre · c8 negres alfil · d8 negres dama · e8 negres torre · g8 negres rei · b7 negres peó · f7 negres peó · g7 negres peó · h7 negres peó · a6 negres peó · c6 negres peó · d6 negres alfil · e5 negres peó · a4 blanques peó · b4 blanques peó · c3 blanques alfil · d3 blanques peó · f3 blanques alfil · g3 blanques peó · e2 blanques peó · f2 blanques peó · h2 blanques peó · b1 blanques torre · d1 blanques dama · f1 blanques torre · g1 blanques rei | a8 negres torre · c8 negres alfil · d8 negres dama · e8 negres torre · g8 negres rei · b7 negres peó · f7 negres peó · g7 negres peó · h7 negres peó · a6 negres peó · c6 negres peó · d6 negres alfil · e5 negres peó · a4 blanques peó · b4 blanques peó · c3 blanques alfil · d3 blanques peó · f3 blanques alfil · g3 blanques peó · e2 blanques peó · f2 blanques peó · h2 blanques peó · b1 blanques torre · d1 blanques dama · f1 blanques torre · g1 blanques rei | a8 negres torre · c8 negres alfil · d8 negres dama · e8 negres torre · g8 negres rei · b7 negres peó · f7 negres peó · g7 negres peó · h7 negres peó · a6 negres peó · c6 negres peó · d6 negres alfil · e5 negres peó · a4 blanques peó · b4 blanques peó · c3 blanques alfil · d3 blanques peó · f3 blanques alfil · g3 blanques peó · e2 blanques peó · f2 blanques peó · h2 blanques peó · b1 blanques torre · d1 blanques dama · f1 blanques torre · g1 blanques rei | a8 negres torre · c8 negres alfil · d8 negres dama · e8 negres torre · g8 negres rei · b7 negres peó · f7 negres peó · g7 negres peó · h7 negres peó · a6 negres peó · c6 negres peó · d6 negres alfil · e5 negres peó · a4 blanques peó · b4 blanques peó · c3 blanques alfil · d3 blanques peó · f3 blanques alfil · g3 blanques peó · e2 blanques peó · f2 blanques peó · h2 blanques peó · b1 blanques torre · d1 blanques dama · f1 blanques torre · g1 blanques rei | a8 negres torre · c8 negres alfil · d8 negres dama · e8 negres torre · g8 negres rei · b7 negres peó · f7 negres peó · g7 negres peó · h7 negres peó · a6 negres peó · c6 negres peó · d6 negres alfil · e5 negres peó · a4 blanques peó · b4 blanques peó · c3 blanques alfil · d3 blanques peó · f3 blanques alfil · g3 blanques peó · e2 blanques peó · f2 blanques peó · h2 blanques peó · b1 blanques torre · d1 blanques dama · f1 blanques torre · g1 blanques rei | a8 negres torre · c8 negres alfil · d8 negres dama · e8 negres torre · g8 negres rei · b7 negres peó · f7 negres peó · g7 negres peó · h7 negres peó · a6 negres peó · c6 negres peó · d6 negres alfil · e5 negres peó · a4 blanques peó · b4 blanques peó · c3 blanques alfil · d3 blanques peó · f3 blanques alfil · g3 blanques peó · e2 blanques peó · f2 blanques peó · h2 blanques peó · b1 blanques torre · d1 blanques dama · f1 blanques torre · g1 blanques rei | a8 negres torre · c8 negres alfil · d8 negres dama · e8 negres torre · g8 negres rei · b7 negres peó · f7 negres peó · g7 negres peó · h7 negres peó · a6 negres peó · c6 negres peó · d6 negres alfil · e5 negres peó · a4 blanques peó · b4 blanques peó · c3 blanques alfil · d3 blanques peó · f3 blanques alfil · g3 blanques peó · e2 blanques peó · f2 blanques peó · h2 blanques peó · b1 blanques torre · d1 blanques dama · f1 blanques torre · g1 blanques rei | a8 negres torre · c8 negres alfil · d8 negres dama · e8 negres torre · g8 negres rei · b7 negres peó · f7 negres peó · g7 negres peó · h7 negres peó · a6 negres peó · c6 negres peó · d6 negres alfil · e5 negres peó · a4 blanques peó · b4 blanques peó · c3 blanques alfil · d3 blanques peó · f3 blanques alfil · g3 blanques peó · e2 blanques peó · f2 blanques peó · h2 blanques peó · b1 blanques torre · d1 blanques dama · f1 blanques torre · g1 blanques rei | 6 |
| 5 | a8 negres torre · c8 negres alfil · d8 negres dama · e8 negres torre · g8 negres rei · b7 negres peó · f7 negres peó · g7 negres peó · h7 negres peó · a6 negres peó · c6 negres peó · d6 negres alfil · e5 negres peó · a4 blanques peó · b4 blanques peó · c3 blanques alfil · d3 blanques peó · f3 blanques alfil · g3 blanques peó · e2 blanques peó · f2 blanques peó · h2 blanques peó · b1 blanques torre · d1 blanques dama · f1 blanques torre · g1 blanques rei | a8 negres torre · c8 negres alfil · d8 negres dama · e8 negres torre · g8 negres rei · b7 negres peó · f7 negres peó · g7 negres peó · h7 negres peó · a6 negres peó · c6 negres peó · d6 negres alfil · e5 negres peó · a4 blanques peó · b4 blanques peó · c3 blanques alfil · d3 blanques peó · f3 blanques alfil · g3 blanques peó · e2 blanques peó · f2 blanques peó · h2 blanques peó · b1 blanques torre · d1 blanques dama · f1 blanques torre · g1 blanques rei | a8 negres torre · c8 negres alfil · d8 negres dama · e8 negres torre · g8 negres rei · b7 negres peó · f7 negres peó · g7 negres peó · h7 negres peó · a6 negres peó · c6 negres peó · d6 negres alfil · e5 negres peó · a4 blanques peó · b4 blanques peó · c3 blanques alfil · d3 blanques peó · f3 blanques alfil · g3 blanques peó · e2 blanques peó · f2 blanques peó · h2 blanques peó · b1 blanques torre · d1 blanques dama · f1 blanques torre · g1 blanques rei | a8 negres torre · c8 negres alfil · d8 negres dama · e8 negres torre · g8 negres rei · b7 negres peó · f7 negres peó · g7 negres peó · h7 negres peó · a6 negres peó · c6 negres peó · d6 negres alfil · e5 negres peó · a4 blanques peó · b4 blanques peó · c3 blanques alfil · d3 blanques peó · f3 blanques alfil · g3 blanques peó · e2 blanques peó · f2 blanques peó · h2 blanques peó · b1 blanques torre · d1 blanques dama · f1 blanques torre · g1 blanques rei | a8 negres torre · c8 negres alfil · d8 negres dama · e8 negres torre · g8 negres rei · b7 negres peó · f7 negres peó · g7 negres peó · h7 negres peó · a6 negres peó · c6 negres peó · d6 negres alfil · e5 negres peó · a4 blanques peó · b4 blanques peó · c3 blanques alfil · d3 blanques peó · f3 blanques alfil · g3 blanques peó · e2 blanques peó · f2 blanques peó · h2 blanques peó · b1 blanques torre · d1 blanques dama · f1 blanques torre · g1 blanques rei | a8 negres torre · c8 negres alfil · d8 negres dama · e8 negres torre · g8 negres rei · b7 negres peó · f7 negres peó · g7 negres peó · h7 negres peó · a6 negres peó · c6 negres peó · d6 negres alfil · e5 negres peó · a4 blanques peó · b4 blanques peó · c3 blanques alfil · d3 blanques peó · f3 blanques alfil · g3 blanques peó · e2 blanques peó · f2 blanques peó · h2 blanques peó · b1 blanques torre · d1 blanques dama · f1 blanques torre · g1 blanques rei | a8 negres torre · c8 negres alfil · d8 negres dama · e8 negres torre · g8 negres rei · b7 negres peó · f7 negres peó · g7 negres peó · h7 negres peó · a6 negres peó · c6 negres peó · d6 negres alfil · e5 negres peó · a4 blanques peó · b4 blanques peó · c3 blanques alfil · d3 blanques peó · f3 blanques alfil · g3 blanques peó · e2 blanques peó · f2 blanques peó · h2 blanques peó · b1 blanques torre · d1 blanques dama · f1 blanques torre · g1 blanques rei | a8 negres torre · c8 negres alfil · d8 negres dama · e8 negres torre · g8 negres rei · b7 negres peó · f7 negres peó · g7 negres peó · h7 negres peó · a6 negres peó · c6 negres peó · d6 negres alfil · e5 negres peó · a4 blanques peó · b4 blanques peó · c3 blanques alfil · d3 blanques peó · f3 blanques alfil · g3 blanques peó · e2 blanques peó · f2 blanques peó · h2 blanques peó · b1 blanques torre · d1 blanques dama · f1 blanques torre · g1 blanques rei | 5 |
| 4 | a8 negres torre · c8 negres alfil · d8 negres dama · e8 negres torre · g8 negres rei · b7 negres peó · f7 negres peó · g7 negres peó · h7 negres peó · a6 negres peó · c6 negres peó · d6 negres alfil · e5 negres peó · a4 blanques peó · b4 blanques peó · c3 blanques alfil · d3 blanques peó · f3 blanques alfil · g3 blanques peó · e2 blanques peó · f2 blanques peó · h2 blanques peó · b1 blanques torre · d1 blanques dama · f1 blanques torre · g1 blanques rei | a8 negres torre · c8 negres alfil · d8 negres dama · e8 negres torre · g8 negres rei · b7 negres peó · f7 negres peó · g7 negres peó · h7 negres peó · a6 negres peó · c6 negres peó · d6 negres alfil · e5 negres peó · a4 blanques peó · b4 blanques peó · c3 blanques alfil · d3 blanques peó · f3 blanques alfil · g3 blanques peó · e2 blanques peó · f2 blanques peó · h2 blanques peó · b1 blanques torre · d1 blanques dama · f1 blanques torre · g1 blanques rei | a8 negres torre · c8 negres alfil · d8 negres dama · e8 negres torre · g8 negres rei · b7 negres peó · f7 negres peó · g7 negres peó · h7 negres peó · a6 negres peó · c6 negres peó · d6 negres alfil · e5 negres peó · a4 blanques peó · b4 blanques peó · c3 blanques alfil · d3 blanques peó · f3 blanques alfil · g3 blanques peó · e2 blanques peó · f2 blanques peó · h2 blanques peó · b1 blanques torre · d1 blanques dama · f1 blanques torre · g1 blanques rei | a8 negres torre · c8 negres alfil · d8 negres dama · e8 negres torre · g8 negres rei · b7 negres peó · f7 negres peó · g7 negres peó · h7 negres peó · a6 negres peó · c6 negres peó · d6 negres alfil · e5 negres peó · a4 blanques peó · b4 blanques peó · c3 blanques alfil · d3 blanques peó · f3 blanques alfil · g3 blanques peó · e2 blanques peó · f2 blanques peó · h2 blanques peó · b1 blanques torre · d1 blanques dama · f1 blanques torre · g1 blanques rei | a8 negres torre · c8 negres alfil · d8 negres dama · e8 negres torre · g8 negres rei · b7 negres peó · f7 negres peó · g7 negres peó · h7 negres peó · a6 negres peó · c6 negres peó · d6 negres alfil · e5 negres peó · a4 blanques peó · b4 blanques peó · c3 blanques alfil · d3 blanques peó · f3 blanques alfil · g3 blanques peó · e2 blanques peó · f2 blanques peó · h2 blanques peó · b1 blanques torre · d1 blanques dama · f1 blanques torre · g1 blanques rei | a8 negres torre · c8 negres alfil · d8 negres dama · e8 negres torre · g8 negres rei · b7 negres peó · f7 negres peó · g7 negres peó · h7 negres peó · a6 negres peó · c6 negres peó · d6 negres alfil · e5 negres peó · a4 blanques peó · b4 blanques peó · c3 blanques alfil · d3 blanques peó · f3 blanques alfil · g3 blanques peó · e2 blanques peó · f2 blanques peó · h2 blanques peó · b1 blanques torre · d1 blanques dama · f1 blanques torre · g1 blanques rei | a8 negres torre · c8 negres alfil · d8 negres dama · e8 negres torre · g8 negres rei · b7 negres peó · f7 negres peó · g7 negres peó · h7 negres peó · a6 negres peó · c6 negres peó · d6 negres alfil · e5 negres peó · a4 blanques peó · b4 blanques peó · c3 blanques alfil · d3 blanques peó · f3 blanques alfil · g3 blanques peó · e2 blanques peó · f2 blanques peó · h2 blanques peó · b1 blanques torre · d1 blanques dama · f1 blanques torre · g1 blanques rei | a8 negres torre · c8 negres alfil · d8 negres dama · e8 negres torre · g8 negres rei · b7 negres peó · f7 negres peó · g7 negres peó · h7 negres peó · a6 negres peó · c6 negres peó · d6 negres alfil · e5 negres peó · a4 blanques peó · b4 blanques peó · c3 blanques alfil · d3 blanques peó · f3 blanques alfil · g3 blanques peó · e2 blanques peó · f2 blanques peó · h2 blanques peó · b1 blanques torre · d1 blanques dama · f1 blanques torre · g1 blanques rei | 4 |
| 3 | a8 negres torre · c8 negres alfil · d8 negres dama · e8 negres torre · g8 negres rei · b7 negres peó · f7 negres peó · g7 negres peó · h7 negres peó · a6 negres peó · c6 negres peó · d6 negres alfil · e5 negres peó · a4 blanques peó · b4 blanques peó · c3 blanques alfil · d3 blanques peó · f3 blanques alfil · g3 blanques peó · e2 blanques peó · f2 blanques peó · h2 blanques peó · b1 blanques torre · d1 blanques dama · f1 blanques torre · g1 blanques rei | a8 negres torre · c8 negres alfil · d8 negres dama · e8 negres torre · g8 negres rei · b7 negres peó · f7 negres peó · g7 negres peó · h7 negres peó · a6 negres peó · c6 negres peó · d6 negres alfil · e5 negres peó · a4 blanques peó · b4 blanques peó · c3 blanques alfil · d3 blanques peó · f3 blanques alfil · g3 blanques peó · e2 blanques peó · f2 blanques peó · h2 blanques peó · b1 blanques torre · d1 blanques dama · f1 blanques torre · g1 blanques rei | a8 negres torre · c8 negres alfil · d8 negres dama · e8 negres torre · g8 negres rei · b7 negres peó · f7 negres peó · g7 negres peó · h7 negres peó · a6 negres peó · c6 negres peó · d6 negres alfil · e5 negres peó · a4 blanques peó · b4 blanques peó · c3 blanques alfil · d3 blanques peó · f3 blanques alfil · g3 blanques peó · e2 blanques peó · f2 blanques peó · h2 blanques peó · b1 blanques torre · d1 blanques dama · f1 blanques torre · g1 blanques rei | a8 negres torre · c8 negres alfil · d8 negres dama · e8 negres torre · g8 negres rei · b7 negres peó · f7 negres peó · g7 negres peó · h7 negres peó · a6 negres peó · c6 negres peó · d6 negres alfil · e5 negres peó · a4 blanques peó · b4 blanques peó · c3 blanques alfil · d3 blanques peó · f3 blanques alfil · g3 blanques peó · e2 blanques peó · f2 blanques peó · h2 blanques peó · b1 blanques torre · d1 blanques dama · f1 blanques torre · g1 blanques rei | a8 negres torre · c8 negres alfil · d8 negres dama · e8 negres torre · g8 negres rei · b7 negres peó · f7 negres peó · g7 negres peó · h7 negres peó · a6 negres peó · c6 negres peó · d6 negres alfil · e5 negres peó · a4 blanques peó · b4 blanques peó · c3 blanques alfil · d3 blanques peó · f3 blanques alfil · g3 blanques peó · e2 blanques peó · f2 blanques peó · h2 blanques peó · b1 blanques torre · d1 blanques dama · f1 blanques torre · g1 blanques rei | a8 negres torre · c8 negres alfil · d8 negres dama · e8 negres torre · g8 negres rei · b7 negres peó · f7 negres peó · g7 negres peó · h7 negres peó · a6 negres peó · c6 negres peó · d6 negres alfil · e5 negres peó · a4 blanques peó · b4 blanques peó · c3 blanques alfil · d3 blanques peó · f3 blanques alfil · g3 blanques peó · e2 blanques peó · f2 blanques peó · h2 blanques peó · b1 blanques torre · d1 blanques dama · f1 blanques torre · g1 blanques rei | a8 negres torre · c8 negres alfil · d8 negres dama · e8 negres torre · g8 negres rei · b7 negres peó · f7 negres peó · g7 negres peó · h7 negres peó · a6 negres peó · c6 negres peó · d6 negres alfil · e5 negres peó · a4 blanques peó · b4 blanques peó · c3 blanques alfil · d3 blanques peó · f3 blanques alfil · g3 blanques peó · e2 blanques peó · f2 blanques peó · h2 blanques peó · b1 blanques torre · d1 blanques dama · f1 blanques torre · g1 blanques rei | a8 negres torre · c8 negres alfil · d8 negres dama · e8 negres torre · g8 negres rei · b7 negres peó · f7 negres peó · g7 negres peó · h7 negres peó · a6 negres peó · c6 negres peó · d6 negres alfil · e5 negres peó · a4 blanques peó · b4 blanques peó · c3 blanques alfil · d3 blanques peó · f3 blanques alfil · g3 blanques peó · e2 blanques peó · f2 blanques peó · h2 blanques peó · b1 blanques torre · d1 blanques dama · f1 blanques torre · g1 blanques rei | 3 |
| 2 | a8 negres torre · c8 negres alfil · d8 negres dama · e8 negres torre · g8 negres rei · b7 negres peó · f7 negres peó · g7 negres peó · h7 negres peó · a6 negres peó · c6 negres peó · d6 negres alfil · e5 negres peó · a4 blanques peó · b4 blanques peó · c3 blanques alfil · d3 blanques peó · f3 blanques alfil · g3 blanques peó · e2 blanques peó · f2 blanques peó · h2 blanques peó · b1 blanques torre · d1 blanques dama · f1 blanques torre · g1 blanques rei | a8 negres torre · c8 negres alfil · d8 negres dama · e8 negres torre · g8 negres rei · b7 negres peó · f7 negres peó · g7 negres peó · h7 negres peó · a6 negres peó · c6 negres peó · d6 negres alfil · e5 negres peó · a4 blanques peó · b4 blanques peó · c3 blanques alfil · d3 blanques peó · f3 blanques alfil · g3 blanques peó · e2 blanques peó · f2 blanques peó · h2 blanques peó · b1 blanques torre · d1 blanques dama · f1 blanques torre · g1 blanques rei | a8 negres torre · c8 negres alfil · d8 negres dama · e8 negres torre · g8 negres rei · b7 negres peó · f7 negres peó · g7 negres peó · h7 negres peó · a6 negres peó · c6 negres peó · d6 negres alfil · e5 negres peó · a4 blanques peó · b4 blanques peó · c3 blanques alfil · d3 blanques peó · f3 blanques alfil · g3 blanques peó · e2 blanques peó · f2 blanques peó · h2 blanques peó · b1 blanques torre · d1 blanques dama · f1 blanques torre · g1 blanques rei | a8 negres torre · c8 negres alfil · d8 negres dama · e8 negres torre · g8 negres rei · b7 negres peó · f7 negres peó · g7 negres peó · h7 negres peó · a6 negres peó · c6 negres peó · d6 negres alfil · e5 negres peó · a4 blanques peó · b4 blanques peó · c3 blanques alfil · d3 blanques peó · f3 blanques alfil · g3 blanques peó · e2 blanques peó · f2 blanques peó · h2 blanques peó · b1 blanques torre · d1 blanques dama · f1 blanques torre · g1 blanques rei | a8 negres torre · c8 negres alfil · d8 negres dama · e8 negres torre · g8 negres rei · b7 negres peó · f7 negres peó · g7 negres peó · h7 negres peó · a6 negres peó · c6 negres peó · d6 negres alfil · e5 negres peó · a4 blanques peó · b4 blanques peó · c3 blanques alfil · d3 blanques peó · f3 blanques alfil · g3 blanques peó · e2 blanques peó · f2 blanques peó · h2 blanques peó · b1 blanques torre · d1 blanques dama · f1 blanques torre · g1 blanques rei | a8 negres torre · c8 negres alfil · d8 negres dama · e8 negres torre · g8 negres rei · b7 negres peó · f7 negres peó · g7 negres peó · h7 negres peó · a6 negres peó · c6 negres peó · d6 negres alfil · e5 negres peó · a4 blanques peó · b4 blanques peó · c3 blanques alfil · d3 blanques peó · f3 blanques alfil · g3 blanques peó · e2 blanques peó · f2 blanques peó · h2 blanques peó · b1 blanques torre · d1 blanques dama · f1 blanques torre · g1 blanques rei | a8 negres torre · c8 negres alfil · d8 negres dama · e8 negres torre · g8 negres rei · b7 negres peó · f7 negres peó · g7 negres peó · h7 negres peó · a6 negres peó · c6 negres peó · d6 negres alfil · e5 negres peó · a4 blanques peó · b4 blanques peó · c3 blanques alfil · d3 blanques peó · f3 blanques alfil · g3 blanques peó · e2 blanques peó · f2 blanques peó · h2 blanques peó · b1 blanques torre · d1 blanques dama · f1 blanques torre · g1 blanques rei | a8 negres torre · c8 negres alfil · d8 negres dama · e8 negres torre · g8 negres rei · b7 negres peó · f7 negres peó · g7 negres peó · h7 negres peó · a6 negres peó · c6 negres peó · d6 negres alfil · e5 negres peó · a4 blanques peó · b4 blanques peó · c3 blanques alfil · d3 blanques peó · f3 blanques alfil · g3 blanques peó · e2 blanques peó · f2 blanques peó · h2 blanques peó · b1 blanques torre · d1 blanques dama · f1 blanques torre · g1 blanques rei | 2 |
| 1 | a8 negres torre · c8 negres alfil · d8 negres dama · e8 negres torre · g8 negres rei · b7 negres peó · f7 negres peó · g7 negres peó · h7 negres peó · a6 negres peó · c6 negres peó · d6 negres alfil · e5 negres peó · a4 blanques peó · b4 blanques peó · c3 blanques alfil · d3 blanques peó · f3 blanques alfil · g3 blanques peó · e2 blanques peó · f2 blanques peó · h2 blanques peó · b1 blanques torre · d1 blanques dama · f1 blanques torre · g1 blanques rei | a8 negres torre · c8 negres alfil · d8 negres dama · e8 negres torre · g8 negres rei · b7 negres peó · f7 negres peó · g7 negres peó · h7 negres peó · a6 negres peó · c6 negres peó · d6 negres alfil · e5 negres peó · a4 blanques peó · b4 blanques peó · c3 blanques alfil · d3 blanques peó · f3 blanques alfil · g3 blanques peó · e2 blanques peó · f2 blanques peó · h2 blanques peó · b1 blanques torre · d1 blanques dama · f1 blanques torre · g1 blanques rei | a8 negres torre · c8 negres alfil · d8 negres dama · e8 negres torre · g8 negres rei · b7 negres peó · f7 negres peó · g7 negres peó · h7 negres peó · a6 negres peó · c6 negres peó · d6 negres alfil · e5 negres peó · a4 blanques peó · b4 blanques peó · c3 blanques alfil · d3 blanques peó · f3 blanques alfil · g3 blanques peó · e2 blanques peó · f2 blanques peó · h2 blanques peó · b1 blanques torre · d1 blanques dama · f1 blanques torre · g1 blanques rei | a8 negres torre · c8 negres alfil · d8 negres dama · e8 negres torre · g8 negres rei · b7 negres peó · f7 negres peó · g7 negres peó · h7 negres peó · a6 negres peó · c6 negres peó · d6 negres alfil · e5 negres peó · a4 blanques peó · b4 blanques peó · c3 blanques alfil · d3 blanques peó · f3 blanques alfil · g3 blanques peó · e2 blanques peó · f2 blanques peó · h2 blanques peó · b1 blanques torre · d1 blanques dama · f1 blanques torre · g1 blanques rei | a8 negres torre · c8 negres alfil · d8 negres dama · e8 negres torre · g8 negres rei · b7 negres peó · f7 negres peó · g7 negres peó · h7 negres peó · a6 negres peó · c6 negres peó · d6 negres alfil · e5 negres peó · a4 blanques peó · b4 blanques peó · c3 blanques alfil · d3 blanques peó · f3 blanques alfil · g3 blanques peó · e2 blanques peó · f2 blanques peó · h2 blanques peó · b1 blanques torre · d1 blanques dama · f1 blanques torre · g1 blanques rei | a8 negres torre · c8 negres alfil · d8 negres dama · e8 negres torre · g8 negres rei · b7 negres peó · f7 negres peó · g7 negres peó · h7 negres peó · a6 negres peó · c6 negres peó · d6 negres alfil · e5 negres peó · a4 blanques peó · b4 blanques peó · c3 blanques alfil · d3 blanques peó · f3 blanques alfil · g3 blanques peó · e2 blanques peó · f2 blanques peó · h2 blanques peó · b1 blanques torre · d1 blanques dama · f1 blanques torre · g1 blanques rei | a8 negres torre · c8 negres alfil · d8 negres dama · e8 negres torre · g8 negres rei · b7 negres peó · f7 negres peó · g7 negres peó · h7 negres peó · a6 negres peó · c6 negres peó · d6 negres alfil · e5 negres peó · a4 blanques peó · b4 blanques peó · c3 blanques alfil · d3 blanques peó · f3 blanques alfil · g3 blanques peó · e2 blanques peó · f2 blanques peó · h2 blanques peó · b1 blanques torre · d1 blanques dama · f1 blanques torre · g1 blanques rei | a8 negres torre · c8 negres alfil · d8 negres dama · e8 negres torre · g8 negres rei · b7 negres peó · f7 negres peó · g7 negres peó · h7 negres peó · a6 negres peó · c6 negres peó · d6 negres alfil · e5 negres peó · a4 blanques peó · b4 blanques peó · c3 blanques alfil · d3 blanques peó · f3 blanques alfil · g3 blanques peó · e2 blanques peó · f2 blanques peó · h2 blanques peó · b1 blanques torre · d1 blanques dama · f1 blanques torre · g1 blanques rei | 1 |
|   | a | b | c | d | e | f | g | h |   |

La quarta partida va acabar en taules en 34 moviments. Va començar amb una obertura anglesa, variant dels quatre cavalls. Carsen va fer la primera novetat, 11. b4, però Caruana tenia preparada la resposta 11...Ad6. Després d'algunes jugades lògiques Carlsen va tenir l'oportunitat de desequilibrar la posició amb 15. b5, però no la va fer (vegeu el diagrama). Després de 15...Ad7 aturant la ruptura, va ser realment difícil per qualsevol dels dos d'iniciar plans concrets, i la partida es va declarar taules aviat. Aquest va ser només el segon cop que Carlsen obria amb c4 en un matx pel campionat del món; el primer va ser una victòria contra Viswanathan Anand a la cinquena partida de 2013.
1.c4 e5 2. Cc3 Cf6 3. Cf3 Cc6 4. g3 d5 5. cxd5 Cxd5 6. Ag2 Ac5 7. 0-0 0-0 8. d3 Te8 9. Ad2 Cxc3 10. Axc3 Cd4 11. b4 Ad6 12. Tb1 Cxf3+ 13. Axf3 a6 14. a4 c6 (diagrama) 15. Te1 Ad7 16. e3 Df6 17. Ae4 Af5 18. Df3 Axe4 19. Dxf6 gxf6 20. dxe4 b5 21. Ted1 Af8 22. axb5 axb5 23. Rg2 Ted8 24. Tdc1 Rg7 25. Ae1 Tdc8 26. Tc2 Ta4 27. Rf3 h5 28. Re2 Rg6 29. h3 f5 30. exf5+ Rxf5 31. f3 Ae7 32. e4+ Re6 33. Ad2 Ad6 34. Tbc1 ½-½

#### Partida 5: Caruana–Carlsen, ½–½
|   | a | b | c | d | e | f | g | h |   |
| 8 | c8 negres alfil · e8 negres rei · h8 negres torre · b7 negres peó · e7 negres cavall · f7 negres peó · g7 negres alfil · h7 negres peó · d6 negres peó · g6 negres peó · a5 negres dama · c5 blanques peó · e5 negres peó · b4 negres peó · c4 blanques dama · e4 blanques peó · f3 blanques cavall · c2 blanques peó · d2 blanques peó · f2 blanques peó · g2 blanques peó · h2 blanques peó · a1 blanques alfil · e1 blanques torre · g1 blanques rei | c8 negres alfil · e8 negres rei · h8 negres torre · b7 negres peó · e7 negres cavall · f7 negres peó · g7 negres alfil · h7 negres peó · d6 negres peó · g6 negres peó · a5 negres dama · c5 blanques peó · e5 negres peó · b4 negres peó · c4 blanques dama · e4 blanques peó · f3 blanques cavall · c2 blanques peó · d2 blanques peó · f2 blanques peó · g2 blanques peó · h2 blanques peó · a1 blanques alfil · e1 blanques torre · g1 blanques rei | c8 negres alfil · e8 negres rei · h8 negres torre · b7 negres peó · e7 negres cavall · f7 negres peó · g7 negres alfil · h7 negres peó · d6 negres peó · g6 negres peó · a5 negres dama · c5 blanques peó · e5 negres peó · b4 negres peó · c4 blanques dama · e4 blanques peó · f3 blanques cavall · c2 blanques peó · d2 blanques peó · f2 blanques peó · g2 blanques peó · h2 blanques peó · a1 blanques alfil · e1 blanques torre · g1 blanques rei | c8 negres alfil · e8 negres rei · h8 negres torre · b7 negres peó · e7 negres cavall · f7 negres peó · g7 negres alfil · h7 negres peó · d6 negres peó · g6 negres peó · a5 negres dama · c5 blanques peó · e5 negres peó · b4 negres peó · c4 blanques dama · e4 blanques peó · f3 blanques cavall · c2 blanques peó · d2 blanques peó · f2 blanques peó · g2 blanques peó · h2 blanques peó · a1 blanques alfil · e1 blanques torre · g1 blanques rei | c8 negres alfil · e8 negres rei · h8 negres torre · b7 negres peó · e7 negres cavall · f7 negres peó · g7 negres alfil · h7 negres peó · d6 negres peó · g6 negres peó · a5 negres dama · c5 blanques peó · e5 negres peó · b4 negres peó · c4 blanques dama · e4 blanques peó · f3 blanques cavall · c2 blanques peó · d2 blanques peó · f2 blanques peó · g2 blanques peó · h2 blanques peó · a1 blanques alfil · e1 blanques torre · g1 blanques rei | c8 negres alfil · e8 negres rei · h8 negres torre · b7 negres peó · e7 negres cavall · f7 negres peó · g7 negres alfil · h7 negres peó · d6 negres peó · g6 negres peó · a5 negres dama · c5 blanques peó · e5 negres peó · b4 negres peó · c4 blanques dama · e4 blanques peó · f3 blanques cavall · c2 blanques peó · d2 blanques peó · f2 blanques peó · g2 blanques peó · h2 blanques peó · a1 blanques alfil · e1 blanques torre · g1 blanques rei | c8 negres alfil · e8 negres rei · h8 negres torre · b7 negres peó · e7 negres cavall · f7 negres peó · g7 negres alfil · h7 negres peó · d6 negres peó · g6 negres peó · a5 negres dama · c5 blanques peó · e5 negres peó · b4 negres peó · c4 blanques dama · e4 blanques peó · f3 blanques cavall · c2 blanques peó · d2 blanques peó · f2 blanques peó · g2 blanques peó · h2 blanques peó · a1 blanques alfil · e1 blanques torre · g1 blanques rei | c8 negres alfil · e8 negres rei · h8 negres torre · b7 negres peó · e7 negres cavall · f7 negres peó · g7 negres alfil · h7 negres peó · d6 negres peó · g6 negres peó · a5 negres dama · c5 blanques peó · e5 negres peó · b4 negres peó · c4 blanques dama · e4 blanques peó · f3 blanques cavall · c2 blanques peó · d2 blanques peó · f2 blanques peó · g2 blanques peó · h2 blanques peó · a1 blanques alfil · e1 blanques torre · g1 blanques rei | 8 |
| 7 | c8 negres alfil · e8 negres rei · h8 negres torre · b7 negres peó · e7 negres cavall · f7 negres peó · g7 negres alfil · h7 negres peó · d6 negres peó · g6 negres peó · a5 negres dama · c5 blanques peó · e5 negres peó · b4 negres peó · c4 blanques dama · e4 blanques peó · f3 blanques cavall · c2 blanques peó · d2 blanques peó · f2 blanques peó · g2 blanques peó · h2 blanques peó · a1 blanques alfil · e1 blanques torre · g1 blanques rei | c8 negres alfil · e8 negres rei · h8 negres torre · b7 negres peó · e7 negres cavall · f7 negres peó · g7 negres alfil · h7 negres peó · d6 negres peó · g6 negres peó · a5 negres dama · c5 blanques peó · e5 negres peó · b4 negres peó · c4 blanques dama · e4 blanques peó · f3 blanques cavall · c2 blanques peó · d2 blanques peó · f2 blanques peó · g2 blanques peó · h2 blanques peó · a1 blanques alfil · e1 blanques torre · g1 blanques rei | c8 negres alfil · e8 negres rei · h8 negres torre · b7 negres peó · e7 negres cavall · f7 negres peó · g7 negres alfil · h7 negres peó · d6 negres peó · g6 negres peó · a5 negres dama · c5 blanques peó · e5 negres peó · b4 negres peó · c4 blanques dama · e4 blanques peó · f3 blanques cavall · c2 blanques peó · d2 blanques peó · f2 blanques peó · g2 blanques peó · h2 blanques peó · a1 blanques alfil · e1 blanques torre · g1 blanques rei | c8 negres alfil · e8 negres rei · h8 negres torre · b7 negres peó · e7 negres cavall · f7 negres peó · g7 negres alfil · h7 negres peó · d6 negres peó · g6 negres peó · a5 negres dama · c5 blanques peó · e5 negres peó · b4 negres peó · c4 blanques dama · e4 blanques peó · f3 blanques cavall · c2 blanques peó · d2 blanques peó · f2 blanques peó · g2 blanques peó · h2 blanques peó · a1 blanques alfil · e1 blanques torre · g1 blanques rei | c8 negres alfil · e8 negres rei · h8 negres torre · b7 negres peó · e7 negres cavall · f7 negres peó · g7 negres alfil · h7 negres peó · d6 negres peó · g6 negres peó · a5 negres dama · c5 blanques peó · e5 negres peó · b4 negres peó · c4 blanques dama · e4 blanques peó · f3 blanques cavall · c2 blanques peó · d2 blanques peó · f2 blanques peó · g2 blanques peó · h2 blanques peó · a1 blanques alfil · e1 blanques torre · g1 blanques rei | c8 negres alfil · e8 negres rei · h8 negres torre · b7 negres peó · e7 negres cavall · f7 negres peó · g7 negres alfil · h7 negres peó · d6 negres peó · g6 negres peó · a5 negres dama · c5 blanques peó · e5 negres peó · b4 negres peó · c4 blanques dama · e4 blanques peó · f3 blanques cavall · c2 blanques peó · d2 blanques peó · f2 blanques peó · g2 blanques peó · h2 blanques peó · a1 blanques alfil · e1 blanques torre · g1 blanques rei | c8 negres alfil · e8 negres rei · h8 negres torre · b7 negres peó · e7 negres cavall · f7 negres peó · g7 negres alfil · h7 negres peó · d6 negres peó · g6 negres peó · a5 negres dama · c5 blanques peó · e5 negres peó · b4 negres peó · c4 blanques dama · e4 blanques peó · f3 blanques cavall · c2 blanques peó · d2 blanques peó · f2 blanques peó · g2 blanques peó · h2 blanques peó · a1 blanques alfil · e1 blanques torre · g1 blanques rei | c8 negres alfil · e8 negres rei · h8 negres torre · b7 negres peó · e7 negres cavall · f7 negres peó · g7 negres alfil · h7 negres peó · d6 negres peó · g6 negres peó · a5 negres dama · c5 blanques peó · e5 negres peó · b4 negres peó · c4 blanques dama · e4 blanques peó · f3 blanques cavall · c2 blanques peó · d2 blanques peó · f2 blanques peó · g2 blanques peó · h2 blanques peó · a1 blanques alfil · e1 blanques torre · g1 blanques rei | 7 |
| 6 | c8 negres alfil · e8 negres rei · h8 negres torre · b7 negres peó · e7 negres cavall · f7 negres peó · g7 negres alfil · h7 negres peó · d6 negres peó · g6 negres peó · a5 negres dama · c5 blanques peó · e5 negres peó · b4 negres peó · c4 blanques dama · e4 blanques peó · f3 blanques cavall · c2 blanques peó · d2 blanques peó · f2 blanques peó · g2 blanques peó · h2 blanques peó · a1 blanques alfil · e1 blanques torre · g1 blanques rei | c8 negres alfil · e8 negres rei · h8 negres torre · b7 negres peó · e7 negres cavall · f7 negres peó · g7 negres alfil · h7 negres peó · d6 negres peó · g6 negres peó · a5 negres dama · c5 blanques peó · e5 negres peó · b4 negres peó · c4 blanques dama · e4 blanques peó · f3 blanques cavall · c2 blanques peó · d2 blanques peó · f2 blanques peó · g2 blanques peó · h2 blanques peó · a1 blanques alfil · e1 blanques torre · g1 blanques rei | c8 negres alfil · e8 negres rei · h8 negres torre · b7 negres peó · e7 negres cavall · f7 negres peó · g7 negres alfil · h7 negres peó · d6 negres peó · g6 negres peó · a5 negres dama · c5 blanques peó · e5 negres peó · b4 negres peó · c4 blanques dama · e4 blanques peó · f3 blanques cavall · c2 blanques peó · d2 blanques peó · f2 blanques peó · g2 blanques peó · h2 blanques peó · a1 blanques alfil · e1 blanques torre · g1 blanques rei | c8 negres alfil · e8 negres rei · h8 negres torre · b7 negres peó · e7 negres cavall · f7 negres peó · g7 negres alfil · h7 negres peó · d6 negres peó · g6 negres peó · a5 negres dama · c5 blanques peó · e5 negres peó · b4 negres peó · c4 blanques dama · e4 blanques peó · f3 blanques cavall · c2 blanques peó · d2 blanques peó · f2 blanques peó · g2 blanques peó · h2 blanques peó · a1 blanques alfil · e1 blanques torre · g1 blanques rei | c8 negres alfil · e8 negres rei · h8 negres torre · b7 negres peó · e7 negres cavall · f7 negres peó · g7 negres alfil · h7 negres peó · d6 negres peó · g6 negres peó · a5 negres dama · c5 blanques peó · e5 negres peó · b4 negres peó · c4 blanques dama · e4 blanques peó · f3 blanques cavall · c2 blanques peó · d2 blanques peó · f2 blanques peó · g2 blanques peó · h2 blanques peó · a1 blanques alfil · e1 blanques torre · g1 blanques rei | c8 negres alfil · e8 negres rei · h8 negres torre · b7 negres peó · e7 negres cavall · f7 negres peó · g7 negres alfil · h7 negres peó · d6 negres peó · g6 negres peó · a5 negres dama · c5 blanques peó · e5 negres peó · b4 negres peó · c4 blanques dama · e4 blanques peó · f3 blanques cavall · c2 blanques peó · d2 blanques peó · f2 blanques peó · g2 blanques peó · h2 blanques peó · a1 blanques alfil · e1 blanques torre · g1 blanques rei | c8 negres alfil · e8 negres rei · h8 negres torre · b7 negres peó · e7 negres cavall · f7 negres peó · g7 negres alfil · h7 negres peó · d6 negres peó · g6 negres peó · a5 negres dama · c5 blanques peó · e5 negres peó · b4 negres peó · c4 blanques dama · e4 blanques peó · f3 blanques cavall · c2 blanques peó · d2 blanques peó · f2 blanques peó · g2 blanques peó · h2 blanques peó · a1 blanques alfil · e1 blanques torre · g1 blanques rei | c8 negres alfil · e8 negres rei · h8 negres torre · b7 negres peó · e7 negres cavall · f7 negres peó · g7 negres alfil · h7 negres peó · d6 negres peó · g6 negres peó · a5 negres dama · c5 blanques peó · e5 negres peó · b4 negres peó · c4 blanques dama · e4 blanques peó · f3 blanques cavall · c2 blanques peó · d2 blanques peó · f2 blanques peó · g2 blanques peó · h2 blanques peó · a1 blanques alfil · e1 blanques torre · g1 blanques rei | 6 |
| 5 | c8 negres alfil · e8 negres rei · h8 negres torre · b7 negres peó · e7 negres cavall · f7 negres peó · g7 negres alfil · h7 negres peó · d6 negres peó · g6 negres peó · a5 negres dama · c5 blanques peó · e5 negres peó · b4 negres peó · c4 blanques dama · e4 blanques peó · f3 blanques cavall · c2 blanques peó · d2 blanques peó · f2 blanques peó · g2 blanques peó · h2 blanques peó · a1 blanques alfil · e1 blanques torre · g1 blanques rei | c8 negres alfil · e8 negres rei · h8 negres torre · b7 negres peó · e7 negres cavall · f7 negres peó · g7 negres alfil · h7 negres peó · d6 negres peó · g6 negres peó · a5 negres dama · c5 blanques peó · e5 negres peó · b4 negres peó · c4 blanques dama · e4 blanques peó · f3 blanques cavall · c2 blanques peó · d2 blanques peó · f2 blanques peó · g2 blanques peó · h2 blanques peó · a1 blanques alfil · e1 blanques torre · g1 blanques rei | c8 negres alfil · e8 negres rei · h8 negres torre · b7 negres peó · e7 negres cavall · f7 negres peó · g7 negres alfil · h7 negres peó · d6 negres peó · g6 negres peó · a5 negres dama · c5 blanques peó · e5 negres peó · b4 negres peó · c4 blanques dama · e4 blanques peó · f3 blanques cavall · c2 blanques peó · d2 blanques peó · f2 blanques peó · g2 blanques peó · h2 blanques peó · a1 blanques alfil · e1 blanques torre · g1 blanques rei | c8 negres alfil · e8 negres rei · h8 negres torre · b7 negres peó · e7 negres cavall · f7 negres peó · g7 negres alfil · h7 negres peó · d6 negres peó · g6 negres peó · a5 negres dama · c5 blanques peó · e5 negres peó · b4 negres peó · c4 blanques dama · e4 blanques peó · f3 blanques cavall · c2 blanques peó · d2 blanques peó · f2 blanques peó · g2 blanques peó · h2 blanques peó · a1 blanques alfil · e1 blanques torre · g1 blanques rei | c8 negres alfil · e8 negres rei · h8 negres torre · b7 negres peó · e7 negres cavall · f7 negres peó · g7 negres alfil · h7 negres peó · d6 negres peó · g6 negres peó · a5 negres dama · c5 blanques peó · e5 negres peó · b4 negres peó · c4 blanques dama · e4 blanques peó · f3 blanques cavall · c2 blanques peó · d2 blanques peó · f2 blanques peó · g2 blanques peó · h2 blanques peó · a1 blanques alfil · e1 blanques torre · g1 blanques rei | c8 negres alfil · e8 negres rei · h8 negres torre · b7 negres peó · e7 negres cavall · f7 negres peó · g7 negres alfil · h7 negres peó · d6 negres peó · g6 negres peó · a5 negres dama · c5 blanques peó · e5 negres peó · b4 negres peó · c4 blanques dama · e4 blanques peó · f3 blanques cavall · c2 blanques peó · d2 blanques peó · f2 blanques peó · g2 blanques peó · h2 blanques peó · a1 blanques alfil · e1 blanques torre · g1 blanques rei | c8 negres alfil · e8 negres rei · h8 negres torre · b7 negres peó · e7 negres cavall · f7 negres peó · g7 negres alfil · h7 negres peó · d6 negres peó · g6 negres peó · a5 negres dama · c5 blanques peó · e5 negres peó · b4 negres peó · c4 blanques dama · e4 blanques peó · f3 blanques cavall · c2 blanques peó · d2 blanques peó · f2 blanques peó · g2 blanques peó · h2 blanques peó · a1 blanques alfil · e1 blanques torre · g1 blanques rei | c8 negres alfil · e8 negres rei · h8 negres torre · b7 negres peó · e7 negres cavall · f7 negres peó · g7 negres alfil · h7 negres peó · d6 negres peó · g6 negres peó · a5 negres dama · c5 blanques peó · e5 negres peó · b4 negres peó · c4 blanques dama · e4 blanques peó · f3 blanques cavall · c2 blanques peó · d2 blanques peó · f2 blanques peó · g2 blanques peó · h2 blanques peó · a1 blanques alfil · e1 blanques torre · g1 blanques rei | 5 |
| 4 | c8 negres alfil · e8 negres rei · h8 negres torre · b7 negres peó · e7 negres cavall · f7 negres peó · g7 negres alfil · h7 negres peó · d6 negres peó · g6 negres peó · a5 negres dama · c5 blanques peó · e5 negres peó · b4 negres peó · c4 blanques dama · e4 blanques peó · f3 blanques cavall · c2 blanques peó · d2 blanques peó · f2 blanques peó · g2 blanques peó · h2 blanques peó · a1 blanques alfil · e1 blanques torre · g1 blanques rei | c8 negres alfil · e8 negres rei · h8 negres torre · b7 negres peó · e7 negres cavall · f7 negres peó · g7 negres alfil · h7 negres peó · d6 negres peó · g6 negres peó · a5 negres dama · c5 blanques peó · e5 negres peó · b4 negres peó · c4 blanques dama · e4 blanques peó · f3 blanques cavall · c2 blanques peó · d2 blanques peó · f2 blanques peó · g2 blanques peó · h2 blanques peó · a1 blanques alfil · e1 blanques torre · g1 blanques rei | c8 negres alfil · e8 negres rei · h8 negres torre · b7 negres peó · e7 negres cavall · f7 negres peó · g7 negres alfil · h7 negres peó · d6 negres peó · g6 negres peó · a5 negres dama · c5 blanques peó · e5 negres peó · b4 negres peó · c4 blanques dama · e4 blanques peó · f3 blanques cavall · c2 blanques peó · d2 blanques peó · f2 blanques peó · g2 blanques peó · h2 blanques peó · a1 blanques alfil · e1 blanques torre · g1 blanques rei | c8 negres alfil · e8 negres rei · h8 negres torre · b7 negres peó · e7 negres cavall · f7 negres peó · g7 negres alfil · h7 negres peó · d6 negres peó · g6 negres peó · a5 negres dama · c5 blanques peó · e5 negres peó · b4 negres peó · c4 blanques dama · e4 blanques peó · f3 blanques cavall · c2 blanques peó · d2 blanques peó · f2 blanques peó · g2 blanques peó · h2 blanques peó · a1 blanques alfil · e1 blanques torre · g1 blanques rei | c8 negres alfil · e8 negres rei · h8 negres torre · b7 negres peó · e7 negres cavall · f7 negres peó · g7 negres alfil · h7 negres peó · d6 negres peó · g6 negres peó · a5 negres dama · c5 blanques peó · e5 negres peó · b4 negres peó · c4 blanques dama · e4 blanques peó · f3 blanques cavall · c2 blanques peó · d2 blanques peó · f2 blanques peó · g2 blanques peó · h2 blanques peó · a1 blanques alfil · e1 blanques torre · g1 blanques rei | c8 negres alfil · e8 negres rei · h8 negres torre · b7 negres peó · e7 negres cavall · f7 negres peó · g7 negres alfil · h7 negres peó · d6 negres peó · g6 negres peó · a5 negres dama · c5 blanques peó · e5 negres peó · b4 negres peó · c4 blanques dama · e4 blanques peó · f3 blanques cavall · c2 blanques peó · d2 blanques peó · f2 blanques peó · g2 blanques peó · h2 blanques peó · a1 blanques alfil · e1 blanques torre · g1 blanques rei | c8 negres alfil · e8 negres rei · h8 negres torre · b7 negres peó · e7 negres cavall · f7 negres peó · g7 negres alfil · h7 negres peó · d6 negres peó · g6 negres peó · a5 negres dama · c5 blanques peó · e5 negres peó · b4 negres peó · c4 blanques dama · e4 blanques peó · f3 blanques cavall · c2 blanques peó · d2 blanques peó · f2 blanques peó · g2 blanques peó · h2 blanques peó · a1 blanques alfil · e1 blanques torre · g1 blanques rei | c8 negres alfil · e8 negres rei · h8 negres torre · b7 negres peó · e7 negres cavall · f7 negres peó · g7 negres alfil · h7 negres peó · d6 negres peó · g6 negres peó · a5 negres dama · c5 blanques peó · e5 negres peó · b4 negres peó · c4 blanques dama · e4 blanques peó · f3 blanques cavall · c2 blanques peó · d2 blanques peó · f2 blanques peó · g2 blanques peó · h2 blanques peó · a1 blanques alfil · e1 blanques torre · g1 blanques rei | 4 |
| 3 | c8 negres alfil · e8 negres rei · h8 negres torre · b7 negres peó · e7 negres cavall · f7 negres peó · g7 negres alfil · h7 negres peó · d6 negres peó · g6 negres peó · a5 negres dama · c5 blanques peó · e5 negres peó · b4 negres peó · c4 blanques dama · e4 blanques peó · f3 blanques cavall · c2 blanques peó · d2 blanques peó · f2 blanques peó · g2 blanques peó · h2 blanques peó · a1 blanques alfil · e1 blanques torre · g1 blanques rei | c8 negres alfil · e8 negres rei · h8 negres torre · b7 negres peó · e7 negres cavall · f7 negres peó · g7 negres alfil · h7 negres peó · d6 negres peó · g6 negres peó · a5 negres dama · c5 blanques peó · e5 negres peó · b4 negres peó · c4 blanques dama · e4 blanques peó · f3 blanques cavall · c2 blanques peó · d2 blanques peó · f2 blanques peó · g2 blanques peó · h2 blanques peó · a1 blanques alfil · e1 blanques torre · g1 blanques rei | c8 negres alfil · e8 negres rei · h8 negres torre · b7 negres peó · e7 negres cavall · f7 negres peó · g7 negres alfil · h7 negres peó · d6 negres peó · g6 negres peó · a5 negres dama · c5 blanques peó · e5 negres peó · b4 negres peó · c4 blanques dama · e4 blanques peó · f3 blanques cavall · c2 blanques peó · d2 blanques peó · f2 blanques peó · g2 blanques peó · h2 blanques peó · a1 blanques alfil · e1 blanques torre · g1 blanques rei | c8 negres alfil · e8 negres rei · h8 negres torre · b7 negres peó · e7 negres cavall · f7 negres peó · g7 negres alfil · h7 negres peó · d6 negres peó · g6 negres peó · a5 negres dama · c5 blanques peó · e5 negres peó · b4 negres peó · c4 blanques dama · e4 blanques peó · f3 blanques cavall · c2 blanques peó · d2 blanques peó · f2 blanques peó · g2 blanques peó · h2 blanques peó · a1 blanques alfil · e1 blanques torre · g1 blanques rei | c8 negres alfil · e8 negres rei · h8 negres torre · b7 negres peó · e7 negres cavall · f7 negres peó · g7 negres alfil · h7 negres peó · d6 negres peó · g6 negres peó · a5 negres dama · c5 blanques peó · e5 negres peó · b4 negres peó · c4 blanques dama · e4 blanques peó · f3 blanques cavall · c2 blanques peó · d2 blanques peó · f2 blanques peó · g2 blanques peó · h2 blanques peó · a1 blanques alfil · e1 blanques torre · g1 blanques rei | c8 negres alfil · e8 negres rei · h8 negres torre · b7 negres peó · e7 negres cavall · f7 negres peó · g7 negres alfil · h7 negres peó · d6 negres peó · g6 negres peó · a5 negres dama · c5 blanques peó · e5 negres peó · b4 negres peó · c4 blanques dama · e4 blanques peó · f3 blanques cavall · c2 blanques peó · d2 blanques peó · f2 blanques peó · g2 blanques peó · h2 blanques peó · a1 blanques alfil · e1 blanques torre · g1 blanques rei | c8 negres alfil · e8 negres rei · h8 negres torre · b7 negres peó · e7 negres cavall · f7 negres peó · g7 negres alfil · h7 negres peó · d6 negres peó · g6 negres peó · a5 negres dama · c5 blanques peó · e5 negres peó · b4 negres peó · c4 blanques dama · e4 blanques peó · f3 blanques cavall · c2 blanques peó · d2 blanques peó · f2 blanques peó · g2 blanques peó · h2 blanques peó · a1 blanques alfil · e1 blanques torre · g1 blanques rei | c8 negres alfil · e8 negres rei · h8 negres torre · b7 negres peó · e7 negres cavall · f7 negres peó · g7 negres alfil · h7 negres peó · d6 negres peó · g6 negres peó · a5 negres dama · c5 blanques peó · e5 negres peó · b4 negres peó · c4 blanques dama · e4 blanques peó · f3 blanques cavall · c2 blanques peó · d2 blanques peó · f2 blanques peó · g2 blanques peó · h2 blanques peó · a1 blanques alfil · e1 blanques torre · g1 blanques rei | 3 |
| 2 | c8 negres alfil · e8 negres rei · h8 negres torre · b7 negres peó · e7 negres cavall · f7 negres peó · g7 negres alfil · h7 negres peó · d6 negres peó · g6 negres peó · a5 negres dama · c5 blanques peó · e5 negres peó · b4 negres peó · c4 blanques dama · e4 blanques peó · f3 blanques cavall · c2 blanques peó · d2 blanques peó · f2 blanques peó · g2 blanques peó · h2 blanques peó · a1 blanques alfil · e1 blanques torre · g1 blanques rei | c8 negres alfil · e8 negres rei · h8 negres torre · b7 negres peó · e7 negres cavall · f7 negres peó · g7 negres alfil · h7 negres peó · d6 negres peó · g6 negres peó · a5 negres dama · c5 blanques peó · e5 negres peó · b4 negres peó · c4 blanques dama · e4 blanques peó · f3 blanques cavall · c2 blanques peó · d2 blanques peó · f2 blanques peó · g2 blanques peó · h2 blanques peó · a1 blanques alfil · e1 blanques torre · g1 blanques rei | c8 negres alfil · e8 negres rei · h8 negres torre · b7 negres peó · e7 negres cavall · f7 negres peó · g7 negres alfil · h7 negres peó · d6 negres peó · g6 negres peó · a5 negres dama · c5 blanques peó · e5 negres peó · b4 negres peó · c4 blanques dama · e4 blanques peó · f3 blanques cavall · c2 blanques peó · d2 blanques peó · f2 blanques peó · g2 blanques peó · h2 blanques peó · a1 blanques alfil · e1 blanques torre · g1 blanques rei | c8 negres alfil · e8 negres rei · h8 negres torre · b7 negres peó · e7 negres cavall · f7 negres peó · g7 negres alfil · h7 negres peó · d6 negres peó · g6 negres peó · a5 negres dama · c5 blanques peó · e5 negres peó · b4 negres peó · c4 blanques dama · e4 blanques peó · f3 blanques cavall · c2 blanques peó · d2 blanques peó · f2 blanques peó · g2 blanques peó · h2 blanques peó · a1 blanques alfil · e1 blanques torre · g1 blanques rei | c8 negres alfil · e8 negres rei · h8 negres torre · b7 negres peó · e7 negres cavall · f7 negres peó · g7 negres alfil · h7 negres peó · d6 negres peó · g6 negres peó · a5 negres dama · c5 blanques peó · e5 negres peó · b4 negres peó · c4 blanques dama · e4 blanques peó · f3 blanques cavall · c2 blanques peó · d2 blanques peó · f2 blanques peó · g2 blanques peó · h2 blanques peó · a1 blanques alfil · e1 blanques torre · g1 blanques rei | c8 negres alfil · e8 negres rei · h8 negres torre · b7 negres peó · e7 negres cavall · f7 negres peó · g7 negres alfil · h7 negres peó · d6 negres peó · g6 negres peó · a5 negres dama · c5 blanques peó · e5 negres peó · b4 negres peó · c4 blanques dama · e4 blanques peó · f3 blanques cavall · c2 blanques peó · d2 blanques peó · f2 blanques peó · g2 blanques peó · h2 blanques peó · a1 blanques alfil · e1 blanques torre · g1 blanques rei | c8 negres alfil · e8 negres rei · h8 negres torre · b7 negres peó · e7 negres cavall · f7 negres peó · g7 negres alfil · h7 negres peó · d6 negres peó · g6 negres peó · a5 negres dama · c5 blanques peó · e5 negres peó · b4 negres peó · c4 blanques dama · e4 blanques peó · f3 blanques cavall · c2 blanques peó · d2 blanques peó · f2 blanques peó · g2 blanques peó · h2 blanques peó · a1 blanques alfil · e1 blanques torre · g1 blanques rei | c8 negres alfil · e8 negres rei · h8 negres torre · b7 negres peó · e7 negres cavall · f7 negres peó · g7 negres alfil · h7 negres peó · d6 negres peó · g6 negres peó · a5 negres dama · c5 blanques peó · e5 negres peó · b4 negres peó · c4 blanques dama · e4 blanques peó · f3 blanques cavall · c2 blanques peó · d2 blanques peó · f2 blanques peó · g2 blanques peó · h2 blanques peó · a1 blanques alfil · e1 blanques torre · g1 blanques rei | 2 |
| 1 | c8 negres alfil · e8 negres rei · h8 negres torre · b7 negres peó · e7 negres cavall · f7 negres peó · g7 negres alfil · h7 negres peó · d6 negres peó · g6 negres peó · a5 negres dama · c5 blanques peó · e5 negres peó · b4 negres peó · c4 blanques dama · e4 blanques peó · f3 blanques cavall · c2 blanques peó · d2 blanques peó · f2 blanques peó · g2 blanques peó · h2 blanques peó · a1 blanques alfil · e1 blanques torre · g1 blanques rei | c8 negres alfil · e8 negres rei · h8 negres torre · b7 negres peó · e7 negres cavall · f7 negres peó · g7 negres alfil · h7 negres peó · d6 negres peó · g6 negres peó · a5 negres dama · c5 blanques peó · e5 negres peó · b4 negres peó · c4 blanques dama · e4 blanques peó · f3 blanques cavall · c2 blanques peó · d2 blanques peó · f2 blanques peó · g2 blanques peó · h2 blanques peó · a1 blanques alfil · e1 blanques torre · g1 blanques rei | c8 negres alfil · e8 negres rei · h8 negres torre · b7 negres peó · e7 negres cavall · f7 negres peó · g7 negres alfil · h7 negres peó · d6 negres peó · g6 negres peó · a5 negres dama · c5 blanques peó · e5 negres peó · b4 negres peó · c4 blanques dama · e4 blanques peó · f3 blanques cavall · c2 blanques peó · d2 blanques peó · f2 blanques peó · g2 blanques peó · h2 blanques peó · a1 blanques alfil · e1 blanques torre · g1 blanques rei | c8 negres alfil · e8 negres rei · h8 negres torre · b7 negres peó · e7 negres cavall · f7 negres peó · g7 negres alfil · h7 negres peó · d6 negres peó · g6 negres peó · a5 negres dama · c5 blanques peó · e5 negres peó · b4 negres peó · c4 blanques dama · e4 blanques peó · f3 blanques cavall · c2 blanques peó · d2 blanques peó · f2 blanques peó · g2 blanques peó · h2 blanques peó · a1 blanques alfil · e1 blanques torre · g1 blanques rei | c8 negres alfil · e8 negres rei · h8 negres torre · b7 negres peó · e7 negres cavall · f7 negres peó · g7 negres alfil · h7 negres peó · d6 negres peó · g6 negres peó · a5 negres dama · c5 blanques peó · e5 negres peó · b4 negres peó · c4 blanques dama · e4 blanques peó · f3 blanques cavall · c2 blanques peó · d2 blanques peó · f2 blanques peó · g2 blanques peó · h2 blanques peó · a1 blanques alfil · e1 blanques torre · g1 blanques rei | c8 negres alfil · e8 negres rei · h8 negres torre · b7 negres peó · e7 negres cavall · f7 negres peó · g7 negres alfil · h7 negres peó · d6 negres peó · g6 negres peó · a5 negres dama · c5 blanques peó · e5 negres peó · b4 negres peó · c4 blanques dama · e4 blanques peó · f3 blanques cavall · c2 blanques peó · d2 blanques peó · f2 blanques peó · g2 blanques peó · h2 blanques peó · a1 blanques alfil · e1 blanques torre · g1 blanques rei | c8 negres alfil · e8 negres rei · h8 negres torre · b7 negres peó · e7 negres cavall · f7 negres peó · g7 negres alfil · h7 negres peó · d6 negres peó · g6 negres peó · a5 negres dama · c5 blanques peó · e5 negres peó · b4 negres peó · c4 blanques dama · e4 blanques peó · f3 blanques cavall · c2 blanques peó · d2 blanques peó · f2 blanques peó · g2 blanques peó · h2 blanques peó · a1 blanques alfil · e1 blanques torre · g1 blanques rei | c8 negres alfil · e8 negres rei · h8 negres torre · b7 negres peó · e7 negres cavall · f7 negres peó · g7 negres alfil · h7 negres peó · d6 negres peó · g6 negres peó · a5 negres dama · c5 blanques peó · e5 negres peó · b4 negres peó · c4 blanques dama · e4 blanques peó · f3 blanques cavall · c2 blanques peó · d2 blanques peó · f2 blanques peó · g2 blanques peó · h2 blanques peó · a1 blanques alfil · e1 blanques torre · g1 blanques rei | 1 |
|   | a | b | c | d | e | f | g | h |   |

La cinquena partida va ser taules en 34 jugades, i va començar novament amb la variant Rossolimo de la defensa siciliana. Aquest cop la partida va evolucionar cap a la poc jugada variant Gurguenidze, que havia estat preparada per Caruana abans que el matx comencés, forçant Carlsen a gastar molt de temps per pensar des de ben aviat. De fet, la variant amb 7. ...a6 es va jugar per darrer cop al màxim nivell el 2007. No va ser fins a 13. ...Da5 que Caruana va començar a pensar seriosament en la seva pròxima jugada. Tot i que Caruana havia enxampat Carlsen amb la seva preparació, Carlsen es va moure amb cura en les complicacions, i en va sortir no només indemne, sinó amb lleuger avantatge. De tota manera, Caruana es va poder defensar sense problemes, i els jugadors van acordar taules en el moviment 34.
1.e4 c5 2. Cf3 Cc6 3. Ab5 g6 4. 0-0 Ag7 5. Te1 e5 6. b4 Cxb4 7. Ab2 a6 8. a3 axb5 9. axb4 Txa1 10. Axa1 d6 11. bxc5 Ce7 12. De2 b4 13. Dc4 Da5 (diagrama) 14. cxd6 Ae6 15. Dc7 Dxc7 16. dxc7 Cc6 17. c3 Rd7 18. cxb4 Ta8 19. Ac3 Rxc7 20. d3 Rb6 21. Ad2 Td8 22. Ae3+ Rb5 23. Cc3+ Rxb4 24. Cd5+ Axd5 25. exd5 Txd5 26. Tb1+ Rc3 27. Txb7 Cd8 28. Tc7+ Rxd3 29. Rf1 h5 30. h3 Re4 31. Cg5+ Rf5 32. Cxf7 Cxf7 33. Txf7+ Af6 34. g4+ ½-½

#### Partida 6: Carlsen–Caruana, ½–½
|   | a | b | c | d | e | f | g | h |   |
| 8 | f8 negres rei · f6 negres peó · g6 blanques rei · d5 blanques alfil · f5 blanques peó · h5 blanques peó · d4 negres cavall · d2 negres alfil | f8 negres rei · f6 negres peó · g6 blanques rei · d5 blanques alfil · f5 blanques peó · h5 blanques peó · d4 negres cavall · d2 negres alfil | f8 negres rei · f6 negres peó · g6 blanques rei · d5 blanques alfil · f5 blanques peó · h5 blanques peó · d4 negres cavall · d2 negres alfil | f8 negres rei · f6 negres peó · g6 blanques rei · d5 blanques alfil · f5 blanques peó · h5 blanques peó · d4 negres cavall · d2 negres alfil | f8 negres rei · f6 negres peó · g6 blanques rei · d5 blanques alfil · f5 blanques peó · h5 blanques peó · d4 negres cavall · d2 negres alfil | f8 negres rei · f6 negres peó · g6 blanques rei · d5 blanques alfil · f5 blanques peó · h5 blanques peó · d4 negres cavall · d2 negres alfil | f8 negres rei · f6 negres peó · g6 blanques rei · d5 blanques alfil · f5 blanques peó · h5 blanques peó · d4 negres cavall · d2 negres alfil | f8 negres rei · f6 negres peó · g6 blanques rei · d5 blanques alfil · f5 blanques peó · h5 blanques peó · d4 negres cavall · d2 negres alfil | 8 |
| 7 | f8 negres rei · f6 negres peó · g6 blanques rei · d5 blanques alfil · f5 blanques peó · h5 blanques peó · d4 negres cavall · d2 negres alfil | f8 negres rei · f6 negres peó · g6 blanques rei · d5 blanques alfil · f5 blanques peó · h5 blanques peó · d4 negres cavall · d2 negres alfil | f8 negres rei · f6 negres peó · g6 blanques rei · d5 blanques alfil · f5 blanques peó · h5 blanques peó · d4 negres cavall · d2 negres alfil | f8 negres rei · f6 negres peó · g6 blanques rei · d5 blanques alfil · f5 blanques peó · h5 blanques peó · d4 negres cavall · d2 negres alfil | f8 negres rei · f6 negres peó · g6 blanques rei · d5 blanques alfil · f5 blanques peó · h5 blanques peó · d4 negres cavall · d2 negres alfil | f8 negres rei · f6 negres peó · g6 blanques rei · d5 blanques alfil · f5 blanques peó · h5 blanques peó · d4 negres cavall · d2 negres alfil | f8 negres rei · f6 negres peó · g6 blanques rei · d5 blanques alfil · f5 blanques peó · h5 blanques peó · d4 negres cavall · d2 negres alfil | f8 negres rei · f6 negres peó · g6 blanques rei · d5 blanques alfil · f5 blanques peó · h5 blanques peó · d4 negres cavall · d2 negres alfil | 7 |
| 6 | f8 negres rei · f6 negres peó · g6 blanques rei · d5 blanques alfil · f5 blanques peó · h5 blanques peó · d4 negres cavall · d2 negres alfil | f8 negres rei · f6 negres peó · g6 blanques rei · d5 blanques alfil · f5 blanques peó · h5 blanques peó · d4 negres cavall · d2 negres alfil | f8 negres rei · f6 negres peó · g6 blanques rei · d5 blanques alfil · f5 blanques peó · h5 blanques peó · d4 negres cavall · d2 negres alfil | f8 negres rei · f6 negres peó · g6 blanques rei · d5 blanques alfil · f5 blanques peó · h5 blanques peó · d4 negres cavall · d2 negres alfil | f8 negres rei · f6 negres peó · g6 blanques rei · d5 blanques alfil · f5 blanques peó · h5 blanques peó · d4 negres cavall · d2 negres alfil | f8 negres rei · f6 negres peó · g6 blanques rei · d5 blanques alfil · f5 blanques peó · h5 blanques peó · d4 negres cavall · d2 negres alfil | f8 negres rei · f6 negres peó · g6 blanques rei · d5 blanques alfil · f5 blanques peó · h5 blanques peó · d4 negres cavall · d2 negres alfil | f8 negres rei · f6 negres peó · g6 blanques rei · d5 blanques alfil · f5 blanques peó · h5 blanques peó · d4 negres cavall · d2 negres alfil | 6 |
| 5 | f8 negres rei · f6 negres peó · g6 blanques rei · d5 blanques alfil · f5 blanques peó · h5 blanques peó · d4 negres cavall · d2 negres alfil | f8 negres rei · f6 negres peó · g6 blanques rei · d5 blanques alfil · f5 blanques peó · h5 blanques peó · d4 negres cavall · d2 negres alfil | f8 negres rei · f6 negres peó · g6 blanques rei · d5 blanques alfil · f5 blanques peó · h5 blanques peó · d4 negres cavall · d2 negres alfil | f8 negres rei · f6 negres peó · g6 blanques rei · d5 blanques alfil · f5 blanques peó · h5 blanques peó · d4 negres cavall · d2 negres alfil | f8 negres rei · f6 negres peó · g6 blanques rei · d5 blanques alfil · f5 blanques peó · h5 blanques peó · d4 negres cavall · d2 negres alfil | f8 negres rei · f6 negres peó · g6 blanques rei · d5 blanques alfil · f5 blanques peó · h5 blanques peó · d4 negres cavall · d2 negres alfil | f8 negres rei · f6 negres peó · g6 blanques rei · d5 blanques alfil · f5 blanques peó · h5 blanques peó · d4 negres cavall · d2 negres alfil | f8 negres rei · f6 negres peó · g6 blanques rei · d5 blanques alfil · f5 blanques peó · h5 blanques peó · d4 negres cavall · d2 negres alfil | 5 |
| 4 | f8 negres rei · f6 negres peó · g6 blanques rei · d5 blanques alfil · f5 blanques peó · h5 blanques peó · d4 negres cavall · d2 negres alfil | f8 negres rei · f6 negres peó · g6 blanques rei · d5 blanques alfil · f5 blanques peó · h5 blanques peó · d4 negres cavall · d2 negres alfil | f8 negres rei · f6 negres peó · g6 blanques rei · d5 blanques alfil · f5 blanques peó · h5 blanques peó · d4 negres cavall · d2 negres alfil | f8 negres rei · f6 negres peó · g6 blanques rei · d5 blanques alfil · f5 blanques peó · h5 blanques peó · d4 negres cavall · d2 negres alfil | f8 negres rei · f6 negres peó · g6 blanques rei · d5 blanques alfil · f5 blanques peó · h5 blanques peó · d4 negres cavall · d2 negres alfil | f8 negres rei · f6 negres peó · g6 blanques rei · d5 blanques alfil · f5 blanques peó · h5 blanques peó · d4 negres cavall · d2 negres alfil | f8 negres rei · f6 negres peó · g6 blanques rei · d5 blanques alfil · f5 blanques peó · h5 blanques peó · d4 negres cavall · d2 negres alfil | f8 negres rei · f6 negres peó · g6 blanques rei · d5 blanques alfil · f5 blanques peó · h5 blanques peó · d4 negres cavall · d2 negres alfil | 4 |
| 3 | f8 negres rei · f6 negres peó · g6 blanques rei · d5 blanques alfil · f5 blanques peó · h5 blanques peó · d4 negres cavall · d2 negres alfil | f8 negres rei · f6 negres peó · g6 blanques rei · d5 blanques alfil · f5 blanques peó · h5 blanques peó · d4 negres cavall · d2 negres alfil | f8 negres rei · f6 negres peó · g6 blanques rei · d5 blanques alfil · f5 blanques peó · h5 blanques peó · d4 negres cavall · d2 negres alfil | f8 negres rei · f6 negres peó · g6 blanques rei · d5 blanques alfil · f5 blanques peó · h5 blanques peó · d4 negres cavall · d2 negres alfil | f8 negres rei · f6 negres peó · g6 blanques rei · d5 blanques alfil · f5 blanques peó · h5 blanques peó · d4 negres cavall · d2 negres alfil | f8 negres rei · f6 negres peó · g6 blanques rei · d5 blanques alfil · f5 blanques peó · h5 blanques peó · d4 negres cavall · d2 negres alfil | f8 negres rei · f6 negres peó · g6 blanques rei · d5 blanques alfil · f5 blanques peó · h5 blanques peó · d4 negres cavall · d2 negres alfil | f8 negres rei · f6 negres peó · g6 blanques rei · d5 blanques alfil · f5 blanques peó · h5 blanques peó · d4 negres cavall · d2 negres alfil | 3 |
| 2 | f8 negres rei · f6 negres peó · g6 blanques rei · d5 blanques alfil · f5 blanques peó · h5 blanques peó · d4 negres cavall · d2 negres alfil | f8 negres rei · f6 negres peó · g6 blanques rei · d5 blanques alfil · f5 blanques peó · h5 blanques peó · d4 negres cavall · d2 negres alfil | f8 negres rei · f6 negres peó · g6 blanques rei · d5 blanques alfil · f5 blanques peó · h5 blanques peó · d4 negres cavall · d2 negres alfil | f8 negres rei · f6 negres peó · g6 blanques rei · d5 blanques alfil · f5 blanques peó · h5 blanques peó · d4 negres cavall · d2 negres alfil | f8 negres rei · f6 negres peó · g6 blanques rei · d5 blanques alfil · f5 blanques peó · h5 blanques peó · d4 negres cavall · d2 negres alfil | f8 negres rei · f6 negres peó · g6 blanques rei · d5 blanques alfil · f5 blanques peó · h5 blanques peó · d4 negres cavall · d2 negres alfil | f8 negres rei · f6 negres peó · g6 blanques rei · d5 blanques alfil · f5 blanques peó · h5 blanques peó · d4 negres cavall · d2 negres alfil | f8 negres rei · f6 negres peó · g6 blanques rei · d5 blanques alfil · f5 blanques peó · h5 blanques peó · d4 negres cavall · d2 negres alfil | 2 |
| 1 | f8 negres rei · f6 negres peó · g6 blanques rei · d5 blanques alfil · f5 blanques peó · h5 blanques peó · d4 negres cavall · d2 negres alfil | f8 negres rei · f6 negres peó · g6 blanques rei · d5 blanques alfil · f5 blanques peó · h5 blanques peó · d4 negres cavall · d2 negres alfil | f8 negres rei · f6 negres peó · g6 blanques rei · d5 blanques alfil · f5 blanques peó · h5 blanques peó · d4 negres cavall · d2 negres alfil | f8 negres rei · f6 negres peó · g6 blanques rei · d5 blanques alfil · f5 blanques peó · h5 blanques peó · d4 negres cavall · d2 negres alfil | f8 negres rei · f6 negres peó · g6 blanques rei · d5 blanques alfil · f5 blanques peó · h5 blanques peó · d4 negres cavall · d2 negres alfil | f8 negres rei · f6 negres peó · g6 blanques rei · d5 blanques alfil · f5 blanques peó · h5 blanques peó · d4 negres cavall · d2 negres alfil | f8 negres rei · f6 negres peó · g6 blanques rei · d5 blanques alfil · f5 blanques peó · h5 blanques peó · d4 negres cavall · d2 negres alfil | f8 negres rei · f6 negres peó · g6 blanques rei · d5 blanques alfil · f5 blanques peó · h5 blanques peó · d4 negres cavall · d2 negres alfil | 1 |
|   | a | b | c | d | e | f | g | h |   |

La sisena partida va ser taules en 80 jugades. Carlsen va començar amb 1. e4, amb Caruana jugant la defensa Petrov, una de les seves defenses preferides. Ambdós jugadors varen jugar ràpidament l'obertura, i varen arribar a un mig joc sec i taulífer. De tota manera, Carlsen va jugar sense massa cura, i Caruana va poder aguditzar la posició tot obrint el centre. Cap al moviment 26 semblava que les negres tenien oportunitats. Carlsen es va defensar entregant un cavall per tres peons, dos dels quals eren lligats i passats al flanc de dama, i va forçar un final d'alfils de diferent color. Caruana va poder capturar un dels peons, però Carlsen tenia molt de contrajoc, i no estava clar com Caruana podria progressar. Al moviment 67 Carlsen va cometre un subtil error que va permetre que Caruana tingués un mat forçat a la seva disposició, que va ser trobat pel motor Stockfish. De tota manera, la línia era tan subtil que fins i tot Grans Mestres tenien problemes per explicar-la després de la partida. Després d'això Carlsen no va cometre més errades, i va poder obtenir les taules.
1. e4 e5 2. Cf3 Cf6 3. Cxe5 d6 4. Cd3 Cxe4 5. De2 De7 6. Cf4 Cc6 7. Cd5 Cd4 8. Cxe7 Cxe2 9. Cd5 Cd4 10. Ca3 Ce6 11. f3 C4c5 12. d4 Cd7 13. c3 c6 14. Cf4 Cb6 15. Ad3 d5 16. Cc2 Ad6 17. Cxe6 Axe6 18. Rf2 h5 19. h4 Cc8 20. Ce3 Ce7 21. g3 c5 22. Ac2 0-0 23. Td1 Tfd8 24. Cg2 cxd4 25. cxd4 Tac8 26. Ab3 Cc6 27. Af4 Ca5 28. Tdc1 Ab4 29. Ad1 Cc4 30. b3 Ca3 31. Txc8 Txc8 32. Tc1 Cb5 33. Txc8+ Axc8 34. Ce3 Cc3 35. Ac2 Aa3 36. Ab8 a6 37. f4 Ad7 38. f5 Ac6 39. Ad1 Ab2 40. Axh5 Ce4+ 41. Rg2 Axd4 42. Af4 Ac5 43. Af3 Cd2 44. Axd5 Axe3 45. Axc6 Axf4 46. Axb7 Ad6 47. Axa6 Ce4 48. g4 Aa3 49. Ac4 Rf8 50. g5 Cc3 51. b4 Axb4 52. Rf3 Ca4 53. Ab5 Cc5 54. a4 f6 55. Rg4 Ce4 56. Rh5 Ae1 57. Ad3 Cd6 58. a5 Axa5 59. gxf6 gxf6 60. Rg6 Ad8 61. Rh7 Cf7 62. Ac4 Ce5 63. Ad5 Aa5 64. h5 Ad2 65. Aa2 Cf3 66. Ad5 Cd4 67. Rg6 (diagrama) Ag5 68. Ac4 Cf3 69. Rh7 Ce5 70. Ab3 Cg4 71. Ac4 Ce3 72. Ad3 Cg4 73. Ac4 Ch6 74. Rg6 Re7 75. Ab3 Rd6 76. Ac2 Re5 77. Ad3 Rf4 78. Ac2 Cg4 79. Ab3 Ce3 80. h6 Axh6 ½–½

#### Partida 7: Carlsen–Caruana, ½–½
|   | a | b | c | d | e | f | g | h |   |
| 8 | a8 negres torre · c8 negres alfil · f8 negres torre · g8 negres rei · a7 negres peó · b7 negres peó · e7 negres dama · f7 negres peó · g7 negres peó · h7 negres peó · b6 negres alfil · e6 negres peó · f6 negres cavall · e5 negres cavall · g5 blanques alfil · c4 negres peó · a3 blanques peó · c3 blanques cavall · e3 blanques peó · b2 blanques peó · c2 blanques dama · d2 blanques cavall · e2 blanques alfil · f2 blanques peó · g2 blanques peó · h2 blanques peó · a1 blanques torre · e1 blanques rei · h1 blanques torre | a8 negres torre · c8 negres alfil · f8 negres torre · g8 negres rei · a7 negres peó · b7 negres peó · e7 negres dama · f7 negres peó · g7 negres peó · h7 negres peó · b6 negres alfil · e6 negres peó · f6 negres cavall · e5 negres cavall · g5 blanques alfil · c4 negres peó · a3 blanques peó · c3 blanques cavall · e3 blanques peó · b2 blanques peó · c2 blanques dama · d2 blanques cavall · e2 blanques alfil · f2 blanques peó · g2 blanques peó · h2 blanques peó · a1 blanques torre · e1 blanques rei · h1 blanques torre | a8 negres torre · c8 negres alfil · f8 negres torre · g8 negres rei · a7 negres peó · b7 negres peó · e7 negres dama · f7 negres peó · g7 negres peó · h7 negres peó · b6 negres alfil · e6 negres peó · f6 negres cavall · e5 negres cavall · g5 blanques alfil · c4 negres peó · a3 blanques peó · c3 blanques cavall · e3 blanques peó · b2 blanques peó · c2 blanques dama · d2 blanques cavall · e2 blanques alfil · f2 blanques peó · g2 blanques peó · h2 blanques peó · a1 blanques torre · e1 blanques rei · h1 blanques torre | a8 negres torre · c8 negres alfil · f8 negres torre · g8 negres rei · a7 negres peó · b7 negres peó · e7 negres dama · f7 negres peó · g7 negres peó · h7 negres peó · b6 negres alfil · e6 negres peó · f6 negres cavall · e5 negres cavall · g5 blanques alfil · c4 negres peó · a3 blanques peó · c3 blanques cavall · e3 blanques peó · b2 blanques peó · c2 blanques dama · d2 blanques cavall · e2 blanques alfil · f2 blanques peó · g2 blanques peó · h2 blanques peó · a1 blanques torre · e1 blanques rei · h1 blanques torre | a8 negres torre · c8 negres alfil · f8 negres torre · g8 negres rei · a7 negres peó · b7 negres peó · e7 negres dama · f7 negres peó · g7 negres peó · h7 negres peó · b6 negres alfil · e6 negres peó · f6 negres cavall · e5 negres cavall · g5 blanques alfil · c4 negres peó · a3 blanques peó · c3 blanques cavall · e3 blanques peó · b2 blanques peó · c2 blanques dama · d2 blanques cavall · e2 blanques alfil · f2 blanques peó · g2 blanques peó · h2 blanques peó · a1 blanques torre · e1 blanques rei · h1 blanques torre | a8 negres torre · c8 negres alfil · f8 negres torre · g8 negres rei · a7 negres peó · b7 negres peó · e7 negres dama · f7 negres peó · g7 negres peó · h7 negres peó · b6 negres alfil · e6 negres peó · f6 negres cavall · e5 negres cavall · g5 blanques alfil · c4 negres peó · a3 blanques peó · c3 blanques cavall · e3 blanques peó · b2 blanques peó · c2 blanques dama · d2 blanques cavall · e2 blanques alfil · f2 blanques peó · g2 blanques peó · h2 blanques peó · a1 blanques torre · e1 blanques rei · h1 blanques torre | a8 negres torre · c8 negres alfil · f8 negres torre · g8 negres rei · a7 negres peó · b7 negres peó · e7 negres dama · f7 negres peó · g7 negres peó · h7 negres peó · b6 negres alfil · e6 negres peó · f6 negres cavall · e5 negres cavall · g5 blanques alfil · c4 negres peó · a3 blanques peó · c3 blanques cavall · e3 blanques peó · b2 blanques peó · c2 blanques dama · d2 blanques cavall · e2 blanques alfil · f2 blanques peó · g2 blanques peó · h2 blanques peó · a1 blanques torre · e1 blanques rei · h1 blanques torre | a8 negres torre · c8 negres alfil · f8 negres torre · g8 negres rei · a7 negres peó · b7 negres peó · e7 negres dama · f7 negres peó · g7 negres peó · h7 negres peó · b6 negres alfil · e6 negres peó · f6 negres cavall · e5 negres cavall · g5 blanques alfil · c4 negres peó · a3 blanques peó · c3 blanques cavall · e3 blanques peó · b2 blanques peó · c2 blanques dama · d2 blanques cavall · e2 blanques alfil · f2 blanques peó · g2 blanques peó · h2 blanques peó · a1 blanques torre · e1 blanques rei · h1 blanques torre | 8 |
| 7 | a8 negres torre · c8 negres alfil · f8 negres torre · g8 negres rei · a7 negres peó · b7 negres peó · e7 negres dama · f7 negres peó · g7 negres peó · h7 negres peó · b6 negres alfil · e6 negres peó · f6 negres cavall · e5 negres cavall · g5 blanques alfil · c4 negres peó · a3 blanques peó · c3 blanques cavall · e3 blanques peó · b2 blanques peó · c2 blanques dama · d2 blanques cavall · e2 blanques alfil · f2 blanques peó · g2 blanques peó · h2 blanques peó · a1 blanques torre · e1 blanques rei · h1 blanques torre | a8 negres torre · c8 negres alfil · f8 negres torre · g8 negres rei · a7 negres peó · b7 negres peó · e7 negres dama · f7 negres peó · g7 negres peó · h7 negres peó · b6 negres alfil · e6 negres peó · f6 negres cavall · e5 negres cavall · g5 blanques alfil · c4 negres peó · a3 blanques peó · c3 blanques cavall · e3 blanques peó · b2 blanques peó · c2 blanques dama · d2 blanques cavall · e2 blanques alfil · f2 blanques peó · g2 blanques peó · h2 blanques peó · a1 blanques torre · e1 blanques rei · h1 blanques torre | a8 negres torre · c8 negres alfil · f8 negres torre · g8 negres rei · a7 negres peó · b7 negres peó · e7 negres dama · f7 negres peó · g7 negres peó · h7 negres peó · b6 negres alfil · e6 negres peó · f6 negres cavall · e5 negres cavall · g5 blanques alfil · c4 negres peó · a3 blanques peó · c3 blanques cavall · e3 blanques peó · b2 blanques peó · c2 blanques dama · d2 blanques cavall · e2 blanques alfil · f2 blanques peó · g2 blanques peó · h2 blanques peó · a1 blanques torre · e1 blanques rei · h1 blanques torre | a8 negres torre · c8 negres alfil · f8 negres torre · g8 negres rei · a7 negres peó · b7 negres peó · e7 negres dama · f7 negres peó · g7 negres peó · h7 negres peó · b6 negres alfil · e6 negres peó · f6 negres cavall · e5 negres cavall · g5 blanques alfil · c4 negres peó · a3 blanques peó · c3 blanques cavall · e3 blanques peó · b2 blanques peó · c2 blanques dama · d2 blanques cavall · e2 blanques alfil · f2 blanques peó · g2 blanques peó · h2 blanques peó · a1 blanques torre · e1 blanques rei · h1 blanques torre | a8 negres torre · c8 negres alfil · f8 negres torre · g8 negres rei · a7 negres peó · b7 negres peó · e7 negres dama · f7 negres peó · g7 negres peó · h7 negres peó · b6 negres alfil · e6 negres peó · f6 negres cavall · e5 negres cavall · g5 blanques alfil · c4 negres peó · a3 blanques peó · c3 blanques cavall · e3 blanques peó · b2 blanques peó · c2 blanques dama · d2 blanques cavall · e2 blanques alfil · f2 blanques peó · g2 blanques peó · h2 blanques peó · a1 blanques torre · e1 blanques rei · h1 blanques torre | a8 negres torre · c8 negres alfil · f8 negres torre · g8 negres rei · a7 negres peó · b7 negres peó · e7 negres dama · f7 negres peó · g7 negres peó · h7 negres peó · b6 negres alfil · e6 negres peó · f6 negres cavall · e5 negres cavall · g5 blanques alfil · c4 negres peó · a3 blanques peó · c3 blanques cavall · e3 blanques peó · b2 blanques peó · c2 blanques dama · d2 blanques cavall · e2 blanques alfil · f2 blanques peó · g2 blanques peó · h2 blanques peó · a1 blanques torre · e1 blanques rei · h1 blanques torre | a8 negres torre · c8 negres alfil · f8 negres torre · g8 negres rei · a7 negres peó · b7 negres peó · e7 negres dama · f7 negres peó · g7 negres peó · h7 negres peó · b6 negres alfil · e6 negres peó · f6 negres cavall · e5 negres cavall · g5 blanques alfil · c4 negres peó · a3 blanques peó · c3 blanques cavall · e3 blanques peó · b2 blanques peó · c2 blanques dama · d2 blanques cavall · e2 blanques alfil · f2 blanques peó · g2 blanques peó · h2 blanques peó · a1 blanques torre · e1 blanques rei · h1 blanques torre | a8 negres torre · c8 negres alfil · f8 negres torre · g8 negres rei · a7 negres peó · b7 negres peó · e7 negres dama · f7 negres peó · g7 negres peó · h7 negres peó · b6 negres alfil · e6 negres peó · f6 negres cavall · e5 negres cavall · g5 blanques alfil · c4 negres peó · a3 blanques peó · c3 blanques cavall · e3 blanques peó · b2 blanques peó · c2 blanques dama · d2 blanques cavall · e2 blanques alfil · f2 blanques peó · g2 blanques peó · h2 blanques peó · a1 blanques torre · e1 blanques rei · h1 blanques torre | 7 |
| 6 | a8 negres torre · c8 negres alfil · f8 negres torre · g8 negres rei · a7 negres peó · b7 negres peó · e7 negres dama · f7 negres peó · g7 negres peó · h7 negres peó · b6 negres alfil · e6 negres peó · f6 negres cavall · e5 negres cavall · g5 blanques alfil · c4 negres peó · a3 blanques peó · c3 blanques cavall · e3 blanques peó · b2 blanques peó · c2 blanques dama · d2 blanques cavall · e2 blanques alfil · f2 blanques peó · g2 blanques peó · h2 blanques peó · a1 blanques torre · e1 blanques rei · h1 blanques torre | a8 negres torre · c8 negres alfil · f8 negres torre · g8 negres rei · a7 negres peó · b7 negres peó · e7 negres dama · f7 negres peó · g7 negres peó · h7 negres peó · b6 negres alfil · e6 negres peó · f6 negres cavall · e5 negres cavall · g5 blanques alfil · c4 negres peó · a3 blanques peó · c3 blanques cavall · e3 blanques peó · b2 blanques peó · c2 blanques dama · d2 blanques cavall · e2 blanques alfil · f2 blanques peó · g2 blanques peó · h2 blanques peó · a1 blanques torre · e1 blanques rei · h1 blanques torre | a8 negres torre · c8 negres alfil · f8 negres torre · g8 negres rei · a7 negres peó · b7 negres peó · e7 negres dama · f7 negres peó · g7 negres peó · h7 negres peó · b6 negres alfil · e6 negres peó · f6 negres cavall · e5 negres cavall · g5 blanques alfil · c4 negres peó · a3 blanques peó · c3 blanques cavall · e3 blanques peó · b2 blanques peó · c2 blanques dama · d2 blanques cavall · e2 blanques alfil · f2 blanques peó · g2 blanques peó · h2 blanques peó · a1 blanques torre · e1 blanques rei · h1 blanques torre | a8 negres torre · c8 negres alfil · f8 negres torre · g8 negres rei · a7 negres peó · b7 negres peó · e7 negres dama · f7 negres peó · g7 negres peó · h7 negres peó · b6 negres alfil · e6 negres peó · f6 negres cavall · e5 negres cavall · g5 blanques alfil · c4 negres peó · a3 blanques peó · c3 blanques cavall · e3 blanques peó · b2 blanques peó · c2 blanques dama · d2 blanques cavall · e2 blanques alfil · f2 blanques peó · g2 blanques peó · h2 blanques peó · a1 blanques torre · e1 blanques rei · h1 blanques torre | a8 negres torre · c8 negres alfil · f8 negres torre · g8 negres rei · a7 negres peó · b7 negres peó · e7 negres dama · f7 negres peó · g7 negres peó · h7 negres peó · b6 negres alfil · e6 negres peó · f6 negres cavall · e5 negres cavall · g5 blanques alfil · c4 negres peó · a3 blanques peó · c3 blanques cavall · e3 blanques peó · b2 blanques peó · c2 blanques dama · d2 blanques cavall · e2 blanques alfil · f2 blanques peó · g2 blanques peó · h2 blanques peó · a1 blanques torre · e1 blanques rei · h1 blanques torre | a8 negres torre · c8 negres alfil · f8 negres torre · g8 negres rei · a7 negres peó · b7 negres peó · e7 negres dama · f7 negres peó · g7 negres peó · h7 negres peó · b6 negres alfil · e6 negres peó · f6 negres cavall · e5 negres cavall · g5 blanques alfil · c4 negres peó · a3 blanques peó · c3 blanques cavall · e3 blanques peó · b2 blanques peó · c2 blanques dama · d2 blanques cavall · e2 blanques alfil · f2 blanques peó · g2 blanques peó · h2 blanques peó · a1 blanques torre · e1 blanques rei · h1 blanques torre | a8 negres torre · c8 negres alfil · f8 negres torre · g8 negres rei · a7 negres peó · b7 negres peó · e7 negres dama · f7 negres peó · g7 negres peó · h7 negres peó · b6 negres alfil · e6 negres peó · f6 negres cavall · e5 negres cavall · g5 blanques alfil · c4 negres peó · a3 blanques peó · c3 blanques cavall · e3 blanques peó · b2 blanques peó · c2 blanques dama · d2 blanques cavall · e2 blanques alfil · f2 blanques peó · g2 blanques peó · h2 blanques peó · a1 blanques torre · e1 blanques rei · h1 blanques torre | a8 negres torre · c8 negres alfil · f8 negres torre · g8 negres rei · a7 negres peó · b7 negres peó · e7 negres dama · f7 negres peó · g7 negres peó · h7 negres peó · b6 negres alfil · e6 negres peó · f6 negres cavall · e5 negres cavall · g5 blanques alfil · c4 negres peó · a3 blanques peó · c3 blanques cavall · e3 blanques peó · b2 blanques peó · c2 blanques dama · d2 blanques cavall · e2 blanques alfil · f2 blanques peó · g2 blanques peó · h2 blanques peó · a1 blanques torre · e1 blanques rei · h1 blanques torre | 6 |
| 5 | a8 negres torre · c8 negres alfil · f8 negres torre · g8 negres rei · a7 negres peó · b7 negres peó · e7 negres dama · f7 negres peó · g7 negres peó · h7 negres peó · b6 negres alfil · e6 negres peó · f6 negres cavall · e5 negres cavall · g5 blanques alfil · c4 negres peó · a3 blanques peó · c3 blanques cavall · e3 blanques peó · b2 blanques peó · c2 blanques dama · d2 blanques cavall · e2 blanques alfil · f2 blanques peó · g2 blanques peó · h2 blanques peó · a1 blanques torre · e1 blanques rei · h1 blanques torre | a8 negres torre · c8 negres alfil · f8 negres torre · g8 negres rei · a7 negres peó · b7 negres peó · e7 negres dama · f7 negres peó · g7 negres peó · h7 negres peó · b6 negres alfil · e6 negres peó · f6 negres cavall · e5 negres cavall · g5 blanques alfil · c4 negres peó · a3 blanques peó · c3 blanques cavall · e3 blanques peó · b2 blanques peó · c2 blanques dama · d2 blanques cavall · e2 blanques alfil · f2 blanques peó · g2 blanques peó · h2 blanques peó · a1 blanques torre · e1 blanques rei · h1 blanques torre | a8 negres torre · c8 negres alfil · f8 negres torre · g8 negres rei · a7 negres peó · b7 negres peó · e7 negres dama · f7 negres peó · g7 negres peó · h7 negres peó · b6 negres alfil · e6 negres peó · f6 negres cavall · e5 negres cavall · g5 blanques alfil · c4 negres peó · a3 blanques peó · c3 blanques cavall · e3 blanques peó · b2 blanques peó · c2 blanques dama · d2 blanques cavall · e2 blanques alfil · f2 blanques peó · g2 blanques peó · h2 blanques peó · a1 blanques torre · e1 blanques rei · h1 blanques torre | a8 negres torre · c8 negres alfil · f8 negres torre · g8 negres rei · a7 negres peó · b7 negres peó · e7 negres dama · f7 negres peó · g7 negres peó · h7 negres peó · b6 negres alfil · e6 negres peó · f6 negres cavall · e5 negres cavall · g5 blanques alfil · c4 negres peó · a3 blanques peó · c3 blanques cavall · e3 blanques peó · b2 blanques peó · c2 blanques dama · d2 blanques cavall · e2 blanques alfil · f2 blanques peó · g2 blanques peó · h2 blanques peó · a1 blanques torre · e1 blanques rei · h1 blanques torre | a8 negres torre · c8 negres alfil · f8 negres torre · g8 negres rei · a7 negres peó · b7 negres peó · e7 negres dama · f7 negres peó · g7 negres peó · h7 negres peó · b6 negres alfil · e6 negres peó · f6 negres cavall · e5 negres cavall · g5 blanques alfil · c4 negres peó · a3 blanques peó · c3 blanques cavall · e3 blanques peó · b2 blanques peó · c2 blanques dama · d2 blanques cavall · e2 blanques alfil · f2 blanques peó · g2 blanques peó · h2 blanques peó · a1 blanques torre · e1 blanques rei · h1 blanques torre | a8 negres torre · c8 negres alfil · f8 negres torre · g8 negres rei · a7 negres peó · b7 negres peó · e7 negres dama · f7 negres peó · g7 negres peó · h7 negres peó · b6 negres alfil · e6 negres peó · f6 negres cavall · e5 negres cavall · g5 blanques alfil · c4 negres peó · a3 blanques peó · c3 blanques cavall · e3 blanques peó · b2 blanques peó · c2 blanques dama · d2 blanques cavall · e2 blanques alfil · f2 blanques peó · g2 blanques peó · h2 blanques peó · a1 blanques torre · e1 blanques rei · h1 blanques torre | a8 negres torre · c8 negres alfil · f8 negres torre · g8 negres rei · a7 negres peó · b7 negres peó · e7 negres dama · f7 negres peó · g7 negres peó · h7 negres peó · b6 negres alfil · e6 negres peó · f6 negres cavall · e5 negres cavall · g5 blanques alfil · c4 negres peó · a3 blanques peó · c3 blanques cavall · e3 blanques peó · b2 blanques peó · c2 blanques dama · d2 blanques cavall · e2 blanques alfil · f2 blanques peó · g2 blanques peó · h2 blanques peó · a1 blanques torre · e1 blanques rei · h1 blanques torre | a8 negres torre · c8 negres alfil · f8 negres torre · g8 negres rei · a7 negres peó · b7 negres peó · e7 negres dama · f7 negres peó · g7 negres peó · h7 negres peó · b6 negres alfil · e6 negres peó · f6 negres cavall · e5 negres cavall · g5 blanques alfil · c4 negres peó · a3 blanques peó · c3 blanques cavall · e3 blanques peó · b2 blanques peó · c2 blanques dama · d2 blanques cavall · e2 blanques alfil · f2 blanques peó · g2 blanques peó · h2 blanques peó · a1 blanques torre · e1 blanques rei · h1 blanques torre | 5 |
| 4 | a8 negres torre · c8 negres alfil · f8 negres torre · g8 negres rei · a7 negres peó · b7 negres peó · e7 negres dama · f7 negres peó · g7 negres peó · h7 negres peó · b6 negres alfil · e6 negres peó · f6 negres cavall · e5 negres cavall · g5 blanques alfil · c4 negres peó · a3 blanques peó · c3 blanques cavall · e3 blanques peó · b2 blanques peó · c2 blanques dama · d2 blanques cavall · e2 blanques alfil · f2 blanques peó · g2 blanques peó · h2 blanques peó · a1 blanques torre · e1 blanques rei · h1 blanques torre | a8 negres torre · c8 negres alfil · f8 negres torre · g8 negres rei · a7 negres peó · b7 negres peó · e7 negres dama · f7 negres peó · g7 negres peó · h7 negres peó · b6 negres alfil · e6 negres peó · f6 negres cavall · e5 negres cavall · g5 blanques alfil · c4 negres peó · a3 blanques peó · c3 blanques cavall · e3 blanques peó · b2 blanques peó · c2 blanques dama · d2 blanques cavall · e2 blanques alfil · f2 blanques peó · g2 blanques peó · h2 blanques peó · a1 blanques torre · e1 blanques rei · h1 blanques torre | a8 negres torre · c8 negres alfil · f8 negres torre · g8 negres rei · a7 negres peó · b7 negres peó · e7 negres dama · f7 negres peó · g7 negres peó · h7 negres peó · b6 negres alfil · e6 negres peó · f6 negres cavall · e5 negres cavall · g5 blanques alfil · c4 negres peó · a3 blanques peó · c3 blanques cavall · e3 blanques peó · b2 blanques peó · c2 blanques dama · d2 blanques cavall · e2 blanques alfil · f2 blanques peó · g2 blanques peó · h2 blanques peó · a1 blanques torre · e1 blanques rei · h1 blanques torre | a8 negres torre · c8 negres alfil · f8 negres torre · g8 negres rei · a7 negres peó · b7 negres peó · e7 negres dama · f7 negres peó · g7 negres peó · h7 negres peó · b6 negres alfil · e6 negres peó · f6 negres cavall · e5 negres cavall · g5 blanques alfil · c4 negres peó · a3 blanques peó · c3 blanques cavall · e3 blanques peó · b2 blanques peó · c2 blanques dama · d2 blanques cavall · e2 blanques alfil · f2 blanques peó · g2 blanques peó · h2 blanques peó · a1 blanques torre · e1 blanques rei · h1 blanques torre | a8 negres torre · c8 negres alfil · f8 negres torre · g8 negres rei · a7 negres peó · b7 negres peó · e7 negres dama · f7 negres peó · g7 negres peó · h7 negres peó · b6 negres alfil · e6 negres peó · f6 negres cavall · e5 negres cavall · g5 blanques alfil · c4 negres peó · a3 blanques peó · c3 blanques cavall · e3 blanques peó · b2 blanques peó · c2 blanques dama · d2 blanques cavall · e2 blanques alfil · f2 blanques peó · g2 blanques peó · h2 blanques peó · a1 blanques torre · e1 blanques rei · h1 blanques torre | a8 negres torre · c8 negres alfil · f8 negres torre · g8 negres rei · a7 negres peó · b7 negres peó · e7 negres dama · f7 negres peó · g7 negres peó · h7 negres peó · b6 negres alfil · e6 negres peó · f6 negres cavall · e5 negres cavall · g5 blanques alfil · c4 negres peó · a3 blanques peó · c3 blanques cavall · e3 blanques peó · b2 blanques peó · c2 blanques dama · d2 blanques cavall · e2 blanques alfil · f2 blanques peó · g2 blanques peó · h2 blanques peó · a1 blanques torre · e1 blanques rei · h1 blanques torre | a8 negres torre · c8 negres alfil · f8 negres torre · g8 negres rei · a7 negres peó · b7 negres peó · e7 negres dama · f7 negres peó · g7 negres peó · h7 negres peó · b6 negres alfil · e6 negres peó · f6 negres cavall · e5 negres cavall · g5 blanques alfil · c4 negres peó · a3 blanques peó · c3 blanques cavall · e3 blanques peó · b2 blanques peó · c2 blanques dama · d2 blanques cavall · e2 blanques alfil · f2 blanques peó · g2 blanques peó · h2 blanques peó · a1 blanques torre · e1 blanques rei · h1 blanques torre | a8 negres torre · c8 negres alfil · f8 negres torre · g8 negres rei · a7 negres peó · b7 negres peó · e7 negres dama · f7 negres peó · g7 negres peó · h7 negres peó · b6 negres alfil · e6 negres peó · f6 negres cavall · e5 negres cavall · g5 blanques alfil · c4 negres peó · a3 blanques peó · c3 blanques cavall · e3 blanques peó · b2 blanques peó · c2 blanques dama · d2 blanques cavall · e2 blanques alfil · f2 blanques peó · g2 blanques peó · h2 blanques peó · a1 blanques torre · e1 blanques rei · h1 blanques torre | 4 |
| 3 | a8 negres torre · c8 negres alfil · f8 negres torre · g8 negres rei · a7 negres peó · b7 negres peó · e7 negres dama · f7 negres peó · g7 negres peó · h7 negres peó · b6 negres alfil · e6 negres peó · f6 negres cavall · e5 negres cavall · g5 blanques alfil · c4 negres peó · a3 blanques peó · c3 blanques cavall · e3 blanques peó · b2 blanques peó · c2 blanques dama · d2 blanques cavall · e2 blanques alfil · f2 blanques peó · g2 blanques peó · h2 blanques peó · a1 blanques torre · e1 blanques rei · h1 blanques torre | a8 negres torre · c8 negres alfil · f8 negres torre · g8 negres rei · a7 negres peó · b7 negres peó · e7 negres dama · f7 negres peó · g7 negres peó · h7 negres peó · b6 negres alfil · e6 negres peó · f6 negres cavall · e5 negres cavall · g5 blanques alfil · c4 negres peó · a3 blanques peó · c3 blanques cavall · e3 blanques peó · b2 blanques peó · c2 blanques dama · d2 blanques cavall · e2 blanques alfil · f2 blanques peó · g2 blanques peó · h2 blanques peó · a1 blanques torre · e1 blanques rei · h1 blanques torre | a8 negres torre · c8 negres alfil · f8 negres torre · g8 negres rei · a7 negres peó · b7 negres peó · e7 negres dama · f7 negres peó · g7 negres peó · h7 negres peó · b6 negres alfil · e6 negres peó · f6 negres cavall · e5 negres cavall · g5 blanques alfil · c4 negres peó · a3 blanques peó · c3 blanques cavall · e3 blanques peó · b2 blanques peó · c2 blanques dama · d2 blanques cavall · e2 blanques alfil · f2 blanques peó · g2 blanques peó · h2 blanques peó · a1 blanques torre · e1 blanques rei · h1 blanques torre | a8 negres torre · c8 negres alfil · f8 negres torre · g8 negres rei · a7 negres peó · b7 negres peó · e7 negres dama · f7 negres peó · g7 negres peó · h7 negres peó · b6 negres alfil · e6 negres peó · f6 negres cavall · e5 negres cavall · g5 blanques alfil · c4 negres peó · a3 blanques peó · c3 blanques cavall · e3 blanques peó · b2 blanques peó · c2 blanques dama · d2 blanques cavall · e2 blanques alfil · f2 blanques peó · g2 blanques peó · h2 blanques peó · a1 blanques torre · e1 blanques rei · h1 blanques torre | a8 negres torre · c8 negres alfil · f8 negres torre · g8 negres rei · a7 negres peó · b7 negres peó · e7 negres dama · f7 negres peó · g7 negres peó · h7 negres peó · b6 negres alfil · e6 negres peó · f6 negres cavall · e5 negres cavall · g5 blanques alfil · c4 negres peó · a3 blanques peó · c3 blanques cavall · e3 blanques peó · b2 blanques peó · c2 blanques dama · d2 blanques cavall · e2 blanques alfil · f2 blanques peó · g2 blanques peó · h2 blanques peó · a1 blanques torre · e1 blanques rei · h1 blanques torre | a8 negres torre · c8 negres alfil · f8 negres torre · g8 negres rei · a7 negres peó · b7 negres peó · e7 negres dama · f7 negres peó · g7 negres peó · h7 negres peó · b6 negres alfil · e6 negres peó · f6 negres cavall · e5 negres cavall · g5 blanques alfil · c4 negres peó · a3 blanques peó · c3 blanques cavall · e3 blanques peó · b2 blanques peó · c2 blanques dama · d2 blanques cavall · e2 blanques alfil · f2 blanques peó · g2 blanques peó · h2 blanques peó · a1 blanques torre · e1 blanques rei · h1 blanques torre | a8 negres torre · c8 negres alfil · f8 negres torre · g8 negres rei · a7 negres peó · b7 negres peó · e7 negres dama · f7 negres peó · g7 negres peó · h7 negres peó · b6 negres alfil · e6 negres peó · f6 negres cavall · e5 negres cavall · g5 blanques alfil · c4 negres peó · a3 blanques peó · c3 blanques cavall · e3 blanques peó · b2 blanques peó · c2 blanques dama · d2 blanques cavall · e2 blanques alfil · f2 blanques peó · g2 blanques peó · h2 blanques peó · a1 blanques torre · e1 blanques rei · h1 blanques torre | a8 negres torre · c8 negres alfil · f8 negres torre · g8 negres rei · a7 negres peó · b7 negres peó · e7 negres dama · f7 negres peó · g7 negres peó · h7 negres peó · b6 negres alfil · e6 negres peó · f6 negres cavall · e5 negres cavall · g5 blanques alfil · c4 negres peó · a3 blanques peó · c3 blanques cavall · e3 blanques peó · b2 blanques peó · c2 blanques dama · d2 blanques cavall · e2 blanques alfil · f2 blanques peó · g2 blanques peó · h2 blanques peó · a1 blanques torre · e1 blanques rei · h1 blanques torre | 3 |
| 2 | a8 negres torre · c8 negres alfil · f8 negres torre · g8 negres rei · a7 negres peó · b7 negres peó · e7 negres dama · f7 negres peó · g7 negres peó · h7 negres peó · b6 negres alfil · e6 negres peó · f6 negres cavall · e5 negres cavall · g5 blanques alfil · c4 negres peó · a3 blanques peó · c3 blanques cavall · e3 blanques peó · b2 blanques peó · c2 blanques dama · d2 blanques cavall · e2 blanques alfil · f2 blanques peó · g2 blanques peó · h2 blanques peó · a1 blanques torre · e1 blanques rei · h1 blanques torre | a8 negres torre · c8 negres alfil · f8 negres torre · g8 negres rei · a7 negres peó · b7 negres peó · e7 negres dama · f7 negres peó · g7 negres peó · h7 negres peó · b6 negres alfil · e6 negres peó · f6 negres cavall · e5 negres cavall · g5 blanques alfil · c4 negres peó · a3 blanques peó · c3 blanques cavall · e3 blanques peó · b2 blanques peó · c2 blanques dama · d2 blanques cavall · e2 blanques alfil · f2 blanques peó · g2 blanques peó · h2 blanques peó · a1 blanques torre · e1 blanques rei · h1 blanques torre | a8 negres torre · c8 negres alfil · f8 negres torre · g8 negres rei · a7 negres peó · b7 negres peó · e7 negres dama · f7 negres peó · g7 negres peó · h7 negres peó · b6 negres alfil · e6 negres peó · f6 negres cavall · e5 negres cavall · g5 blanques alfil · c4 negres peó · a3 blanques peó · c3 blanques cavall · e3 blanques peó · b2 blanques peó · c2 blanques dama · d2 blanques cavall · e2 blanques alfil · f2 blanques peó · g2 blanques peó · h2 blanques peó · a1 blanques torre · e1 blanques rei · h1 blanques torre | a8 negres torre · c8 negres alfil · f8 negres torre · g8 negres rei · a7 negres peó · b7 negres peó · e7 negres dama · f7 negres peó · g7 negres peó · h7 negres peó · b6 negres alfil · e6 negres peó · f6 negres cavall · e5 negres cavall · g5 blanques alfil · c4 negres peó · a3 blanques peó · c3 blanques cavall · e3 blanques peó · b2 blanques peó · c2 blanques dama · d2 blanques cavall · e2 blanques alfil · f2 blanques peó · g2 blanques peó · h2 blanques peó · a1 blanques torre · e1 blanques rei · h1 blanques torre | a8 negres torre · c8 negres alfil · f8 negres torre · g8 negres rei · a7 negres peó · b7 negres peó · e7 negres dama · f7 negres peó · g7 negres peó · h7 negres peó · b6 negres alfil · e6 negres peó · f6 negres cavall · e5 negres cavall · g5 blanques alfil · c4 negres peó · a3 blanques peó · c3 blanques cavall · e3 blanques peó · b2 blanques peó · c2 blanques dama · d2 blanques cavall · e2 blanques alfil · f2 blanques peó · g2 blanques peó · h2 blanques peó · a1 blanques torre · e1 blanques rei · h1 blanques torre | a8 negres torre · c8 negres alfil · f8 negres torre · g8 negres rei · a7 negres peó · b7 negres peó · e7 negres dama · f7 negres peó · g7 negres peó · h7 negres peó · b6 negres alfil · e6 negres peó · f6 negres cavall · e5 negres cavall · g5 blanques alfil · c4 negres peó · a3 blanques peó · c3 blanques cavall · e3 blanques peó · b2 blanques peó · c2 blanques dama · d2 blanques cavall · e2 blanques alfil · f2 blanques peó · g2 blanques peó · h2 blanques peó · a1 blanques torre · e1 blanques rei · h1 blanques torre | a8 negres torre · c8 negres alfil · f8 negres torre · g8 negres rei · a7 negres peó · b7 negres peó · e7 negres dama · f7 negres peó · g7 negres peó · h7 negres peó · b6 negres alfil · e6 negres peó · f6 negres cavall · e5 negres cavall · g5 blanques alfil · c4 negres peó · a3 blanques peó · c3 blanques cavall · e3 blanques peó · b2 blanques peó · c2 blanques dama · d2 blanques cavall · e2 blanques alfil · f2 blanques peó · g2 blanques peó · h2 blanques peó · a1 blanques torre · e1 blanques rei · h1 blanques torre | a8 negres torre · c8 negres alfil · f8 negres torre · g8 negres rei · a7 negres peó · b7 negres peó · e7 negres dama · f7 negres peó · g7 negres peó · h7 negres peó · b6 negres alfil · e6 negres peó · f6 negres cavall · e5 negres cavall · g5 blanques alfil · c4 negres peó · a3 blanques peó · c3 blanques cavall · e3 blanques peó · b2 blanques peó · c2 blanques dama · d2 blanques cavall · e2 blanques alfil · f2 blanques peó · g2 blanques peó · h2 blanques peó · a1 blanques torre · e1 blanques rei · h1 blanques torre | 2 |
| 1 | a8 negres torre · c8 negres alfil · f8 negres torre · g8 negres rei · a7 negres peó · b7 negres peó · e7 negres dama · f7 negres peó · g7 negres peó · h7 negres peó · b6 negres alfil · e6 negres peó · f6 negres cavall · e5 negres cavall · g5 blanques alfil · c4 negres peó · a3 blanques peó · c3 blanques cavall · e3 blanques peó · b2 blanques peó · c2 blanques dama · d2 blanques cavall · e2 blanques alfil · f2 blanques peó · g2 blanques peó · h2 blanques peó · a1 blanques torre · e1 blanques rei · h1 blanques torre | a8 negres torre · c8 negres alfil · f8 negres torre · g8 negres rei · a7 negres peó · b7 negres peó · e7 negres dama · f7 negres peó · g7 negres peó · h7 negres peó · b6 negres alfil · e6 negres peó · f6 negres cavall · e5 negres cavall · g5 blanques alfil · c4 negres peó · a3 blanques peó · c3 blanques cavall · e3 blanques peó · b2 blanques peó · c2 blanques dama · d2 blanques cavall · e2 blanques alfil · f2 blanques peó · g2 blanques peó · h2 blanques peó · a1 blanques torre · e1 blanques rei · h1 blanques torre | a8 negres torre · c8 negres alfil · f8 negres torre · g8 negres rei · a7 negres peó · b7 negres peó · e7 negres dama · f7 negres peó · g7 negres peó · h7 negres peó · b6 negres alfil · e6 negres peó · f6 negres cavall · e5 negres cavall · g5 blanques alfil · c4 negres peó · a3 blanques peó · c3 blanques cavall · e3 blanques peó · b2 blanques peó · c2 blanques dama · d2 blanques cavall · e2 blanques alfil · f2 blanques peó · g2 blanques peó · h2 blanques peó · a1 blanques torre · e1 blanques rei · h1 blanques torre | a8 negres torre · c8 negres alfil · f8 negres torre · g8 negres rei · a7 negres peó · b7 negres peó · e7 negres dama · f7 negres peó · g7 negres peó · h7 negres peó · b6 negres alfil · e6 negres peó · f6 negres cavall · e5 negres cavall · g5 blanques alfil · c4 negres peó · a3 blanques peó · c3 blanques cavall · e3 blanques peó · b2 blanques peó · c2 blanques dama · d2 blanques cavall · e2 blanques alfil · f2 blanques peó · g2 blanques peó · h2 blanques peó · a1 blanques torre · e1 blanques rei · h1 blanques torre | a8 negres torre · c8 negres alfil · f8 negres torre · g8 negres rei · a7 negres peó · b7 negres peó · e7 negres dama · f7 negres peó · g7 negres peó · h7 negres peó · b6 negres alfil · e6 negres peó · f6 negres cavall · e5 negres cavall · g5 blanques alfil · c4 negres peó · a3 blanques peó · c3 blanques cavall · e3 blanques peó · b2 blanques peó · c2 blanques dama · d2 blanques cavall · e2 blanques alfil · f2 blanques peó · g2 blanques peó · h2 blanques peó · a1 blanques torre · e1 blanques rei · h1 blanques torre | a8 negres torre · c8 negres alfil · f8 negres torre · g8 negres rei · a7 negres peó · b7 negres peó · e7 negres dama · f7 negres peó · g7 negres peó · h7 negres peó · b6 negres alfil · e6 negres peó · f6 negres cavall · e5 negres cavall · g5 blanques alfil · c4 negres peó · a3 blanques peó · c3 blanques cavall · e3 blanques peó · b2 blanques peó · c2 blanques dama · d2 blanques cavall · e2 blanques alfil · f2 blanques peó · g2 blanques peó · h2 blanques peó · a1 blanques torre · e1 blanques rei · h1 blanques torre | a8 negres torre · c8 negres alfil · f8 negres torre · g8 negres rei · a7 negres peó · b7 negres peó · e7 negres dama · f7 negres peó · g7 negres peó · h7 negres peó · b6 negres alfil · e6 negres peó · f6 negres cavall · e5 negres cavall · g5 blanques alfil · c4 negres peó · a3 blanques peó · c3 blanques cavall · e3 blanques peó · b2 blanques peó · c2 blanques dama · d2 blanques cavall · e2 blanques alfil · f2 blanques peó · g2 blanques peó · h2 blanques peó · a1 blanques torre · e1 blanques rei · h1 blanques torre | a8 negres torre · c8 negres alfil · f8 negres torre · g8 negres rei · a7 negres peó · b7 negres peó · e7 negres dama · f7 negres peó · g7 negres peó · h7 negres peó · b6 negres alfil · e6 negres peó · f6 negres cavall · e5 negres cavall · g5 blanques alfil · c4 negres peó · a3 blanques peó · c3 blanques cavall · e3 blanques peó · b2 blanques peó · c2 blanques dama · d2 blanques cavall · e2 blanques alfil · f2 blanques peó · g2 blanques peó · h2 blanques peó · a1 blanques torre · e1 blanques rei · h1 blanques torre | 1 |
|   | a | b | c | d | e | f | g | h |   |

Posició després de 14...Ce5. Les blanques tenen l'oportunitat d'empènyer cap endavant amb 15. Cce4, però després de 15...Ad7, no és fàcil per les blanques de recapturar el peó de c4, ja que 16.Cxc4 Tfc8 dona a les peces negres prou activitat com per què les blanques no tinguin avantatge.
Per la setena partida, Carlsen tenia altre cop les peces blanques (l'ordre de colors canviava a la meitat del matx), i va repetir el gambet de dama refusat de la segona partida. Les primeres nou jugades varen ser iguals que les de la segona partida, fins que Carlsen es va desviar amb 10.Cd2. De tota manera, Caruana estava ben preparat, i tenia preparada una contra jugada. Carlsen va sacrificar un peó temporalment per tal d'exercir pressió al flanc de rei de les negres, però quan va arribar l'oportunitat d'obrir el joc amb 15. Cce4 (diagramA) – cosa que hauria compromès la posició negra, però faria difícil de recapturar el peó sacrificat – no va creure prou en la seva posició com per tirar endavant. Carlsen després va dir que jugar 15. 0-0 va ser com admetre que les blanques no tenien avantatge. Després que les blanques recapturessin el peó sacrificat la posició era simètrica. Carlsen va fer algun intent de guanyar la partida, però tot i que va ser capaç de guanyar una casella forta pel seu cavall a d6, va haver de canviar totes les peces per assolir-ho, i la partida va acabar en taules a la jugada 40.
 1.d4 Cf6 2. Cf3 d5 3. c4 e6 4. Cc3 Ae7 5. Af4 0-0 6. e3 c5 7. dxc5 Axc5 8. Dc2 Cc6 9. a3 Da5 10. Cd2 Dd8 11. Cb3 Ab6 12. Ae2 De7 13. Ag5 dxc4 14. Cd2 Ce5 (diagrama) 15. 0-0 Ad7 16. Af4 Cg6 17. Ag3 Ac6 18. Cxc4 Ac7 19. Tfd1 Tfd8 20. Txd8+ Txd8 21. Td1 Txd1+ 22. Dxd1 Cd5 23. Dd4 Cxc3 24. Dxc3 Axg3 25. hxg3 Dd7 26. Ad3 b6 27. f3 Ab7 28. Axg6 hxg6 29. e4 Dc7 30. e5 Dc5+ 31. Rh2 Aa6 32. Cd6 Dxc3 33. bxc3 f6 34. f4 Rf8 35. Rg1 Re7 36. Rf2 Rd7 37. Re3 Af1 38. Rf2 Aa6 39. Re3 Af1 40. Rf2 ½–½

#### Partida 8: Caruana–Carlsen, ½–½
|   | a | b | c | d | e | f | g | h |   |
| 8 | b8 negres torre · d8 negres dama · f8 negres torre · g8 negres rei · b7 negres peó · h7 negres peó · a6 negres peó · b6 blanques cavall · d6 negres alfil · a5 blanques peó · c5 negres peó · d5 blanques peó · f5 negres alfil · g5 negres peó · f4 negres peó · c3 blanques alfil · f3 blanques dama · b2 blanques peó · g2 blanques peó · h2 blanques peó · d1 blanques torre · f1 blanques torre · g1 blanques rei | b8 negres torre · d8 negres dama · f8 negres torre · g8 negres rei · b7 negres peó · h7 negres peó · a6 negres peó · b6 blanques cavall · d6 negres alfil · a5 blanques peó · c5 negres peó · d5 blanques peó · f5 negres alfil · g5 negres peó · f4 negres peó · c3 blanques alfil · f3 blanques dama · b2 blanques peó · g2 blanques peó · h2 blanques peó · d1 blanques torre · f1 blanques torre · g1 blanques rei | b8 negres torre · d8 negres dama · f8 negres torre · g8 negres rei · b7 negres peó · h7 negres peó · a6 negres peó · b6 blanques cavall · d6 negres alfil · a5 blanques peó · c5 negres peó · d5 blanques peó · f5 negres alfil · g5 negres peó · f4 negres peó · c3 blanques alfil · f3 blanques dama · b2 blanques peó · g2 blanques peó · h2 blanques peó · d1 blanques torre · f1 blanques torre · g1 blanques rei | b8 negres torre · d8 negres dama · f8 negres torre · g8 negres rei · b7 negres peó · h7 negres peó · a6 negres peó · b6 blanques cavall · d6 negres alfil · a5 blanques peó · c5 negres peó · d5 blanques peó · f5 negres alfil · g5 negres peó · f4 negres peó · c3 blanques alfil · f3 blanques dama · b2 blanques peó · g2 blanques peó · h2 blanques peó · d1 blanques torre · f1 blanques torre · g1 blanques rei | b8 negres torre · d8 negres dama · f8 negres torre · g8 negres rei · b7 negres peó · h7 negres peó · a6 negres peó · b6 blanques cavall · d6 negres alfil · a5 blanques peó · c5 negres peó · d5 blanques peó · f5 negres alfil · g5 negres peó · f4 negres peó · c3 blanques alfil · f3 blanques dama · b2 blanques peó · g2 blanques peó · h2 blanques peó · d1 blanques torre · f1 blanques torre · g1 blanques rei | b8 negres torre · d8 negres dama · f8 negres torre · g8 negres rei · b7 negres peó · h7 negres peó · a6 negres peó · b6 blanques cavall · d6 negres alfil · a5 blanques peó · c5 negres peó · d5 blanques peó · f5 negres alfil · g5 negres peó · f4 negres peó · c3 blanques alfil · f3 blanques dama · b2 blanques peó · g2 blanques peó · h2 blanques peó · d1 blanques torre · f1 blanques torre · g1 blanques rei | b8 negres torre · d8 negres dama · f8 negres torre · g8 negres rei · b7 negres peó · h7 negres peó · a6 negres peó · b6 blanques cavall · d6 negres alfil · a5 blanques peó · c5 negres peó · d5 blanques peó · f5 negres alfil · g5 negres peó · f4 negres peó · c3 blanques alfil · f3 blanques dama · b2 blanques peó · g2 blanques peó · h2 blanques peó · d1 blanques torre · f1 blanques torre · g1 blanques rei | b8 negres torre · d8 negres dama · f8 negres torre · g8 negres rei · b7 negres peó · h7 negres peó · a6 negres peó · b6 blanques cavall · d6 negres alfil · a5 blanques peó · c5 negres peó · d5 blanques peó · f5 negres alfil · g5 negres peó · f4 negres peó · c3 blanques alfil · f3 blanques dama · b2 blanques peó · g2 blanques peó · h2 blanques peó · d1 blanques torre · f1 blanques torre · g1 blanques rei | 8 |
| 7 | b8 negres torre · d8 negres dama · f8 negres torre · g8 negres rei · b7 negres peó · h7 negres peó · a6 negres peó · b6 blanques cavall · d6 negres alfil · a5 blanques peó · c5 negres peó · d5 blanques peó · f5 negres alfil · g5 negres peó · f4 negres peó · c3 blanques alfil · f3 blanques dama · b2 blanques peó · g2 blanques peó · h2 blanques peó · d1 blanques torre · f1 blanques torre · g1 blanques rei | b8 negres torre · d8 negres dama · f8 negres torre · g8 negres rei · b7 negres peó · h7 negres peó · a6 negres peó · b6 blanques cavall · d6 negres alfil · a5 blanques peó · c5 negres peó · d5 blanques peó · f5 negres alfil · g5 negres peó · f4 negres peó · c3 blanques alfil · f3 blanques dama · b2 blanques peó · g2 blanques peó · h2 blanques peó · d1 blanques torre · f1 blanques torre · g1 blanques rei | b8 negres torre · d8 negres dama · f8 negres torre · g8 negres rei · b7 negres peó · h7 negres peó · a6 negres peó · b6 blanques cavall · d6 negres alfil · a5 blanques peó · c5 negres peó · d5 blanques peó · f5 negres alfil · g5 negres peó · f4 negres peó · c3 blanques alfil · f3 blanques dama · b2 blanques peó · g2 blanques peó · h2 blanques peó · d1 blanques torre · f1 blanques torre · g1 blanques rei | b8 negres torre · d8 negres dama · f8 negres torre · g8 negres rei · b7 negres peó · h7 negres peó · a6 negres peó · b6 blanques cavall · d6 negres alfil · a5 blanques peó · c5 negres peó · d5 blanques peó · f5 negres alfil · g5 negres peó · f4 negres peó · c3 blanques alfil · f3 blanques dama · b2 blanques peó · g2 blanques peó · h2 blanques peó · d1 blanques torre · f1 blanques torre · g1 blanques rei | b8 negres torre · d8 negres dama · f8 negres torre · g8 negres rei · b7 negres peó · h7 negres peó · a6 negres peó · b6 blanques cavall · d6 negres alfil · a5 blanques peó · c5 negres peó · d5 blanques peó · f5 negres alfil · g5 negres peó · f4 negres peó · c3 blanques alfil · f3 blanques dama · b2 blanques peó · g2 blanques peó · h2 blanques peó · d1 blanques torre · f1 blanques torre · g1 blanques rei | b8 negres torre · d8 negres dama · f8 negres torre · g8 negres rei · b7 negres peó · h7 negres peó · a6 negres peó · b6 blanques cavall · d6 negres alfil · a5 blanques peó · c5 negres peó · d5 blanques peó · f5 negres alfil · g5 negres peó · f4 negres peó · c3 blanques alfil · f3 blanques dama · b2 blanques peó · g2 blanques peó · h2 blanques peó · d1 blanques torre · f1 blanques torre · g1 blanques rei | b8 negres torre · d8 negres dama · f8 negres torre · g8 negres rei · b7 negres peó · h7 negres peó · a6 negres peó · b6 blanques cavall · d6 negres alfil · a5 blanques peó · c5 negres peó · d5 blanques peó · f5 negres alfil · g5 negres peó · f4 negres peó · c3 blanques alfil · f3 blanques dama · b2 blanques peó · g2 blanques peó · h2 blanques peó · d1 blanques torre · f1 blanques torre · g1 blanques rei | b8 negres torre · d8 negres dama · f8 negres torre · g8 negres rei · b7 negres peó · h7 negres peó · a6 negres peó · b6 blanques cavall · d6 negres alfil · a5 blanques peó · c5 negres peó · d5 blanques peó · f5 negres alfil · g5 negres peó · f4 negres peó · c3 blanques alfil · f3 blanques dama · b2 blanques peó · g2 blanques peó · h2 blanques peó · d1 blanques torre · f1 blanques torre · g1 blanques rei | 7 |
| 6 | b8 negres torre · d8 negres dama · f8 negres torre · g8 negres rei · b7 negres peó · h7 negres peó · a6 negres peó · b6 blanques cavall · d6 negres alfil · a5 blanques peó · c5 negres peó · d5 blanques peó · f5 negres alfil · g5 negres peó · f4 negres peó · c3 blanques alfil · f3 blanques dama · b2 blanques peó · g2 blanques peó · h2 blanques peó · d1 blanques torre · f1 blanques torre · g1 blanques rei | b8 negres torre · d8 negres dama · f8 negres torre · g8 negres rei · b7 negres peó · h7 negres peó · a6 negres peó · b6 blanques cavall · d6 negres alfil · a5 blanques peó · c5 negres peó · d5 blanques peó · f5 negres alfil · g5 negres peó · f4 negres peó · c3 blanques alfil · f3 blanques dama · b2 blanques peó · g2 blanques peó · h2 blanques peó · d1 blanques torre · f1 blanques torre · g1 blanques rei | b8 negres torre · d8 negres dama · f8 negres torre · g8 negres rei · b7 negres peó · h7 negres peó · a6 negres peó · b6 blanques cavall · d6 negres alfil · a5 blanques peó · c5 negres peó · d5 blanques peó · f5 negres alfil · g5 negres peó · f4 negres peó · c3 blanques alfil · f3 blanques dama · b2 blanques peó · g2 blanques peó · h2 blanques peó · d1 blanques torre · f1 blanques torre · g1 blanques rei | b8 negres torre · d8 negres dama · f8 negres torre · g8 negres rei · b7 negres peó · h7 negres peó · a6 negres peó · b6 blanques cavall · d6 negres alfil · a5 blanques peó · c5 negres peó · d5 blanques peó · f5 negres alfil · g5 negres peó · f4 negres peó · c3 blanques alfil · f3 blanques dama · b2 blanques peó · g2 blanques peó · h2 blanques peó · d1 blanques torre · f1 blanques torre · g1 blanques rei | b8 negres torre · d8 negres dama · f8 negres torre · g8 negres rei · b7 negres peó · h7 negres peó · a6 negres peó · b6 blanques cavall · d6 negres alfil · a5 blanques peó · c5 negres peó · d5 blanques peó · f5 negres alfil · g5 negres peó · f4 negres peó · c3 blanques alfil · f3 blanques dama · b2 blanques peó · g2 blanques peó · h2 blanques peó · d1 blanques torre · f1 blanques torre · g1 blanques rei | b8 negres torre · d8 negres dama · f8 negres torre · g8 negres rei · b7 negres peó · h7 negres peó · a6 negres peó · b6 blanques cavall · d6 negres alfil · a5 blanques peó · c5 negres peó · d5 blanques peó · f5 negres alfil · g5 negres peó · f4 negres peó · c3 blanques alfil · f3 blanques dama · b2 blanques peó · g2 blanques peó · h2 blanques peó · d1 blanques torre · f1 blanques torre · g1 blanques rei | b8 negres torre · d8 negres dama · f8 negres torre · g8 negres rei · b7 negres peó · h7 negres peó · a6 negres peó · b6 blanques cavall · d6 negres alfil · a5 blanques peó · c5 negres peó · d5 blanques peó · f5 negres alfil · g5 negres peó · f4 negres peó · c3 blanques alfil · f3 blanques dama · b2 blanques peó · g2 blanques peó · h2 blanques peó · d1 blanques torre · f1 blanques torre · g1 blanques rei | b8 negres torre · d8 negres dama · f8 negres torre · g8 negres rei · b7 negres peó · h7 negres peó · a6 negres peó · b6 blanques cavall · d6 negres alfil · a5 blanques peó · c5 negres peó · d5 blanques peó · f5 negres alfil · g5 negres peó · f4 negres peó · c3 blanques alfil · f3 blanques dama · b2 blanques peó · g2 blanques peó · h2 blanques peó · d1 blanques torre · f1 blanques torre · g1 blanques rei | 6 |
| 5 | b8 negres torre · d8 negres dama · f8 negres torre · g8 negres rei · b7 negres peó · h7 negres peó · a6 negres peó · b6 blanques cavall · d6 negres alfil · a5 blanques peó · c5 negres peó · d5 blanques peó · f5 negres alfil · g5 negres peó · f4 negres peó · c3 blanques alfil · f3 blanques dama · b2 blanques peó · g2 blanques peó · h2 blanques peó · d1 blanques torre · f1 blanques torre · g1 blanques rei | b8 negres torre · d8 negres dama · f8 negres torre · g8 negres rei · b7 negres peó · h7 negres peó · a6 negres peó · b6 blanques cavall · d6 negres alfil · a5 blanques peó · c5 negres peó · d5 blanques peó · f5 negres alfil · g5 negres peó · f4 negres peó · c3 blanques alfil · f3 blanques dama · b2 blanques peó · g2 blanques peó · h2 blanques peó · d1 blanques torre · f1 blanques torre · g1 blanques rei | b8 negres torre · d8 negres dama · f8 negres torre · g8 negres rei · b7 negres peó · h7 negres peó · a6 negres peó · b6 blanques cavall · d6 negres alfil · a5 blanques peó · c5 negres peó · d5 blanques peó · f5 negres alfil · g5 negres peó · f4 negres peó · c3 blanques alfil · f3 blanques dama · b2 blanques peó · g2 blanques peó · h2 blanques peó · d1 blanques torre · f1 blanques torre · g1 blanques rei | b8 negres torre · d8 negres dama · f8 negres torre · g8 negres rei · b7 negres peó · h7 negres peó · a6 negres peó · b6 blanques cavall · d6 negres alfil · a5 blanques peó · c5 negres peó · d5 blanques peó · f5 negres alfil · g5 negres peó · f4 negres peó · c3 blanques alfil · f3 blanques dama · b2 blanques peó · g2 blanques peó · h2 blanques peó · d1 blanques torre · f1 blanques torre · g1 blanques rei | b8 negres torre · d8 negres dama · f8 negres torre · g8 negres rei · b7 negres peó · h7 negres peó · a6 negres peó · b6 blanques cavall · d6 negres alfil · a5 blanques peó · c5 negres peó · d5 blanques peó · f5 negres alfil · g5 negres peó · f4 negres peó · c3 blanques alfil · f3 blanques dama · b2 blanques peó · g2 blanques peó · h2 blanques peó · d1 blanques torre · f1 blanques torre · g1 blanques rei | b8 negres torre · d8 negres dama · f8 negres torre · g8 negres rei · b7 negres peó · h7 negres peó · a6 negres peó · b6 blanques cavall · d6 negres alfil · a5 blanques peó · c5 negres peó · d5 blanques peó · f5 negres alfil · g5 negres peó · f4 negres peó · c3 blanques alfil · f3 blanques dama · b2 blanques peó · g2 blanques peó · h2 blanques peó · d1 blanques torre · f1 blanques torre · g1 blanques rei | b8 negres torre · d8 negres dama · f8 negres torre · g8 negres rei · b7 negres peó · h7 negres peó · a6 negres peó · b6 blanques cavall · d6 negres alfil · a5 blanques peó · c5 negres peó · d5 blanques peó · f5 negres alfil · g5 negres peó · f4 negres peó · c3 blanques alfil · f3 blanques dama · b2 blanques peó · g2 blanques peó · h2 blanques peó · d1 blanques torre · f1 blanques torre · g1 blanques rei | b8 negres torre · d8 negres dama · f8 negres torre · g8 negres rei · b7 negres peó · h7 negres peó · a6 negres peó · b6 blanques cavall · d6 negres alfil · a5 blanques peó · c5 negres peó · d5 blanques peó · f5 negres alfil · g5 negres peó · f4 negres peó · c3 blanques alfil · f3 blanques dama · b2 blanques peó · g2 blanques peó · h2 blanques peó · d1 blanques torre · f1 blanques torre · g1 blanques rei | 5 |
| 4 | b8 negres torre · d8 negres dama · f8 negres torre · g8 negres rei · b7 negres peó · h7 negres peó · a6 negres peó · b6 blanques cavall · d6 negres alfil · a5 blanques peó · c5 negres peó · d5 blanques peó · f5 negres alfil · g5 negres peó · f4 negres peó · c3 blanques alfil · f3 blanques dama · b2 blanques peó · g2 blanques peó · h2 blanques peó · d1 blanques torre · f1 blanques torre · g1 blanques rei | b8 negres torre · d8 negres dama · f8 negres torre · g8 negres rei · b7 negres peó · h7 negres peó · a6 negres peó · b6 blanques cavall · d6 negres alfil · a5 blanques peó · c5 negres peó · d5 blanques peó · f5 negres alfil · g5 negres peó · f4 negres peó · c3 blanques alfil · f3 blanques dama · b2 blanques peó · g2 blanques peó · h2 blanques peó · d1 blanques torre · f1 blanques torre · g1 blanques rei | b8 negres torre · d8 negres dama · f8 negres torre · g8 negres rei · b7 negres peó · h7 negres peó · a6 negres peó · b6 blanques cavall · d6 negres alfil · a5 blanques peó · c5 negres peó · d5 blanques peó · f5 negres alfil · g5 negres peó · f4 negres peó · c3 blanques alfil · f3 blanques dama · b2 blanques peó · g2 blanques peó · h2 blanques peó · d1 blanques torre · f1 blanques torre · g1 blanques rei | b8 negres torre · d8 negres dama · f8 negres torre · g8 negres rei · b7 negres peó · h7 negres peó · a6 negres peó · b6 blanques cavall · d6 negres alfil · a5 blanques peó · c5 negres peó · d5 blanques peó · f5 negres alfil · g5 negres peó · f4 negres peó · c3 blanques alfil · f3 blanques dama · b2 blanques peó · g2 blanques peó · h2 blanques peó · d1 blanques torre · f1 blanques torre · g1 blanques rei | b8 negres torre · d8 negres dama · f8 negres torre · g8 negres rei · b7 negres peó · h7 negres peó · a6 negres peó · b6 blanques cavall · d6 negres alfil · a5 blanques peó · c5 negres peó · d5 blanques peó · f5 negres alfil · g5 negres peó · f4 negres peó · c3 blanques alfil · f3 blanques dama · b2 blanques peó · g2 blanques peó · h2 blanques peó · d1 blanques torre · f1 blanques torre · g1 blanques rei | b8 negres torre · d8 negres dama · f8 negres torre · g8 negres rei · b7 negres peó · h7 negres peó · a6 negres peó · b6 blanques cavall · d6 negres alfil · a5 blanques peó · c5 negres peó · d5 blanques peó · f5 negres alfil · g5 negres peó · f4 negres peó · c3 blanques alfil · f3 blanques dama · b2 blanques peó · g2 blanques peó · h2 blanques peó · d1 blanques torre · f1 blanques torre · g1 blanques rei | b8 negres torre · d8 negres dama · f8 negres torre · g8 negres rei · b7 negres peó · h7 negres peó · a6 negres peó · b6 blanques cavall · d6 negres alfil · a5 blanques peó · c5 negres peó · d5 blanques peó · f5 negres alfil · g5 negres peó · f4 negres peó · c3 blanques alfil · f3 blanques dama · b2 blanques peó · g2 blanques peó · h2 blanques peó · d1 blanques torre · f1 blanques torre · g1 blanques rei | b8 negres torre · d8 negres dama · f8 negres torre · g8 negres rei · b7 negres peó · h7 negres peó · a6 negres peó · b6 blanques cavall · d6 negres alfil · a5 blanques peó · c5 negres peó · d5 blanques peó · f5 negres alfil · g5 negres peó · f4 negres peó · c3 blanques alfil · f3 blanques dama · b2 blanques peó · g2 blanques peó · h2 blanques peó · d1 blanques torre · f1 blanques torre · g1 blanques rei | 4 |
| 3 | b8 negres torre · d8 negres dama · f8 negres torre · g8 negres rei · b7 negres peó · h7 negres peó · a6 negres peó · b6 blanques cavall · d6 negres alfil · a5 blanques peó · c5 negres peó · d5 blanques peó · f5 negres alfil · g5 negres peó · f4 negres peó · c3 blanques alfil · f3 blanques dama · b2 blanques peó · g2 blanques peó · h2 blanques peó · d1 blanques torre · f1 blanques torre · g1 blanques rei | b8 negres torre · d8 negres dama · f8 negres torre · g8 negres rei · b7 negres peó · h7 negres peó · a6 negres peó · b6 blanques cavall · d6 negres alfil · a5 blanques peó · c5 negres peó · d5 blanques peó · f5 negres alfil · g5 negres peó · f4 negres peó · c3 blanques alfil · f3 blanques dama · b2 blanques peó · g2 blanques peó · h2 blanques peó · d1 blanques torre · f1 blanques torre · g1 blanques rei | b8 negres torre · d8 negres dama · f8 negres torre · g8 negres rei · b7 negres peó · h7 negres peó · a6 negres peó · b6 blanques cavall · d6 negres alfil · a5 blanques peó · c5 negres peó · d5 blanques peó · f5 negres alfil · g5 negres peó · f4 negres peó · c3 blanques alfil · f3 blanques dama · b2 blanques peó · g2 blanques peó · h2 blanques peó · d1 blanques torre · f1 blanques torre · g1 blanques rei | b8 negres torre · d8 negres dama · f8 negres torre · g8 negres rei · b7 negres peó · h7 negres peó · a6 negres peó · b6 blanques cavall · d6 negres alfil · a5 blanques peó · c5 negres peó · d5 blanques peó · f5 negres alfil · g5 negres peó · f4 negres peó · c3 blanques alfil · f3 blanques dama · b2 blanques peó · g2 blanques peó · h2 blanques peó · d1 blanques torre · f1 blanques torre · g1 blanques rei | b8 negres torre · d8 negres dama · f8 negres torre · g8 negres rei · b7 negres peó · h7 negres peó · a6 negres peó · b6 blanques cavall · d6 negres alfil · a5 blanques peó · c5 negres peó · d5 blanques peó · f5 negres alfil · g5 negres peó · f4 negres peó · c3 blanques alfil · f3 blanques dama · b2 blanques peó · g2 blanques peó · h2 blanques peó · d1 blanques torre · f1 blanques torre · g1 blanques rei | b8 negres torre · d8 negres dama · f8 negres torre · g8 negres rei · b7 negres peó · h7 negres peó · a6 negres peó · b6 blanques cavall · d6 negres alfil · a5 blanques peó · c5 negres peó · d5 blanques peó · f5 negres alfil · g5 negres peó · f4 negres peó · c3 blanques alfil · f3 blanques dama · b2 blanques peó · g2 blanques peó · h2 blanques peó · d1 blanques torre · f1 blanques torre · g1 blanques rei | b8 negres torre · d8 negres dama · f8 negres torre · g8 negres rei · b7 negres peó · h7 negres peó · a6 negres peó · b6 blanques cavall · d6 negres alfil · a5 blanques peó · c5 negres peó · d5 blanques peó · f5 negres alfil · g5 negres peó · f4 negres peó · c3 blanques alfil · f3 blanques dama · b2 blanques peó · g2 blanques peó · h2 blanques peó · d1 blanques torre · f1 blanques torre · g1 blanques rei | b8 negres torre · d8 negres dama · f8 negres torre · g8 negres rei · b7 negres peó · h7 negres peó · a6 negres peó · b6 blanques cavall · d6 negres alfil · a5 blanques peó · c5 negres peó · d5 blanques peó · f5 negres alfil · g5 negres peó · f4 negres peó · c3 blanques alfil · f3 blanques dama · b2 blanques peó · g2 blanques peó · h2 blanques peó · d1 blanques torre · f1 blanques torre · g1 blanques rei | 3 |
| 2 | b8 negres torre · d8 negres dama · f8 negres torre · g8 negres rei · b7 negres peó · h7 negres peó · a6 negres peó · b6 blanques cavall · d6 negres alfil · a5 blanques peó · c5 negres peó · d5 blanques peó · f5 negres alfil · g5 negres peó · f4 negres peó · c3 blanques alfil · f3 blanques dama · b2 blanques peó · g2 blanques peó · h2 blanques peó · d1 blanques torre · f1 blanques torre · g1 blanques rei | b8 negres torre · d8 negres dama · f8 negres torre · g8 negres rei · b7 negres peó · h7 negres peó · a6 negres peó · b6 blanques cavall · d6 negres alfil · a5 blanques peó · c5 negres peó · d5 blanques peó · f5 negres alfil · g5 negres peó · f4 negres peó · c3 blanques alfil · f3 blanques dama · b2 blanques peó · g2 blanques peó · h2 blanques peó · d1 blanques torre · f1 blanques torre · g1 blanques rei | b8 negres torre · d8 negres dama · f8 negres torre · g8 negres rei · b7 negres peó · h7 negres peó · a6 negres peó · b6 blanques cavall · d6 negres alfil · a5 blanques peó · c5 negres peó · d5 blanques peó · f5 negres alfil · g5 negres peó · f4 negres peó · c3 blanques alfil · f3 blanques dama · b2 blanques peó · g2 blanques peó · h2 blanques peó · d1 blanques torre · f1 blanques torre · g1 blanques rei | b8 negres torre · d8 negres dama · f8 negres torre · g8 negres rei · b7 negres peó · h7 negres peó · a6 negres peó · b6 blanques cavall · d6 negres alfil · a5 blanques peó · c5 negres peó · d5 blanques peó · f5 negres alfil · g5 negres peó · f4 negres peó · c3 blanques alfil · f3 blanques dama · b2 blanques peó · g2 blanques peó · h2 blanques peó · d1 blanques torre · f1 blanques torre · g1 blanques rei | b8 negres torre · d8 negres dama · f8 negres torre · g8 negres rei · b7 negres peó · h7 negres peó · a6 negres peó · b6 blanques cavall · d6 negres alfil · a5 blanques peó · c5 negres peó · d5 blanques peó · f5 negres alfil · g5 negres peó · f4 negres peó · c3 blanques alfil · f3 blanques dama · b2 blanques peó · g2 blanques peó · h2 blanques peó · d1 blanques torre · f1 blanques torre · g1 blanques rei | b8 negres torre · d8 negres dama · f8 negres torre · g8 negres rei · b7 negres peó · h7 negres peó · a6 negres peó · b6 blanques cavall · d6 negres alfil · a5 blanques peó · c5 negres peó · d5 blanques peó · f5 negres alfil · g5 negres peó · f4 negres peó · c3 blanques alfil · f3 blanques dama · b2 blanques peó · g2 blanques peó · h2 blanques peó · d1 blanques torre · f1 blanques torre · g1 blanques rei | b8 negres torre · d8 negres dama · f8 negres torre · g8 negres rei · b7 negres peó · h7 negres peó · a6 negres peó · b6 blanques cavall · d6 negres alfil · a5 blanques peó · c5 negres peó · d5 blanques peó · f5 negres alfil · g5 negres peó · f4 negres peó · c3 blanques alfil · f3 blanques dama · b2 blanques peó · g2 blanques peó · h2 blanques peó · d1 blanques torre · f1 blanques torre · g1 blanques rei | b8 negres torre · d8 negres dama · f8 negres torre · g8 negres rei · b7 negres peó · h7 negres peó · a6 negres peó · b6 blanques cavall · d6 negres alfil · a5 blanques peó · c5 negres peó · d5 blanques peó · f5 negres alfil · g5 negres peó · f4 negres peó · c3 blanques alfil · f3 blanques dama · b2 blanques peó · g2 blanques peó · h2 blanques peó · d1 blanques torre · f1 blanques torre · g1 blanques rei | 2 |
| 1 | b8 negres torre · d8 negres dama · f8 negres torre · g8 negres rei · b7 negres peó · h7 negres peó · a6 negres peó · b6 blanques cavall · d6 negres alfil · a5 blanques peó · c5 negres peó · d5 blanques peó · f5 negres alfil · g5 negres peó · f4 negres peó · c3 blanques alfil · f3 blanques dama · b2 blanques peó · g2 blanques peó · h2 blanques peó · d1 blanques torre · f1 blanques torre · g1 blanques rei | b8 negres torre · d8 negres dama · f8 negres torre · g8 negres rei · b7 negres peó · h7 negres peó · a6 negres peó · b6 blanques cavall · d6 negres alfil · a5 blanques peó · c5 negres peó · d5 blanques peó · f5 negres alfil · g5 negres peó · f4 negres peó · c3 blanques alfil · f3 blanques dama · b2 blanques peó · g2 blanques peó · h2 blanques peó · d1 blanques torre · f1 blanques torre · g1 blanques rei | b8 negres torre · d8 negres dama · f8 negres torre · g8 negres rei · b7 negres peó · h7 negres peó · a6 negres peó · b6 blanques cavall · d6 negres alfil · a5 blanques peó · c5 negres peó · d5 blanques peó · f5 negres alfil · g5 negres peó · f4 negres peó · c3 blanques alfil · f3 blanques dama · b2 blanques peó · g2 blanques peó · h2 blanques peó · d1 blanques torre · f1 blanques torre · g1 blanques rei | b8 negres torre · d8 negres dama · f8 negres torre · g8 negres rei · b7 negres peó · h7 negres peó · a6 negres peó · b6 blanques cavall · d6 negres alfil · a5 blanques peó · c5 negres peó · d5 blanques peó · f5 negres alfil · g5 negres peó · f4 negres peó · c3 blanques alfil · f3 blanques dama · b2 blanques peó · g2 blanques peó · h2 blanques peó · d1 blanques torre · f1 blanques torre · g1 blanques rei | b8 negres torre · d8 negres dama · f8 negres torre · g8 negres rei · b7 negres peó · h7 negres peó · a6 negres peó · b6 blanques cavall · d6 negres alfil · a5 blanques peó · c5 negres peó · d5 blanques peó · f5 negres alfil · g5 negres peó · f4 negres peó · c3 blanques alfil · f3 blanques dama · b2 blanques peó · g2 blanques peó · h2 blanques peó · d1 blanques torre · f1 blanques torre · g1 blanques rei | b8 negres torre · d8 negres dama · f8 negres torre · g8 negres rei · b7 negres peó · h7 negres peó · a6 negres peó · b6 blanques cavall · d6 negres alfil · a5 blanques peó · c5 negres peó · d5 blanques peó · f5 negres alfil · g5 negres peó · f4 negres peó · c3 blanques alfil · f3 blanques dama · b2 blanques peó · g2 blanques peó · h2 blanques peó · d1 blanques torre · f1 blanques torre · g1 blanques rei | b8 negres torre · d8 negres dama · f8 negres torre · g8 negres rei · b7 negres peó · h7 negres peó · a6 negres peó · b6 blanques cavall · d6 negres alfil · a5 blanques peó · c5 negres peó · d5 blanques peó · f5 negres alfil · g5 negres peó · f4 negres peó · c3 blanques alfil · f3 blanques dama · b2 blanques peó · g2 blanques peó · h2 blanques peó · d1 blanques torre · f1 blanques torre · g1 blanques rei | b8 negres torre · d8 negres dama · f8 negres torre · g8 negres rei · b7 negres peó · h7 negres peó · a6 negres peó · b6 blanques cavall · d6 negres alfil · a5 blanques peó · c5 negres peó · d5 blanques peó · f5 negres alfil · g5 negres peó · f4 negres peó · c3 blanques alfil · f3 blanques dama · b2 blanques peó · g2 blanques peó · h2 blanques peó · d1 blanques torre · f1 blanques torre · g1 blanques rei | 1 |
|   | a | b | c | d | e | f | g | h |   |

Posició després de 23...Ad6. Les blanques tindrien un atac prometedor amb 24. Cc4 o 24. Dh5. Les blanques, però, van jugar 24. h3? que va resultar ser molt lenta, i va permetre que les negres erigissin una defensa efectiva començant amb 24...De8! La dama maniobra cap a g6, defensant alhora les caselles h5- i d6 i aturant així les idees d'atac de les blanques.
A la vuitena partida Caruana portava les blanques, i novament va començar amb 1.e4. Igualment com les tres partides anteriors en què això va passar, Carlsen va plantejar una defensa siciliana, i Caruana va canviar a una siciliana oberta. Carlsen va plantejar llavors una variant Sveshnikov.
Cap a la jugada 20 la posició era oberta i aguda, amb el rei negre lleugerament exposat. Caruana va trobar la molt bona 21.c5!, sacrificant un peó per tal d'obrir el centre i crear un peó 'd'passat. Les anàlisis d'ordinador mostren que la posició és guanyadora per les blanques, però desafortunadament per Caruana, 23.Tad1 va resultar ser massa lenta per la posició (23.Tae1 ocupant la columna-e oberta immediatament hauria estat millor, tot i que alguns programes d'escacs no hi estan d'acord) i 24.h3? va tirar per la borda tot l'avantatge. El quatre cops campió dels Estats Units i comentarista d'escacs Hikaru Nakamura va reaccionar immediatament i negativa a 24.h3, comentant que no li agradava la jugada en absolut, mentre feia un gest de desaprovació. El vuit cops campió de Rússia i comentarista d'escacs Piotr Svídler també es va sorprendre de la jugada, suggerint que era un intent de les blanques d'evitar qualsevol contrajoc de les negres, prevenint que avancin el seu peó-g, però les anàlisis d'ordinador indiquen que la posició s'ha igualat després de la resposta de Carlsen 24. ...De8. Caruana va entendre aviat que havia perdut tot l'avantatge, i va forçar les taules abans que la parella d'alfils i el peó extra de les negres poguessin fer-se notar. La partida va acabar en taules en 38 jugades, després de 3 hores i 43 minuts de joc, amb material igualat i Caruana incapaç de promocionar el seu peó passat-'d'.
1.e4 c5 2. Cf3 Cc6 3. d4 cxd4 4. Cxd4 Cf6 5. Cc3 e5 6. Cdb5 d6 7. Cd5 Cxd5 8. exd5 Cb8 9. a4 Ae7 10. Ae2 0-0 11. 0-0 Cd7 12. Ad2 f5 13. a5 a6 14. Ca3 e4 15. Cc4 Ce5 16. Cb6 Tb8 17. f4 exf3 18. Axf3 g5 19. c4 f4 20. Ac3 Af5 21. c5 Cxf3+ 22. Dxf3 dxc5 23. Tad1 Ad6 (diagrama) 24. h3 De8 25. Cc4 Dg6 26. Cxd6 Dxd6 27. h4 gxh4 28. Dxf4 Dxf4 29. Txf4 h5 30. Te1 Ag4 31. Tf6 Txf6 32. Axf6 Rf7 33. Axh4 Te8 34. Tf1+ Rg8 35. Tf6 Te2 36. Tg6+ Rf8 37. d6 Td2 38. Tg5 ½–½

#### Partida 9: Carlsen–Caruana, ½–½
|   | a | b | c | d | e | f | g | h |   |
| 8 | d8 negres torre · e8 negres torre · h8 negres rei · a7 negres peó · b7 blanques alfil · c7 negres peó · e7 negres dama · h7 negres peó · b6 negres alfil · f6 negres peó · g6 negres peó · h4 blanques peó · b3 blanques dama · e3 blanques peó · g3 blanques peó · a2 blanques peó · f2 blanques peó · d1 blanques torre · f1 blanques torre · g1 blanques rei | d8 negres torre · e8 negres torre · h8 negres rei · a7 negres peó · b7 blanques alfil · c7 negres peó · e7 negres dama · h7 negres peó · b6 negres alfil · f6 negres peó · g6 negres peó · h4 blanques peó · b3 blanques dama · e3 blanques peó · g3 blanques peó · a2 blanques peó · f2 blanques peó · d1 blanques torre · f1 blanques torre · g1 blanques rei | d8 negres torre · e8 negres torre · h8 negres rei · a7 negres peó · b7 blanques alfil · c7 negres peó · e7 negres dama · h7 negres peó · b6 negres alfil · f6 negres peó · g6 negres peó · h4 blanques peó · b3 blanques dama · e3 blanques peó · g3 blanques peó · a2 blanques peó · f2 blanques peó · d1 blanques torre · f1 blanques torre · g1 blanques rei | d8 negres torre · e8 negres torre · h8 negres rei · a7 negres peó · b7 blanques alfil · c7 negres peó · e7 negres dama · h7 negres peó · b6 negres alfil · f6 negres peó · g6 negres peó · h4 blanques peó · b3 blanques dama · e3 blanques peó · g3 blanques peó · a2 blanques peó · f2 blanques peó · d1 blanques torre · f1 blanques torre · g1 blanques rei | d8 negres torre · e8 negres torre · h8 negres rei · a7 negres peó · b7 blanques alfil · c7 negres peó · e7 negres dama · h7 negres peó · b6 negres alfil · f6 negres peó · g6 negres peó · h4 blanques peó · b3 blanques dama · e3 blanques peó · g3 blanques peó · a2 blanques peó · f2 blanques peó · d1 blanques torre · f1 blanques torre · g1 blanques rei | d8 negres torre · e8 negres torre · h8 negres rei · a7 negres peó · b7 blanques alfil · c7 negres peó · e7 negres dama · h7 negres peó · b6 negres alfil · f6 negres peó · g6 negres peó · h4 blanques peó · b3 blanques dama · e3 blanques peó · g3 blanques peó · a2 blanques peó · f2 blanques peó · d1 blanques torre · f1 blanques torre · g1 blanques rei | d8 negres torre · e8 negres torre · h8 negres rei · a7 negres peó · b7 blanques alfil · c7 negres peó · e7 negres dama · h7 negres peó · b6 negres alfil · f6 negres peó · g6 negres peó · h4 blanques peó · b3 blanques dama · e3 blanques peó · g3 blanques peó · a2 blanques peó · f2 blanques peó · d1 blanques torre · f1 blanques torre · g1 blanques rei | d8 negres torre · e8 negres torre · h8 negres rei · a7 negres peó · b7 blanques alfil · c7 negres peó · e7 negres dama · h7 negres peó · b6 negres alfil · f6 negres peó · g6 negres peó · h4 blanques peó · b3 blanques dama · e3 blanques peó · g3 blanques peó · a2 blanques peó · f2 blanques peó · d1 blanques torre · f1 blanques torre · g1 blanques rei | 8 |
| 7 | d8 negres torre · e8 negres torre · h8 negres rei · a7 negres peó · b7 blanques alfil · c7 negres peó · e7 negres dama · h7 negres peó · b6 negres alfil · f6 negres peó · g6 negres peó · h4 blanques peó · b3 blanques dama · e3 blanques peó · g3 blanques peó · a2 blanques peó · f2 blanques peó · d1 blanques torre · f1 blanques torre · g1 blanques rei | d8 negres torre · e8 negres torre · h8 negres rei · a7 negres peó · b7 blanques alfil · c7 negres peó · e7 negres dama · h7 negres peó · b6 negres alfil · f6 negres peó · g6 negres peó · h4 blanques peó · b3 blanques dama · e3 blanques peó · g3 blanques peó · a2 blanques peó · f2 blanques peó · d1 blanques torre · f1 blanques torre · g1 blanques rei | d8 negres torre · e8 negres torre · h8 negres rei · a7 negres peó · b7 blanques alfil · c7 negres peó · e7 negres dama · h7 negres peó · b6 negres alfil · f6 negres peó · g6 negres peó · h4 blanques peó · b3 blanques dama · e3 blanques peó · g3 blanques peó · a2 blanques peó · f2 blanques peó · d1 blanques torre · f1 blanques torre · g1 blanques rei | d8 negres torre · e8 negres torre · h8 negres rei · a7 negres peó · b7 blanques alfil · c7 negres peó · e7 negres dama · h7 negres peó · b6 negres alfil · f6 negres peó · g6 negres peó · h4 blanques peó · b3 blanques dama · e3 blanques peó · g3 blanques peó · a2 blanques peó · f2 blanques peó · d1 blanques torre · f1 blanques torre · g1 blanques rei | d8 negres torre · e8 negres torre · h8 negres rei · a7 negres peó · b7 blanques alfil · c7 negres peó · e7 negres dama · h7 negres peó · b6 negres alfil · f6 negres peó · g6 negres peó · h4 blanques peó · b3 blanques dama · e3 blanques peó · g3 blanques peó · a2 blanques peó · f2 blanques peó · d1 blanques torre · f1 blanques torre · g1 blanques rei | d8 negres torre · e8 negres torre · h8 negres rei · a7 negres peó · b7 blanques alfil · c7 negres peó · e7 negres dama · h7 negres peó · b6 negres alfil · f6 negres peó · g6 negres peó · h4 blanques peó · b3 blanques dama · e3 blanques peó · g3 blanques peó · a2 blanques peó · f2 blanques peó · d1 blanques torre · f1 blanques torre · g1 blanques rei | d8 negres torre · e8 negres torre · h8 negres rei · a7 negres peó · b7 blanques alfil · c7 negres peó · e7 negres dama · h7 negres peó · b6 negres alfil · f6 negres peó · g6 negres peó · h4 blanques peó · b3 blanques dama · e3 blanques peó · g3 blanques peó · a2 blanques peó · f2 blanques peó · d1 blanques torre · f1 blanques torre · g1 blanques rei | d8 negres torre · e8 negres torre · h8 negres rei · a7 negres peó · b7 blanques alfil · c7 negres peó · e7 negres dama · h7 negres peó · b6 negres alfil · f6 negres peó · g6 negres peó · h4 blanques peó · b3 blanques dama · e3 blanques peó · g3 blanques peó · a2 blanques peó · f2 blanques peó · d1 blanques torre · f1 blanques torre · g1 blanques rei | 7 |
| 6 | d8 negres torre · e8 negres torre · h8 negres rei · a7 negres peó · b7 blanques alfil · c7 negres peó · e7 negres dama · h7 negres peó · b6 negres alfil · f6 negres peó · g6 negres peó · h4 blanques peó · b3 blanques dama · e3 blanques peó · g3 blanques peó · a2 blanques peó · f2 blanques peó · d1 blanques torre · f1 blanques torre · g1 blanques rei | d8 negres torre · e8 negres torre · h8 negres rei · a7 negres peó · b7 blanques alfil · c7 negres peó · e7 negres dama · h7 negres peó · b6 negres alfil · f6 negres peó · g6 negres peó · h4 blanques peó · b3 blanques dama · e3 blanques peó · g3 blanques peó · a2 blanques peó · f2 blanques peó · d1 blanques torre · f1 blanques torre · g1 blanques rei | d8 negres torre · e8 negres torre · h8 negres rei · a7 negres peó · b7 blanques alfil · c7 negres peó · e7 negres dama · h7 negres peó · b6 negres alfil · f6 negres peó · g6 negres peó · h4 blanques peó · b3 blanques dama · e3 blanques peó · g3 blanques peó · a2 blanques peó · f2 blanques peó · d1 blanques torre · f1 blanques torre · g1 blanques rei | d8 negres torre · e8 negres torre · h8 negres rei · a7 negres peó · b7 blanques alfil · c7 negres peó · e7 negres dama · h7 negres peó · b6 negres alfil · f6 negres peó · g6 negres peó · h4 blanques peó · b3 blanques dama · e3 blanques peó · g3 blanques peó · a2 blanques peó · f2 blanques peó · d1 blanques torre · f1 blanques torre · g1 blanques rei | d8 negres torre · e8 negres torre · h8 negres rei · a7 negres peó · b7 blanques alfil · c7 negres peó · e7 negres dama · h7 negres peó · b6 negres alfil · f6 negres peó · g6 negres peó · h4 blanques peó · b3 blanques dama · e3 blanques peó · g3 blanques peó · a2 blanques peó · f2 blanques peó · d1 blanques torre · f1 blanques torre · g1 blanques rei | d8 negres torre · e8 negres torre · h8 negres rei · a7 negres peó · b7 blanques alfil · c7 negres peó · e7 negres dama · h7 negres peó · b6 negres alfil · f6 negres peó · g6 negres peó · h4 blanques peó · b3 blanques dama · e3 blanques peó · g3 blanques peó · a2 blanques peó · f2 blanques peó · d1 blanques torre · f1 blanques torre · g1 blanques rei | d8 negres torre · e8 negres torre · h8 negres rei · a7 negres peó · b7 blanques alfil · c7 negres peó · e7 negres dama · h7 negres peó · b6 negres alfil · f6 negres peó · g6 negres peó · h4 blanques peó · b3 blanques dama · e3 blanques peó · g3 blanques peó · a2 blanques peó · f2 blanques peó · d1 blanques torre · f1 blanques torre · g1 blanques rei | d8 negres torre · e8 negres torre · h8 negres rei · a7 negres peó · b7 blanques alfil · c7 negres peó · e7 negres dama · h7 negres peó · b6 negres alfil · f6 negres peó · g6 negres peó · h4 blanques peó · b3 blanques dama · e3 blanques peó · g3 blanques peó · a2 blanques peó · f2 blanques peó · d1 blanques torre · f1 blanques torre · g1 blanques rei | 6 |
| 5 | d8 negres torre · e8 negres torre · h8 negres rei · a7 negres peó · b7 blanques alfil · c7 negres peó · e7 negres dama · h7 negres peó · b6 negres alfil · f6 negres peó · g6 negres peó · h4 blanques peó · b3 blanques dama · e3 blanques peó · g3 blanques peó · a2 blanques peó · f2 blanques peó · d1 blanques torre · f1 blanques torre · g1 blanques rei | d8 negres torre · e8 negres torre · h8 negres rei · a7 negres peó · b7 blanques alfil · c7 negres peó · e7 negres dama · h7 negres peó · b6 negres alfil · f6 negres peó · g6 negres peó · h4 blanques peó · b3 blanques dama · e3 blanques peó · g3 blanques peó · a2 blanques peó · f2 blanques peó · d1 blanques torre · f1 blanques torre · g1 blanques rei | d8 negres torre · e8 negres torre · h8 negres rei · a7 negres peó · b7 blanques alfil · c7 negres peó · e7 negres dama · h7 negres peó · b6 negres alfil · f6 negres peó · g6 negres peó · h4 blanques peó · b3 blanques dama · e3 blanques peó · g3 blanques peó · a2 blanques peó · f2 blanques peó · d1 blanques torre · f1 blanques torre · g1 blanques rei | d8 negres torre · e8 negres torre · h8 negres rei · a7 negres peó · b7 blanques alfil · c7 negres peó · e7 negres dama · h7 negres peó · b6 negres alfil · f6 negres peó · g6 negres peó · h4 blanques peó · b3 blanques dama · e3 blanques peó · g3 blanques peó · a2 blanques peó · f2 blanques peó · d1 blanques torre · f1 blanques torre · g1 blanques rei | d8 negres torre · e8 negres torre · h8 negres rei · a7 negres peó · b7 blanques alfil · c7 negres peó · e7 negres dama · h7 negres peó · b6 negres alfil · f6 negres peó · g6 negres peó · h4 blanques peó · b3 blanques dama · e3 blanques peó · g3 blanques peó · a2 blanques peó · f2 blanques peó · d1 blanques torre · f1 blanques torre · g1 blanques rei | d8 negres torre · e8 negres torre · h8 negres rei · a7 negres peó · b7 blanques alfil · c7 negres peó · e7 negres dama · h7 negres peó · b6 negres alfil · f6 negres peó · g6 negres peó · h4 blanques peó · b3 blanques dama · e3 blanques peó · g3 blanques peó · a2 blanques peó · f2 blanques peó · d1 blanques torre · f1 blanques torre · g1 blanques rei | d8 negres torre · e8 negres torre · h8 negres rei · a7 negres peó · b7 blanques alfil · c7 negres peó · e7 negres dama · h7 negres peó · b6 negres alfil · f6 negres peó · g6 negres peó · h4 blanques peó · b3 blanques dama · e3 blanques peó · g3 blanques peó · a2 blanques peó · f2 blanques peó · d1 blanques torre · f1 blanques torre · g1 blanques rei | d8 negres torre · e8 negres torre · h8 negres rei · a7 negres peó · b7 blanques alfil · c7 negres peó · e7 negres dama · h7 negres peó · b6 negres alfil · f6 negres peó · g6 negres peó · h4 blanques peó · b3 blanques dama · e3 blanques peó · g3 blanques peó · a2 blanques peó · f2 blanques peó · d1 blanques torre · f1 blanques torre · g1 blanques rei | 5 |
| 4 | d8 negres torre · e8 negres torre · h8 negres rei · a7 negres peó · b7 blanques alfil · c7 negres peó · e7 negres dama · h7 negres peó · b6 negres alfil · f6 negres peó · g6 negres peó · h4 blanques peó · b3 blanques dama · e3 blanques peó · g3 blanques peó · a2 blanques peó · f2 blanques peó · d1 blanques torre · f1 blanques torre · g1 blanques rei | d8 negres torre · e8 negres torre · h8 negres rei · a7 negres peó · b7 blanques alfil · c7 negres peó · e7 negres dama · h7 negres peó · b6 negres alfil · f6 negres peó · g6 negres peó · h4 blanques peó · b3 blanques dama · e3 blanques peó · g3 blanques peó · a2 blanques peó · f2 blanques peó · d1 blanques torre · f1 blanques torre · g1 blanques rei | d8 negres torre · e8 negres torre · h8 negres rei · a7 negres peó · b7 blanques alfil · c7 negres peó · e7 negres dama · h7 negres peó · b6 negres alfil · f6 negres peó · g6 negres peó · h4 blanques peó · b3 blanques dama · e3 blanques peó · g3 blanques peó · a2 blanques peó · f2 blanques peó · d1 blanques torre · f1 blanques torre · g1 blanques rei | d8 negres torre · e8 negres torre · h8 negres rei · a7 negres peó · b7 blanques alfil · c7 negres peó · e7 negres dama · h7 negres peó · b6 negres alfil · f6 negres peó · g6 negres peó · h4 blanques peó · b3 blanques dama · e3 blanques peó · g3 blanques peó · a2 blanques peó · f2 blanques peó · d1 blanques torre · f1 blanques torre · g1 blanques rei | d8 negres torre · e8 negres torre · h8 negres rei · a7 negres peó · b7 blanques alfil · c7 negres peó · e7 negres dama · h7 negres peó · b6 negres alfil · f6 negres peó · g6 negres peó · h4 blanques peó · b3 blanques dama · e3 blanques peó · g3 blanques peó · a2 blanques peó · f2 blanques peó · d1 blanques torre · f1 blanques torre · g1 blanques rei | d8 negres torre · e8 negres torre · h8 negres rei · a7 negres peó · b7 blanques alfil · c7 negres peó · e7 negres dama · h7 negres peó · b6 negres alfil · f6 negres peó · g6 negres peó · h4 blanques peó · b3 blanques dama · e3 blanques peó · g3 blanques peó · a2 blanques peó · f2 blanques peó · d1 blanques torre · f1 blanques torre · g1 blanques rei | d8 negres torre · e8 negres torre · h8 negres rei · a7 negres peó · b7 blanques alfil · c7 negres peó · e7 negres dama · h7 negres peó · b6 negres alfil · f6 negres peó · g6 negres peó · h4 blanques peó · b3 blanques dama · e3 blanques peó · g3 blanques peó · a2 blanques peó · f2 blanques peó · d1 blanques torre · f1 blanques torre · g1 blanques rei | d8 negres torre · e8 negres torre · h8 negres rei · a7 negres peó · b7 blanques alfil · c7 negres peó · e7 negres dama · h7 negres peó · b6 negres alfil · f6 negres peó · g6 negres peó · h4 blanques peó · b3 blanques dama · e3 blanques peó · g3 blanques peó · a2 blanques peó · f2 blanques peó · d1 blanques torre · f1 blanques torre · g1 blanques rei | 4 |
| 3 | d8 negres torre · e8 negres torre · h8 negres rei · a7 negres peó · b7 blanques alfil · c7 negres peó · e7 negres dama · h7 negres peó · b6 negres alfil · f6 negres peó · g6 negres peó · h4 blanques peó · b3 blanques dama · e3 blanques peó · g3 blanques peó · a2 blanques peó · f2 blanques peó · d1 blanques torre · f1 blanques torre · g1 blanques rei | d8 negres torre · e8 negres torre · h8 negres rei · a7 negres peó · b7 blanques alfil · c7 negres peó · e7 negres dama · h7 negres peó · b6 negres alfil · f6 negres peó · g6 negres peó · h4 blanques peó · b3 blanques dama · e3 blanques peó · g3 blanques peó · a2 blanques peó · f2 blanques peó · d1 blanques torre · f1 blanques torre · g1 blanques rei | d8 negres torre · e8 negres torre · h8 negres rei · a7 negres peó · b7 blanques alfil · c7 negres peó · e7 negres dama · h7 negres peó · b6 negres alfil · f6 negres peó · g6 negres peó · h4 blanques peó · b3 blanques dama · e3 blanques peó · g3 blanques peó · a2 blanques peó · f2 blanques peó · d1 blanques torre · f1 blanques torre · g1 blanques rei | d8 negres torre · e8 negres torre · h8 negres rei · a7 negres peó · b7 blanques alfil · c7 negres peó · e7 negres dama · h7 negres peó · b6 negres alfil · f6 negres peó · g6 negres peó · h4 blanques peó · b3 blanques dama · e3 blanques peó · g3 blanques peó · a2 blanques peó · f2 blanques peó · d1 blanques torre · f1 blanques torre · g1 blanques rei | d8 negres torre · e8 negres torre · h8 negres rei · a7 negres peó · b7 blanques alfil · c7 negres peó · e7 negres dama · h7 negres peó · b6 negres alfil · f6 negres peó · g6 negres peó · h4 blanques peó · b3 blanques dama · e3 blanques peó · g3 blanques peó · a2 blanques peó · f2 blanques peó · d1 blanques torre · f1 blanques torre · g1 blanques rei | d8 negres torre · e8 negres torre · h8 negres rei · a7 negres peó · b7 blanques alfil · c7 negres peó · e7 negres dama · h7 negres peó · b6 negres alfil · f6 negres peó · g6 negres peó · h4 blanques peó · b3 blanques dama · e3 blanques peó · g3 blanques peó · a2 blanques peó · f2 blanques peó · d1 blanques torre · f1 blanques torre · g1 blanques rei | d8 negres torre · e8 negres torre · h8 negres rei · a7 negres peó · b7 blanques alfil · c7 negres peó · e7 negres dama · h7 negres peó · b6 negres alfil · f6 negres peó · g6 negres peó · h4 blanques peó · b3 blanques dama · e3 blanques peó · g3 blanques peó · a2 blanques peó · f2 blanques peó · d1 blanques torre · f1 blanques torre · g1 blanques rei | d8 negres torre · e8 negres torre · h8 negres rei · a7 negres peó · b7 blanques alfil · c7 negres peó · e7 negres dama · h7 negres peó · b6 negres alfil · f6 negres peó · g6 negres peó · h4 blanques peó · b3 blanques dama · e3 blanques peó · g3 blanques peó · a2 blanques peó · f2 blanques peó · d1 blanques torre · f1 blanques torre · g1 blanques rei | 3 |
| 2 | d8 negres torre · e8 negres torre · h8 negres rei · a7 negres peó · b7 blanques alfil · c7 negres peó · e7 negres dama · h7 negres peó · b6 negres alfil · f6 negres peó · g6 negres peó · h4 blanques peó · b3 blanques dama · e3 blanques peó · g3 blanques peó · a2 blanques peó · f2 blanques peó · d1 blanques torre · f1 blanques torre · g1 blanques rei | d8 negres torre · e8 negres torre · h8 negres rei · a7 negres peó · b7 blanques alfil · c7 negres peó · e7 negres dama · h7 negres peó · b6 negres alfil · f6 negres peó · g6 negres peó · h4 blanques peó · b3 blanques dama · e3 blanques peó · g3 blanques peó · a2 blanques peó · f2 blanques peó · d1 blanques torre · f1 blanques torre · g1 blanques rei | d8 negres torre · e8 negres torre · h8 negres rei · a7 negres peó · b7 blanques alfil · c7 negres peó · e7 negres dama · h7 negres peó · b6 negres alfil · f6 negres peó · g6 negres peó · h4 blanques peó · b3 blanques dama · e3 blanques peó · g3 blanques peó · a2 blanques peó · f2 blanques peó · d1 blanques torre · f1 blanques torre · g1 blanques rei | d8 negres torre · e8 negres torre · h8 negres rei · a7 negres peó · b7 blanques alfil · c7 negres peó · e7 negres dama · h7 negres peó · b6 negres alfil · f6 negres peó · g6 negres peó · h4 blanques peó · b3 blanques dama · e3 blanques peó · g3 blanques peó · a2 blanques peó · f2 blanques peó · d1 blanques torre · f1 blanques torre · g1 blanques rei | d8 negres torre · e8 negres torre · h8 negres rei · a7 negres peó · b7 blanques alfil · c7 negres peó · e7 negres dama · h7 negres peó · b6 negres alfil · f6 negres peó · g6 negres peó · h4 blanques peó · b3 blanques dama · e3 blanques peó · g3 blanques peó · a2 blanques peó · f2 blanques peó · d1 blanques torre · f1 blanques torre · g1 blanques rei | d8 negres torre · e8 negres torre · h8 negres rei · a7 negres peó · b7 blanques alfil · c7 negres peó · e7 negres dama · h7 negres peó · b6 negres alfil · f6 negres peó · g6 negres peó · h4 blanques peó · b3 blanques dama · e3 blanques peó · g3 blanques peó · a2 blanques peó · f2 blanques peó · d1 blanques torre · f1 blanques torre · g1 blanques rei | d8 negres torre · e8 negres torre · h8 negres rei · a7 negres peó · b7 blanques alfil · c7 negres peó · e7 negres dama · h7 negres peó · b6 negres alfil · f6 negres peó · g6 negres peó · h4 blanques peó · b3 blanques dama · e3 blanques peó · g3 blanques peó · a2 blanques peó · f2 blanques peó · d1 blanques torre · f1 blanques torre · g1 blanques rei | d8 negres torre · e8 negres torre · h8 negres rei · a7 negres peó · b7 blanques alfil · c7 negres peó · e7 negres dama · h7 negres peó · b6 negres alfil · f6 negres peó · g6 negres peó · h4 blanques peó · b3 blanques dama · e3 blanques peó · g3 blanques peó · a2 blanques peó · f2 blanques peó · d1 blanques torre · f1 blanques torre · g1 blanques rei | 2 |
| 1 | d8 negres torre · e8 negres torre · h8 negres rei · a7 negres peó · b7 blanques alfil · c7 negres peó · e7 negres dama · h7 negres peó · b6 negres alfil · f6 negres peó · g6 negres peó · h4 blanques peó · b3 blanques dama · e3 blanques peó · g3 blanques peó · a2 blanques peó · f2 blanques peó · d1 blanques torre · f1 blanques torre · g1 blanques rei | d8 negres torre · e8 negres torre · h8 negres rei · a7 negres peó · b7 blanques alfil · c7 negres peó · e7 negres dama · h7 negres peó · b6 negres alfil · f6 negres peó · g6 negres peó · h4 blanques peó · b3 blanques dama · e3 blanques peó · g3 blanques peó · a2 blanques peó · f2 blanques peó · d1 blanques torre · f1 blanques torre · g1 blanques rei | d8 negres torre · e8 negres torre · h8 negres rei · a7 negres peó · b7 blanques alfil · c7 negres peó · e7 negres dama · h7 negres peó · b6 negres alfil · f6 negres peó · g6 negres peó · h4 blanques peó · b3 blanques dama · e3 blanques peó · g3 blanques peó · a2 blanques peó · f2 blanques peó · d1 blanques torre · f1 blanques torre · g1 blanques rei | d8 negres torre · e8 negres torre · h8 negres rei · a7 negres peó · b7 blanques alfil · c7 negres peó · e7 negres dama · h7 negres peó · b6 negres alfil · f6 negres peó · g6 negres peó · h4 blanques peó · b3 blanques dama · e3 blanques peó · g3 blanques peó · a2 blanques peó · f2 blanques peó · d1 blanques torre · f1 blanques torre · g1 blanques rei | d8 negres torre · e8 negres torre · h8 negres rei · a7 negres peó · b7 blanques alfil · c7 negres peó · e7 negres dama · h7 negres peó · b6 negres alfil · f6 negres peó · g6 negres peó · h4 blanques peó · b3 blanques dama · e3 blanques peó · g3 blanques peó · a2 blanques peó · f2 blanques peó · d1 blanques torre · f1 blanques torre · g1 blanques rei | d8 negres torre · e8 negres torre · h8 negres rei · a7 negres peó · b7 blanques alfil · c7 negres peó · e7 negres dama · h7 negres peó · b6 negres alfil · f6 negres peó · g6 negres peó · h4 blanques peó · b3 blanques dama · e3 blanques peó · g3 blanques peó · a2 blanques peó · f2 blanques peó · d1 blanques torre · f1 blanques torre · g1 blanques rei | d8 negres torre · e8 negres torre · h8 negres rei · a7 negres peó · b7 blanques alfil · c7 negres peó · e7 negres dama · h7 negres peó · b6 negres alfil · f6 negres peó · g6 negres peó · h4 blanques peó · b3 blanques dama · e3 blanques peó · g3 blanques peó · a2 blanques peó · f2 blanques peó · d1 blanques torre · f1 blanques torre · g1 blanques rei | d8 negres torre · e8 negres torre · h8 negres rei · a7 negres peó · b7 blanques alfil · c7 negres peó · e7 negres dama · h7 negres peó · b6 negres alfil · f6 negres peó · g6 negres peó · h4 blanques peó · b3 blanques dama · e3 blanques peó · g3 blanques peó · a2 blanques peó · f2 blanques peó · d1 blanques torre · f1 blanques torre · g1 blanques rei | 1 |
|   | a | b | c | d | e | f | g | h |   |

Posició després de 24...g6. Les blanques tenen avantatge posicional i podrien continuar incrementant lentament la seva pressió amb 25. Ac6, 25. Af3 o 25. Rg2, tot i que les negres podrien construir una fortalesa amb ...h5, ...f5, ...Rg7 i ...Df6. En lloc d'això les blanques van intentar trencar el flanc de rei negre amb 25. h5?. Aquest moviment va permetre a les negres el sorprenent recurs 25...gxh5! 26. Dc4 f5! 27. Af3 h4! i les negres estàn ara segures i la partida deriva a un canvi de torres i dames i a un final taulífer d'alfils de diferent color.
La novena partida va començar amb una obertura anglesa, variant dels quatre cavalls, i va seguir el mateix camí que la quarta partida fins que Carlsen es va desviar amb 9. Ag5. Tot i que la posició negra no era terrible, de seguida va quedar clar que les blanques tenien plans molt més senzills que les negres, que no tenien contrajoc. Com a resultat d'aixó, Caruana va fer la captura 17...Axf3?! Sesse donava a Carlsen un avantatge de +0.75 després d'aquest moviment, que també va ser criticat per comentaristes humans com ara el Gran Mestre estatunidenc Robert Hess. Malgrat tot, tant Caruana com Carlsen varen defensar la jugada més tard. Tot i que porta a un còmode avantatge blanc, les negres poden simplificar la posició, i tenen l'oportunitat d'assolir un final d'alfils de diferent color.
Després dels canvis, les blanques tenen bones possibilitats d'atac, gràcies al fet de tenir un rei més segur, i alfils de diferent color. Carlsen va avançar el seu peó-h, intentant aprofitar la posició oberta del rei rival. De tota manera, 25. h5? va ser massa precipitada, i Caruana va respondre amb 25...gxh5! seguida dels moviments de peó 26...f5! i 27...h4! que també deixaven exposat el rei de les blanques. La posició negra va esdevenir llavors prou sòlida i els jugadors varen canviar torres i dames per arribar a un final d'alfils de diferent color. Carlsen va seguir jugant, malgrat que no hi havia opcions reals de victòria llevat que Caruana cometés un greu error. Amb aquestes taules, el matx va fixar un nou rècord pel que fa al major nombre consecutiu de taules al començament d'una edició d'un matx pel Campionat del Món. El matx clàssic del 1995 havia començat amb vuit taules consecutives fins que Viswanathan Anand va trencar la ratxa amb una victòria contra Garri Kaspàrov.
1.c4 e5 2. Cc3 Cf6 3. Cf3 Cc6 4. g3 d5 5. cxd5 Cxd5 6. Ag2 Ac5 7. O-O O-O 8. d3 Te8 9. Ag5 Cxc3 10. bxc3 f6 11. Ac1 Ae6 12. Ab2 Ab6 13. d4 Ad5 14. Dc2 exd4 15. cxd4 Ae4 16. Db3+ Ad5 17. Dd1 Axf3 18. Db3+ Rh8 19. Axf3 Cxd4 20. Axd4 Dxd4 21. e3 De5 22. Axb7 Tad8 23. Tad1 De7 24. h4 g6 (diagrama) 25. h5 gxh5 26. Dc4 f5 27. Af3 h4 28. Txd8 Txd8 29. gxh4 Tg8+ 30. Rh1 Df6 31. Df4 Ac5 32. Tg1 Txg1+ 33. Rxg1 Ad6 34. Da4 f4 35. Dxa7 fxe3 36. Dxe3 Dxh4 37. a4 Df6 38. Ad1 De5 39. Dxe5+ Axe5 40. a5 Rg7 41. a6 Ad4 42. Rg2 Rf6 43. f4 Ab6 44. Rf3 h6 45. Re4 Aa7 46. Ag4 Ag1 47. Rd5 Ab6 48. Rc6 Ae3 49. Rb7 Ab6 50. Ah3 Ae3 51. Rc6 Ab6 52. Rd5 Aa7 53. Re4 Ab6 54. Af1 Re6 55. Ac4+ Rf6 56. Ad3 Re6 ½–½

#### Partida 10: Caruana–Carlsen, ½–½
|   | a | b | c | d | e | f | g | h |   |
| 8 | a8 negres torre · c8 negres alfil · f8 negres torre · g8 negres rei · c7 blanques alfil · d7 negres cavall · e7 negres alfil · g7 negres peó · h7 negres peó · d6 negres peó · g6 negres dama · a5 blanques peó · b5 negres peó · d5 blanques peó · c4 blanques cavall · e4 negres peó · f4 negres peó · a3 blanques torre · c2 blanques peó · e2 blanques alfil · f2 blanques peó · g2 blanques peó · h2 blanques peó · d1 blanques dama · f1 blanques torre · h1 blanques rei | a8 negres torre · c8 negres alfil · f8 negres torre · g8 negres rei · c7 blanques alfil · d7 negres cavall · e7 negres alfil · g7 negres peó · h7 negres peó · d6 negres peó · g6 negres dama · a5 blanques peó · b5 negres peó · d5 blanques peó · c4 blanques cavall · e4 negres peó · f4 negres peó · a3 blanques torre · c2 blanques peó · e2 blanques alfil · f2 blanques peó · g2 blanques peó · h2 blanques peó · d1 blanques dama · f1 blanques torre · h1 blanques rei | a8 negres torre · c8 negres alfil · f8 negres torre · g8 negres rei · c7 blanques alfil · d7 negres cavall · e7 negres alfil · g7 negres peó · h7 negres peó · d6 negres peó · g6 negres dama · a5 blanques peó · b5 negres peó · d5 blanques peó · c4 blanques cavall · e4 negres peó · f4 negres peó · a3 blanques torre · c2 blanques peó · e2 blanques alfil · f2 blanques peó · g2 blanques peó · h2 blanques peó · d1 blanques dama · f1 blanques torre · h1 blanques rei | a8 negres torre · c8 negres alfil · f8 negres torre · g8 negres rei · c7 blanques alfil · d7 negres cavall · e7 negres alfil · g7 negres peó · h7 negres peó · d6 negres peó · g6 negres dama · a5 blanques peó · b5 negres peó · d5 blanques peó · c4 blanques cavall · e4 negres peó · f4 negres peó · a3 blanques torre · c2 blanques peó · e2 blanques alfil · f2 blanques peó · g2 blanques peó · h2 blanques peó · d1 blanques dama · f1 blanques torre · h1 blanques rei | a8 negres torre · c8 negres alfil · f8 negres torre · g8 negres rei · c7 blanques alfil · d7 negres cavall · e7 negres alfil · g7 negres peó · h7 negres peó · d6 negres peó · g6 negres dama · a5 blanques peó · b5 negres peó · d5 blanques peó · c4 blanques cavall · e4 negres peó · f4 negres peó · a3 blanques torre · c2 blanques peó · e2 blanques alfil · f2 blanques peó · g2 blanques peó · h2 blanques peó · d1 blanques dama · f1 blanques torre · h1 blanques rei | a8 negres torre · c8 negres alfil · f8 negres torre · g8 negres rei · c7 blanques alfil · d7 negres cavall · e7 negres alfil · g7 negres peó · h7 negres peó · d6 negres peó · g6 negres dama · a5 blanques peó · b5 negres peó · d5 blanques peó · c4 blanques cavall · e4 negres peó · f4 negres peó · a3 blanques torre · c2 blanques peó · e2 blanques alfil · f2 blanques peó · g2 blanques peó · h2 blanques peó · d1 blanques dama · f1 blanques torre · h1 blanques rei | a8 negres torre · c8 negres alfil · f8 negres torre · g8 negres rei · c7 blanques alfil · d7 negres cavall · e7 negres alfil · g7 negres peó · h7 negres peó · d6 negres peó · g6 negres dama · a5 blanques peó · b5 negres peó · d5 blanques peó · c4 blanques cavall · e4 negres peó · f4 negres peó · a3 blanques torre · c2 blanques peó · e2 blanques alfil · f2 blanques peó · g2 blanques peó · h2 blanques peó · d1 blanques dama · f1 blanques torre · h1 blanques rei | a8 negres torre · c8 negres alfil · f8 negres torre · g8 negres rei · c7 blanques alfil · d7 negres cavall · e7 negres alfil · g7 negres peó · h7 negres peó · d6 negres peó · g6 negres dama · a5 blanques peó · b5 negres peó · d5 blanques peó · c4 blanques cavall · e4 negres peó · f4 negres peó · a3 blanques torre · c2 blanques peó · e2 blanques alfil · f2 blanques peó · g2 blanques peó · h2 blanques peó · d1 blanques dama · f1 blanques torre · h1 blanques rei | 8 |
| 7 | a8 negres torre · c8 negres alfil · f8 negres torre · g8 negres rei · c7 blanques alfil · d7 negres cavall · e7 negres alfil · g7 negres peó · h7 negres peó · d6 negres peó · g6 negres dama · a5 blanques peó · b5 negres peó · d5 blanques peó · c4 blanques cavall · e4 negres peó · f4 negres peó · a3 blanques torre · c2 blanques peó · e2 blanques alfil · f2 blanques peó · g2 blanques peó · h2 blanques peó · d1 blanques dama · f1 blanques torre · h1 blanques rei | a8 negres torre · c8 negres alfil · f8 negres torre · g8 negres rei · c7 blanques alfil · d7 negres cavall · e7 negres alfil · g7 negres peó · h7 negres peó · d6 negres peó · g6 negres dama · a5 blanques peó · b5 negres peó · d5 blanques peó · c4 blanques cavall · e4 negres peó · f4 negres peó · a3 blanques torre · c2 blanques peó · e2 blanques alfil · f2 blanques peó · g2 blanques peó · h2 blanques peó · d1 blanques dama · f1 blanques torre · h1 blanques rei | a8 negres torre · c8 negres alfil · f8 negres torre · g8 negres rei · c7 blanques alfil · d7 negres cavall · e7 negres alfil · g7 negres peó · h7 negres peó · d6 negres peó · g6 negres dama · a5 blanques peó · b5 negres peó · d5 blanques peó · c4 blanques cavall · e4 negres peó · f4 negres peó · a3 blanques torre · c2 blanques peó · e2 blanques alfil · f2 blanques peó · g2 blanques peó · h2 blanques peó · d1 blanques dama · f1 blanques torre · h1 blanques rei | a8 negres torre · c8 negres alfil · f8 negres torre · g8 negres rei · c7 blanques alfil · d7 negres cavall · e7 negres alfil · g7 negres peó · h7 negres peó · d6 negres peó · g6 negres dama · a5 blanques peó · b5 negres peó · d5 blanques peó · c4 blanques cavall · e4 negres peó · f4 negres peó · a3 blanques torre · c2 blanques peó · e2 blanques alfil · f2 blanques peó · g2 blanques peó · h2 blanques peó · d1 blanques dama · f1 blanques torre · h1 blanques rei | a8 negres torre · c8 negres alfil · f8 negres torre · g8 negres rei · c7 blanques alfil · d7 negres cavall · e7 negres alfil · g7 negres peó · h7 negres peó · d6 negres peó · g6 negres dama · a5 blanques peó · b5 negres peó · d5 blanques peó · c4 blanques cavall · e4 negres peó · f4 negres peó · a3 blanques torre · c2 blanques peó · e2 blanques alfil · f2 blanques peó · g2 blanques peó · h2 blanques peó · d1 blanques dama · f1 blanques torre · h1 blanques rei | a8 negres torre · c8 negres alfil · f8 negres torre · g8 negres rei · c7 blanques alfil · d7 negres cavall · e7 negres alfil · g7 negres peó · h7 negres peó · d6 negres peó · g6 negres dama · a5 blanques peó · b5 negres peó · d5 blanques peó · c4 blanques cavall · e4 negres peó · f4 negres peó · a3 blanques torre · c2 blanques peó · e2 blanques alfil · f2 blanques peó · g2 blanques peó · h2 blanques peó · d1 blanques dama · f1 blanques torre · h1 blanques rei | a8 negres torre · c8 negres alfil · f8 negres torre · g8 negres rei · c7 blanques alfil · d7 negres cavall · e7 negres alfil · g7 negres peó · h7 negres peó · d6 negres peó · g6 negres dama · a5 blanques peó · b5 negres peó · d5 blanques peó · c4 blanques cavall · e4 negres peó · f4 negres peó · a3 blanques torre · c2 blanques peó · e2 blanques alfil · f2 blanques peó · g2 blanques peó · h2 blanques peó · d1 blanques dama · f1 blanques torre · h1 blanques rei | a8 negres torre · c8 negres alfil · f8 negres torre · g8 negres rei · c7 blanques alfil · d7 negres cavall · e7 negres alfil · g7 negres peó · h7 negres peó · d6 negres peó · g6 negres dama · a5 blanques peó · b5 negres peó · d5 blanques peó · c4 blanques cavall · e4 negres peó · f4 negres peó · a3 blanques torre · c2 blanques peó · e2 blanques alfil · f2 blanques peó · g2 blanques peó · h2 blanques peó · d1 blanques dama · f1 blanques torre · h1 blanques rei | 7 |
| 6 | a8 negres torre · c8 negres alfil · f8 negres torre · g8 negres rei · c7 blanques alfil · d7 negres cavall · e7 negres alfil · g7 negres peó · h7 negres peó · d6 negres peó · g6 negres dama · a5 blanques peó · b5 negres peó · d5 blanques peó · c4 blanques cavall · e4 negres peó · f4 negres peó · a3 blanques torre · c2 blanques peó · e2 blanques alfil · f2 blanques peó · g2 blanques peó · h2 blanques peó · d1 blanques dama · f1 blanques torre · h1 blanques rei | a8 negres torre · c8 negres alfil · f8 negres torre · g8 negres rei · c7 blanques alfil · d7 negres cavall · e7 negres alfil · g7 negres peó · h7 negres peó · d6 negres peó · g6 negres dama · a5 blanques peó · b5 negres peó · d5 blanques peó · c4 blanques cavall · e4 negres peó · f4 negres peó · a3 blanques torre · c2 blanques peó · e2 blanques alfil · f2 blanques peó · g2 blanques peó · h2 blanques peó · d1 blanques dama · f1 blanques torre · h1 blanques rei | a8 negres torre · c8 negres alfil · f8 negres torre · g8 negres rei · c7 blanques alfil · d7 negres cavall · e7 negres alfil · g7 negres peó · h7 negres peó · d6 negres peó · g6 negres dama · a5 blanques peó · b5 negres peó · d5 blanques peó · c4 blanques cavall · e4 negres peó · f4 negres peó · a3 blanques torre · c2 blanques peó · e2 blanques alfil · f2 blanques peó · g2 blanques peó · h2 blanques peó · d1 blanques dama · f1 blanques torre · h1 blanques rei | a8 negres torre · c8 negres alfil · f8 negres torre · g8 negres rei · c7 blanques alfil · d7 negres cavall · e7 negres alfil · g7 negres peó · h7 negres peó · d6 negres peó · g6 negres dama · a5 blanques peó · b5 negres peó · d5 blanques peó · c4 blanques cavall · e4 negres peó · f4 negres peó · a3 blanques torre · c2 blanques peó · e2 blanques alfil · f2 blanques peó · g2 blanques peó · h2 blanques peó · d1 blanques dama · f1 blanques torre · h1 blanques rei | a8 negres torre · c8 negres alfil · f8 negres torre · g8 negres rei · c7 blanques alfil · d7 negres cavall · e7 negres alfil · g7 negres peó · h7 negres peó · d6 negres peó · g6 negres dama · a5 blanques peó · b5 negres peó · d5 blanques peó · c4 blanques cavall · e4 negres peó · f4 negres peó · a3 blanques torre · c2 blanques peó · e2 blanques alfil · f2 blanques peó · g2 blanques peó · h2 blanques peó · d1 blanques dama · f1 blanques torre · h1 blanques rei | a8 negres torre · c8 negres alfil · f8 negres torre · g8 negres rei · c7 blanques alfil · d7 negres cavall · e7 negres alfil · g7 negres peó · h7 negres peó · d6 negres peó · g6 negres dama · a5 blanques peó · b5 negres peó · d5 blanques peó · c4 blanques cavall · e4 negres peó · f4 negres peó · a3 blanques torre · c2 blanques peó · e2 blanques alfil · f2 blanques peó · g2 blanques peó · h2 blanques peó · d1 blanques dama · f1 blanques torre · h1 blanques rei | a8 negres torre · c8 negres alfil · f8 negres torre · g8 negres rei · c7 blanques alfil · d7 negres cavall · e7 negres alfil · g7 negres peó · h7 negres peó · d6 negres peó · g6 negres dama · a5 blanques peó · b5 negres peó · d5 blanques peó · c4 blanques cavall · e4 negres peó · f4 negres peó · a3 blanques torre · c2 blanques peó · e2 blanques alfil · f2 blanques peó · g2 blanques peó · h2 blanques peó · d1 blanques dama · f1 blanques torre · h1 blanques rei | a8 negres torre · c8 negres alfil · f8 negres torre · g8 negres rei · c7 blanques alfil · d7 negres cavall · e7 negres alfil · g7 negres peó · h7 negres peó · d6 negres peó · g6 negres dama · a5 blanques peó · b5 negres peó · d5 blanques peó · c4 blanques cavall · e4 negres peó · f4 negres peó · a3 blanques torre · c2 blanques peó · e2 blanques alfil · f2 blanques peó · g2 blanques peó · h2 blanques peó · d1 blanques dama · f1 blanques torre · h1 blanques rei | 6 |
| 5 | a8 negres torre · c8 negres alfil · f8 negres torre · g8 negres rei · c7 blanques alfil · d7 negres cavall · e7 negres alfil · g7 negres peó · h7 negres peó · d6 negres peó · g6 negres dama · a5 blanques peó · b5 negres peó · d5 blanques peó · c4 blanques cavall · e4 negres peó · f4 negres peó · a3 blanques torre · c2 blanques peó · e2 blanques alfil · f2 blanques peó · g2 blanques peó · h2 blanques peó · d1 blanques dama · f1 blanques torre · h1 blanques rei | a8 negres torre · c8 negres alfil · f8 negres torre · g8 negres rei · c7 blanques alfil · d7 negres cavall · e7 negres alfil · g7 negres peó · h7 negres peó · d6 negres peó · g6 negres dama · a5 blanques peó · b5 negres peó · d5 blanques peó · c4 blanques cavall · e4 negres peó · f4 negres peó · a3 blanques torre · c2 blanques peó · e2 blanques alfil · f2 blanques peó · g2 blanques peó · h2 blanques peó · d1 blanques dama · f1 blanques torre · h1 blanques rei | a8 negres torre · c8 negres alfil · f8 negres torre · g8 negres rei · c7 blanques alfil · d7 negres cavall · e7 negres alfil · g7 negres peó · h7 negres peó · d6 negres peó · g6 negres dama · a5 blanques peó · b5 negres peó · d5 blanques peó · c4 blanques cavall · e4 negres peó · f4 negres peó · a3 blanques torre · c2 blanques peó · e2 blanques alfil · f2 blanques peó · g2 blanques peó · h2 blanques peó · d1 blanques dama · f1 blanques torre · h1 blanques rei | a8 negres torre · c8 negres alfil · f8 negres torre · g8 negres rei · c7 blanques alfil · d7 negres cavall · e7 negres alfil · g7 negres peó · h7 negres peó · d6 negres peó · g6 negres dama · a5 blanques peó · b5 negres peó · d5 blanques peó · c4 blanques cavall · e4 negres peó · f4 negres peó · a3 blanques torre · c2 blanques peó · e2 blanques alfil · f2 blanques peó · g2 blanques peó · h2 blanques peó · d1 blanques dama · f1 blanques torre · h1 blanques rei | a8 negres torre · c8 negres alfil · f8 negres torre · g8 negres rei · c7 blanques alfil · d7 negres cavall · e7 negres alfil · g7 negres peó · h7 negres peó · d6 negres peó · g6 negres dama · a5 blanques peó · b5 negres peó · d5 blanques peó · c4 blanques cavall · e4 negres peó · f4 negres peó · a3 blanques torre · c2 blanques peó · e2 blanques alfil · f2 blanques peó · g2 blanques peó · h2 blanques peó · d1 blanques dama · f1 blanques torre · h1 blanques rei | a8 negres torre · c8 negres alfil · f8 negres torre · g8 negres rei · c7 blanques alfil · d7 negres cavall · e7 negres alfil · g7 negres peó · h7 negres peó · d6 negres peó · g6 negres dama · a5 blanques peó · b5 negres peó · d5 blanques peó · c4 blanques cavall · e4 negres peó · f4 negres peó · a3 blanques torre · c2 blanques peó · e2 blanques alfil · f2 blanques peó · g2 blanques peó · h2 blanques peó · d1 blanques dama · f1 blanques torre · h1 blanques rei | a8 negres torre · c8 negres alfil · f8 negres torre · g8 negres rei · c7 blanques alfil · d7 negres cavall · e7 negres alfil · g7 negres peó · h7 negres peó · d6 negres peó · g6 negres dama · a5 blanques peó · b5 negres peó · d5 blanques peó · c4 blanques cavall · e4 negres peó · f4 negres peó · a3 blanques torre · c2 blanques peó · e2 blanques alfil · f2 blanques peó · g2 blanques peó · h2 blanques peó · d1 blanques dama · f1 blanques torre · h1 blanques rei | a8 negres torre · c8 negres alfil · f8 negres torre · g8 negres rei · c7 blanques alfil · d7 negres cavall · e7 negres alfil · g7 negres peó · h7 negres peó · d6 negres peó · g6 negres dama · a5 blanques peó · b5 negres peó · d5 blanques peó · c4 blanques cavall · e4 negres peó · f4 negres peó · a3 blanques torre · c2 blanques peó · e2 blanques alfil · f2 blanques peó · g2 blanques peó · h2 blanques peó · d1 blanques dama · f1 blanques torre · h1 blanques rei | 5 |
| 4 | a8 negres torre · c8 negres alfil · f8 negres torre · g8 negres rei · c7 blanques alfil · d7 negres cavall · e7 negres alfil · g7 negres peó · h7 negres peó · d6 negres peó · g6 negres dama · a5 blanques peó · b5 negres peó · d5 blanques peó · c4 blanques cavall · e4 negres peó · f4 negres peó · a3 blanques torre · c2 blanques peó · e2 blanques alfil · f2 blanques peó · g2 blanques peó · h2 blanques peó · d1 blanques dama · f1 blanques torre · h1 blanques rei | a8 negres torre · c8 negres alfil · f8 negres torre · g8 negres rei · c7 blanques alfil · d7 negres cavall · e7 negres alfil · g7 negres peó · h7 negres peó · d6 negres peó · g6 negres dama · a5 blanques peó · b5 negres peó · d5 blanques peó · c4 blanques cavall · e4 negres peó · f4 negres peó · a3 blanques torre · c2 blanques peó · e2 blanques alfil · f2 blanques peó · g2 blanques peó · h2 blanques peó · d1 blanques dama · f1 blanques torre · h1 blanques rei | a8 negres torre · c8 negres alfil · f8 negres torre · g8 negres rei · c7 blanques alfil · d7 negres cavall · e7 negres alfil · g7 negres peó · h7 negres peó · d6 negres peó · g6 negres dama · a5 blanques peó · b5 negres peó · d5 blanques peó · c4 blanques cavall · e4 negres peó · f4 negres peó · a3 blanques torre · c2 blanques peó · e2 blanques alfil · f2 blanques peó · g2 blanques peó · h2 blanques peó · d1 blanques dama · f1 blanques torre · h1 blanques rei | a8 negres torre · c8 negres alfil · f8 negres torre · g8 negres rei · c7 blanques alfil · d7 negres cavall · e7 negres alfil · g7 negres peó · h7 negres peó · d6 negres peó · g6 negres dama · a5 blanques peó · b5 negres peó · d5 blanques peó · c4 blanques cavall · e4 negres peó · f4 negres peó · a3 blanques torre · c2 blanques peó · e2 blanques alfil · f2 blanques peó · g2 blanques peó · h2 blanques peó · d1 blanques dama · f1 blanques torre · h1 blanques rei | a8 negres torre · c8 negres alfil · f8 negres torre · g8 negres rei · c7 blanques alfil · d7 negres cavall · e7 negres alfil · g7 negres peó · h7 negres peó · d6 negres peó · g6 negres dama · a5 blanques peó · b5 negres peó · d5 blanques peó · c4 blanques cavall · e4 negres peó · f4 negres peó · a3 blanques torre · c2 blanques peó · e2 blanques alfil · f2 blanques peó · g2 blanques peó · h2 blanques peó · d1 blanques dama · f1 blanques torre · h1 blanques rei | a8 negres torre · c8 negres alfil · f8 negres torre · g8 negres rei · c7 blanques alfil · d7 negres cavall · e7 negres alfil · g7 negres peó · h7 negres peó · d6 negres peó · g6 negres dama · a5 blanques peó · b5 negres peó · d5 blanques peó · c4 blanques cavall · e4 negres peó · f4 negres peó · a3 blanques torre · c2 blanques peó · e2 blanques alfil · f2 blanques peó · g2 blanques peó · h2 blanques peó · d1 blanques dama · f1 blanques torre · h1 blanques rei | a8 negres torre · c8 negres alfil · f8 negres torre · g8 negres rei · c7 blanques alfil · d7 negres cavall · e7 negres alfil · g7 negres peó · h7 negres peó · d6 negres peó · g6 negres dama · a5 blanques peó · b5 negres peó · d5 blanques peó · c4 blanques cavall · e4 negres peó · f4 negres peó · a3 blanques torre · c2 blanques peó · e2 blanques alfil · f2 blanques peó · g2 blanques peó · h2 blanques peó · d1 blanques dama · f1 blanques torre · h1 blanques rei | a8 negres torre · c8 negres alfil · f8 negres torre · g8 negres rei · c7 blanques alfil · d7 negres cavall · e7 negres alfil · g7 negres peó · h7 negres peó · d6 negres peó · g6 negres dama · a5 blanques peó · b5 negres peó · d5 blanques peó · c4 blanques cavall · e4 negres peó · f4 negres peó · a3 blanques torre · c2 blanques peó · e2 blanques alfil · f2 blanques peó · g2 blanques peó · h2 blanques peó · d1 blanques dama · f1 blanques torre · h1 blanques rei | 4 |
| 3 | a8 negres torre · c8 negres alfil · f8 negres torre · g8 negres rei · c7 blanques alfil · d7 negres cavall · e7 negres alfil · g7 negres peó · h7 negres peó · d6 negres peó · g6 negres dama · a5 blanques peó · b5 negres peó · d5 blanques peó · c4 blanques cavall · e4 negres peó · f4 negres peó · a3 blanques torre · c2 blanques peó · e2 blanques alfil · f2 blanques peó · g2 blanques peó · h2 blanques peó · d1 blanques dama · f1 blanques torre · h1 blanques rei | a8 negres torre · c8 negres alfil · f8 negres torre · g8 negres rei · c7 blanques alfil · d7 negres cavall · e7 negres alfil · g7 negres peó · h7 negres peó · d6 negres peó · g6 negres dama · a5 blanques peó · b5 negres peó · d5 blanques peó · c4 blanques cavall · e4 negres peó · f4 negres peó · a3 blanques torre · c2 blanques peó · e2 blanques alfil · f2 blanques peó · g2 blanques peó · h2 blanques peó · d1 blanques dama · f1 blanques torre · h1 blanques rei | a8 negres torre · c8 negres alfil · f8 negres torre · g8 negres rei · c7 blanques alfil · d7 negres cavall · e7 negres alfil · g7 negres peó · h7 negres peó · d6 negres peó · g6 negres dama · a5 blanques peó · b5 negres peó · d5 blanques peó · c4 blanques cavall · e4 negres peó · f4 negres peó · a3 blanques torre · c2 blanques peó · e2 blanques alfil · f2 blanques peó · g2 blanques peó · h2 blanques peó · d1 blanques dama · f1 blanques torre · h1 blanques rei | a8 negres torre · c8 negres alfil · f8 negres torre · g8 negres rei · c7 blanques alfil · d7 negres cavall · e7 negres alfil · g7 negres peó · h7 negres peó · d6 negres peó · g6 negres dama · a5 blanques peó · b5 negres peó · d5 blanques peó · c4 blanques cavall · e4 negres peó · f4 negres peó · a3 blanques torre · c2 blanques peó · e2 blanques alfil · f2 blanques peó · g2 blanques peó · h2 blanques peó · d1 blanques dama · f1 blanques torre · h1 blanques rei | a8 negres torre · c8 negres alfil · f8 negres torre · g8 negres rei · c7 blanques alfil · d7 negres cavall · e7 negres alfil · g7 negres peó · h7 negres peó · d6 negres peó · g6 negres dama · a5 blanques peó · b5 negres peó · d5 blanques peó · c4 blanques cavall · e4 negres peó · f4 negres peó · a3 blanques torre · c2 blanques peó · e2 blanques alfil · f2 blanques peó · g2 blanques peó · h2 blanques peó · d1 blanques dama · f1 blanques torre · h1 blanques rei | a8 negres torre · c8 negres alfil · f8 negres torre · g8 negres rei · c7 blanques alfil · d7 negres cavall · e7 negres alfil · g7 negres peó · h7 negres peó · d6 negres peó · g6 negres dama · a5 blanques peó · b5 negres peó · d5 blanques peó · c4 blanques cavall · e4 negres peó · f4 negres peó · a3 blanques torre · c2 blanques peó · e2 blanques alfil · f2 blanques peó · g2 blanques peó · h2 blanques peó · d1 blanques dama · f1 blanques torre · h1 blanques rei | a8 negres torre · c8 negres alfil · f8 negres torre · g8 negres rei · c7 blanques alfil · d7 negres cavall · e7 negres alfil · g7 negres peó · h7 negres peó · d6 negres peó · g6 negres dama · a5 blanques peó · b5 negres peó · d5 blanques peó · c4 blanques cavall · e4 negres peó · f4 negres peó · a3 blanques torre · c2 blanques peó · e2 blanques alfil · f2 blanques peó · g2 blanques peó · h2 blanques peó · d1 blanques dama · f1 blanques torre · h1 blanques rei | a8 negres torre · c8 negres alfil · f8 negres torre · g8 negres rei · c7 blanques alfil · d7 negres cavall · e7 negres alfil · g7 negres peó · h7 negres peó · d6 negres peó · g6 negres dama · a5 blanques peó · b5 negres peó · d5 blanques peó · c4 blanques cavall · e4 negres peó · f4 negres peó · a3 blanques torre · c2 blanques peó · e2 blanques alfil · f2 blanques peó · g2 blanques peó · h2 blanques peó · d1 blanques dama · f1 blanques torre · h1 blanques rei | 3 |
| 2 | a8 negres torre · c8 negres alfil · f8 negres torre · g8 negres rei · c7 blanques alfil · d7 negres cavall · e7 negres alfil · g7 negres peó · h7 negres peó · d6 negres peó · g6 negres dama · a5 blanques peó · b5 negres peó · d5 blanques peó · c4 blanques cavall · e4 negres peó · f4 negres peó · a3 blanques torre · c2 blanques peó · e2 blanques alfil · f2 blanques peó · g2 blanques peó · h2 blanques peó · d1 blanques dama · f1 blanques torre · h1 blanques rei | a8 negres torre · c8 negres alfil · f8 negres torre · g8 negres rei · c7 blanques alfil · d7 negres cavall · e7 negres alfil · g7 negres peó · h7 negres peó · d6 negres peó · g6 negres dama · a5 blanques peó · b5 negres peó · d5 blanques peó · c4 blanques cavall · e4 negres peó · f4 negres peó · a3 blanques torre · c2 blanques peó · e2 blanques alfil · f2 blanques peó · g2 blanques peó · h2 blanques peó · d1 blanques dama · f1 blanques torre · h1 blanques rei | a8 negres torre · c8 negres alfil · f8 negres torre · g8 negres rei · c7 blanques alfil · d7 negres cavall · e7 negres alfil · g7 negres peó · h7 negres peó · d6 negres peó · g6 negres dama · a5 blanques peó · b5 negres peó · d5 blanques peó · c4 blanques cavall · e4 negres peó · f4 negres peó · a3 blanques torre · c2 blanques peó · e2 blanques alfil · f2 blanques peó · g2 blanques peó · h2 blanques peó · d1 blanques dama · f1 blanques torre · h1 blanques rei | a8 negres torre · c8 negres alfil · f8 negres torre · g8 negres rei · c7 blanques alfil · d7 negres cavall · e7 negres alfil · g7 negres peó · h7 negres peó · d6 negres peó · g6 negres dama · a5 blanques peó · b5 negres peó · d5 blanques peó · c4 blanques cavall · e4 negres peó · f4 negres peó · a3 blanques torre · c2 blanques peó · e2 blanques alfil · f2 blanques peó · g2 blanques peó · h2 blanques peó · d1 blanques dama · f1 blanques torre · h1 blanques rei | a8 negres torre · c8 negres alfil · f8 negres torre · g8 negres rei · c7 blanques alfil · d7 negres cavall · e7 negres alfil · g7 negres peó · h7 negres peó · d6 negres peó · g6 negres dama · a5 blanques peó · b5 negres peó · d5 blanques peó · c4 blanques cavall · e4 negres peó · f4 negres peó · a3 blanques torre · c2 blanques peó · e2 blanques alfil · f2 blanques peó · g2 blanques peó · h2 blanques peó · d1 blanques dama · f1 blanques torre · h1 blanques rei | a8 negres torre · c8 negres alfil · f8 negres torre · g8 negres rei · c7 blanques alfil · d7 negres cavall · e7 negres alfil · g7 negres peó · h7 negres peó · d6 negres peó · g6 negres dama · a5 blanques peó · b5 negres peó · d5 blanques peó · c4 blanques cavall · e4 negres peó · f4 negres peó · a3 blanques torre · c2 blanques peó · e2 blanques alfil · f2 blanques peó · g2 blanques peó · h2 blanques peó · d1 blanques dama · f1 blanques torre · h1 blanques rei | a8 negres torre · c8 negres alfil · f8 negres torre · g8 negres rei · c7 blanques alfil · d7 negres cavall · e7 negres alfil · g7 negres peó · h7 negres peó · d6 negres peó · g6 negres dama · a5 blanques peó · b5 negres peó · d5 blanques peó · c4 blanques cavall · e4 negres peó · f4 negres peó · a3 blanques torre · c2 blanques peó · e2 blanques alfil · f2 blanques peó · g2 blanques peó · h2 blanques peó · d1 blanques dama · f1 blanques torre · h1 blanques rei | a8 negres torre · c8 negres alfil · f8 negres torre · g8 negres rei · c7 blanques alfil · d7 negres cavall · e7 negres alfil · g7 negres peó · h7 negres peó · d6 negres peó · g6 negres dama · a5 blanques peó · b5 negres peó · d5 blanques peó · c4 blanques cavall · e4 negres peó · f4 negres peó · a3 blanques torre · c2 blanques peó · e2 blanques alfil · f2 blanques peó · g2 blanques peó · h2 blanques peó · d1 blanques dama · f1 blanques torre · h1 blanques rei | 2 |
| 1 | a8 negres torre · c8 negres alfil · f8 negres torre · g8 negres rei · c7 blanques alfil · d7 negres cavall · e7 negres alfil · g7 negres peó · h7 negres peó · d6 negres peó · g6 negres dama · a5 blanques peó · b5 negres peó · d5 blanques peó · c4 blanques cavall · e4 negres peó · f4 negres peó · a3 blanques torre · c2 blanques peó · e2 blanques alfil · f2 blanques peó · g2 blanques peó · h2 blanques peó · d1 blanques dama · f1 blanques torre · h1 blanques rei | a8 negres torre · c8 negres alfil · f8 negres torre · g8 negres rei · c7 blanques alfil · d7 negres cavall · e7 negres alfil · g7 negres peó · h7 negres peó · d6 negres peó · g6 negres dama · a5 blanques peó · b5 negres peó · d5 blanques peó · c4 blanques cavall · e4 negres peó · f4 negres peó · a3 blanques torre · c2 blanques peó · e2 blanques alfil · f2 blanques peó · g2 blanques peó · h2 blanques peó · d1 blanques dama · f1 blanques torre · h1 blanques rei | a8 negres torre · c8 negres alfil · f8 negres torre · g8 negres rei · c7 blanques alfil · d7 negres cavall · e7 negres alfil · g7 negres peó · h7 negres peó · d6 negres peó · g6 negres dama · a5 blanques peó · b5 negres peó · d5 blanques peó · c4 blanques cavall · e4 negres peó · f4 negres peó · a3 blanques torre · c2 blanques peó · e2 blanques alfil · f2 blanques peó · g2 blanques peó · h2 blanques peó · d1 blanques dama · f1 blanques torre · h1 blanques rei | a8 negres torre · c8 negres alfil · f8 negres torre · g8 negres rei · c7 blanques alfil · d7 negres cavall · e7 negres alfil · g7 negres peó · h7 negres peó · d6 negres peó · g6 negres dama · a5 blanques peó · b5 negres peó · d5 blanques peó · c4 blanques cavall · e4 negres peó · f4 negres peó · a3 blanques torre · c2 blanques peó · e2 blanques alfil · f2 blanques peó · g2 blanques peó · h2 blanques peó · d1 blanques dama · f1 blanques torre · h1 blanques rei | a8 negres torre · c8 negres alfil · f8 negres torre · g8 negres rei · c7 blanques alfil · d7 negres cavall · e7 negres alfil · g7 negres peó · h7 negres peó · d6 negres peó · g6 negres dama · a5 blanques peó · b5 negres peó · d5 blanques peó · c4 blanques cavall · e4 negres peó · f4 negres peó · a3 blanques torre · c2 blanques peó · e2 blanques alfil · f2 blanques peó · g2 blanques peó · h2 blanques peó · d1 blanques dama · f1 blanques torre · h1 blanques rei | a8 negres torre · c8 negres alfil · f8 negres torre · g8 negres rei · c7 blanques alfil · d7 negres cavall · e7 negres alfil · g7 negres peó · h7 negres peó · d6 negres peó · g6 negres dama · a5 blanques peó · b5 negres peó · d5 blanques peó · c4 blanques cavall · e4 negres peó · f4 negres peó · a3 blanques torre · c2 blanques peó · e2 blanques alfil · f2 blanques peó · g2 blanques peó · h2 blanques peó · d1 blanques dama · f1 blanques torre · h1 blanques rei | a8 negres torre · c8 negres alfil · f8 negres torre · g8 negres rei · c7 blanques alfil · d7 negres cavall · e7 negres alfil · g7 negres peó · h7 negres peó · d6 negres peó · g6 negres dama · a5 blanques peó · b5 negres peó · d5 blanques peó · c4 blanques cavall · e4 negres peó · f4 negres peó · a3 blanques torre · c2 blanques peó · e2 blanques alfil · f2 blanques peó · g2 blanques peó · h2 blanques peó · d1 blanques dama · f1 blanques torre · h1 blanques rei | a8 negres torre · c8 negres alfil · f8 negres torre · g8 negres rei · c7 blanques alfil · d7 negres cavall · e7 negres alfil · g7 negres peó · h7 negres peó · d6 negres peó · g6 negres dama · a5 blanques peó · b5 negres peó · d5 blanques peó · c4 blanques cavall · e4 negres peó · f4 negres peó · a3 blanques torre · c2 blanques peó · e2 blanques alfil · f2 blanques peó · g2 blanques peó · h2 blanques peó · d1 blanques dama · f1 blanques torre · h1 blanques rei | 1 |
|   | a | b | c | d | e | f | g | h |   |

La partida va començar amb una variant Sveshnikov de la defensa siciliana, i va seguir el camí de la vuitena partida fins que Caruana es va desviar amb 12. b4. La partida va entrar llavors en un complicat mig joc en què ambdós jugadors tenien moltes possibilitats, i es va complicar encara més quan Carlsen va fer 21...b5!. Ambdós bàndols varen prendre riscs, i era possible la victòria de qualsevol, amb les negres embarcades en un fort atac al flanc de rei, mentre les blanques guanyaven un peó passat al franc de dama, que podria ser decisiu en un potencial final en cas que sobrevisquessin a l'atac. Carlsen va poder obligar Caruana a afeblir la posició del seu rei, però no va poder trencar la cobertura de peons. Malgrat que l'atac va fallar, Carlsen havia forçat les peces blanques a anar a caselles passives, i això li va permetre de neutralitzar el peó passat de les blanques. Després que Carlsen liquidés el peó-b, Caruana va quedar amb un peó de més en el final, però quedaven massa pocs peons perquè les blanques poguessin forçar la victòria.
1.e4 c5 2.Cf3 Cc6 3.d4 cxd4 4.Cxd4 Cf6 5.Cc3 e5 6.Cdb5 d6 7.Cd5 Cxd5 8.exd5 Cb8 9.a4 Ae7 10.Ae2 0-0 11.0-0 Cd7 12.b4 a6 13.Ca3 a5 14.bxa5 Txa5 15.Cc4 Ta8 16.Ae3 f5 17.a5 f4 18.Ab6 De8 19.Ta3 Dg6 20.Ac7 e4 21.Rh1 b5 (diagrama) 22.Cb6 Cxb6 23.Axb6 Dg5 24.g3 b4 25.Tb3 Ah3 26.Tg1 f3 27.Af1 Axf1 28.Dxf1 Dxd5 29.Txb4 De6 30.Tb5 Ad8 31.De1 Axb6 32.axb6 Tab8 33.De3 Dc4 34.Tb2 Tb7 35.Td1 De2 36.Te1 Dxe3 37.Txe3 d5 38.h4 Tc8 39.Ta3 Rf7 40.Rh2 Re6 41.g4 Tc6 42.Ta6 Re5 43.Rg3 h6 44.h5 Rd4 45.Tb5 Td6 46.Ta4+ Re5 47.Tab4 Re6 48.c4 dxc4 49.Txc4 Tdxb6 50.Txe4+ Rf7 51.Tf5+ Tf6 52.Txf6+ Rxf6 53.Rxf3 Rf7 54.Rg3 ½–½

#### Partida 11: Carlsen–Caruana, ½–½
|   | a | b | c | d | e | f | g | h |   |
| 8 | a8 negres torre · g8 negres rei · a7 negres peó · b7 negres peó · e7 negres torre · f7 negres peó · g7 negres peó · d6 negres peó · e6 negres alfil · h6 negres peó · c5 negres peó · e5 negres cavall · c4 blanques peó · d3 blanques alfil · a2 blanques peó · b2 blanques peó · c2 blanques peó · d2 blanques alfil · e2 blanques torre · f2 blanques peó · g2 blanques peó · h2 blanques peó · b1 blanques rei · d1 blanques torre | a8 negres torre · g8 negres rei · a7 negres peó · b7 negres peó · e7 negres torre · f7 negres peó · g7 negres peó · d6 negres peó · e6 negres alfil · h6 negres peó · c5 negres peó · e5 negres cavall · c4 blanques peó · d3 blanques alfil · a2 blanques peó · b2 blanques peó · c2 blanques peó · d2 blanques alfil · e2 blanques torre · f2 blanques peó · g2 blanques peó · h2 blanques peó · b1 blanques rei · d1 blanques torre | a8 negres torre · g8 negres rei · a7 negres peó · b7 negres peó · e7 negres torre · f7 negres peó · g7 negres peó · d6 negres peó · e6 negres alfil · h6 negres peó · c5 negres peó · e5 negres cavall · c4 blanques peó · d3 blanques alfil · a2 blanques peó · b2 blanques peó · c2 blanques peó · d2 blanques alfil · e2 blanques torre · f2 blanques peó · g2 blanques peó · h2 blanques peó · b1 blanques rei · d1 blanques torre | a8 negres torre · g8 negres rei · a7 negres peó · b7 negres peó · e7 negres torre · f7 negres peó · g7 negres peó · d6 negres peó · e6 negres alfil · h6 negres peó · c5 negres peó · e5 negres cavall · c4 blanques peó · d3 blanques alfil · a2 blanques peó · b2 blanques peó · c2 blanques peó · d2 blanques alfil · e2 blanques torre · f2 blanques peó · g2 blanques peó · h2 blanques peó · b1 blanques rei · d1 blanques torre | a8 negres torre · g8 negres rei · a7 negres peó · b7 negres peó · e7 negres torre · f7 negres peó · g7 negres peó · d6 negres peó · e6 negres alfil · h6 negres peó · c5 negres peó · e5 negres cavall · c4 blanques peó · d3 blanques alfil · a2 blanques peó · b2 blanques peó · c2 blanques peó · d2 blanques alfil · e2 blanques torre · f2 blanques peó · g2 blanques peó · h2 blanques peó · b1 blanques rei · d1 blanques torre | a8 negres torre · g8 negres rei · a7 negres peó · b7 negres peó · e7 negres torre · f7 negres peó · g7 negres peó · d6 negres peó · e6 negres alfil · h6 negres peó · c5 negres peó · e5 negres cavall · c4 blanques peó · d3 blanques alfil · a2 blanques peó · b2 blanques peó · c2 blanques peó · d2 blanques alfil · e2 blanques torre · f2 blanques peó · g2 blanques peó · h2 blanques peó · b1 blanques rei · d1 blanques torre | a8 negres torre · g8 negres rei · a7 negres peó · b7 negres peó · e7 negres torre · f7 negres peó · g7 negres peó · d6 negres peó · e6 negres alfil · h6 negres peó · c5 negres peó · e5 negres cavall · c4 blanques peó · d3 blanques alfil · a2 blanques peó · b2 blanques peó · c2 blanques peó · d2 blanques alfil · e2 blanques torre · f2 blanques peó · g2 blanques peó · h2 blanques peó · b1 blanques rei · d1 blanques torre | a8 negres torre · g8 negres rei · a7 negres peó · b7 negres peó · e7 negres torre · f7 negres peó · g7 negres peó · d6 negres peó · e6 negres alfil · h6 negres peó · c5 negres peó · e5 negres cavall · c4 blanques peó · d3 blanques alfil · a2 blanques peó · b2 blanques peó · c2 blanques peó · d2 blanques alfil · e2 blanques torre · f2 blanques peó · g2 blanques peó · h2 blanques peó · b1 blanques rei · d1 blanques torre | 8 |
| 7 | a8 negres torre · g8 negres rei · a7 negres peó · b7 negres peó · e7 negres torre · f7 negres peó · g7 negres peó · d6 negres peó · e6 negres alfil · h6 negres peó · c5 negres peó · e5 negres cavall · c4 blanques peó · d3 blanques alfil · a2 blanques peó · b2 blanques peó · c2 blanques peó · d2 blanques alfil · e2 blanques torre · f2 blanques peó · g2 blanques peó · h2 blanques peó · b1 blanques rei · d1 blanques torre | a8 negres torre · g8 negres rei · a7 negres peó · b7 negres peó · e7 negres torre · f7 negres peó · g7 negres peó · d6 negres peó · e6 negres alfil · h6 negres peó · c5 negres peó · e5 negres cavall · c4 blanques peó · d3 blanques alfil · a2 blanques peó · b2 blanques peó · c2 blanques peó · d2 blanques alfil · e2 blanques torre · f2 blanques peó · g2 blanques peó · h2 blanques peó · b1 blanques rei · d1 blanques torre | a8 negres torre · g8 negres rei · a7 negres peó · b7 negres peó · e7 negres torre · f7 negres peó · g7 negres peó · d6 negres peó · e6 negres alfil · h6 negres peó · c5 negres peó · e5 negres cavall · c4 blanques peó · d3 blanques alfil · a2 blanques peó · b2 blanques peó · c2 blanques peó · d2 blanques alfil · e2 blanques torre · f2 blanques peó · g2 blanques peó · h2 blanques peó · b1 blanques rei · d1 blanques torre | a8 negres torre · g8 negres rei · a7 negres peó · b7 negres peó · e7 negres torre · f7 negres peó · g7 negres peó · d6 negres peó · e6 negres alfil · h6 negres peó · c5 negres peó · e5 negres cavall · c4 blanques peó · d3 blanques alfil · a2 blanques peó · b2 blanques peó · c2 blanques peó · d2 blanques alfil · e2 blanques torre · f2 blanques peó · g2 blanques peó · h2 blanques peó · b1 blanques rei · d1 blanques torre | a8 negres torre · g8 negres rei · a7 negres peó · b7 negres peó · e7 negres torre · f7 negres peó · g7 negres peó · d6 negres peó · e6 negres alfil · h6 negres peó · c5 negres peó · e5 negres cavall · c4 blanques peó · d3 blanques alfil · a2 blanques peó · b2 blanques peó · c2 blanques peó · d2 blanques alfil · e2 blanques torre · f2 blanques peó · g2 blanques peó · h2 blanques peó · b1 blanques rei · d1 blanques torre | a8 negres torre · g8 negres rei · a7 negres peó · b7 negres peó · e7 negres torre · f7 negres peó · g7 negres peó · d6 negres peó · e6 negres alfil · h6 negres peó · c5 negres peó · e5 negres cavall · c4 blanques peó · d3 blanques alfil · a2 blanques peó · b2 blanques peó · c2 blanques peó · d2 blanques alfil · e2 blanques torre · f2 blanques peó · g2 blanques peó · h2 blanques peó · b1 blanques rei · d1 blanques torre | a8 negres torre · g8 negres rei · a7 negres peó · b7 negres peó · e7 negres torre · f7 negres peó · g7 negres peó · d6 negres peó · e6 negres alfil · h6 negres peó · c5 negres peó · e5 negres cavall · c4 blanques peó · d3 blanques alfil · a2 blanques peó · b2 blanques peó · c2 blanques peó · d2 blanques alfil · e2 blanques torre · f2 blanques peó · g2 blanques peó · h2 blanques peó · b1 blanques rei · d1 blanques torre | a8 negres torre · g8 negres rei · a7 negres peó · b7 negres peó · e7 negres torre · f7 negres peó · g7 negres peó · d6 negres peó · e6 negres alfil · h6 negres peó · c5 negres peó · e5 negres cavall · c4 blanques peó · d3 blanques alfil · a2 blanques peó · b2 blanques peó · c2 blanques peó · d2 blanques alfil · e2 blanques torre · f2 blanques peó · g2 blanques peó · h2 blanques peó · b1 blanques rei · d1 blanques torre | 7 |
| 6 | a8 negres torre · g8 negres rei · a7 negres peó · b7 negres peó · e7 negres torre · f7 negres peó · g7 negres peó · d6 negres peó · e6 negres alfil · h6 negres peó · c5 negres peó · e5 negres cavall · c4 blanques peó · d3 blanques alfil · a2 blanques peó · b2 blanques peó · c2 blanques peó · d2 blanques alfil · e2 blanques torre · f2 blanques peó · g2 blanques peó · h2 blanques peó · b1 blanques rei · d1 blanques torre | a8 negres torre · g8 negres rei · a7 negres peó · b7 negres peó · e7 negres torre · f7 negres peó · g7 negres peó · d6 negres peó · e6 negres alfil · h6 negres peó · c5 negres peó · e5 negres cavall · c4 blanques peó · d3 blanques alfil · a2 blanques peó · b2 blanques peó · c2 blanques peó · d2 blanques alfil · e2 blanques torre · f2 blanques peó · g2 blanques peó · h2 blanques peó · b1 blanques rei · d1 blanques torre | a8 negres torre · g8 negres rei · a7 negres peó · b7 negres peó · e7 negres torre · f7 negres peó · g7 negres peó · d6 negres peó · e6 negres alfil · h6 negres peó · c5 negres peó · e5 negres cavall · c4 blanques peó · d3 blanques alfil · a2 blanques peó · b2 blanques peó · c2 blanques peó · d2 blanques alfil · e2 blanques torre · f2 blanques peó · g2 blanques peó · h2 blanques peó · b1 blanques rei · d1 blanques torre | a8 negres torre · g8 negres rei · a7 negres peó · b7 negres peó · e7 negres torre · f7 negres peó · g7 negres peó · d6 negres peó · e6 negres alfil · h6 negres peó · c5 negres peó · e5 negres cavall · c4 blanques peó · d3 blanques alfil · a2 blanques peó · b2 blanques peó · c2 blanques peó · d2 blanques alfil · e2 blanques torre · f2 blanques peó · g2 blanques peó · h2 blanques peó · b1 blanques rei · d1 blanques torre | a8 negres torre · g8 negres rei · a7 negres peó · b7 negres peó · e7 negres torre · f7 negres peó · g7 negres peó · d6 negres peó · e6 negres alfil · h6 negres peó · c5 negres peó · e5 negres cavall · c4 blanques peó · d3 blanques alfil · a2 blanques peó · b2 blanques peó · c2 blanques peó · d2 blanques alfil · e2 blanques torre · f2 blanques peó · g2 blanques peó · h2 blanques peó · b1 blanques rei · d1 blanques torre | a8 negres torre · g8 negres rei · a7 negres peó · b7 negres peó · e7 negres torre · f7 negres peó · g7 negres peó · d6 negres peó · e6 negres alfil · h6 negres peó · c5 negres peó · e5 negres cavall · c4 blanques peó · d3 blanques alfil · a2 blanques peó · b2 blanques peó · c2 blanques peó · d2 blanques alfil · e2 blanques torre · f2 blanques peó · g2 blanques peó · h2 blanques peó · b1 blanques rei · d1 blanques torre | a8 negres torre · g8 negres rei · a7 negres peó · b7 negres peó · e7 negres torre · f7 negres peó · g7 negres peó · d6 negres peó · e6 negres alfil · h6 negres peó · c5 negres peó · e5 negres cavall · c4 blanques peó · d3 blanques alfil · a2 blanques peó · b2 blanques peó · c2 blanques peó · d2 blanques alfil · e2 blanques torre · f2 blanques peó · g2 blanques peó · h2 blanques peó · b1 blanques rei · d1 blanques torre | a8 negres torre · g8 negres rei · a7 negres peó · b7 negres peó · e7 negres torre · f7 negres peó · g7 negres peó · d6 negres peó · e6 negres alfil · h6 negres peó · c5 negres peó · e5 negres cavall · c4 blanques peó · d3 blanques alfil · a2 blanques peó · b2 blanques peó · c2 blanques peó · d2 blanques alfil · e2 blanques torre · f2 blanques peó · g2 blanques peó · h2 blanques peó · b1 blanques rei · d1 blanques torre | 6 |
| 5 | a8 negres torre · g8 negres rei · a7 negres peó · b7 negres peó · e7 negres torre · f7 negres peó · g7 negres peó · d6 negres peó · e6 negres alfil · h6 negres peó · c5 negres peó · e5 negres cavall · c4 blanques peó · d3 blanques alfil · a2 blanques peó · b2 blanques peó · c2 blanques peó · d2 blanques alfil · e2 blanques torre · f2 blanques peó · g2 blanques peó · h2 blanques peó · b1 blanques rei · d1 blanques torre | a8 negres torre · g8 negres rei · a7 negres peó · b7 negres peó · e7 negres torre · f7 negres peó · g7 negres peó · d6 negres peó · e6 negres alfil · h6 negres peó · c5 negres peó · e5 negres cavall · c4 blanques peó · d3 blanques alfil · a2 blanques peó · b2 blanques peó · c2 blanques peó · d2 blanques alfil · e2 blanques torre · f2 blanques peó · g2 blanques peó · h2 blanques peó · b1 blanques rei · d1 blanques torre | a8 negres torre · g8 negres rei · a7 negres peó · b7 negres peó · e7 negres torre · f7 negres peó · g7 negres peó · d6 negres peó · e6 negres alfil · h6 negres peó · c5 negres peó · e5 negres cavall · c4 blanques peó · d3 blanques alfil · a2 blanques peó · b2 blanques peó · c2 blanques peó · d2 blanques alfil · e2 blanques torre · f2 blanques peó · g2 blanques peó · h2 blanques peó · b1 blanques rei · d1 blanques torre | a8 negres torre · g8 negres rei · a7 negres peó · b7 negres peó · e7 negres torre · f7 negres peó · g7 negres peó · d6 negres peó · e6 negres alfil · h6 negres peó · c5 negres peó · e5 negres cavall · c4 blanques peó · d3 blanques alfil · a2 blanques peó · b2 blanques peó · c2 blanques peó · d2 blanques alfil · e2 blanques torre · f2 blanques peó · g2 blanques peó · h2 blanques peó · b1 blanques rei · d1 blanques torre | a8 negres torre · g8 negres rei · a7 negres peó · b7 negres peó · e7 negres torre · f7 negres peó · g7 negres peó · d6 negres peó · e6 negres alfil · h6 negres peó · c5 negres peó · e5 negres cavall · c4 blanques peó · d3 blanques alfil · a2 blanques peó · b2 blanques peó · c2 blanques peó · d2 blanques alfil · e2 blanques torre · f2 blanques peó · g2 blanques peó · h2 blanques peó · b1 blanques rei · d1 blanques torre | a8 negres torre · g8 negres rei · a7 negres peó · b7 negres peó · e7 negres torre · f7 negres peó · g7 negres peó · d6 negres peó · e6 negres alfil · h6 negres peó · c5 negres peó · e5 negres cavall · c4 blanques peó · d3 blanques alfil · a2 blanques peó · b2 blanques peó · c2 blanques peó · d2 blanques alfil · e2 blanques torre · f2 blanques peó · g2 blanques peó · h2 blanques peó · b1 blanques rei · d1 blanques torre | a8 negres torre · g8 negres rei · a7 negres peó · b7 negres peó · e7 negres torre · f7 negres peó · g7 negres peó · d6 negres peó · e6 negres alfil · h6 negres peó · c5 negres peó · e5 negres cavall · c4 blanques peó · d3 blanques alfil · a2 blanques peó · b2 blanques peó · c2 blanques peó · d2 blanques alfil · e2 blanques torre · f2 blanques peó · g2 blanques peó · h2 blanques peó · b1 blanques rei · d1 blanques torre | a8 negres torre · g8 negres rei · a7 negres peó · b7 negres peó · e7 negres torre · f7 negres peó · g7 negres peó · d6 negres peó · e6 negres alfil · h6 negres peó · c5 negres peó · e5 negres cavall · c4 blanques peó · d3 blanques alfil · a2 blanques peó · b2 blanques peó · c2 blanques peó · d2 blanques alfil · e2 blanques torre · f2 blanques peó · g2 blanques peó · h2 blanques peó · b1 blanques rei · d1 blanques torre | 5 |
| 4 | a8 negres torre · g8 negres rei · a7 negres peó · b7 negres peó · e7 negres torre · f7 negres peó · g7 negres peó · d6 negres peó · e6 negres alfil · h6 negres peó · c5 negres peó · e5 negres cavall · c4 blanques peó · d3 blanques alfil · a2 blanques peó · b2 blanques peó · c2 blanques peó · d2 blanques alfil · e2 blanques torre · f2 blanques peó · g2 blanques peó · h2 blanques peó · b1 blanques rei · d1 blanques torre | a8 negres torre · g8 negres rei · a7 negres peó · b7 negres peó · e7 negres torre · f7 negres peó · g7 negres peó · d6 negres peó · e6 negres alfil · h6 negres peó · c5 negres peó · e5 negres cavall · c4 blanques peó · d3 blanques alfil · a2 blanques peó · b2 blanques peó · c2 blanques peó · d2 blanques alfil · e2 blanques torre · f2 blanques peó · g2 blanques peó · h2 blanques peó · b1 blanques rei · d1 blanques torre | a8 negres torre · g8 negres rei · a7 negres peó · b7 negres peó · e7 negres torre · f7 negres peó · g7 negres peó · d6 negres peó · e6 negres alfil · h6 negres peó · c5 negres peó · e5 negres cavall · c4 blanques peó · d3 blanques alfil · a2 blanques peó · b2 blanques peó · c2 blanques peó · d2 blanques alfil · e2 blanques torre · f2 blanques peó · g2 blanques peó · h2 blanques peó · b1 blanques rei · d1 blanques torre | a8 negres torre · g8 negres rei · a7 negres peó · b7 negres peó · e7 negres torre · f7 negres peó · g7 negres peó · d6 negres peó · e6 negres alfil · h6 negres peó · c5 negres peó · e5 negres cavall · c4 blanques peó · d3 blanques alfil · a2 blanques peó · b2 blanques peó · c2 blanques peó · d2 blanques alfil · e2 blanques torre · f2 blanques peó · g2 blanques peó · h2 blanques peó · b1 blanques rei · d1 blanques torre | a8 negres torre · g8 negres rei · a7 negres peó · b7 negres peó · e7 negres torre · f7 negres peó · g7 negres peó · d6 negres peó · e6 negres alfil · h6 negres peó · c5 negres peó · e5 negres cavall · c4 blanques peó · d3 blanques alfil · a2 blanques peó · b2 blanques peó · c2 blanques peó · d2 blanques alfil · e2 blanques torre · f2 blanques peó · g2 blanques peó · h2 blanques peó · b1 blanques rei · d1 blanques torre | a8 negres torre · g8 negres rei · a7 negres peó · b7 negres peó · e7 negres torre · f7 negres peó · g7 negres peó · d6 negres peó · e6 negres alfil · h6 negres peó · c5 negres peó · e5 negres cavall · c4 blanques peó · d3 blanques alfil · a2 blanques peó · b2 blanques peó · c2 blanques peó · d2 blanques alfil · e2 blanques torre · f2 blanques peó · g2 blanques peó · h2 blanques peó · b1 blanques rei · d1 blanques torre | a8 negres torre · g8 negres rei · a7 negres peó · b7 negres peó · e7 negres torre · f7 negres peó · g7 negres peó · d6 negres peó · e6 negres alfil · h6 negres peó · c5 negres peó · e5 negres cavall · c4 blanques peó · d3 blanques alfil · a2 blanques peó · b2 blanques peó · c2 blanques peó · d2 blanques alfil · e2 blanques torre · f2 blanques peó · g2 blanques peó · h2 blanques peó · b1 blanques rei · d1 blanques torre | a8 negres torre · g8 negres rei · a7 negres peó · b7 negres peó · e7 negres torre · f7 negres peó · g7 negres peó · d6 negres peó · e6 negres alfil · h6 negres peó · c5 negres peó · e5 negres cavall · c4 blanques peó · d3 blanques alfil · a2 blanques peó · b2 blanques peó · c2 blanques peó · d2 blanques alfil · e2 blanques torre · f2 blanques peó · g2 blanques peó · h2 blanques peó · b1 blanques rei · d1 blanques torre | 4 |
| 3 | a8 negres torre · g8 negres rei · a7 negres peó · b7 negres peó · e7 negres torre · f7 negres peó · g7 negres peó · d6 negres peó · e6 negres alfil · h6 negres peó · c5 negres peó · e5 negres cavall · c4 blanques peó · d3 blanques alfil · a2 blanques peó · b2 blanques peó · c2 blanques peó · d2 blanques alfil · e2 blanques torre · f2 blanques peó · g2 blanques peó · h2 blanques peó · b1 blanques rei · d1 blanques torre | a8 negres torre · g8 negres rei · a7 negres peó · b7 negres peó · e7 negres torre · f7 negres peó · g7 negres peó · d6 negres peó · e6 negres alfil · h6 negres peó · c5 negres peó · e5 negres cavall · c4 blanques peó · d3 blanques alfil · a2 blanques peó · b2 blanques peó · c2 blanques peó · d2 blanques alfil · e2 blanques torre · f2 blanques peó · g2 blanques peó · h2 blanques peó · b1 blanques rei · d1 blanques torre | a8 negres torre · g8 negres rei · a7 negres peó · b7 negres peó · e7 negres torre · f7 negres peó · g7 negres peó · d6 negres peó · e6 negres alfil · h6 negres peó · c5 negres peó · e5 negres cavall · c4 blanques peó · d3 blanques alfil · a2 blanques peó · b2 blanques peó · c2 blanques peó · d2 blanques alfil · e2 blanques torre · f2 blanques peó · g2 blanques peó · h2 blanques peó · b1 blanques rei · d1 blanques torre | a8 negres torre · g8 negres rei · a7 negres peó · b7 negres peó · e7 negres torre · f7 negres peó · g7 negres peó · d6 negres peó · e6 negres alfil · h6 negres peó · c5 negres peó · e5 negres cavall · c4 blanques peó · d3 blanques alfil · a2 blanques peó · b2 blanques peó · c2 blanques peó · d2 blanques alfil · e2 blanques torre · f2 blanques peó · g2 blanques peó · h2 blanques peó · b1 blanques rei · d1 blanques torre | a8 negres torre · g8 negres rei · a7 negres peó · b7 negres peó · e7 negres torre · f7 negres peó · g7 negres peó · d6 negres peó · e6 negres alfil · h6 negres peó · c5 negres peó · e5 negres cavall · c4 blanques peó · d3 blanques alfil · a2 blanques peó · b2 blanques peó · c2 blanques peó · d2 blanques alfil · e2 blanques torre · f2 blanques peó · g2 blanques peó · h2 blanques peó · b1 blanques rei · d1 blanques torre | a8 negres torre · g8 negres rei · a7 negres peó · b7 negres peó · e7 negres torre · f7 negres peó · g7 negres peó · d6 negres peó · e6 negres alfil · h6 negres peó · c5 negres peó · e5 negres cavall · c4 blanques peó · d3 blanques alfil · a2 blanques peó · b2 blanques peó · c2 blanques peó · d2 blanques alfil · e2 blanques torre · f2 blanques peó · g2 blanques peó · h2 blanques peó · b1 blanques rei · d1 blanques torre | a8 negres torre · g8 negres rei · a7 negres peó · b7 negres peó · e7 negres torre · f7 negres peó · g7 negres peó · d6 negres peó · e6 negres alfil · h6 negres peó · c5 negres peó · e5 negres cavall · c4 blanques peó · d3 blanques alfil · a2 blanques peó · b2 blanques peó · c2 blanques peó · d2 blanques alfil · e2 blanques torre · f2 blanques peó · g2 blanques peó · h2 blanques peó · b1 blanques rei · d1 blanques torre | a8 negres torre · g8 negres rei · a7 negres peó · b7 negres peó · e7 negres torre · f7 negres peó · g7 negres peó · d6 negres peó · e6 negres alfil · h6 negres peó · c5 negres peó · e5 negres cavall · c4 blanques peó · d3 blanques alfil · a2 blanques peó · b2 blanques peó · c2 blanques peó · d2 blanques alfil · e2 blanques torre · f2 blanques peó · g2 blanques peó · h2 blanques peó · b1 blanques rei · d1 blanques torre | 3 |
| 2 | a8 negres torre · g8 negres rei · a7 negres peó · b7 negres peó · e7 negres torre · f7 negres peó · g7 negres peó · d6 negres peó · e6 negres alfil · h6 negres peó · c5 negres peó · e5 negres cavall · c4 blanques peó · d3 blanques alfil · a2 blanques peó · b2 blanques peó · c2 blanques peó · d2 blanques alfil · e2 blanques torre · f2 blanques peó · g2 blanques peó · h2 blanques peó · b1 blanques rei · d1 blanques torre | a8 negres torre · g8 negres rei · a7 negres peó · b7 negres peó · e7 negres torre · f7 negres peó · g7 negres peó · d6 negres peó · e6 negres alfil · h6 negres peó · c5 negres peó · e5 negres cavall · c4 blanques peó · d3 blanques alfil · a2 blanques peó · b2 blanques peó · c2 blanques peó · d2 blanques alfil · e2 blanques torre · f2 blanques peó · g2 blanques peó · h2 blanques peó · b1 blanques rei · d1 blanques torre | a8 negres torre · g8 negres rei · a7 negres peó · b7 negres peó · e7 negres torre · f7 negres peó · g7 negres peó · d6 negres peó · e6 negres alfil · h6 negres peó · c5 negres peó · e5 negres cavall · c4 blanques peó · d3 blanques alfil · a2 blanques peó · b2 blanques peó · c2 blanques peó · d2 blanques alfil · e2 blanques torre · f2 blanques peó · g2 blanques peó · h2 blanques peó · b1 blanques rei · d1 blanques torre | a8 negres torre · g8 negres rei · a7 negres peó · b7 negres peó · e7 negres torre · f7 negres peó · g7 negres peó · d6 negres peó · e6 negres alfil · h6 negres peó · c5 negres peó · e5 negres cavall · c4 blanques peó · d3 blanques alfil · a2 blanques peó · b2 blanques peó · c2 blanques peó · d2 blanques alfil · e2 blanques torre · f2 blanques peó · g2 blanques peó · h2 blanques peó · b1 blanques rei · d1 blanques torre | a8 negres torre · g8 negres rei · a7 negres peó · b7 negres peó · e7 negres torre · f7 negres peó · g7 negres peó · d6 negres peó · e6 negres alfil · h6 negres peó · c5 negres peó · e5 negres cavall · c4 blanques peó · d3 blanques alfil · a2 blanques peó · b2 blanques peó · c2 blanques peó · d2 blanques alfil · e2 blanques torre · f2 blanques peó · g2 blanques peó · h2 blanques peó · b1 blanques rei · d1 blanques torre | a8 negres torre · g8 negres rei · a7 negres peó · b7 negres peó · e7 negres torre · f7 negres peó · g7 negres peó · d6 negres peó · e6 negres alfil · h6 negres peó · c5 negres peó · e5 negres cavall · c4 blanques peó · d3 blanques alfil · a2 blanques peó · b2 blanques peó · c2 blanques peó · d2 blanques alfil · e2 blanques torre · f2 blanques peó · g2 blanques peó · h2 blanques peó · b1 blanques rei · d1 blanques torre | a8 negres torre · g8 negres rei · a7 negres peó · b7 negres peó · e7 negres torre · f7 negres peó · g7 negres peó · d6 negres peó · e6 negres alfil · h6 negres peó · c5 negres peó · e5 negres cavall · c4 blanques peó · d3 blanques alfil · a2 blanques peó · b2 blanques peó · c2 blanques peó · d2 blanques alfil · e2 blanques torre · f2 blanques peó · g2 blanques peó · h2 blanques peó · b1 blanques rei · d1 blanques torre | a8 negres torre · g8 negres rei · a7 negres peó · b7 negres peó · e7 negres torre · f7 negres peó · g7 negres peó · d6 negres peó · e6 negres alfil · h6 negres peó · c5 negres peó · e5 negres cavall · c4 blanques peó · d3 blanques alfil · a2 blanques peó · b2 blanques peó · c2 blanques peó · d2 blanques alfil · e2 blanques torre · f2 blanques peó · g2 blanques peó · h2 blanques peó · b1 blanques rei · d1 blanques torre | 2 |
| 1 | a8 negres torre · g8 negres rei · a7 negres peó · b7 negres peó · e7 negres torre · f7 negres peó · g7 negres peó · d6 negres peó · e6 negres alfil · h6 negres peó · c5 negres peó · e5 negres cavall · c4 blanques peó · d3 blanques alfil · a2 blanques peó · b2 blanques peó · c2 blanques peó · d2 blanques alfil · e2 blanques torre · f2 blanques peó · g2 blanques peó · h2 blanques peó · b1 blanques rei · d1 blanques torre | a8 negres torre · g8 negres rei · a7 negres peó · b7 negres peó · e7 negres torre · f7 negres peó · g7 negres peó · d6 negres peó · e6 negres alfil · h6 negres peó · c5 negres peó · e5 negres cavall · c4 blanques peó · d3 blanques alfil · a2 blanques peó · b2 blanques peó · c2 blanques peó · d2 blanques alfil · e2 blanques torre · f2 blanques peó · g2 blanques peó · h2 blanques peó · b1 blanques rei · d1 blanques torre | a8 negres torre · g8 negres rei · a7 negres peó · b7 negres peó · e7 negres torre · f7 negres peó · g7 negres peó · d6 negres peó · e6 negres alfil · h6 negres peó · c5 negres peó · e5 negres cavall · c4 blanques peó · d3 blanques alfil · a2 blanques peó · b2 blanques peó · c2 blanques peó · d2 blanques alfil · e2 blanques torre · f2 blanques peó · g2 blanques peó · h2 blanques peó · b1 blanques rei · d1 blanques torre | a8 negres torre · g8 negres rei · a7 negres peó · b7 negres peó · e7 negres torre · f7 negres peó · g7 negres peó · d6 negres peó · e6 negres alfil · h6 negres peó · c5 negres peó · e5 negres cavall · c4 blanques peó · d3 blanques alfil · a2 blanques peó · b2 blanques peó · c2 blanques peó · d2 blanques alfil · e2 blanques torre · f2 blanques peó · g2 blanques peó · h2 blanques peó · b1 blanques rei · d1 blanques torre | a8 negres torre · g8 negres rei · a7 negres peó · b7 negres peó · e7 negres torre · f7 negres peó · g7 negres peó · d6 negres peó · e6 negres alfil · h6 negres peó · c5 negres peó · e5 negres cavall · c4 blanques peó · d3 blanques alfil · a2 blanques peó · b2 blanques peó · c2 blanques peó · d2 blanques alfil · e2 blanques torre · f2 blanques peó · g2 blanques peó · h2 blanques peó · b1 blanques rei · d1 blanques torre | a8 negres torre · g8 negres rei · a7 negres peó · b7 negres peó · e7 negres torre · f7 negres peó · g7 negres peó · d6 negres peó · e6 negres alfil · h6 negres peó · c5 negres peó · e5 negres cavall · c4 blanques peó · d3 blanques alfil · a2 blanques peó · b2 blanques peó · c2 blanques peó · d2 blanques alfil · e2 blanques torre · f2 blanques peó · g2 blanques peó · h2 blanques peó · b1 blanques rei · d1 blanques torre | a8 negres torre · g8 negres rei · a7 negres peó · b7 negres peó · e7 negres torre · f7 negres peó · g7 negres peó · d6 negres peó · e6 negres alfil · h6 negres peó · c5 negres peó · e5 negres cavall · c4 blanques peó · d3 blanques alfil · a2 blanques peó · b2 blanques peó · c2 blanques peó · d2 blanques alfil · e2 blanques torre · f2 blanques peó · g2 blanques peó · h2 blanques peó · b1 blanques rei · d1 blanques torre | a8 negres torre · g8 negres rei · a7 negres peó · b7 negres peó · e7 negres torre · f7 negres peó · g7 negres peó · d6 negres peó · e6 negres alfil · h6 negres peó · c5 negres peó · e5 negres cavall · c4 blanques peó · d3 blanques alfil · a2 blanques peó · b2 blanques peó · c2 blanques peó · d2 blanques alfil · e2 blanques torre · f2 blanques peó · g2 blanques peó · h2 blanques peó · b1 blanques rei · d1 blanques torre | 1 |
|   | a | b | c | d | e | f | g | h |   |

A l'onzena partida Carlsen va començar amb e4 per segon cop en el matx, i Caruana va jugar altre cop la defensa Petrov. Caruana estava molt ben preparat, i Carlsen va ser incapaç d'obtenir avantatge d'obertura, malgrat el fet que la variant amb 9. ...Cf6 havia estat mostrada en el vídeo de preparació de Caruana que s'havia filtrat abans del matx. Després d'un canvi de dames ràpid, Caruana va forçar un final d'alfils de diferent color amb 18...Ce5!. Després de liquidar a continuació el peó-d6, la seva única debilitat, Caruana fins i tot va poder donar un peó addicional. Carlsen va seguir jugant, però la seva única possibilitat de guanyar era una errada greu de Caruana, que no es va produir. La partida va ser taules en 55 moviments.
1.e4 e5 2. Cf3 Cf6 3. Cxe5 d6 4. Cf3 Cxe4 5. Cc3 Cxc3 6. dxc3 Ae7 7. Ae3 0-0 8. Dd2 Cd7 9. 0-0-0 Cf6 10. Ad3 c5 11. The1 Ae6 12. Rb1 Da5 13. c4 Dxd2 14. Axd2 h6 15. Ch4 Tfe8 16. Cg6 Cg4 17. Cxe7+ Txe7 18. Te2 Ce5 (diagrama) 19. Af4 Cxd3 20. Txd3 Td7 21. Txd6 Txd6 22. Axd6 Td8 23. Td2 Axc4 24. Rc1 b6 25. Af4 Txd2 26. Rxd2 a6 27. a3 Rf8 28. Ac7 b5 29. Ad6+ Re8 30. Axc5 h5 31. Re3 Rd7 32. Rd4 g6 33. g3 Ae2 34. Af8 Rc6 35. b3 Ad1 36. Rd3 Ag4 37. c4 Ae6 38. Rd4 bxc4 39. bxc4 Ag4 40. c5 Ae6 41. Ah6 Ad5 42. Ae3 Ae6 43. Re5 Ad5 44. Rf4 Ae6 45. Rg5 Ad5 46. g4 hxg4 47. Rxg4 Aa2 48. Rg5 Ab3 49. Rf6 Aa2 50. h4 Ab3 51. f4 Aa2 52. Re7 Ab3 53. Rf6 Aa2 54. f5 Ab1 55. Af2 Ac2 ½–½

#### Partida 12: Caruana–Carlsen, ½–½
|   | a | b | c | d | e | f | g | h |   |
| 8 | c8 negres torre · e8 negres alfil · f8 negres torre · g8 negres rei · b7 negres peó · c7 negres dama · g7 negres peó · d6 negres peó · f6 negres alfil · a5 negres peó · c5 negres cavall · d5 blanques peó · f5 negres peó · h5 negres peó · c4 blanques peó · e4 negres peó · f4 blanques peó · h4 blanques peó · e3 blanques alfil · g3 blanques peó · a2 blanques peó · b2 blanques peó · c2 blanques torre · d2 blanques dama · e2 blanques alfil · f2 blanques cavall · b1 blanques rei · e1 blanques torre | c8 negres torre · e8 negres alfil · f8 negres torre · g8 negres rei · b7 negres peó · c7 negres dama · g7 negres peó · d6 negres peó · f6 negres alfil · a5 negres peó · c5 negres cavall · d5 blanques peó · f5 negres peó · h5 negres peó · c4 blanques peó · e4 negres peó · f4 blanques peó · h4 blanques peó · e3 blanques alfil · g3 blanques peó · a2 blanques peó · b2 blanques peó · c2 blanques torre · d2 blanques dama · e2 blanques alfil · f2 blanques cavall · b1 blanques rei · e1 blanques torre | c8 negres torre · e8 negres alfil · f8 negres torre · g8 negres rei · b7 negres peó · c7 negres dama · g7 negres peó · d6 negres peó · f6 negres alfil · a5 negres peó · c5 negres cavall · d5 blanques peó · f5 negres peó · h5 negres peó · c4 blanques peó · e4 negres peó · f4 blanques peó · h4 blanques peó · e3 blanques alfil · g3 blanques peó · a2 blanques peó · b2 blanques peó · c2 blanques torre · d2 blanques dama · e2 blanques alfil · f2 blanques cavall · b1 blanques rei · e1 blanques torre | c8 negres torre · e8 negres alfil · f8 negres torre · g8 negres rei · b7 negres peó · c7 negres dama · g7 negres peó · d6 negres peó · f6 negres alfil · a5 negres peó · c5 negres cavall · d5 blanques peó · f5 negres peó · h5 negres peó · c4 blanques peó · e4 negres peó · f4 blanques peó · h4 blanques peó · e3 blanques alfil · g3 blanques peó · a2 blanques peó · b2 blanques peó · c2 blanques torre · d2 blanques dama · e2 blanques alfil · f2 blanques cavall · b1 blanques rei · e1 blanques torre | c8 negres torre · e8 negres alfil · f8 negres torre · g8 negres rei · b7 negres peó · c7 negres dama · g7 negres peó · d6 negres peó · f6 negres alfil · a5 negres peó · c5 negres cavall · d5 blanques peó · f5 negres peó · h5 negres peó · c4 blanques peó · e4 negres peó · f4 blanques peó · h4 blanques peó · e3 blanques alfil · g3 blanques peó · a2 blanques peó · b2 blanques peó · c2 blanques torre · d2 blanques dama · e2 blanques alfil · f2 blanques cavall · b1 blanques rei · e1 blanques torre | c8 negres torre · e8 negres alfil · f8 negres torre · g8 negres rei · b7 negres peó · c7 negres dama · g7 negres peó · d6 negres peó · f6 negres alfil · a5 negres peó · c5 negres cavall · d5 blanques peó · f5 negres peó · h5 negres peó · c4 blanques peó · e4 negres peó · f4 blanques peó · h4 blanques peó · e3 blanques alfil · g3 blanques peó · a2 blanques peó · b2 blanques peó · c2 blanques torre · d2 blanques dama · e2 blanques alfil · f2 blanques cavall · b1 blanques rei · e1 blanques torre | c8 negres torre · e8 negres alfil · f8 negres torre · g8 negres rei · b7 negres peó · c7 negres dama · g7 negres peó · d6 negres peó · f6 negres alfil · a5 negres peó · c5 negres cavall · d5 blanques peó · f5 negres peó · h5 negres peó · c4 blanques peó · e4 negres peó · f4 blanques peó · h4 blanques peó · e3 blanques alfil · g3 blanques peó · a2 blanques peó · b2 blanques peó · c2 blanques torre · d2 blanques dama · e2 blanques alfil · f2 blanques cavall · b1 blanques rei · e1 blanques torre | c8 negres torre · e8 negres alfil · f8 negres torre · g8 negres rei · b7 negres peó · c7 negres dama · g7 negres peó · d6 negres peó · f6 negres alfil · a5 negres peó · c5 negres cavall · d5 blanques peó · f5 negres peó · h5 negres peó · c4 blanques peó · e4 negres peó · f4 blanques peó · h4 blanques peó · e3 blanques alfil · g3 blanques peó · a2 blanques peó · b2 blanques peó · c2 blanques torre · d2 blanques dama · e2 blanques alfil · f2 blanques cavall · b1 blanques rei · e1 blanques torre | 8 |
| 7 | c8 negres torre · e8 negres alfil · f8 negres torre · g8 negres rei · b7 negres peó · c7 negres dama · g7 negres peó · d6 negres peó · f6 negres alfil · a5 negres peó · c5 negres cavall · d5 blanques peó · f5 negres peó · h5 negres peó · c4 blanques peó · e4 negres peó · f4 blanques peó · h4 blanques peó · e3 blanques alfil · g3 blanques peó · a2 blanques peó · b2 blanques peó · c2 blanques torre · d2 blanques dama · e2 blanques alfil · f2 blanques cavall · b1 blanques rei · e1 blanques torre | c8 negres torre · e8 negres alfil · f8 negres torre · g8 negres rei · b7 negres peó · c7 negres dama · g7 negres peó · d6 negres peó · f6 negres alfil · a5 negres peó · c5 negres cavall · d5 blanques peó · f5 negres peó · h5 negres peó · c4 blanques peó · e4 negres peó · f4 blanques peó · h4 blanques peó · e3 blanques alfil · g3 blanques peó · a2 blanques peó · b2 blanques peó · c2 blanques torre · d2 blanques dama · e2 blanques alfil · f2 blanques cavall · b1 blanques rei · e1 blanques torre | c8 negres torre · e8 negres alfil · f8 negres torre · g8 negres rei · b7 negres peó · c7 negres dama · g7 negres peó · d6 negres peó · f6 negres alfil · a5 negres peó · c5 negres cavall · d5 blanques peó · f5 negres peó · h5 negres peó · c4 blanques peó · e4 negres peó · f4 blanques peó · h4 blanques peó · e3 blanques alfil · g3 blanques peó · a2 blanques peó · b2 blanques peó · c2 blanques torre · d2 blanques dama · e2 blanques alfil · f2 blanques cavall · b1 blanques rei · e1 blanques torre | c8 negres torre · e8 negres alfil · f8 negres torre · g8 negres rei · b7 negres peó · c7 negres dama · g7 negres peó · d6 negres peó · f6 negres alfil · a5 negres peó · c5 negres cavall · d5 blanques peó · f5 negres peó · h5 negres peó · c4 blanques peó · e4 negres peó · f4 blanques peó · h4 blanques peó · e3 blanques alfil · g3 blanques peó · a2 blanques peó · b2 blanques peó · c2 blanques torre · d2 blanques dama · e2 blanques alfil · f2 blanques cavall · b1 blanques rei · e1 blanques torre | c8 negres torre · e8 negres alfil · f8 negres torre · g8 negres rei · b7 negres peó · c7 negres dama · g7 negres peó · d6 negres peó · f6 negres alfil · a5 negres peó · c5 negres cavall · d5 blanques peó · f5 negres peó · h5 negres peó · c4 blanques peó · e4 negres peó · f4 blanques peó · h4 blanques peó · e3 blanques alfil · g3 blanques peó · a2 blanques peó · b2 blanques peó · c2 blanques torre · d2 blanques dama · e2 blanques alfil · f2 blanques cavall · b1 blanques rei · e1 blanques torre | c8 negres torre · e8 negres alfil · f8 negres torre · g8 negres rei · b7 negres peó · c7 negres dama · g7 negres peó · d6 negres peó · f6 negres alfil · a5 negres peó · c5 negres cavall · d5 blanques peó · f5 negres peó · h5 negres peó · c4 blanques peó · e4 negres peó · f4 blanques peó · h4 blanques peó · e3 blanques alfil · g3 blanques peó · a2 blanques peó · b2 blanques peó · c2 blanques torre · d2 blanques dama · e2 blanques alfil · f2 blanques cavall · b1 blanques rei · e1 blanques torre | c8 negres torre · e8 negres alfil · f8 negres torre · g8 negres rei · b7 negres peó · c7 negres dama · g7 negres peó · d6 negres peó · f6 negres alfil · a5 negres peó · c5 negres cavall · d5 blanques peó · f5 negres peó · h5 negres peó · c4 blanques peó · e4 negres peó · f4 blanques peó · h4 blanques peó · e3 blanques alfil · g3 blanques peó · a2 blanques peó · b2 blanques peó · c2 blanques torre · d2 blanques dama · e2 blanques alfil · f2 blanques cavall · b1 blanques rei · e1 blanques torre | c8 negres torre · e8 negres alfil · f8 negres torre · g8 negres rei · b7 negres peó · c7 negres dama · g7 negres peó · d6 negres peó · f6 negres alfil · a5 negres peó · c5 negres cavall · d5 blanques peó · f5 negres peó · h5 negres peó · c4 blanques peó · e4 negres peó · f4 blanques peó · h4 blanques peó · e3 blanques alfil · g3 blanques peó · a2 blanques peó · b2 blanques peó · c2 blanques torre · d2 blanques dama · e2 blanques alfil · f2 blanques cavall · b1 blanques rei · e1 blanques torre | 7 |
| 6 | c8 negres torre · e8 negres alfil · f8 negres torre · g8 negres rei · b7 negres peó · c7 negres dama · g7 negres peó · d6 negres peó · f6 negres alfil · a5 negres peó · c5 negres cavall · d5 blanques peó · f5 negres peó · h5 negres peó · c4 blanques peó · e4 negres peó · f4 blanques peó · h4 blanques peó · e3 blanques alfil · g3 blanques peó · a2 blanques peó · b2 blanques peó · c2 blanques torre · d2 blanques dama · e2 blanques alfil · f2 blanques cavall · b1 blanques rei · e1 blanques torre | c8 negres torre · e8 negres alfil · f8 negres torre · g8 negres rei · b7 negres peó · c7 negres dama · g7 negres peó · d6 negres peó · f6 negres alfil · a5 negres peó · c5 negres cavall · d5 blanques peó · f5 negres peó · h5 negres peó · c4 blanques peó · e4 negres peó · f4 blanques peó · h4 blanques peó · e3 blanques alfil · g3 blanques peó · a2 blanques peó · b2 blanques peó · c2 blanques torre · d2 blanques dama · e2 blanques alfil · f2 blanques cavall · b1 blanques rei · e1 blanques torre | c8 negres torre · e8 negres alfil · f8 negres torre · g8 negres rei · b7 negres peó · c7 negres dama · g7 negres peó · d6 negres peó · f6 negres alfil · a5 negres peó · c5 negres cavall · d5 blanques peó · f5 negres peó · h5 negres peó · c4 blanques peó · e4 negres peó · f4 blanques peó · h4 blanques peó · e3 blanques alfil · g3 blanques peó · a2 blanques peó · b2 blanques peó · c2 blanques torre · d2 blanques dama · e2 blanques alfil · f2 blanques cavall · b1 blanques rei · e1 blanques torre | c8 negres torre · e8 negres alfil · f8 negres torre · g8 negres rei · b7 negres peó · c7 negres dama · g7 negres peó · d6 negres peó · f6 negres alfil · a5 negres peó · c5 negres cavall · d5 blanques peó · f5 negres peó · h5 negres peó · c4 blanques peó · e4 negres peó · f4 blanques peó · h4 blanques peó · e3 blanques alfil · g3 blanques peó · a2 blanques peó · b2 blanques peó · c2 blanques torre · d2 blanques dama · e2 blanques alfil · f2 blanques cavall · b1 blanques rei · e1 blanques torre | c8 negres torre · e8 negres alfil · f8 negres torre · g8 negres rei · b7 negres peó · c7 negres dama · g7 negres peó · d6 negres peó · f6 negres alfil · a5 negres peó · c5 negres cavall · d5 blanques peó · f5 negres peó · h5 negres peó · c4 blanques peó · e4 negres peó · f4 blanques peó · h4 blanques peó · e3 blanques alfil · g3 blanques peó · a2 blanques peó · b2 blanques peó · c2 blanques torre · d2 blanques dama · e2 blanques alfil · f2 blanques cavall · b1 blanques rei · e1 blanques torre | c8 negres torre · e8 negres alfil · f8 negres torre · g8 negres rei · b7 negres peó · c7 negres dama · g7 negres peó · d6 negres peó · f6 negres alfil · a5 negres peó · c5 negres cavall · d5 blanques peó · f5 negres peó · h5 negres peó · c4 blanques peó · e4 negres peó · f4 blanques peó · h4 blanques peó · e3 blanques alfil · g3 blanques peó · a2 blanques peó · b2 blanques peó · c2 blanques torre · d2 blanques dama · e2 blanques alfil · f2 blanques cavall · b1 blanques rei · e1 blanques torre | c8 negres torre · e8 negres alfil · f8 negres torre · g8 negres rei · b7 negres peó · c7 negres dama · g7 negres peó · d6 negres peó · f6 negres alfil · a5 negres peó · c5 negres cavall · d5 blanques peó · f5 negres peó · h5 negres peó · c4 blanques peó · e4 negres peó · f4 blanques peó · h4 blanques peó · e3 blanques alfil · g3 blanques peó · a2 blanques peó · b2 blanques peó · c2 blanques torre · d2 blanques dama · e2 blanques alfil · f2 blanques cavall · b1 blanques rei · e1 blanques torre | c8 negres torre · e8 negres alfil · f8 negres torre · g8 negres rei · b7 negres peó · c7 negres dama · g7 negres peó · d6 negres peó · f6 negres alfil · a5 negres peó · c5 negres cavall · d5 blanques peó · f5 negres peó · h5 negres peó · c4 blanques peó · e4 negres peó · f4 blanques peó · h4 blanques peó · e3 blanques alfil · g3 blanques peó · a2 blanques peó · b2 blanques peó · c2 blanques torre · d2 blanques dama · e2 blanques alfil · f2 blanques cavall · b1 blanques rei · e1 blanques torre | 6 |
| 5 | c8 negres torre · e8 negres alfil · f8 negres torre · g8 negres rei · b7 negres peó · c7 negres dama · g7 negres peó · d6 negres peó · f6 negres alfil · a5 negres peó · c5 negres cavall · d5 blanques peó · f5 negres peó · h5 negres peó · c4 blanques peó · e4 negres peó · f4 blanques peó · h4 blanques peó · e3 blanques alfil · g3 blanques peó · a2 blanques peó · b2 blanques peó · c2 blanques torre · d2 blanques dama · e2 blanques alfil · f2 blanques cavall · b1 blanques rei · e1 blanques torre | c8 negres torre · e8 negres alfil · f8 negres torre · g8 negres rei · b7 negres peó · c7 negres dama · g7 negres peó · d6 negres peó · f6 negres alfil · a5 negres peó · c5 negres cavall · d5 blanques peó · f5 negres peó · h5 negres peó · c4 blanques peó · e4 negres peó · f4 blanques peó · h4 blanques peó · e3 blanques alfil · g3 blanques peó · a2 blanques peó · b2 blanques peó · c2 blanques torre · d2 blanques dama · e2 blanques alfil · f2 blanques cavall · b1 blanques rei · e1 blanques torre | c8 negres torre · e8 negres alfil · f8 negres torre · g8 negres rei · b7 negres peó · c7 negres dama · g7 negres peó · d6 negres peó · f6 negres alfil · a5 negres peó · c5 negres cavall · d5 blanques peó · f5 negres peó · h5 negres peó · c4 blanques peó · e4 negres peó · f4 blanques peó · h4 blanques peó · e3 blanques alfil · g3 blanques peó · a2 blanques peó · b2 blanques peó · c2 blanques torre · d2 blanques dama · e2 blanques alfil · f2 blanques cavall · b1 blanques rei · e1 blanques torre | c8 negres torre · e8 negres alfil · f8 negres torre · g8 negres rei · b7 negres peó · c7 negres dama · g7 negres peó · d6 negres peó · f6 negres alfil · a5 negres peó · c5 negres cavall · d5 blanques peó · f5 negres peó · h5 negres peó · c4 blanques peó · e4 negres peó · f4 blanques peó · h4 blanques peó · e3 blanques alfil · g3 blanques peó · a2 blanques peó · b2 blanques peó · c2 blanques torre · d2 blanques dama · e2 blanques alfil · f2 blanques cavall · b1 blanques rei · e1 blanques torre | c8 negres torre · e8 negres alfil · f8 negres torre · g8 negres rei · b7 negres peó · c7 negres dama · g7 negres peó · d6 negres peó · f6 negres alfil · a5 negres peó · c5 negres cavall · d5 blanques peó · f5 negres peó · h5 negres peó · c4 blanques peó · e4 negres peó · f4 blanques peó · h4 blanques peó · e3 blanques alfil · g3 blanques peó · a2 blanques peó · b2 blanques peó · c2 blanques torre · d2 blanques dama · e2 blanques alfil · f2 blanques cavall · b1 blanques rei · e1 blanques torre | c8 negres torre · e8 negres alfil · f8 negres torre · g8 negres rei · b7 negres peó · c7 negres dama · g7 negres peó · d6 negres peó · f6 negres alfil · a5 negres peó · c5 negres cavall · d5 blanques peó · f5 negres peó · h5 negres peó · c4 blanques peó · e4 negres peó · f4 blanques peó · h4 blanques peó · e3 blanques alfil · g3 blanques peó · a2 blanques peó · b2 blanques peó · c2 blanques torre · d2 blanques dama · e2 blanques alfil · f2 blanques cavall · b1 blanques rei · e1 blanques torre | c8 negres torre · e8 negres alfil · f8 negres torre · g8 negres rei · b7 negres peó · c7 negres dama · g7 negres peó · d6 negres peó · f6 negres alfil · a5 negres peó · c5 negres cavall · d5 blanques peó · f5 negres peó · h5 negres peó · c4 blanques peó · e4 negres peó · f4 blanques peó · h4 blanques peó · e3 blanques alfil · g3 blanques peó · a2 blanques peó · b2 blanques peó · c2 blanques torre · d2 blanques dama · e2 blanques alfil · f2 blanques cavall · b1 blanques rei · e1 blanques torre | c8 negres torre · e8 negres alfil · f8 negres torre · g8 negres rei · b7 negres peó · c7 negres dama · g7 negres peó · d6 negres peó · f6 negres alfil · a5 negres peó · c5 negres cavall · d5 blanques peó · f5 negres peó · h5 negres peó · c4 blanques peó · e4 negres peó · f4 blanques peó · h4 blanques peó · e3 blanques alfil · g3 blanques peó · a2 blanques peó · b2 blanques peó · c2 blanques torre · d2 blanques dama · e2 blanques alfil · f2 blanques cavall · b1 blanques rei · e1 blanques torre | 5 |
| 4 | c8 negres torre · e8 negres alfil · f8 negres torre · g8 negres rei · b7 negres peó · c7 negres dama · g7 negres peó · d6 negres peó · f6 negres alfil · a5 negres peó · c5 negres cavall · d5 blanques peó · f5 negres peó · h5 negres peó · c4 blanques peó · e4 negres peó · f4 blanques peó · h4 blanques peó · e3 blanques alfil · g3 blanques peó · a2 blanques peó · b2 blanques peó · c2 blanques torre · d2 blanques dama · e2 blanques alfil · f2 blanques cavall · b1 blanques rei · e1 blanques torre | c8 negres torre · e8 negres alfil · f8 negres torre · g8 negres rei · b7 negres peó · c7 negres dama · g7 negres peó · d6 negres peó · f6 negres alfil · a5 negres peó · c5 negres cavall · d5 blanques peó · f5 negres peó · h5 negres peó · c4 blanques peó · e4 negres peó · f4 blanques peó · h4 blanques peó · e3 blanques alfil · g3 blanques peó · a2 blanques peó · b2 blanques peó · c2 blanques torre · d2 blanques dama · e2 blanques alfil · f2 blanques cavall · b1 blanques rei · e1 blanques torre | c8 negres torre · e8 negres alfil · f8 negres torre · g8 negres rei · b7 negres peó · c7 negres dama · g7 negres peó · d6 negres peó · f6 negres alfil · a5 negres peó · c5 negres cavall · d5 blanques peó · f5 negres peó · h5 negres peó · c4 blanques peó · e4 negres peó · f4 blanques peó · h4 blanques peó · e3 blanques alfil · g3 blanques peó · a2 blanques peó · b2 blanques peó · c2 blanques torre · d2 blanques dama · e2 blanques alfil · f2 blanques cavall · b1 blanques rei · e1 blanques torre | c8 negres torre · e8 negres alfil · f8 negres torre · g8 negres rei · b7 negres peó · c7 negres dama · g7 negres peó · d6 negres peó · f6 negres alfil · a5 negres peó · c5 negres cavall · d5 blanques peó · f5 negres peó · h5 negres peó · c4 blanques peó · e4 negres peó · f4 blanques peó · h4 blanques peó · e3 blanques alfil · g3 blanques peó · a2 blanques peó · b2 blanques peó · c2 blanques torre · d2 blanques dama · e2 blanques alfil · f2 blanques cavall · b1 blanques rei · e1 blanques torre | c8 negres torre · e8 negres alfil · f8 negres torre · g8 negres rei · b7 negres peó · c7 negres dama · g7 negres peó · d6 negres peó · f6 negres alfil · a5 negres peó · c5 negres cavall · d5 blanques peó · f5 negres peó · h5 negres peó · c4 blanques peó · e4 negres peó · f4 blanques peó · h4 blanques peó · e3 blanques alfil · g3 blanques peó · a2 blanques peó · b2 blanques peó · c2 blanques torre · d2 blanques dama · e2 blanques alfil · f2 blanques cavall · b1 blanques rei · e1 blanques torre | c8 negres torre · e8 negres alfil · f8 negres torre · g8 negres rei · b7 negres peó · c7 negres dama · g7 negres peó · d6 negres peó · f6 negres alfil · a5 negres peó · c5 negres cavall · d5 blanques peó · f5 negres peó · h5 negres peó · c4 blanques peó · e4 negres peó · f4 blanques peó · h4 blanques peó · e3 blanques alfil · g3 blanques peó · a2 blanques peó · b2 blanques peó · c2 blanques torre · d2 blanques dama · e2 blanques alfil · f2 blanques cavall · b1 blanques rei · e1 blanques torre | c8 negres torre · e8 negres alfil · f8 negres torre · g8 negres rei · b7 negres peó · c7 negres dama · g7 negres peó · d6 negres peó · f6 negres alfil · a5 negres peó · c5 negres cavall · d5 blanques peó · f5 negres peó · h5 negres peó · c4 blanques peó · e4 negres peó · f4 blanques peó · h4 blanques peó · e3 blanques alfil · g3 blanques peó · a2 blanques peó · b2 blanques peó · c2 blanques torre · d2 blanques dama · e2 blanques alfil · f2 blanques cavall · b1 blanques rei · e1 blanques torre | c8 negres torre · e8 negres alfil · f8 negres torre · g8 negres rei · b7 negres peó · c7 negres dama · g7 negres peó · d6 negres peó · f6 negres alfil · a5 negres peó · c5 negres cavall · d5 blanques peó · f5 negres peó · h5 negres peó · c4 blanques peó · e4 negres peó · f4 blanques peó · h4 blanques peó · e3 blanques alfil · g3 blanques peó · a2 blanques peó · b2 blanques peó · c2 blanques torre · d2 blanques dama · e2 blanques alfil · f2 blanques cavall · b1 blanques rei · e1 blanques torre | 4 |
| 3 | c8 negres torre · e8 negres alfil · f8 negres torre · g8 negres rei · b7 negres peó · c7 negres dama · g7 negres peó · d6 negres peó · f6 negres alfil · a5 negres peó · c5 negres cavall · d5 blanques peó · f5 negres peó · h5 negres peó · c4 blanques peó · e4 negres peó · f4 blanques peó · h4 blanques peó · e3 blanques alfil · g3 blanques peó · a2 blanques peó · b2 blanques peó · c2 blanques torre · d2 blanques dama · e2 blanques alfil · f2 blanques cavall · b1 blanques rei · e1 blanques torre | c8 negres torre · e8 negres alfil · f8 negres torre · g8 negres rei · b7 negres peó · c7 negres dama · g7 negres peó · d6 negres peó · f6 negres alfil · a5 negres peó · c5 negres cavall · d5 blanques peó · f5 negres peó · h5 negres peó · c4 blanques peó · e4 negres peó · f4 blanques peó · h4 blanques peó · e3 blanques alfil · g3 blanques peó · a2 blanques peó · b2 blanques peó · c2 blanques torre · d2 blanques dama · e2 blanques alfil · f2 blanques cavall · b1 blanques rei · e1 blanques torre | c8 negres torre · e8 negres alfil · f8 negres torre · g8 negres rei · b7 negres peó · c7 negres dama · g7 negres peó · d6 negres peó · f6 negres alfil · a5 negres peó · c5 negres cavall · d5 blanques peó · f5 negres peó · h5 negres peó · c4 blanques peó · e4 negres peó · f4 blanques peó · h4 blanques peó · e3 blanques alfil · g3 blanques peó · a2 blanques peó · b2 blanques peó · c2 blanques torre · d2 blanques dama · e2 blanques alfil · f2 blanques cavall · b1 blanques rei · e1 blanques torre | c8 negres torre · e8 negres alfil · f8 negres torre · g8 negres rei · b7 negres peó · c7 negres dama · g7 negres peó · d6 negres peó · f6 negres alfil · a5 negres peó · c5 negres cavall · d5 blanques peó · f5 negres peó · h5 negres peó · c4 blanques peó · e4 negres peó · f4 blanques peó · h4 blanques peó · e3 blanques alfil · g3 blanques peó · a2 blanques peó · b2 blanques peó · c2 blanques torre · d2 blanques dama · e2 blanques alfil · f2 blanques cavall · b1 blanques rei · e1 blanques torre | c8 negres torre · e8 negres alfil · f8 negres torre · g8 negres rei · b7 negres peó · c7 negres dama · g7 negres peó · d6 negres peó · f6 negres alfil · a5 negres peó · c5 negres cavall · d5 blanques peó · f5 negres peó · h5 negres peó · c4 blanques peó · e4 negres peó · f4 blanques peó · h4 blanques peó · e3 blanques alfil · g3 blanques peó · a2 blanques peó · b2 blanques peó · c2 blanques torre · d2 blanques dama · e2 blanques alfil · f2 blanques cavall · b1 blanques rei · e1 blanques torre | c8 negres torre · e8 negres alfil · f8 negres torre · g8 negres rei · b7 negres peó · c7 negres dama · g7 negres peó · d6 negres peó · f6 negres alfil · a5 negres peó · c5 negres cavall · d5 blanques peó · f5 negres peó · h5 negres peó · c4 blanques peó · e4 negres peó · f4 blanques peó · h4 blanques peó · e3 blanques alfil · g3 blanques peó · a2 blanques peó · b2 blanques peó · c2 blanques torre · d2 blanques dama · e2 blanques alfil · f2 blanques cavall · b1 blanques rei · e1 blanques torre | c8 negres torre · e8 negres alfil · f8 negres torre · g8 negres rei · b7 negres peó · c7 negres dama · g7 negres peó · d6 negres peó · f6 negres alfil · a5 negres peó · c5 negres cavall · d5 blanques peó · f5 negres peó · h5 negres peó · c4 blanques peó · e4 negres peó · f4 blanques peó · h4 blanques peó · e3 blanques alfil · g3 blanques peó · a2 blanques peó · b2 blanques peó · c2 blanques torre · d2 blanques dama · e2 blanques alfil · f2 blanques cavall · b1 blanques rei · e1 blanques torre | c8 negres torre · e8 negres alfil · f8 negres torre · g8 negres rei · b7 negres peó · c7 negres dama · g7 negres peó · d6 negres peó · f6 negres alfil · a5 negres peó · c5 negres cavall · d5 blanques peó · f5 negres peó · h5 negres peó · c4 blanques peó · e4 negres peó · f4 blanques peó · h4 blanques peó · e3 blanques alfil · g3 blanques peó · a2 blanques peó · b2 blanques peó · c2 blanques torre · d2 blanques dama · e2 blanques alfil · f2 blanques cavall · b1 blanques rei · e1 blanques torre | 3 |
| 2 | c8 negres torre · e8 negres alfil · f8 negres torre · g8 negres rei · b7 negres peó · c7 negres dama · g7 negres peó · d6 negres peó · f6 negres alfil · a5 negres peó · c5 negres cavall · d5 blanques peó · f5 negres peó · h5 negres peó · c4 blanques peó · e4 negres peó · f4 blanques peó · h4 blanques peó · e3 blanques alfil · g3 blanques peó · a2 blanques peó · b2 blanques peó · c2 blanques torre · d2 blanques dama · e2 blanques alfil · f2 blanques cavall · b1 blanques rei · e1 blanques torre | c8 negres torre · e8 negres alfil · f8 negres torre · g8 negres rei · b7 negres peó · c7 negres dama · g7 negres peó · d6 negres peó · f6 negres alfil · a5 negres peó · c5 negres cavall · d5 blanques peó · f5 negres peó · h5 negres peó · c4 blanques peó · e4 negres peó · f4 blanques peó · h4 blanques peó · e3 blanques alfil · g3 blanques peó · a2 blanques peó · b2 blanques peó · c2 blanques torre · d2 blanques dama · e2 blanques alfil · f2 blanques cavall · b1 blanques rei · e1 blanques torre | c8 negres torre · e8 negres alfil · f8 negres torre · g8 negres rei · b7 negres peó · c7 negres dama · g7 negres peó · d6 negres peó · f6 negres alfil · a5 negres peó · c5 negres cavall · d5 blanques peó · f5 negres peó · h5 negres peó · c4 blanques peó · e4 negres peó · f4 blanques peó · h4 blanques peó · e3 blanques alfil · g3 blanques peó · a2 blanques peó · b2 blanques peó · c2 blanques torre · d2 blanques dama · e2 blanques alfil · f2 blanques cavall · b1 blanques rei · e1 blanques torre | c8 negres torre · e8 negres alfil · f8 negres torre · g8 negres rei · b7 negres peó · c7 negres dama · g7 negres peó · d6 negres peó · f6 negres alfil · a5 negres peó · c5 negres cavall · d5 blanques peó · f5 negres peó · h5 negres peó · c4 blanques peó · e4 negres peó · f4 blanques peó · h4 blanques peó · e3 blanques alfil · g3 blanques peó · a2 blanques peó · b2 blanques peó · c2 blanques torre · d2 blanques dama · e2 blanques alfil · f2 blanques cavall · b1 blanques rei · e1 blanques torre | c8 negres torre · e8 negres alfil · f8 negres torre · g8 negres rei · b7 negres peó · c7 negres dama · g7 negres peó · d6 negres peó · f6 negres alfil · a5 negres peó · c5 negres cavall · d5 blanques peó · f5 negres peó · h5 negres peó · c4 blanques peó · e4 negres peó · f4 blanques peó · h4 blanques peó · e3 blanques alfil · g3 blanques peó · a2 blanques peó · b2 blanques peó · c2 blanques torre · d2 blanques dama · e2 blanques alfil · f2 blanques cavall · b1 blanques rei · e1 blanques torre | c8 negres torre · e8 negres alfil · f8 negres torre · g8 negres rei · b7 negres peó · c7 negres dama · g7 negres peó · d6 negres peó · f6 negres alfil · a5 negres peó · c5 negres cavall · d5 blanques peó · f5 negres peó · h5 negres peó · c4 blanques peó · e4 negres peó · f4 blanques peó · h4 blanques peó · e3 blanques alfil · g3 blanques peó · a2 blanques peó · b2 blanques peó · c2 blanques torre · d2 blanques dama · e2 blanques alfil · f2 blanques cavall · b1 blanques rei · e1 blanques torre | c8 negres torre · e8 negres alfil · f8 negres torre · g8 negres rei · b7 negres peó · c7 negres dama · g7 negres peó · d6 negres peó · f6 negres alfil · a5 negres peó · c5 negres cavall · d5 blanques peó · f5 negres peó · h5 negres peó · c4 blanques peó · e4 negres peó · f4 blanques peó · h4 blanques peó · e3 blanques alfil · g3 blanques peó · a2 blanques peó · b2 blanques peó · c2 blanques torre · d2 blanques dama · e2 blanques alfil · f2 blanques cavall · b1 blanques rei · e1 blanques torre | c8 negres torre · e8 negres alfil · f8 negres torre · g8 negres rei · b7 negres peó · c7 negres dama · g7 negres peó · d6 negres peó · f6 negres alfil · a5 negres peó · c5 negres cavall · d5 blanques peó · f5 negres peó · h5 negres peó · c4 blanques peó · e4 negres peó · f4 blanques peó · h4 blanques peó · e3 blanques alfil · g3 blanques peó · a2 blanques peó · b2 blanques peó · c2 blanques torre · d2 blanques dama · e2 blanques alfil · f2 blanques cavall · b1 blanques rei · e1 blanques torre | 2 |
| 1 | c8 negres torre · e8 negres alfil · f8 negres torre · g8 negres rei · b7 negres peó · c7 negres dama · g7 negres peó · d6 negres peó · f6 negres alfil · a5 negres peó · c5 negres cavall · d5 blanques peó · f5 negres peó · h5 negres peó · c4 blanques peó · e4 negres peó · f4 blanques peó · h4 blanques peó · e3 blanques alfil · g3 blanques peó · a2 blanques peó · b2 blanques peó · c2 blanques torre · d2 blanques dama · e2 blanques alfil · f2 blanques cavall · b1 blanques rei · e1 blanques torre | c8 negres torre · e8 negres alfil · f8 negres torre · g8 negres rei · b7 negres peó · c7 negres dama · g7 negres peó · d6 negres peó · f6 negres alfil · a5 negres peó · c5 negres cavall · d5 blanques peó · f5 negres peó · h5 negres peó · c4 blanques peó · e4 negres peó · f4 blanques peó · h4 blanques peó · e3 blanques alfil · g3 blanques peó · a2 blanques peó · b2 blanques peó · c2 blanques torre · d2 blanques dama · e2 blanques alfil · f2 blanques cavall · b1 blanques rei · e1 blanques torre | c8 negres torre · e8 negres alfil · f8 negres torre · g8 negres rei · b7 negres peó · c7 negres dama · g7 negres peó · d6 negres peó · f6 negres alfil · a5 negres peó · c5 negres cavall · d5 blanques peó · f5 negres peó · h5 negres peó · c4 blanques peó · e4 negres peó · f4 blanques peó · h4 blanques peó · e3 blanques alfil · g3 blanques peó · a2 blanques peó · b2 blanques peó · c2 blanques torre · d2 blanques dama · e2 blanques alfil · f2 blanques cavall · b1 blanques rei · e1 blanques torre | c8 negres torre · e8 negres alfil · f8 negres torre · g8 negres rei · b7 negres peó · c7 negres dama · g7 negres peó · d6 negres peó · f6 negres alfil · a5 negres peó · c5 negres cavall · d5 blanques peó · f5 negres peó · h5 negres peó · c4 blanques peó · e4 negres peó · f4 blanques peó · h4 blanques peó · e3 blanques alfil · g3 blanques peó · a2 blanques peó · b2 blanques peó · c2 blanques torre · d2 blanques dama · e2 blanques alfil · f2 blanques cavall · b1 blanques rei · e1 blanques torre | c8 negres torre · e8 negres alfil · f8 negres torre · g8 negres rei · b7 negres peó · c7 negres dama · g7 negres peó · d6 negres peó · f6 negres alfil · a5 negres peó · c5 negres cavall · d5 blanques peó · f5 negres peó · h5 negres peó · c4 blanques peó · e4 negres peó · f4 blanques peó · h4 blanques peó · e3 blanques alfil · g3 blanques peó · a2 blanques peó · b2 blanques peó · c2 blanques torre · d2 blanques dama · e2 blanques alfil · f2 blanques cavall · b1 blanques rei · e1 blanques torre | c8 negres torre · e8 negres alfil · f8 negres torre · g8 negres rei · b7 negres peó · c7 negres dama · g7 negres peó · d6 negres peó · f6 negres alfil · a5 negres peó · c5 negres cavall · d5 blanques peó · f5 negres peó · h5 negres peó · c4 blanques peó · e4 negres peó · f4 blanques peó · h4 blanques peó · e3 blanques alfil · g3 blanques peó · a2 blanques peó · b2 blanques peó · c2 blanques torre · d2 blanques dama · e2 blanques alfil · f2 blanques cavall · b1 blanques rei · e1 blanques torre | c8 negres torre · e8 negres alfil · f8 negres torre · g8 negres rei · b7 negres peó · c7 negres dama · g7 negres peó · d6 negres peó · f6 negres alfil · a5 negres peó · c5 negres cavall · d5 blanques peó · f5 negres peó · h5 negres peó · c4 blanques peó · e4 negres peó · f4 blanques peó · h4 blanques peó · e3 blanques alfil · g3 blanques peó · a2 blanques peó · b2 blanques peó · c2 blanques torre · d2 blanques dama · e2 blanques alfil · f2 blanques cavall · b1 blanques rei · e1 blanques torre | c8 negres torre · e8 negres alfil · f8 negres torre · g8 negres rei · b7 negres peó · c7 negres dama · g7 negres peó · d6 negres peó · f6 negres alfil · a5 negres peó · c5 negres cavall · d5 blanques peó · f5 negres peó · h5 negres peó · c4 blanques peó · e4 negres peó · f4 blanques peó · h4 blanques peó · e3 blanques alfil · g3 blanques peó · a2 blanques peó · b2 blanques peó · c2 blanques torre · d2 blanques dama · e2 blanques alfil · f2 blanques cavall · b1 blanques rei · e1 blanques torre | 1 |
|   | a | b | c | d | e | f | g | h |   |

La partida va començar amb una variant Sveshnikov de la defensa siciliana, i va seguir les partides 8 i 10 fins que Carlsen es va desviar amb 8...Ce7. La partida va entrar en un complicat mig joc en el qual Carlsen va mostrar una millor comprensió que Caruana. Els excampions del món Garry Kasparov i Vladímir Kràmnik tots dos varen desaprovar la jugada de Caruana 18. f3 i la idea 21. Rh2, ja que estaven autocreant-se debilitats que serien l'objectiu de les negres. Fins i tot, Carlsen va poder mobilitzar la seva majoria central de peons mentre mantenia a ratlla el flanc de dama de Caruana. Cap a la jugada 25 tenia millor posició. De tota manera, Carlsen no volia prendre riscs. No va jugar la combativa 25...b5, i va optar per la més prudent 25...a5. Tot i que la posició blanca seguia sent dolenta, després de 29...a4? Caruana va poder situar la dama a b4 i aturar així la ruptura b5. Les negres encara tenien una posició superior, i un pla clar, mentre les blanques romanien passives, però Carlsen va oferir taules, per arribar als desempats.
Va sorprendre a molts que la partida acabés, quan Carlsen tenia un avantatge estable a llarg termini sense riscos, així com més temps al rellotge. Krámnik fou especialment crític amb el noruec, dient que l'havia sorprès molt que Carlsen no volgués continuar jugant.
1.e4 c5 2. Cf3 Cc6 3. d4 cxd4 4. Cxd4 Cf6 5. Cc3 e5 6. Cdb5 d6 7. Cd5 Cxd5 8. exd5 Ce7 9. c4 Cg6 10. Da4 Ad7 11. Db4 Af5 12. h4 h5 13. Da4 Ad7 14. Db4 Af5 15. Ae3 a6 16. Cc3 Dc7 17. g3 Ae7 18. f3 Cf8 19. Ce4 Cd7 20. Ad3 0-0 21. Th2 Tac8 22. 0-0-0 Ag6 23. Tc2 f5 24. Cf2 Cc5 25. f4 a5 26. Dd2 e4 27. Ae2 Ae8 28. Rb1 Af6 29. Te1  (diagrama)  a4 30. Db4 g6 31. Td1 Ta8 ½–½